# Joseph Malègue
Vous lisez un « article de qualité » labellisé en 2014.
Joseph Malègue est un écrivain français, né à La Tour-d'Auvergne (Puy-de-Dôme) le 8 décembre 1876 et mort à Nantes (Loire-Inférieure) le 30 décembre 1940. 
Aîné de cinq enfants, renfermé et solitaire, il a une enfance heureuse marquée par la foi et l'amour de sa mère. D'abord médiocre, il termine brillamment ses humanités. Puis de nouveaux échecs dus à la maladie l'empêchent de réaliser ses ambitions intellectuelles.
Sa famille appartient à la petite bourgeoisie rurale liée aux notables catholiques en déclin, évincés par une classe en ascension depuis la proclamation de la République en 1870. Cette première crise du catholicisme, aggravée par la loi de séparation des Églises et de l'État de 1905, l'affecte lui et les siens. Elle précède de peu la crise moderniste de 1907. Une critique radicale s'appuyant sur des méthodes scientifiques modernes, met en cause l'interprétation traditionnelle des Évangiles et conduit certains à douter de la divinité de Jésus. Les effets de cette crise se prolongent aujourd'hui,. Elle ronge, chez Malègue, jusqu'à ses raisons de vivre.
Pour Hervé Serry, elle contraint l'Église à faire taire un clergé tenté par cette critique, ouvrant ainsi un espace dans le champ intellectuel religieux pour les écrivains de la Renaissance littéraire catholique. L'Église compte, pour s'imposer à nouveau dans le domaine des idées, sur ces laïcs plus sûrs qu'un clergé formé aux savoirs liés à l'exercice de son autorité doctrinale, disposant des armes intellectuelles pour la subvertir.
Quinze années d'études mettent Malègue au contact des intelligences et acteurs (de tous bords) de ces bouleversements pénibles aux catholiques. Il acquiert malgré l'échec à l'École normale, une immense culture philosophique, théologique, sociologique, géographique, littéraire, économique, juridique. Devenant à même d'assumer ce que la renaissance catholique appréhende mal, intellectuellement (le modernisme) ou sociologiquement (le déclin des notables catholiques). Échecs, maladies ,Première Guerre mondiale, sentiment d'avoir « raté sa vie », ne l'empêchent pas de travailler à un long roman (1912-1933).
Le 28 août 1923, à Nantes, à 46 ans, il épouse Yvonne Pouzin, première femme praticien hospitalier en France, alors âgée de 39 ans. Elle joue un rôle décisif dans la carrière de son mari, l'aidant moralement à compléter puis à publier le manuscrit d'Augustin ou Le Maître est là. Il paraît en 1933 (réédité au Cerf en 2014). Ce parfait inconnu devient à 57 ans, « un grand de la littérature ». Cinq décennies plus tard, Émile Goichot le considère toujours comme « le roman du modernisme ». Malègue y souligne l'importance de l'intelligence dans la foi, face à la crise du catholicisme qui le frappe en plein cœur. Ce roman « philosophique », de la mort de Dieu (Lebrec), est un roman d'amour : beauté des femmes, splendeur des paysages, humour des situations, sons, couleurs, odeurs. Jaillie du concret l'œuvre marque jusqu'au XXIe siècle des personnalités comme André Manaranche ou le pape François.
Le deuxième roman, Pierres noires : Les Classes moyennes du Salut, traite du déclin des élites catholiques, laïcisation, déchristianisation. L'écriture s'y enrichit d'une abondance de figures de style. Elles chantent la beauté des femmes encore, dissèquent divisions sociales implacables, fortunes détruites, mariages ratés, suicides accompagnant La Fin des notables catholiques. Pour Léon Émery, les deux romans sont chevillés l'un à l'autre. Certains (Benoît Neiss, Claude Barthe), pensent que, bien qu'inachevé,il est supérieur au premier donnant ainsi à Malègue une importance qu'il n'aurait pas sans lui. Cette lecture de la déchristianisation, nourrie discrètement de la sociologie d'Émile Durkheim renoue au fil du récit romanesque avec les intuitions fondatrices de la pensée de Bergson sur la religion et la morale.
Malègue avait pensé Pierres noires comme une trilogie et espéré publier les trois tomes en même temps. Un cancer incurable est diagnostiqué chez lui en juin 1940. Il tente de rendre le premier tome publiable et de regrouper les idées des deux tomes suivants. Jean Lebrec ajoute que « chacun des deux amples romans n'aurait été [...] lui-même qu'un élément d'une plus vaste fresque, —univers maléguien enraciné dans la terre du Cantal et en recherche des voies du salut. » La trilogie inachevée paraît à titre posthume en 1958, (rééditée 2018 (Ad solem).
Mystique, amoureux de l'intelligence (y compris dans ses essais et nouvelles), Malègue recherche des formules audacieuses, comme « ce que le Christ ajoute à Dieu » ou de nouveaux concepts, comme classes moyennes du Salut, sous-titre du roman inachevé. Celui-ci, selon certains critiques, parachève toute son œuvre, lui donne tant son sens que sa véritable importance. Elle est l'objet d'un regain d'intérêt. Tant en France : organisation d'un colloque international à son sujet en 2021, réédition des deux romans, de Pénombres (L'homme nouveau), trois ouvrages centrés Joseph Malègue. À la redécouverte d'une œuvre Cerf, Paris 2023). Qu'à l'étranger : colloques en Pologne, traduction d'Augustin en polonais et espagnol), relecture de Pénombres au Chili. Dans Joseph Malègue, entre réalisme intégral et impressionnisme. Les multiples éclats d'une œuvre oubliée (Honoré Champion, 2025) Zofia Litwinowicz-Krutnik souligne l'importante réception internationale de l'écrivain dès 1933 mais aussi le confinement de critique et public sur l'aspect religieux de l'œuvre au détriment de son art qu'elle juge exceptionnel et de son génie.

## Milieu social et familial, études, maladies et échecs

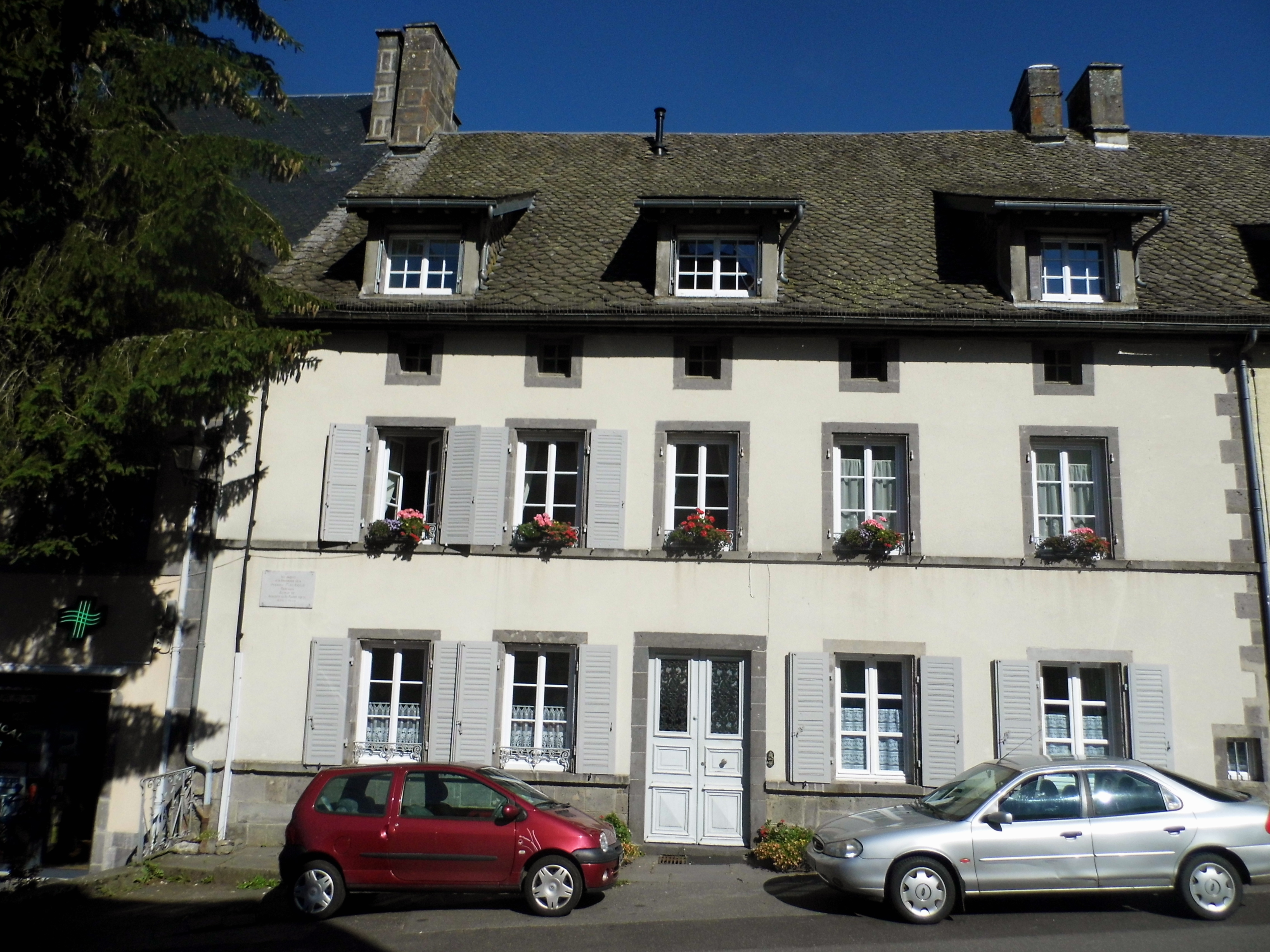
La maison natale, place Joseph Malègue à La Tour-d'Auvergne.

Le père de Joseph Malègue, François Malègue, né le 3 novembre 1836, épouse le 1er juin 1875, à trente-huit ans Anne Mouret, âgée de vingt-deux ans. Joseph est leur premier enfant suivi d'un garçon et trois filles (chronologie complète de la vie et de l'œuvre de Malègue sur La Vie).
Le père de Malègue — sévère, honnête et droit —, notaire à La Tour-d'Auvergne, présente certaines similitudes avec le père de Jean-Paul Vaton, personnage de son roman Pierres noires : Les Classes moyennes du Salut : forte autorité (dans la tradition du « Pater familias ») et « désir de s'élever ». Comme lui, il se différencie des notables tout en leur demeurant proche, notamment par des convictions religieuses discrètement manifestées : il montre, à l'égard des rites chrétiens familiaux, la même réserve que le père d'Augustin dans Augustin ou Le Maître est là.
Pour les sœurs de Malègue, « il ne fait l'ombre d'un doute que l'admirable mère d'Augustin ne soit la transposition de leur propre mère. » Jean Lebrec, rappelle que pour parler de Marie dans Pénombres, Malègue creuse jusqu'à « sa profonde enfance », affirmant que ses sœurs, son frère, lui-même ont été éduqués par une mère qui « ne cédait pas devant nos caprices, » sans les châtier par « des sanctions rigides », mais par « le seul sentiment d'une joie ou d'une tristesse » dans son cœur aimant. Cette femme était jolie, d'une grande douceur, avec « d'admirables yeux bleus et un sourire captivant. »
Durant leurs vacances à Besse, à l'instar des Vaton, les Malègue sont reçus par des notables : les Tissier-Aubergier « dont la fortune était grande et l'un des membres maître des requêtes à Paris. »
Le père du futur écrivain abandonne son étude pour devenir juge de paix à Saint-Bonnet-le-Château. Lorsqu'est promulguée la loi de séparation des Églises et de l'État en 1905, il refuse de jouer le rôle qu'il lui est imparti dans les inventaires. Lebrec, qui écrit qu'« il reprend la pratique religieuse en 1914 et meurt en 1917 », produit un document sur l'inventaire d'un couvent en 1903, à Usson. François refuse de le faire (sans être sanctionné) et démissionne en 1906, à 71 ans, répugnant à « jouer « les crocheteurs d'églises ». »
Pierres noires est pour Claude Barthe la recréation par Joseph Malègue de l'univers de son enfance et de sa jeunesse « une saisissante fresque historique de l'installation de la République […] : laïcisation des instituteurs, changement de mains de la fortune et du pouvoir qui passe d'une classe de notables […] à une nouvelle classe dirigeante. »
Dans le Dictionnaire de spiritualité, l'enfance de Joseph Malègue est décrite comme typique d'une « existence chrétienne, aux racines rurales et bourgeoises, ébranlée par la séparation des Églises et de l'État. »
Ce milieu est celui des écrivains du « renouveau catholique » dont Hervé Serry souligne le discours « empli de la vision d'un monde idéal qui s'engloutirait dans les progrès de la démocratie et du capitalisme. » Ce n'est pas celui de Joseph Malègue, même si l'enracinement social est similaire.

### Une enfance heureuse, des études d'abord médiocres

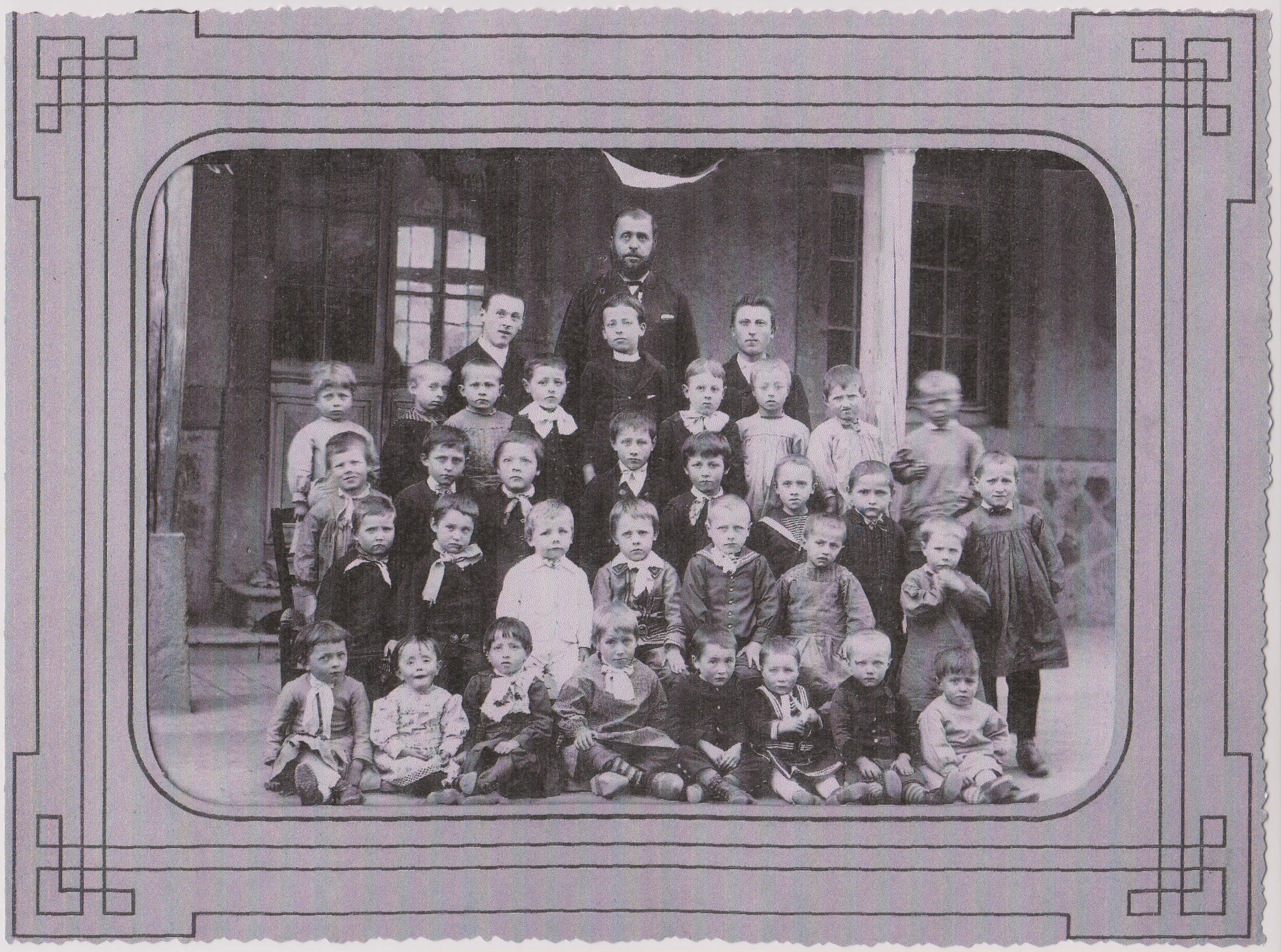
L'école primaire de La Tour d'Auvergne (circa 1880).

Chaque année les Malègue vont en vacances à Besse, (à 30 km), un peu celles du début d'Augustin ou Le Maître est là (où la famille se rend dans le Cantal).
La famille se retrouve dans la maison de ses aïeux, grande demeure jouxtant le beffroi.
Ils prennent parfois la route pour la ferme du Bois noir (de la sœur aînée de la mère de Malègue), sur la commune d'Égliseneuve-d'Entraigues, près du Lac Chauvet entre Besse et Condat-en-Feniers, localité du Cantal qui inspire celle du « Grand domaine » dans Augustin.
Pour Lebrec, Malègue parsème ses romans de tels souvenirs. Pour Henri Lemaître, l'écrivain ancre en ces paysages et « leurs relations profondes avec les êtres », les éléments « d'une exceptionnelle synthèse de réalisme, de symbolisme et de spiritualité », l'enracinement barrésien n'excluant nullement « la quête d'un christianisme retrouvé dans sa pureté. » De six à dix ans, Joseph fréquente l'école communale de La Tour « aux fenêtres d'une grandeur surhumaine, donnant d'un côté sur la cour et de l'autre sur le potager. ».

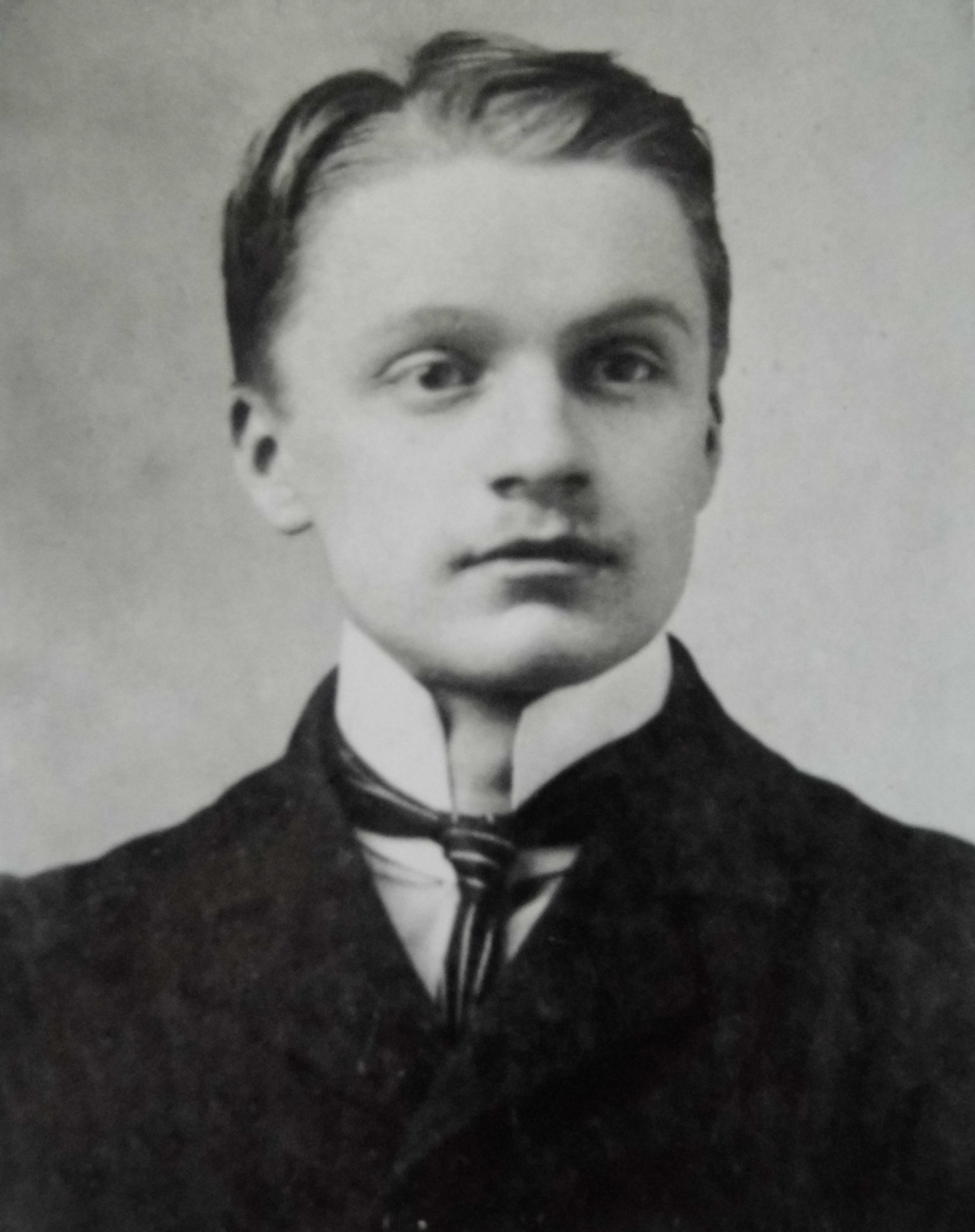
Malègue vers l'âge de 18 ans

Jean Lebrec et Elizabeth Michaël, ses deux biographes pensent qu'il s'y est ennuyé beaucoup et n'y a guère réussi. C'est un enfant taciturne et renfermé même s'il peut être espiègle, affectueux et boute-en-train en famille. Mêmes termes chez Lebrec pour décrire Malègue au moral. Lors d'une réunion de famille, il demeure toute une après-midi introuvable, car il s'est réfugié sur une colline voisine de La Tour-d'Auvergne.
À dix ans, en 1886, Joseph entre à l'internat du Lycée Blaise-Pascal de Clermont-Ferrand. De la Sixième à la Seconde comprise, Malègue, élève médiocre, redouble deux classes, découvre l'horreur des cours de récréation et des promenades de quatre heures le dimanche derrière les deux têtes de file, garçons infatigables.
Et le tambour des fins de classe et de récréation : tout était trop brutal, pense Lebrec, pour « cet enfant réservé. »
La dernière année à Clermont-Ferrand, Malègue se lie d'amitié avec Jean-Baptiste-Alexis Chambon qui entre aux Missions étrangères de Paris et deviendra archevêque de Yokohama.
Ils se retrouvent lors de leurs études à Paris et aux retours du missionnaire en France.
Pour décrire cette relation dans la vie réelle, Lebrec emprunte les mots qu'utilise le narrateur-héros de Pierres noires, Jean-Paul Vaton, pour dire l'amitié qui le lie, dans la fiction, à Félicien Bernier, lui aussi futur missionnaire.

### De grands succès puis la maladie et les échecs qui le marqueront pour la vie

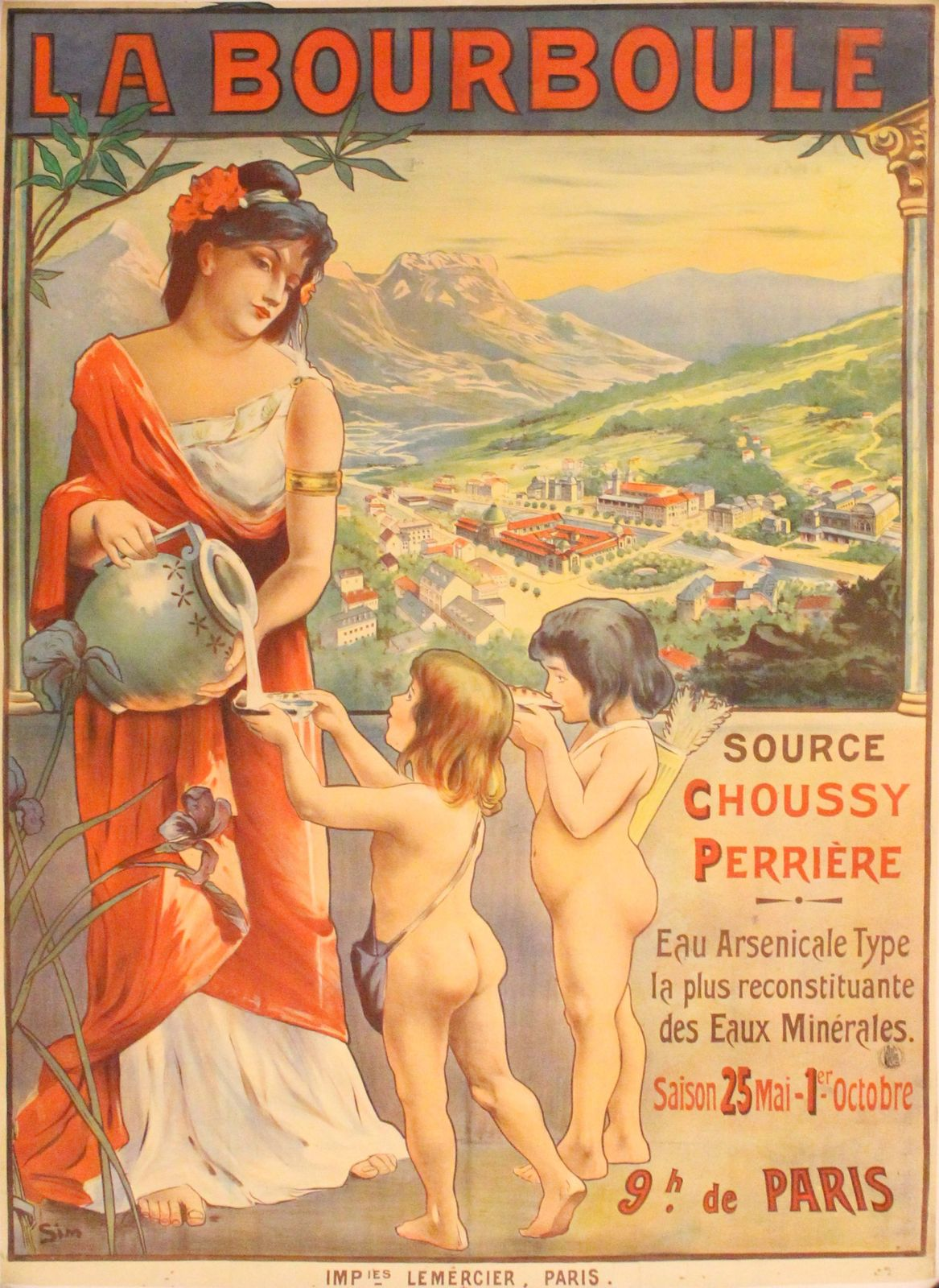
Affiche de la Belle Époque vantant les cures à La Bourboule (Sim).

Un avocat de Besse conseille à François Malègue de mettre son fils (il va avoir 17 ans), chez les Eudistes à Saint-Jean de Versailles. Il y entre en octobre 1893 et s'y épanouit : reçu à la première partie du baccalauréat en juillet 1894, en 1895 à la deuxième, la philosophie, avec la mention Très-Bien.
En octobre 1895, son père l'inscrit au collège Stanislas en Rhétorique supérieure en vue de la préparation au concours d'entrée à l'École normale supérieure. Malègue fait connaissance avec Le Sillon de Marc Sangnier, pour lequel il a un certain temps quelque sympathie ce que confirme Hervé de Talhouët, futur élève de Malègue dans le cadre du préceptorat de celui-ci dans cette famille.
En 1896, au Concours général, Malègue obtient un premier accessit en composition française qu'il reçoit des mains du ministre de l'Instruction publique entouré de Félix Ravaisson, Ferdinand Brunetière et de Paul Desjardins qui prononce le discours. Celui-ci, sensible à la liberté d'opinion, au dialogue croyants/incroyants, organise plus tard les Décades de Pontigny et y invite Malègue après la parution d'Augustin. En 1897, Joseph termine une licence ès lettres. Guillaume de Menthière le résume.
À la fin de l'année scolaire 1896-1897, il contracte une grave pleurésie et ne peut se présenter aux épreuves : « toute la vie de Malègue sera marquée des conséquences de cette malencontreuse pleurésie, à la veille du concours. » Les deux années suivantes, il doit interrompre ses études pour se soigner en deux saisons à La Bourboule, ville d'eaux proche de sa ville natale. Trois séquelles de la pleurésie le marquent à vie : maux de tête, graves insomnies, nervosité accentuée.
Ses bronches devenues délicates provoquent des crises d'asthme. Les maladies et échecs ultérieurs engendrent un état chronique de neurasthénie. Ses difficultés d'élocution, qui rendent sa conversation en partie inaudible même à ses familiers lui font rater l'agrégation de droit en 1920. Il ne dort que trois ou quatre heures par nuit, l'obligeant à prendre du véronal et de refuser le poste de correspondant à Londres de L'Écho de Paris qui lui est proposé après son échec en droit. À l'École de Savenay, il ne peut parler que d'une « voix blessée. » Il souffre en outre d'une myopie grave.

### Une vie qui suscitera une revanche dans la littérature

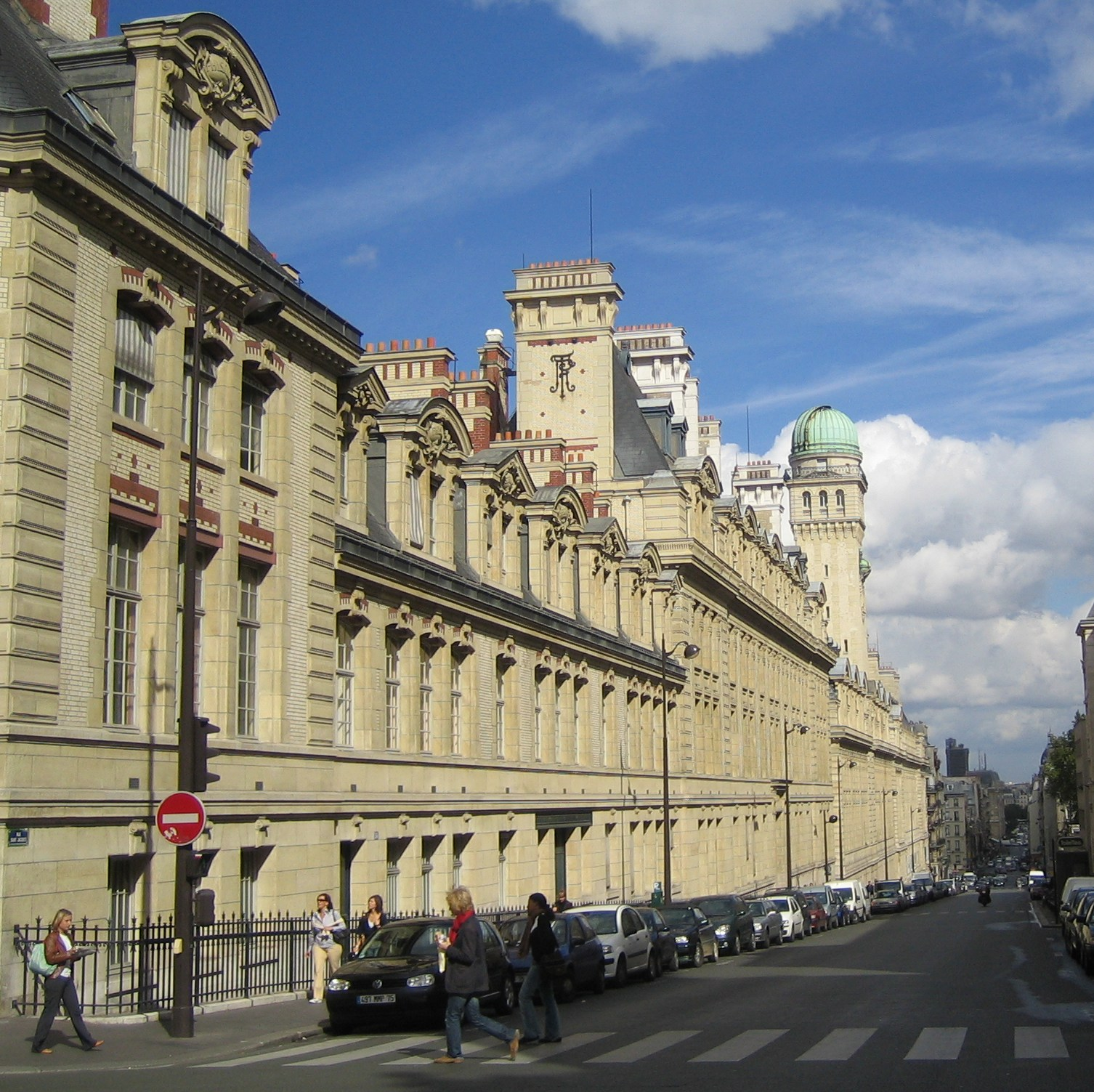
Rue Saint-Jacques, la Sorbonne à Paris : Montagne Sainte-Geneviève.

À près de vingt-trois ans, Malègue recommence une Première supérieure au lycée Henri-IV pour réaliser son rêve d'entrer à l'École normale. Il fait la connaissance de Jacques Chevalier, Henri Focillon, Jérôme Carcopino, Robert Hertz (qui inspire le personnage de Bruhl dans Augustin : « juif, socialiste, sociologue de l'école de Durkheim mais très supérieur à son maître, animé d'une foi profonde dans le messianisme de l'humanité, nature généreuse qui fut tué à Verdun dans la Grande Guerre). »

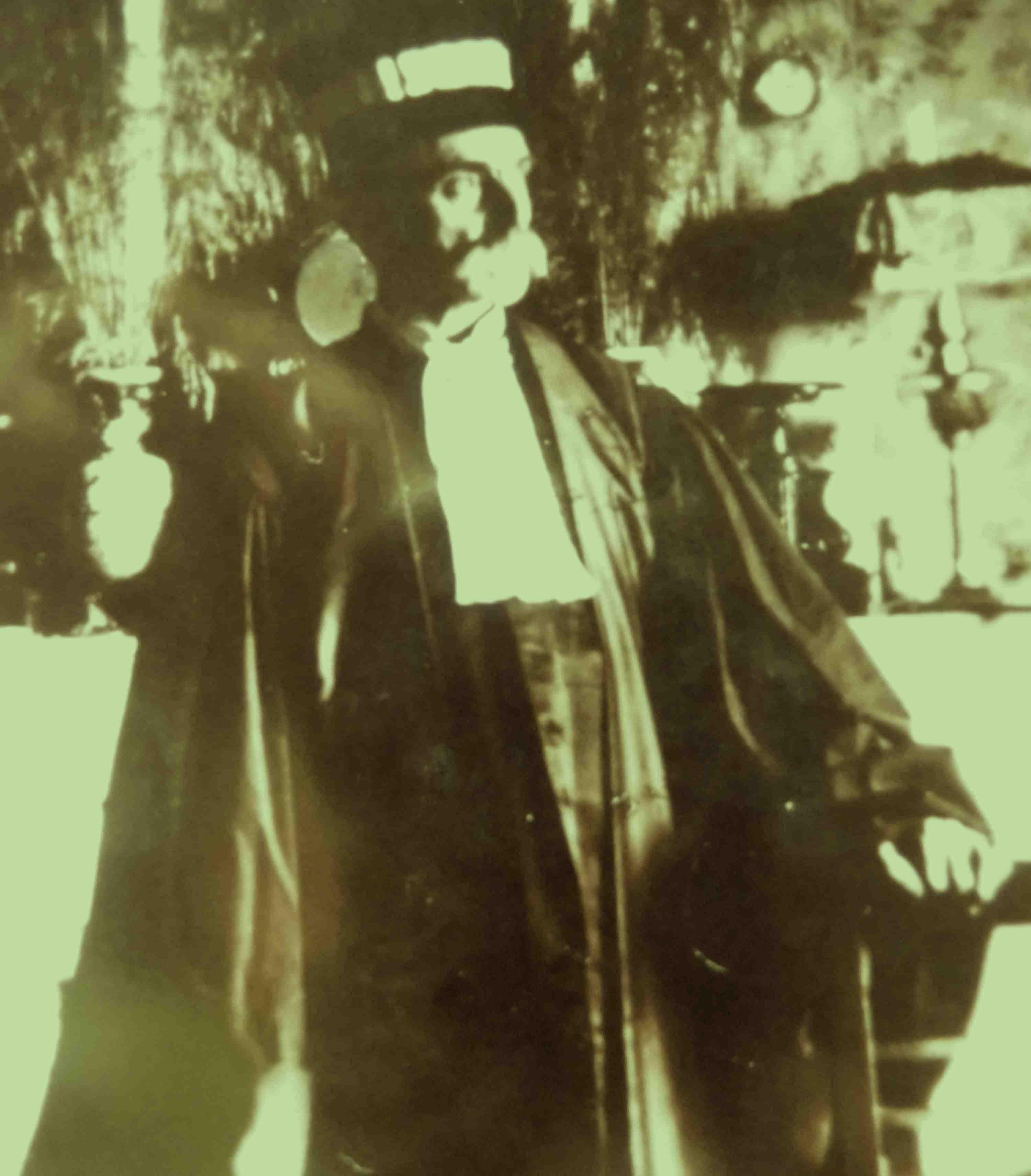
Le père de Malègue en robe de juge de paix vers 1890-1900.

Malègue évoque ces amis dans Prières sur la montagne Sainte-Geneviève : « Je revois vos vêtements abstraits, vos petits vestons froids, et le regard idéaliste que vous jetiez sur le monde, ô mes amis d'autrefois! » Il a Victor Delbos comme professeur jusqu'à la fin de l'année. En raison de sa mauvaise santé, il échoue deux fois au concours d'entrée à l'École normale supérieure, en 1900 et en 1901.
Robert Pitrou écrit peu après sa mort que Malègue était « l'homme le moins fait au monde pour notre système de concours. » Pour Hervé de Talhouët, Malègue faisait mauvaise impression aux examens oraux, car peu rapide, allant jusqu'au bout d'un sujet, avec une très mauvaise voix, l'incapacité de « faire la lèche. »
Pour Malègue l'échec demeure une plaie dont parents et amis voyaient qu'elle restait à vif. C'est à cet échec selon Jean Lebrec — « revanche de l'art sur la vie » écrit-il — que nous devons la création du personnage d'Augustin Méridier, « garçon doué de tous les dons de l'esprit et auréolé de toutes les réussites. »

### Longues études d'un«étudiant attardé». Précepteur. Multiples rencontres intellectuelles
En 1902, il acquiert le certificat d'études physiques, chimiques et naturelles préparatoire à la médecine. Engagé comme précepteur du jeune Hervé en octobre 1901 par la riche aristocratie des Talhouët-Roy, il l'accompagne dans ses études secondaires. Il échoue à l'agrégation de philosophie en 1903 : « l'amer complexe de l'échec » le marque définitivement. Inscrit à la faculté de droit en 1903 : baccalauréat en 1905, licence en 1906. Il reste au service des Talhouët jusqu'en 1911, année où il commence son doctorat en droit.
Quand Hervé entame ses études supérieures en 1905, Malègue reste à son service comme « compagnon ». Ils deviennent amis. Pourquoi Malègue n'entame-t-il pas son doctorat dès 1906 ? Lebrec pense que le préceptorat lui assurait « une certaine aisance, de nombreux loisirs. ». Il devient « l'étudiant attardé qu'il restera paradoxalement jusqu'à son mariage. » Il écrit et fait jouer des pièces de théâtre pour les Talhouët durant les vacances, rédige une dizaine de monographies sur des personnages historiques pour les éditions de la Bonne Presse, retourne en Sorbonne suivre des cours avec Hervé, obtient une licence de géographie en suivant les cours de Charles Vélain, à qui il doit « le don d'interpréter les paysages. »
Par son ami Jacques Chevalier, Malègue est en contact indirect avec des acteurs du modernisme comme George Tyrrell, Friedrich von Hügel et Alfred Loisy (Chevalier note qu'il n'a pas été en relations directes avec eux et « ne les a connus que par moi. »). Il est ébranlé.Divers témoignages établissent qu'il reste pratiquant et ne perd pas la foi, à moins, dit son ami Hervé, d'une puissance de dissimulation rare « impossible chez lui. »
Chevalier le conduit chez le Père Pouget. Gonzague Truc décrit l'influence de ce religieux sur Jacques Chevalier à qui celui-ci doit l'approfondissement d'une foi « où l'on voit l'intelligence féconder les dogmes, », la même influence qu'a le Père sur Malègue. Le héros d'Augustin verra sa foi détruite par la critique moderniste des Évangiles. Il adopte ensuite, sans revenir à la foi, la méfiance du Père Pouget à l'égard des a priori positivistes de certains comme Alfred Loisy, a priori en contradiction avec l'idéal de cette critique de balayer tout a priori.

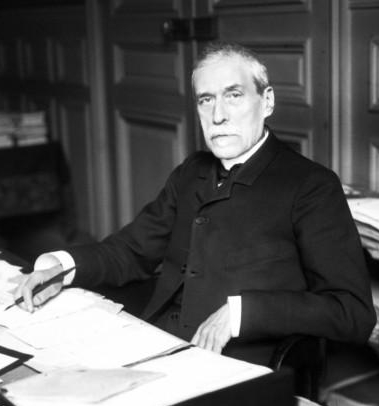
Émile Boutroux
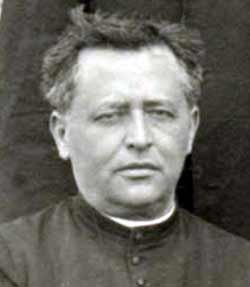
Fernand Portal
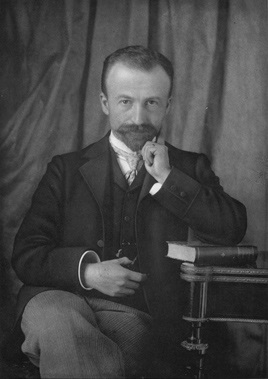
Maurice Blondel
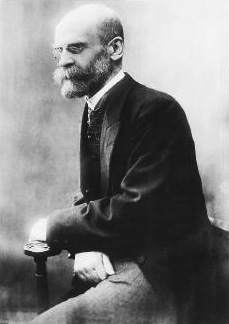
Émile Durkheim
Henri Bergson
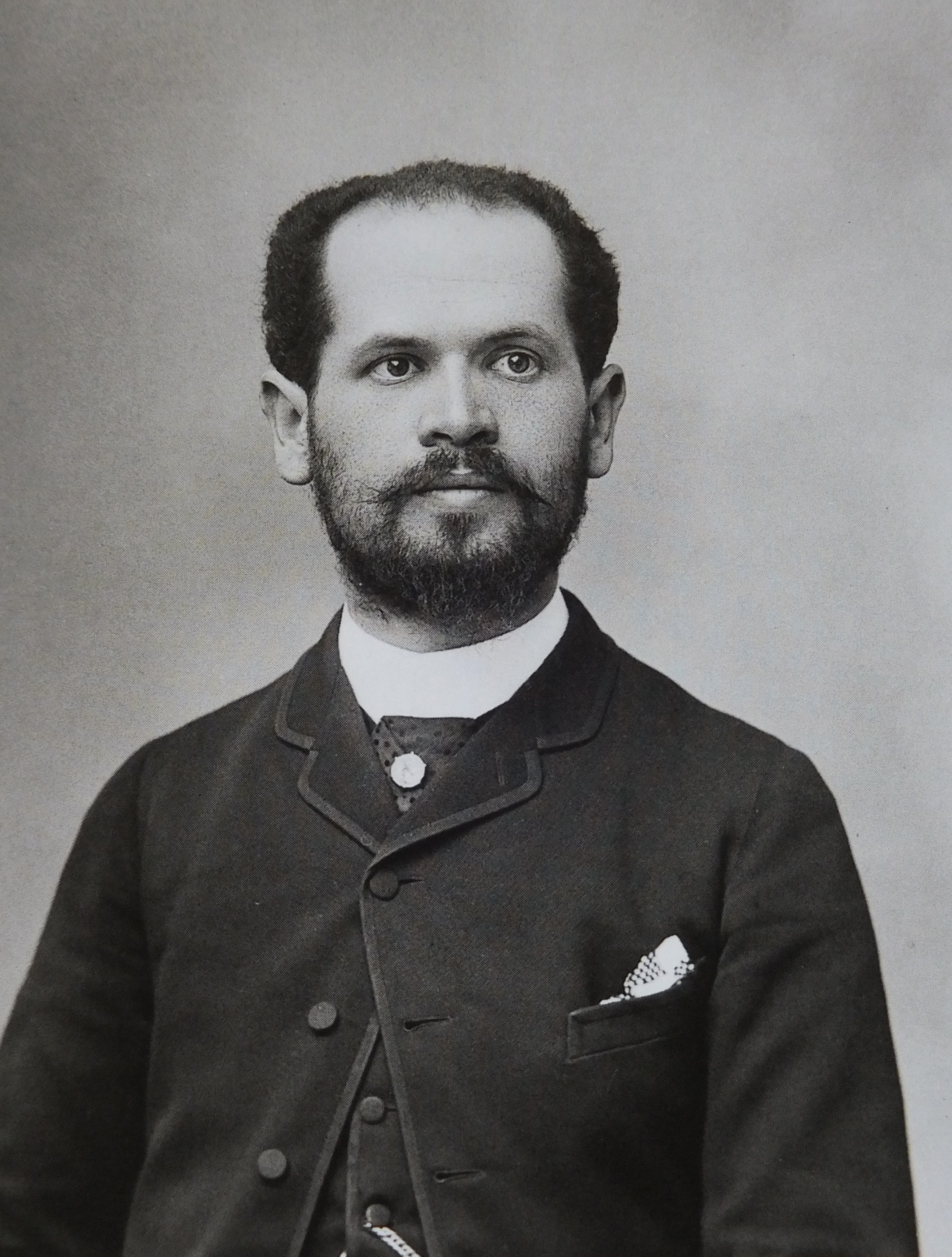
Paul Desjardins
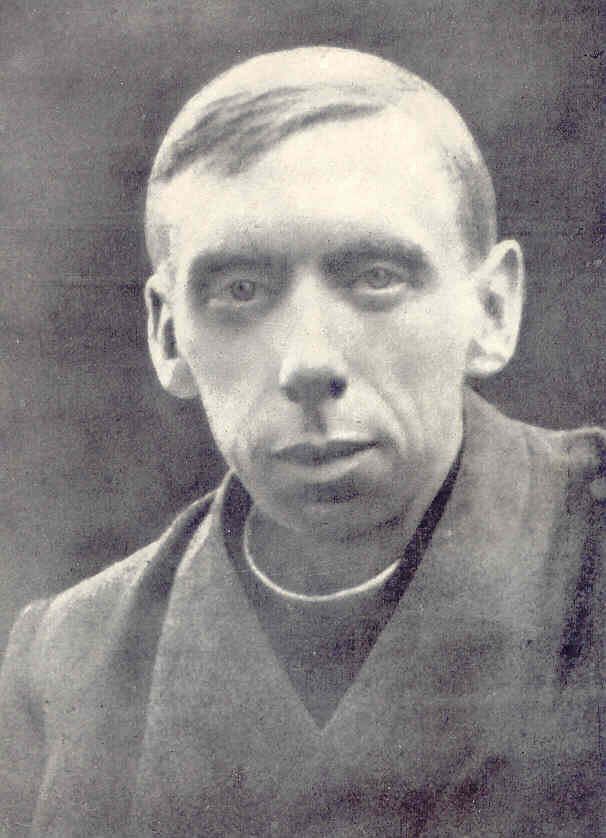
George Tyrrell
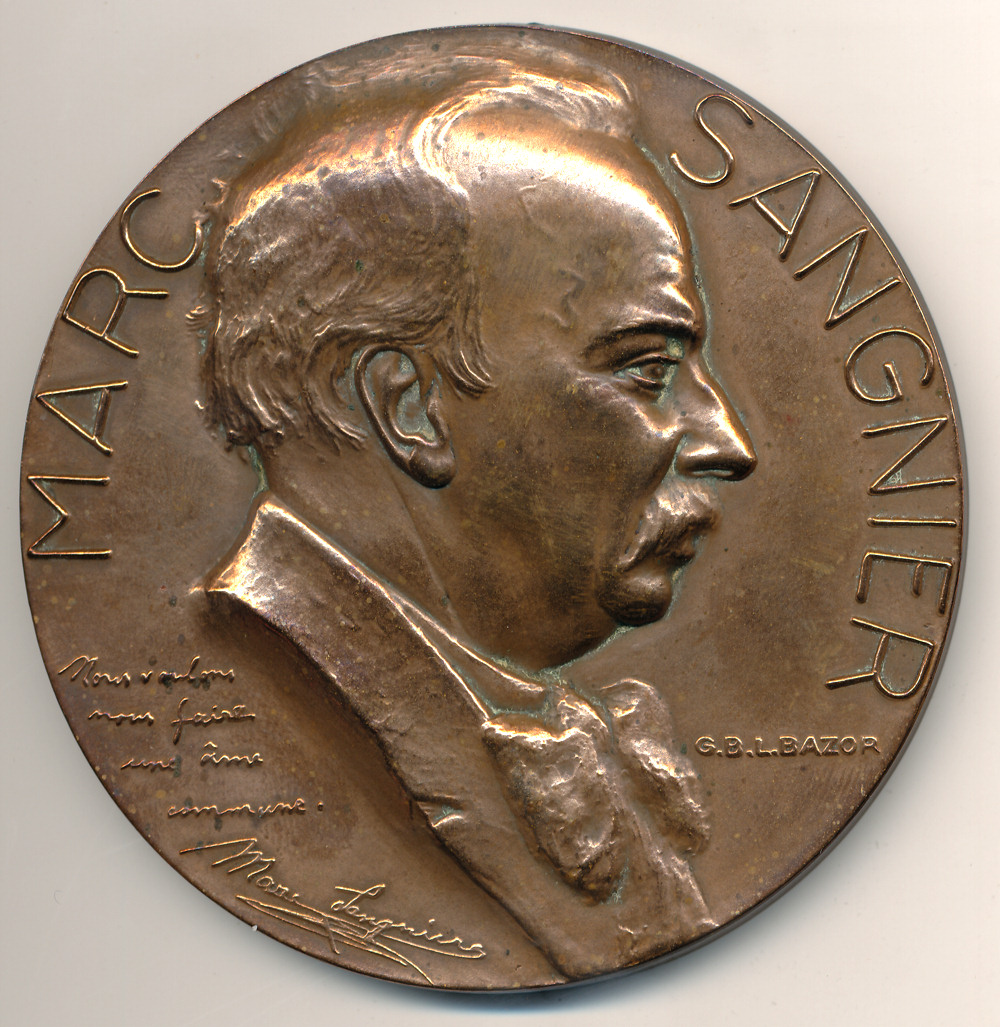
Marc Sangnier

À la condamnation du modernisme, la plupart des catholiques se détournent du bergsonisme, « à l'exception de certains d'entre eux proches de Maurice Blondel »note Serry dont Jacques Chevalier, ami de Malègue et fidèle à Bergson jusqu'au-delà de la mort.
Serry relate la polémique qui, après la Grande Guerre, oppose Chevalier à Jacques Maritain en avril 1920 : dans Les Lettres, Chevalier critique le thomisme « avec ardeur », d'avril 1920 à mars 1922. Pour Véronique Auzépy-Chavagnac, dans son livre sur Jean de Fabrègues, préfacé par René Rémond, Jacques Chevalier constitue, dans le monde catholique, un groupe situé entre Jacques Maritain et Blondel.

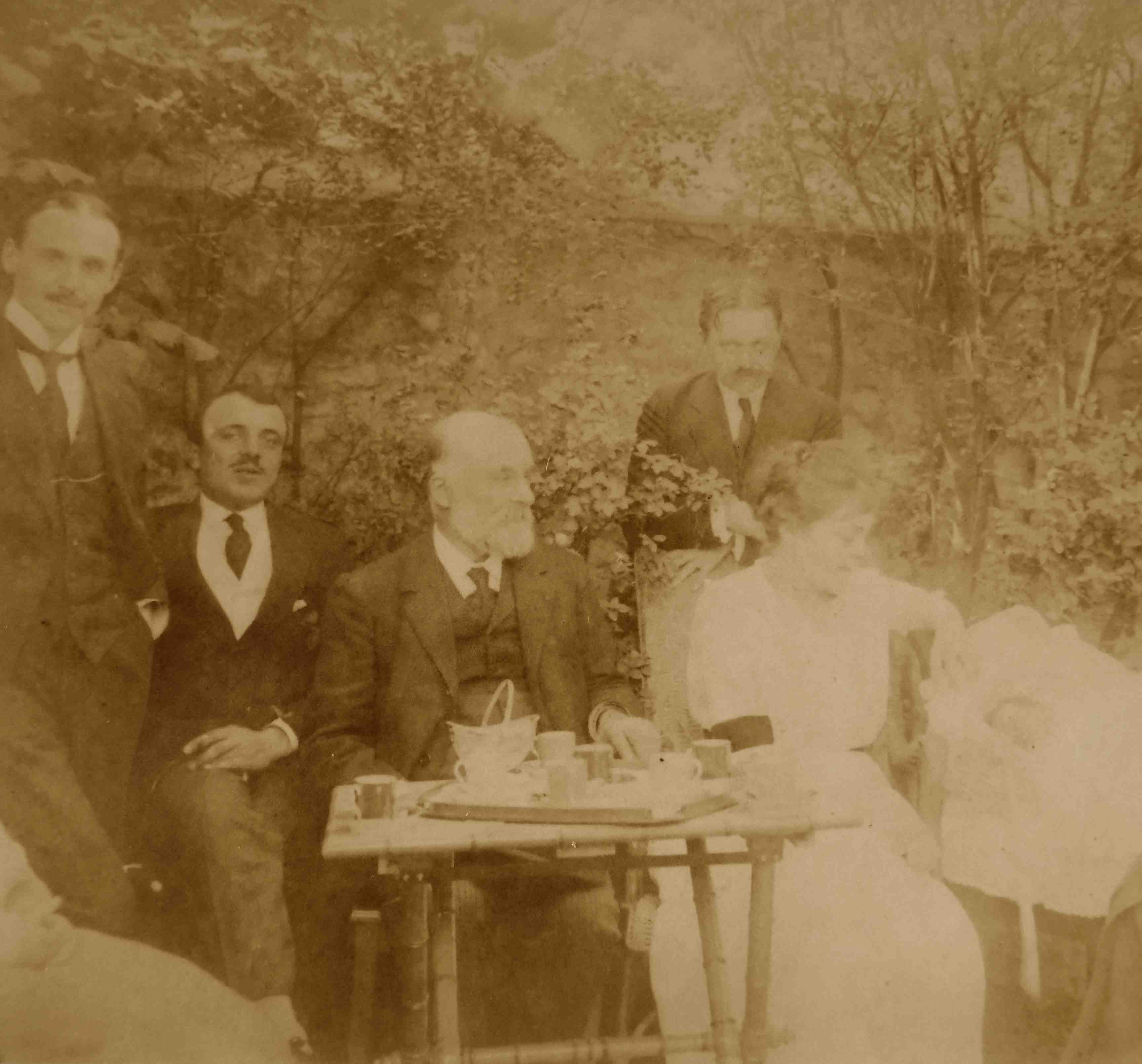
De gauche à droite : Malègue, Georges Haller, Albin Haller (cousin par alliance d'Émile Boutroux et Henri Poincaré), le Dr Franck Malègue, son épouse Geneviève Haller et leur fils nouveau-né (printemps ou début de l'été 1914).

Il s'intitule Groupement du travail en commun : Emmanuel Mounier, Henri Gouhier, Joseph Vialatoux, Jean Guitton, une cinquantaine d'autres, échangent notes et entretiens. Mounier propose en mai 1931 de lui donner « une existence et un organe officiels, » soit la future revue Esprit. Il est peu suivi et pas par Chevalier. Malègue n'est cité comme membre, ni par Fouilloux, ni par Chevalier lorsqu'il détaille ses longs contacts avec l'écrivain.
Robert Hertz invitait Malègue, selon Lebrec, à « prêter une oreille attentive à l'enseignement d'Émile Durkheim. » Il y a vingt pages manuscrites intitulées Sociologie religieuse de Durkheimaux archives Malègue. Les Deux Sources de la morale et de la religion de Bergson, façon de relire ce sociologue, inspirent Pierres noires.
Malègue est aussi assidu aussi aux réunions dirigées par Fernand Portal, centrées sur l'œcuménisme. Portal sera l'un des initiateurs des Conversations de Malines en 1921-1925, rencontres entre personnalités anglicanes et catholiques, à l'archevêché de Malines. Lui aussi sera suspect de modernisme en 1908.
Il rencontre également Émile Boutroux, directeur de la Fondation Thiers, et de la thèse de Blondel, L'Action, avec qui il a de longues conversations.
Jugeant Malègue « d'una rara intelligenza », Casnati loue son immense culture : « Letteratura, pittura, musica, diritto [droit], scienze sociali, economica politica, medicina, psicologica, filosopfia, religione, lingua straniere. »

### Une thèse primée:Le travail casuel[occasionnel]dans les ports anglais

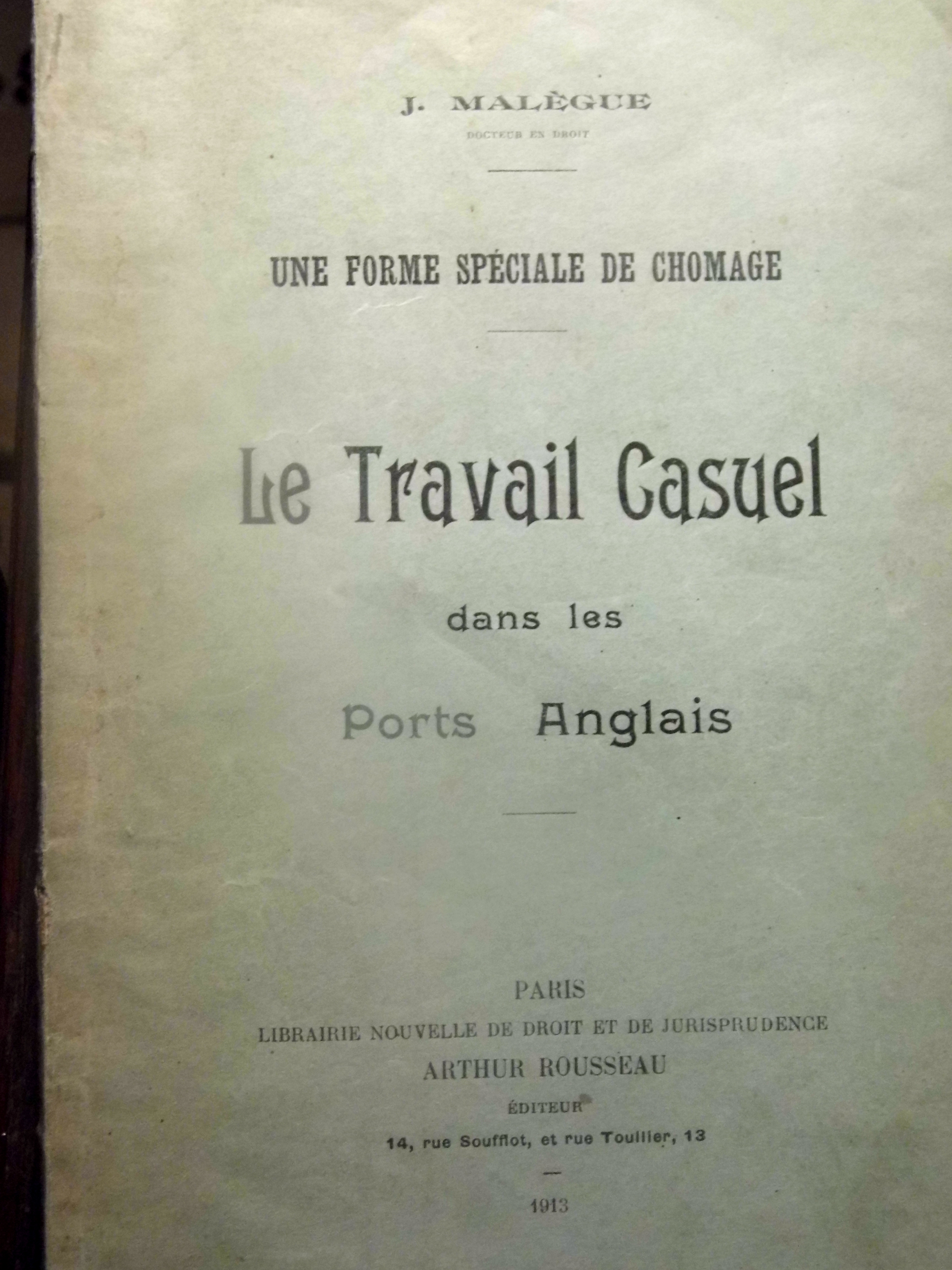
Thèse de doctorat sur les dockers anglais publiée en 1913 et primée en 1914.

Il devient docteur en droit. La thèse de juin 1913 est publiée la même année. Durant un séjour londonien pour celle-ci, il écrit La Pauvreté, dont le héros s'appelle Augustin Méridier, première esquisse d'Augustin ou Le Maître est là.
Charles Gide inaugure en 1898 un cours d'économie sociale à la Faculté de droit de Paris et dirige le travail de Malègue, qui adopte les méthodes de Charles Rist. Fondateur du mouvement coopératif français, théoricien de l'économie sociale, président du mouvement du christianisme social, Gide est le fondateur de l’École de Nîmes et dreyfusard et professur au Collège de France de 1923 à 1928.
Le choix d'étudier les dockers anglais s'explique, dit Lebrec, citant Malègue, par le fait que le travail casuel « s'y présente plus qu'ailleurs avec netteté et ampleur » de telle sorte qu'on puisse étendre ses conclusions« mutatis mutandis aux autres cas du travail occasionnel. »
Enquêtant à Londres, Liverpool et York, Malègue constate qu'il y a « plus de travailleurs existants que de travailleurs nécessaires. »
Il en déduit que ce phénomène s'explique par les « réserves particulières de travailleurs casuels dont chaque employeur veut s'assurer, » fournies par une main d'œuvre fragilisée (âge, déclassement, mauvais parcours professionnels et qualifications etc.).
En principe, les salaires des dockers sont élevés, mais la surabondance de l'offre par des travailleurs non qualifiés les amène à accepter de ne travailler que deux ou trois jours par semaine et pour bien moins.
La rencontre de « hauts salaires » et d'« humbles exigences », permet de définir la main d'œuvre inorganisée par rapport à celle qui l'est : « une offre inorganisée de main d'œuvre est supérieure à l'offre nécessaire de la quantité de fois que le salaire limite que le travailleur est préparé à subir est contenu dans son salaire théorique. »
Un tel travail engendre pauvreté, logis surpeuplés, promiscuité, manque d'hygiène et, chez les femmes, à cause des variations des revenus et du travail selon les journées, une tendance « à vivre au jour le jour et à laisser aller les choses, » à se priver des qualités nécessaires à la gestion d'une économie domestique.
Faire pallier par l'État le chômage de tels travailleurs en les employant à des travaux d'intérêt public a comme conséquence selon Malègue « au point de vue des patrons [...] de rendre leur travail plus casuel encore, en les déchargeant plus complètement d'entretenir leur main d’œuvre quand ils n'en en ont pas besoin et en la leur rendant dès qu'ils la redemandent. [L'État] a créé comme une prime à la casualité. »

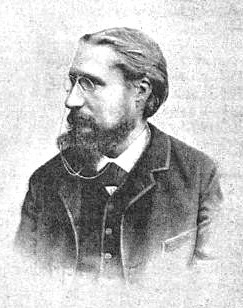
Charles Gide (1847-1932), professeur d'Économie sociale à la Faculté de droit de Paris dirige le travail de Malègue qui lui vaut d'obtenir un prix de thèse.

Vu la quantité de travail à distribuer à des travailleurs en surnombre, il faut répartir la main d'œuvre non pas pour que chaque travailleur en ait une part moyenne égale sur l'année, mais que ce soit « toujours les mêmes qui aient le travail et que ces favorisés soient assez peu nombreux pour être employés le plus grand nombre de jours possible », les autres étant replacés ou rééduqués.
La thèse décrit les taudis sans hygiène où tout se fait dans la même pièce jusqu'à l'accouchement des enfants. Henri Vénard y voit l'origine de la passion de Malègue pour l'étude scientifique des faits sociaux en vue du « relèvement des misérables. »
Pour Benoît Neiss, dans Pierres noires : Les classes moyennes du Salut, Malègue utilise ce savoir de sociologue pour analyser un monde rural catholique dont l'industrialisation mine les fondements.
Malègue y enregistre ce discours dont parle Hervé Serry, « empli de la vision d'un monde idéal qui s'engloutirait dans les progrès de la démocratie et du capitalisme : » discours qui s'exprime pathétiquement tout au long du dernier chapitre de « Les Hommes couleurs du temps », premier livre de la trilogie. Mais l'écrivain prend ses distances d'avec un tel discours.
Il confie à André Rousseaux, dans Candide du 29 mars 1934 (Rousseaux sera membre du Comité national des écrivains dans la Résistance), que Charles Gide « parlait des catastrophes économiques comme un médecin parle d'une belle pleurésie ou d'un superbe cancer » et à son interlocuteur qui lui dit que maintenant l'économie est loin de lui, il rétorque : « Pas du tout. Elle est restée mon violon d'Ingres. J'en fais toujours. »

## La Première Guerre mondiale, une insertion professionnelle difficile

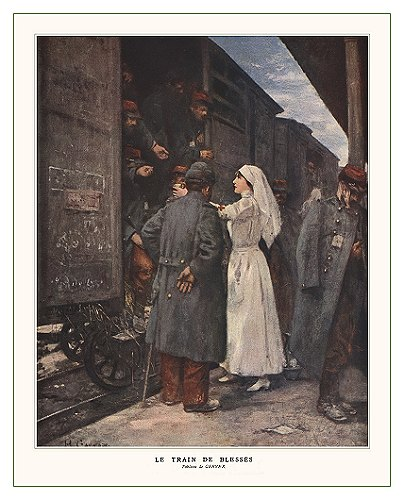
Le train des blessés (1915).

À près de 37 ans, Malègue prête serment d'avocat le 20 octobre 1913 devant la première chambre de la cour d'appel de Paris : c'est sa première vraie profession mais il ne remplit guère, comme stagiaire, que le rôle d'avocat commis d'office. Le 27 juillet 1914 il apprend que sa thèse est primée. Sept jours plus tard, l'Allemagne déclare la guerre à la France.
Le 1er août 1914, il quitte Paris avec son frère pour Issoire, où celui-ci doit rejoindre son régiment. Malègue veut absolument servir dans une unité combattante. Mais l'Armée, qui l'a réformé en 1899, « continua de le laisser en disponibilité. »

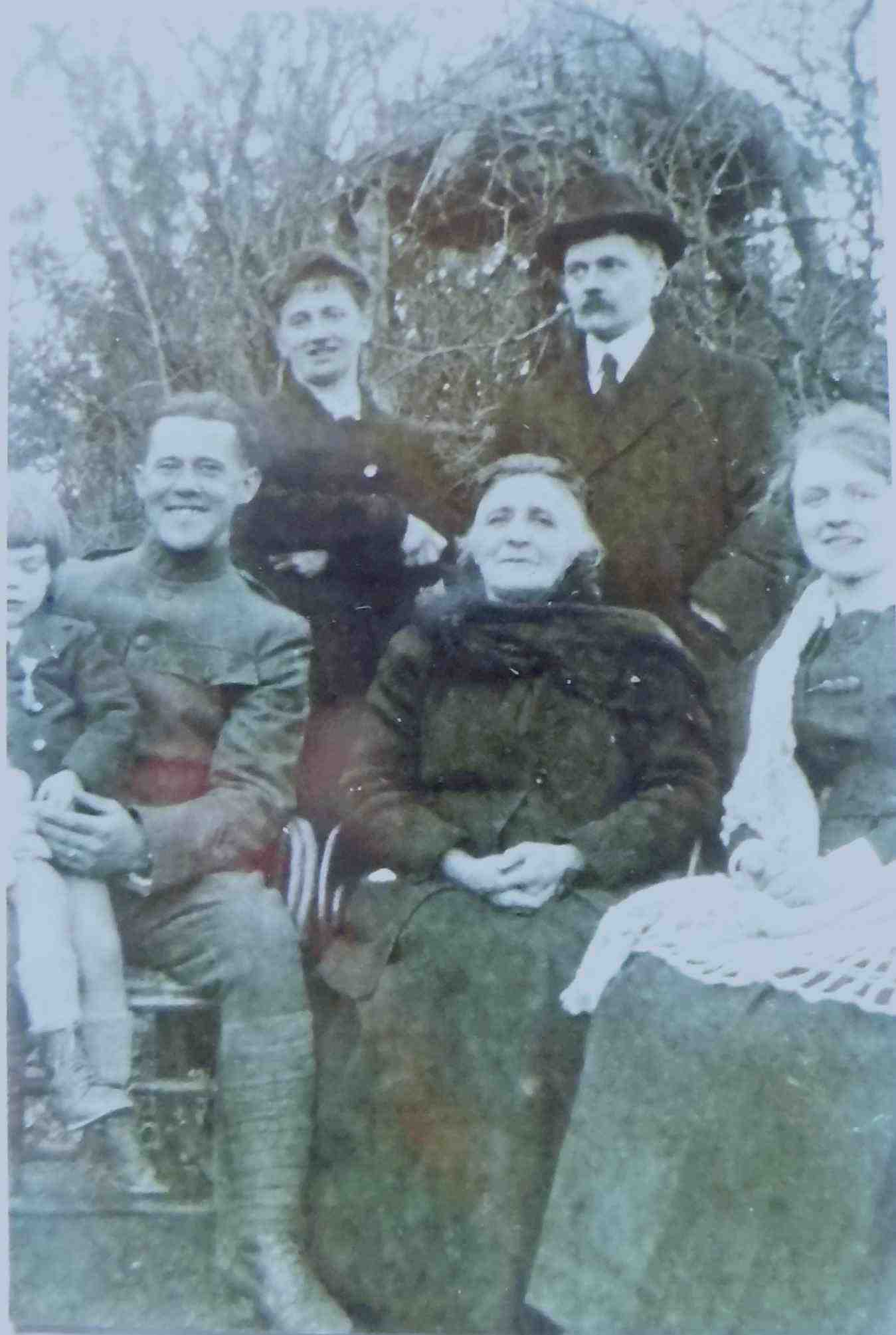
Au sortir de la Grande guerre : à l'arrière, Malègue et sa sœur Marie, à l'avant Jacques son neveu (fils de son frère Franck Malègue) sur les genoux de Gilman, soldat américain en permission, Marie Mouret (mère de Malègue, née en 1853), Laurence sœur cadette et fiancée de Gilman.

Il assure un service d'infirmier bénévole à l'hôpital d'Issoire jusqu'à fin août 1915. Le médecin aide-major de l'hôpital estime dans un rapport qu'il possède les connaissances nécessaires « pour offrir un concours efficace lors des interventions chirurgicales. » En proie à de graves difficultés financières, il cherche à mettre en valeur ses compétences juridiques. Le jour même où on lui annonce qu'une place lui est ouverte chez Michelin il est rappelé par l'armée.
Le 26 août 1915, il est incorporé au 105e régiment d'Infanterie et affecté aux fonctions de secrétaire à l'état-major des 1re et 2e subdivisions de la 13e région, puis (ai 1916), au contrôle postal de Pontarlier. La Commission de réforme de Besançon le maintient dans le service auxiliaire.
Il part à Londres le 3 mars 1917, comme attaché à la Commission internationale du ravitaillement, délégué du Commissariat des transports maritimes. C'est là qu'il se lie au général de la Panouse, attaché à l'ambassade de France, et à Paul Cambon.
Précepteur d'un fils du général de la Panouse jusqu'en 1919, le 12 avril 1919, il reçoit son titre de congé illimité de démobilisation, à son adresse parisienne, 4 rue du Puits-de-l'Ermite. Il fait plusieurs allers et retours Paris-Londres.

### Nouveaux échecs comme avocat et à l'agrégation de droit
Pour Claude Barthe, en devenant avocat, Malègue entre dans une « profession pour laquelle il est aussi mal doué que possible. » L'un de ses professeurs de droit, M. Rist, le pousse à préparer l'agrégation de droit (octobre 1919). Il travaille comme un forcené, présente le début de l'épreuve le 4 octobre 1920, mais le premier examinateur l'interrompt vite et lui signifie sans ménagements que le volume insuffisant de sa voix le rend inapte.
Désemparé, il retourne, le 16 janvier 1921 à Londres chez son ami le général de la Panouse, qui lui propose un emploi de correspondant à Londres pour l'Écho de Paris. Mais ses insomnies chroniques rendent Malègue inapte à ce travail : « il dut connaître alors des mois d'angoisse, puisqu'à quarante-cinq ans il se trouvait sans situation. »

### Poste de professeur à l'École normale pour instituteurs de Savenay, obtenu par recommandation

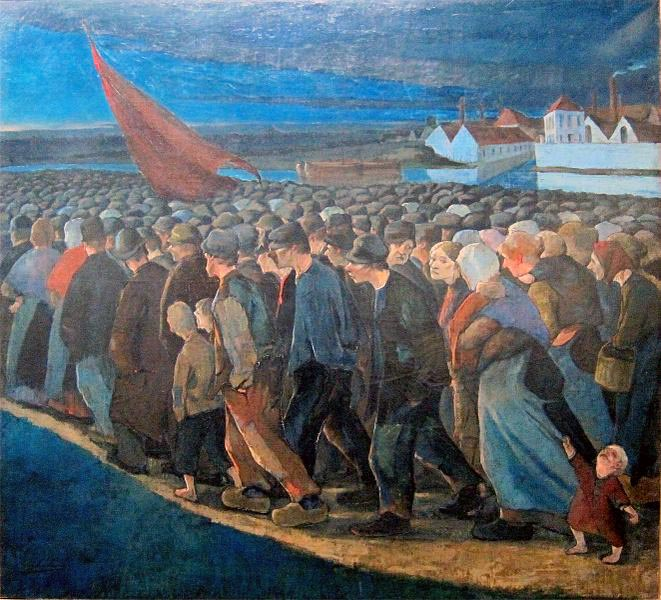
Eugène Laermans, Un soir de grève (1893). Malègue considère dans ses cours à Savenay que la grève est une « haute réalisation de morale ouvrière » et selon un de ses anciens étudiants, G. Roger, y observe toujours « avec rigueur et apparemment sans effort, le contrat de neutralité qui était notre charte à tous.» La sociologie au programme des Écoles normales primaires suscitaient la méfiance de l'Église et c'est Malègue qui en est chargé à Savenay.

Les Talhouët-Roy font appel au député Henri de La Ferronnays, influent politiquement dans cette région. En février 1922, Malègue devient professeur « par piston » à l'école normale d'instituteurs à Savenay, de 1922 à 1927.
Il y enseigne l'importance du syndicat, des grèves. Son cours de sociologie y voit « une haute réalisation de morale ouvrière » nécessaire à l'ouvrier pour « l'intérêt de sa classe. » Ancien de l'ACJF, il reprend ses positions sociales avancées sous l'impulsion d'Henri Bazire depuis 1905 : réglementation collective du contrat de travail, limitation de la durée du temps de travail, assurances ouvrières obligatoires. Il puise l'élan intérieur qui lui fait rédiger sa thèse sur les dockers anglais « dans les cercles de l'ACJF. »
En sociologie religieuse, dans la tradition du thomisme, de Pascal ou de Kant, il défend l'indépendance de la religion et de la science, point de vue qu'on retrouve dans Augustin. L'esprit scientifique doit reconnaître l'autonomie du religieux et, de son côté, l'esprit religieux doit reconnaître « comme le voulait Pascal l'entière autonomie de l'esprit humain dans la tâche de la recherche des causes secondaires. » « Secondaires » ou plutôt « secondes » : classiquement, les causes secondes se distinguent de la « Cause première. »
Respectueux de la neutralité qu'impose une école publique, alors que l'on connaissait son engagement chrétien, il est « entouré de la part de ses collègues d'une déférence très ostensible, dont les élèves prenaient exemple. » G. Roger, cet ancien élève de Malègue, devenu inspecteur, regrette que François Mauriac (il cite le Journal Tome I), ait considéré ce type d'école comme des « forceries de la Troisième République ». Il le dément, ayant dû en visiter beaucoup du fait de sa profession.
Le Conseil de surveillance de l'archevêché de Paris dénonce en 1929 les « dangers » de ces cours de sociologie dans les Écoles normales primaires. Mis en place depuis la crise moderniste, ces conseils réunis deux fois par mois, dont les délibérations sont secrètes, témoignent selon Serry « de l'ambition manifestée par l'Église de contrôler la production intellectuelle. » Léon Émery, sachant que Malègue y a enseigné, pense que ces Écoles, sont les « séminaires de la nouvelle orthodoxie » laïque et républicaine : un intervenant à la Semaine des écrivains catholiques français de cette année-là regrette qu'une liaison régulière entre « l'épiscopat et le corps des écrivains catholiques » n'ait pas permis une mobilisation efficiente contre ces programmes, comme le rappelle Maurice Vaussard dans Les Lettres août-septembre 1929, p. 357-369.
Malègue semble n'avoir de contacts qu'indirects avec le renouveau catholique dans les lettres, dont il suit les efforts de loin. Pour être publié, il ne compte que sur Jacques Chevalier ou des concours littéraires. C'est le hasard qui va le conduire chez Spes pour l'édition d'Augustin (un ami commun avec le secrétaire de Spes).
Après la parution d'Augustin ou Le Maître est là, il collabore à Sept. Dans la revue québécoise L'Action nationale, de novembre 1937 (peu après la disparition de Sept), André Laurendeau, considère Sept comme une revue qui libère le spirituel de ses compromissions à droite : le refus par l'hebdomadaire d'un « Dieu-Droite était fortement motivé » écrit-il, ajoutant cependant qu'il voyait mal des gens comme Étienne Gilson, Gabriel Marcel ou Malègue, collaborer à un journal de gauche.
Le Centre d'information sur le gaullisme situe Sept à gauche et signale que Charles de Gaulle s'y était abonné. Il en va de même de l'hebdomadaire Temps présent, qui succède à Sept (mais est dirigé par des laïcs chrétiens), auquel Malègue collabore aussi.

## Persistance du sentiment d'échec. Le mariage l'aide à réussir une carrière brillante mais brève

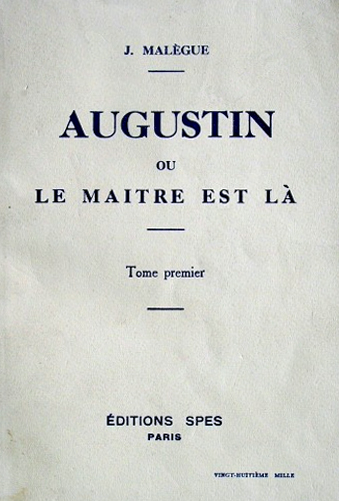
Couverture identique à la 1re qui abrège le prénom de l'auteur. Cet éditeur est jugé peu reluisant par Henri Pourrat.

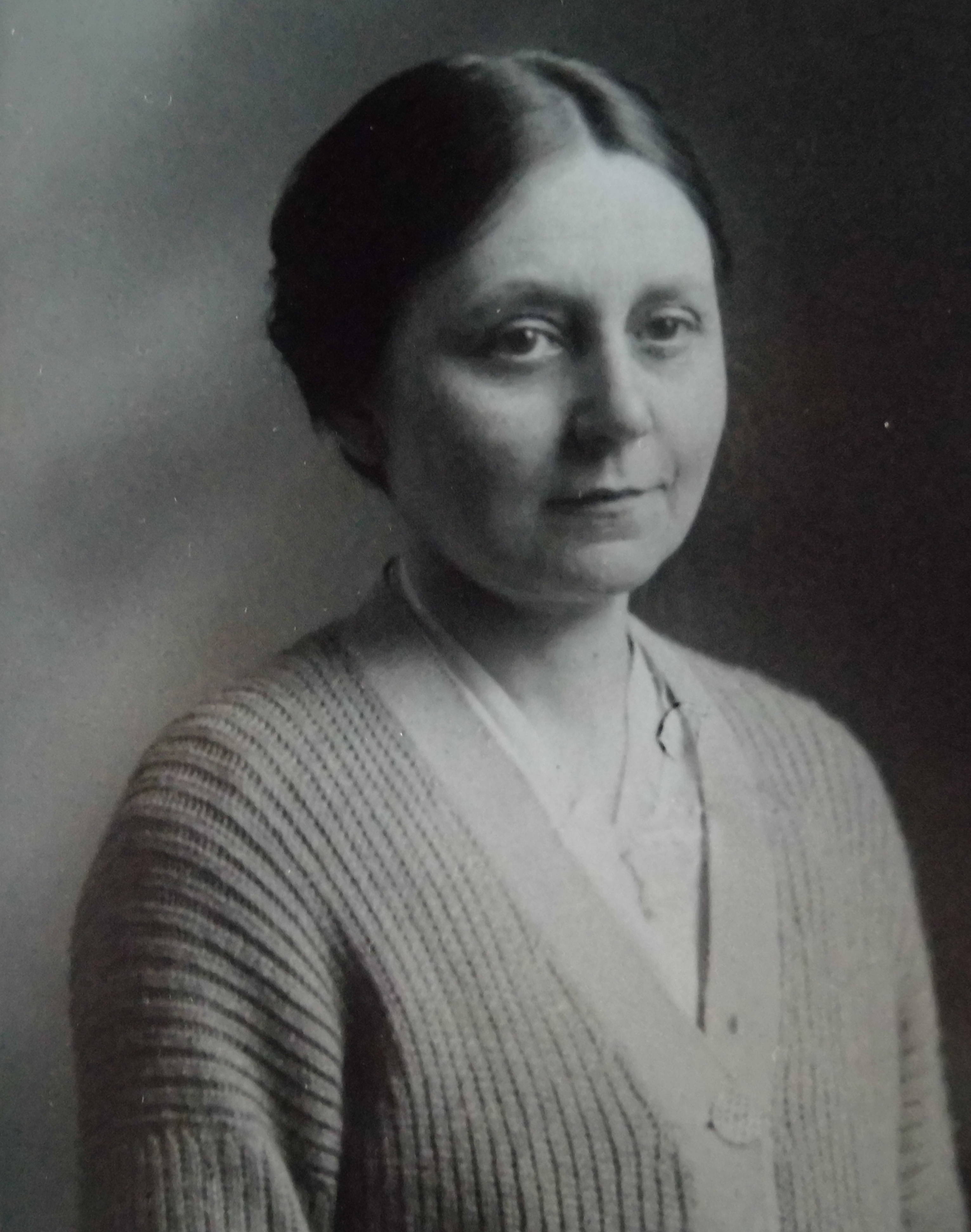
Yvonne Pouzin à l'époque de son mariage avec Malègue

Elizabeth Michaël raconte que le professeur à Savenay séduit le Cercle catholique d'universitaires de Nantes par son engagement religieux. La fondatrice du cercle, Marthe Homéry, présente Yvonne Pouzin à Malègue, de huit ans sa cadette. Selon les Annales de Nantes et du pays nantais, cette rencontre est à l'origine de « l'amour exclusif que se vouent pendant dix-huit ans ces deux êtres dont la modestie cachait les caractères exceptionnels. » Yvonne Pouzin est la fille d'un industriel fabricant de pâtes de Nantes, et la première femme de France à devenir médecin des hôpitaux, après la publication de sa thèse de doctorat. Elle participe au premier Congrès des femmes phtisiologues organisé à New York vers les années 1920. Elle épouse Malègue le 28 août 1923.
Plus consciente encore de la valeur de son mari après quelques mois de vie commune, elle le presse de donner forme à son œuvre ébauchée, préparant ainsi « l'accouchement d'Augustin. » Le Docteur Delaunay pense qu'elle avait reconnu la valeur exceptionnelle de Malègue, mais peut-être aussi sa « faiblesse » et que sans elle Malègue n'aurait pas pu négocier l'édition d'Augustin : « Malègue requérait une sorte d'impresario. »

### Désespoir d'une vie ratée

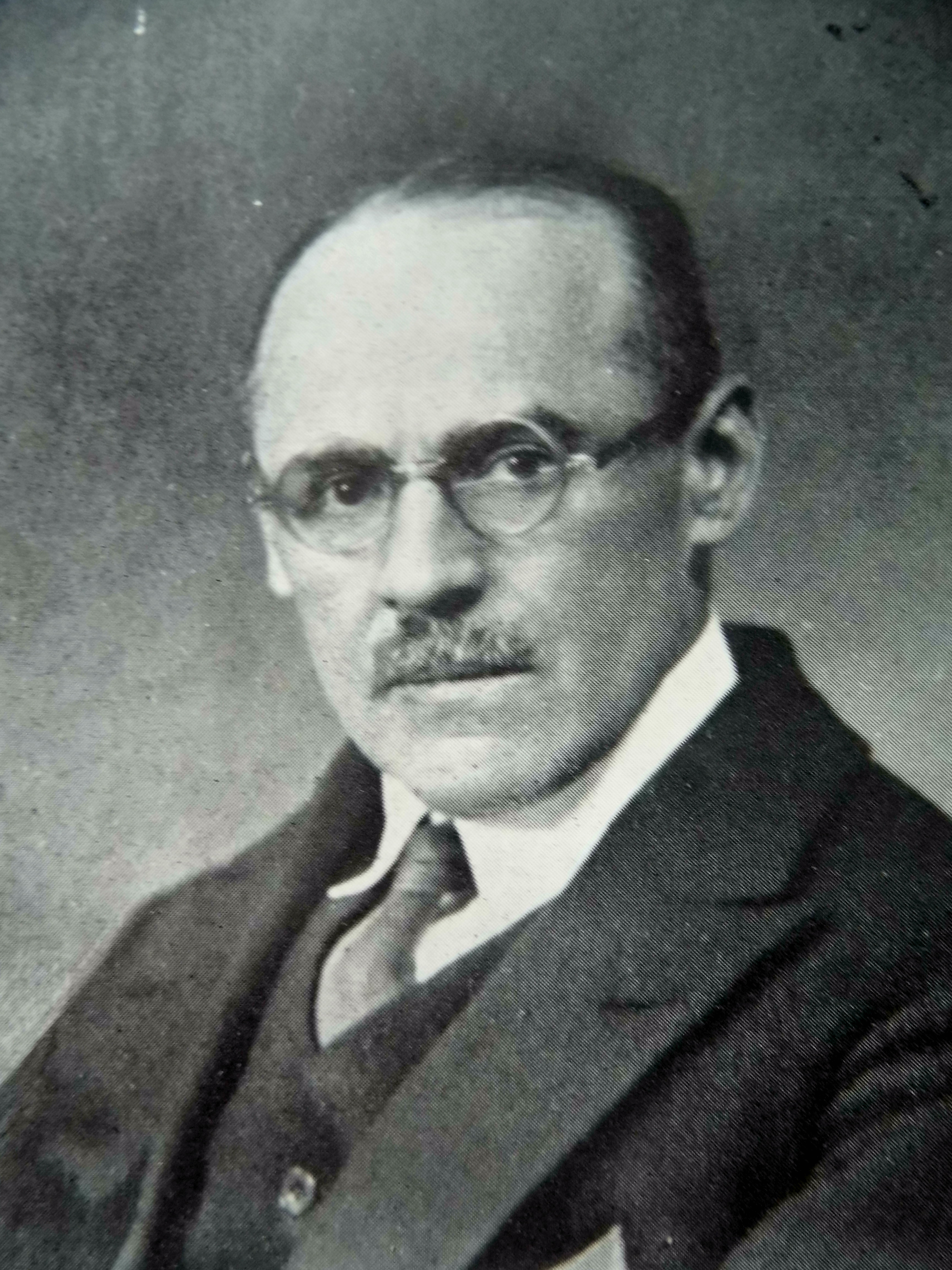
Malègue en 1933 : longtemps la seule photo qu'on ait possédée de l'écrivain et qu'il fournit à contrecœur pour le catalogue des éditions Spes.

Malègue quitte l'enseignement à Savenay en juillet 1927 sur le conseil de son épouse. L'année d'avant, il confie à son ami Jacques Chevalier à Cérilly : « Il y a quelque chose de cassé en moi. » En 1928, une fièvre typhoïde le met à deux doigts de la mort.
Il se plaint dans ses Carnets rouges, au moment de la démission de Savenay, « d'être un homme qui a manqué ses réalisations, raté sa carrière et sa vie — tombé dans Savenay après avoir désiré normalement l'École de Rome. » Le héros d'Augustin est un personnage vivant la réussite que Malègue n'a pas eue (Lebrec). Le raté, écho au destin en grande partie réel de Malègue, c'est Vaton, narrateur de Pierres noires que Jacques Madaule appelle « Malègue-Vaton. »
Dans ces carnets rouges, il note le 31 décembre 1929 : « Cinq heures du matin. Lever après une nuit blanche sous l'étreinte d'absence de situation... Le soir même retombé dans l'ennui et le désespoir ; » puis toujours dans ces carnets, constatant que son épouse lui assure la sécurité matérielle malgré son départ de Savenay : « La pauvreté ? Faire mon histoire. Type de pauvreté de dominicain : rien d'essentiel n'est refusé; mais n'a l'initiative d'aucune dépense, et une restriction morale absolue. »
Malègue termine en 1929 un bref roman de 213 pages dactylographiées intitulé Pierres noires (très différent du roman inachevé qui reprend ce titre et ajoute : Les Classes moyennes du Salut). Il le fait parvenir au journal Le Temps, qui organise chaque année un concours littéraire et fait paraître en feuilleton le texte primé. Son manuscrit n'est pas retenu. Quant à Augustin, bien que daté Londres 1921, Leysin 1929, Malègue n'en remet le manuscrit que le 2 juillet 1930 à Jacques Chevalier, qui doit contacter Plon, (maison qui édite ses livres).

### Échecs auprès des éditeurs

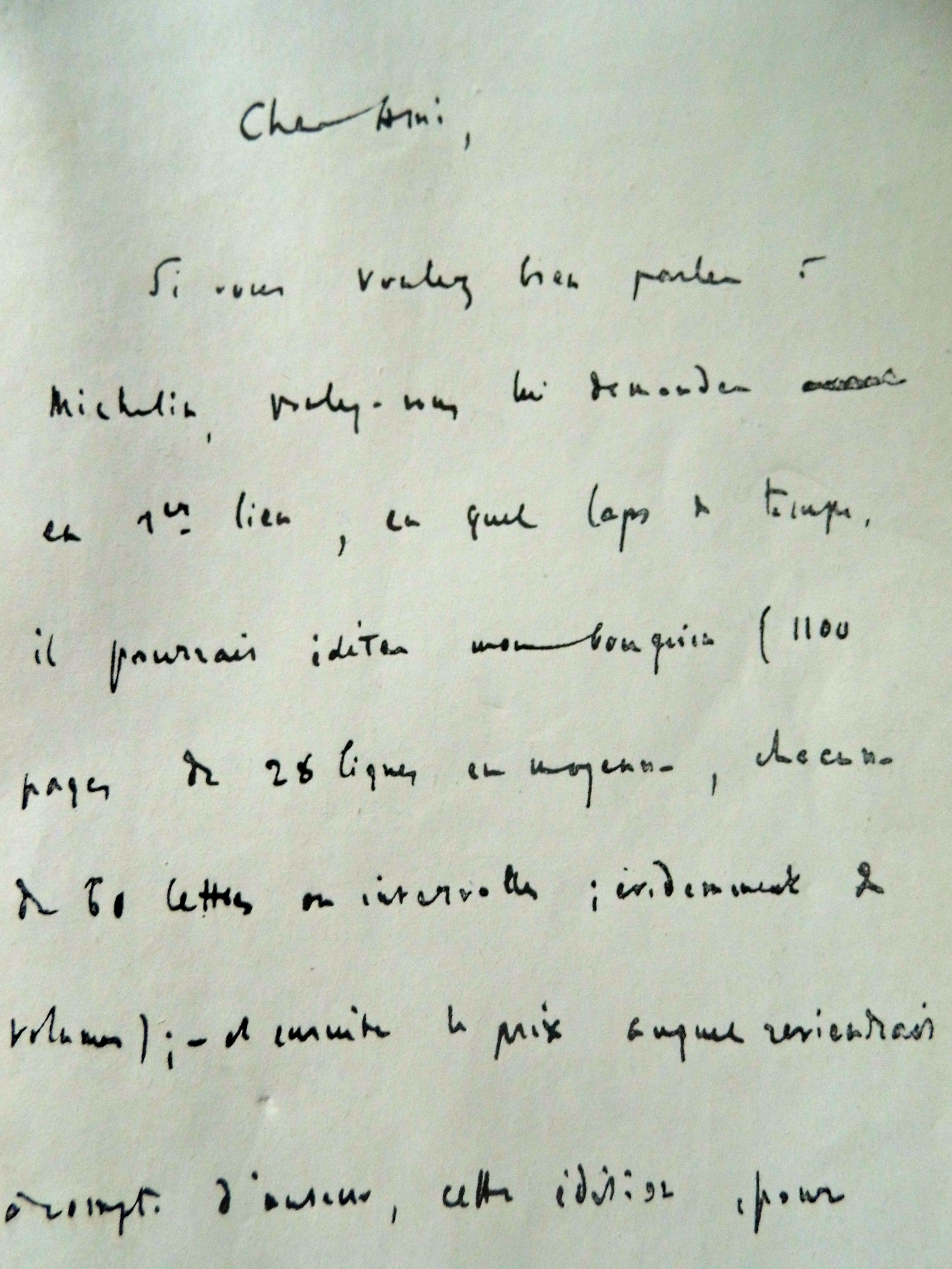
Lettre de Malègue du 14 février 1932 : Cher ami, Si vous voulez bien parler à Michelin, voulez-vous lui demander [...] en quel laps de temps, il pourrait éditer mon bouquin (1110 pages [...]) et ensuite le prix auquel reviendrait à compte d'auteur, cette édition (pour 3000 exemplaires)...

Il y effectue encore de nombreuses retouches. Ce n'est que le 29 octobre 1931 qu'il est présenté chez Plon. Maurice Bourdel et Gabriel Marcel le refusent. Pierre Moreau pense que c'est en raison de l'influence très forte d'un membre de l'Action française.
Daniel-Rops en informe plus tard Malègue sans citer nommément la personne. Pierre Moreau ajoutant que cette personne n'est citée que deux fois dans l'ouvrage de Lebrec, on comprend qu'il vise Gonzague Truc dont Rops dit qu'il est « très influent et très catégorique, » il emporte la décision défavorable.
En 1932, il envoie Pierres noires (la première version, très différente de celle de 1958) à un concours littéraire organisé par le Cercle littéraire français qui publiait aussi le texte primé. C'est un nouvel échec. La même année, en février, le secrétaire des éditions Spes, Alfred Michelin, envisage de publier Augustin. Une dernière démarche chez Plon n'aboutit pas plus que les précédentes.
Spes accepte le 18 février 1932, mais Malègue sait qu'il ne sera publié qu'à compte d'auteur pour 3 000 exemplaires.
La lettre de Malègue du 14 février 1932 (partiellement reproduite ci-contre) envoyée à son ami, Henri Vénard, lui-même ami de Michelin et à qui il avait parlé d'Augustin, nous apprend que cette formule avait déjà été évoquée avec Plon. Les délais de publication (un an et demi), étaient longs. Vénard, instruit par Michelin, parle, pour Spes, d'une sortie du roman en octobre 1932.
Paul Droulers constate que parmi tous les livres édités par Spes : « La seule œuvre qui eut un écho dans le grand public, le beau roman de Malègue Augustin ou Le Maître est là (1933), faillit être écartée par le comité de lecture comme d'un médiocre intérêt! » Henri Pourrat dans une lettre à Alexandre Vialatte regrette que son livre La Cité perdue (Spes, Paris, 1935) ait été publié chez Spes. Il craint « qu'on ne le juge sur la firme - Spes ce n'est pas très reluisant à part l'Augustin de Malègue. L'as-tu lu? »

### Six ans d'une brillante carrière littéraire, un cancer puis la mort

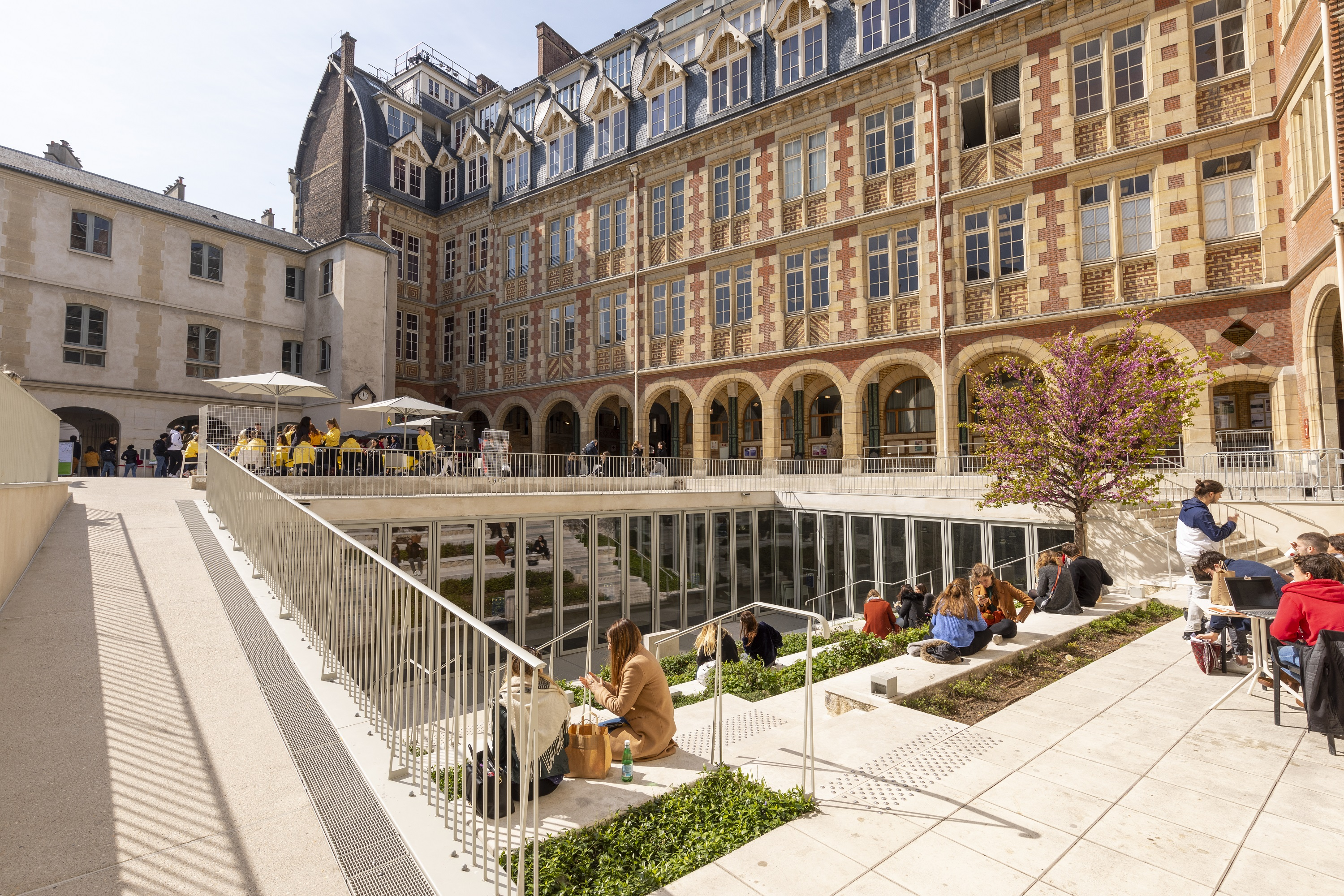
Institut catholique de Paris. Malègue y sera invité à parler de son roman en 1934.

Malègue, forcé d'accepter les exigences de Spes, note, le soir même : « Le dégoût et le désespoir sont venus seulement deux ou trois heures après la culbute de mes résistances. » Dès avril, il réécrit Pierres noires.
Augustin sort le 23 février 1933. Le Journal-Neuilly le mentionne le lendemain, Vérité marocaine en rend compte le 10 mars. L'Action française, le 11 mai, assez négativement dans un article de Gonzague Truc (il trouve la question du modernisme dépassée). Pendant quatre mois, la presse ignore le livre.
Augustin reçoit le prix de littérature spiritualiste le 18 juin, succès biaisé car il a pour effet de l'empêcher d'obtenir le Fémina, les membres du jury accordant ce prix ne pouvant se décider de « couronner un ouvrage déjà mentionné au palmarès littéraire de l'année. » En outre, ce prix spiritualiste, selon Hervé Serry, attribué aux œuvres exemptes de « toutes sensations vulgaires » est financé « par un réseau mondain et aristocratique », d'où (selon Barrès), « aucun écrivain n'est sorti vivant » ce qui amène Mauriac à le fuir dès 1911, sentant que lié à ce milieu il perd toute crédibilité.
Malgré tout, Malègue - « vieux débutant »- va être considéré « comme un grand de la littérature : » André Bellessort dans Je suis partout, Franc-Nohain dans L'Écho de Paris, Jacques Madaule dans le Bulletin Joseph Lotte, considèrent le roman comme un véritable événement. On le compare à Marcel Proust dans La Vie du 26 août 1933, Les Nouvelles littéraires du 9 décembre 1933, ou encore La Revue catholique d'Alsace en janvier 1934.
L'une des reconnaissances les plus éclatantes, vu le refus de Plon et les réticences de Spes, est la lettre de Gaston Gallimard fin 1933 : « J'ai lu votre grand livre Augustin ou Le Maître est là. Je le trouve remarquable et je tiens à ce que vous sachiez que j'aurais été très fier d'en être l'éditeur. Je vous serais très reconnaissant de me tenir au courant de vos projets afin d'éditer vos prochains livres si vous n'êtes pas lié par contrat. »
La réponse de Malègue à cette lettre du 29 décembre 1933 laisse entendre clairement qu'il n'est pas lié par contrat à Spes pour d'autres publications. Le 5 janvier 1934, Gaston Gallimard écrit à nouveau à Malègue : « Puisque vous n'êtes pas lié par contrat avec les Éditions Spes je me permets de vous confirmer que je vous serais reconnaissant de me tenir au courant de vos travaux. J'espère que vous n'hésiterez pas à me présenter votre prochain livre. »
Cette lettre de Gallimard concernant l'œuvre de Malègue n'est pas la dernière puisque le 25 juin 1941, l'éditeur parisien après avoir rencontré Jacques Chevalier écrivait à la veuve de Malègue « À la suite d'une conversation que j'ai eu [sic) avec M.Jacques Chevalier, je serais heureux d'avoir communication du manuscrit inédit de Jean (sic) Malègue. D'autre part, je voudrais envisager la reprise pour nos éditions d' « AUGUSTIN OU LE MAÎTRE EST LÀ »", car d'après M.Jacques Chevalier, ce projet serait réalisable. J'ai lu il y a déjà longtemps ce roman que j'avais trouvé remarquable et j'aimerais beaucoup le voir figurer dans mon catalogue. »
Les deux premières lettres de Gallimard se trouvent dans les archives Malègue à l'Institut catholique de Paris, l'une d'elles ayant été découverte chez la nièce par alliance de Malègue, Marguerite Malègue, le 31 octobre 2014 dont on peut découvrir la reproduction.

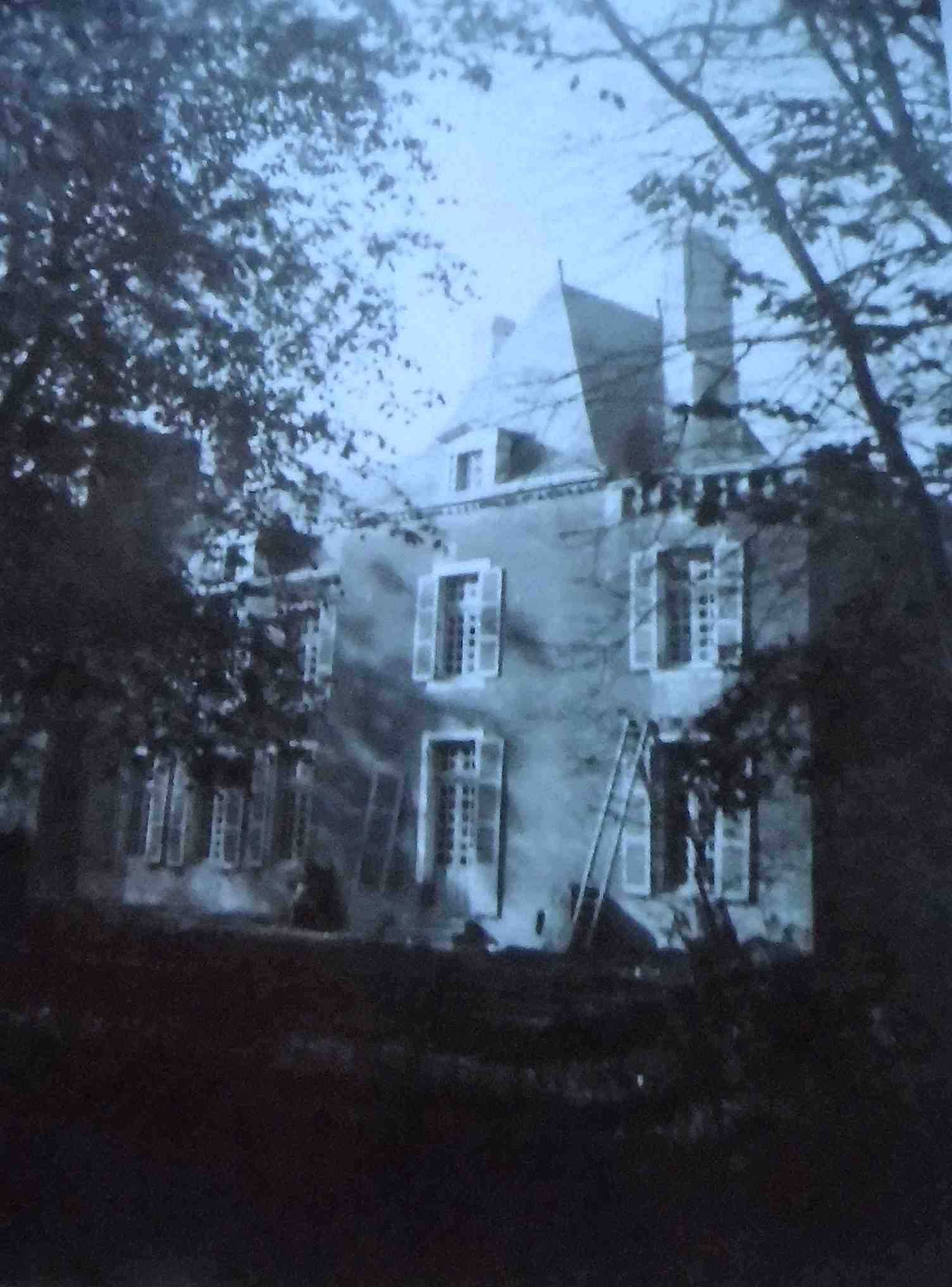
La grande demeure de L'Essongère près de Nantes à Saint-Herblain commune alors peu peuplée, achetée par les Malègue en 1936. L'écrivain y meurt en décembre 1940.

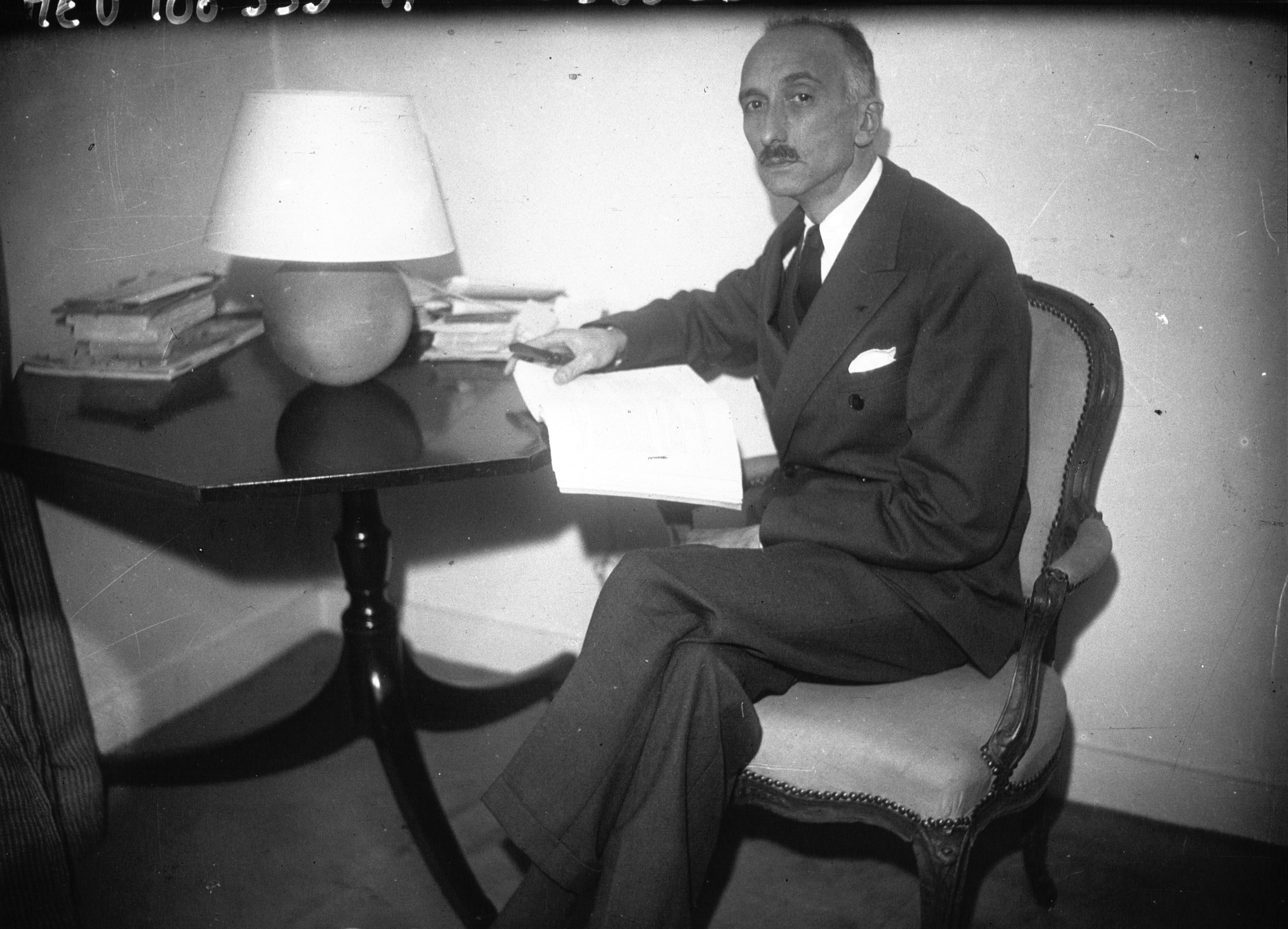
Mauriac sur Augustin et Le Maître est là

Léopold Levaux le juge supérieur à Proust, ainsi qu'à Bernanos et Mauriac. Fernand Vandérem, juif incroyant, ne tarit pas d'éloges dans Le Figaro du 17 juin 1933 et revient sur ce livre à deux reprises dans Candide, le 29 juin et le 13 juillet.
Une critique protestante de Suisse romande prend pour titre Mieux qu'un livre. Un quotidien norvégien prédit que Malègue sera un des noms les plus illustres de la littérature française du siècle.
Dans la bibliographie de Jean Lebrec, on trouve plus de 150 recensions de l'ouvrage dans les quotidiens et hebdomadaires en France, Belgique, Pays-Bas, Suisse, Italie, Allemagne, Royaume-Uni, Irlande, Roumanie, Pologne, au Brésil et au Québec ou encore en Tunisie et au Maroc, de 1933 à 1936.
Mauriac estime que dans le roman : « Toute l'histoire de la foi et de sa reconquête est de premier ordre. » Le succès d'Augustin fait connaître Malègue dans toute la France et à l'étranger et des propositions de traduction du roman émanent d'Italie, d'Allemagne et d'Angleterre.
Malègue donne de multiples conférences et notamment en France (à l'Institut catholique de Paris, au Séminaire Saint-Sulpice), en Belgique (à l'université de Louvain et au Saulchoir), aux Pays-Bas (à l'Université de Nimègue) et en Suisse (à l'Université de Fribourg et à celle de Neufchâtel).
Il collabore à diverses revues d'un grand prestige comme La Vie intellectuelle, La Vie spirituelle, rédige plusieurs essais théologiques ou spirituels, tout en poursuivant la rédaction de Pierres noires : Les Classes moyennes du Salut.

Éloge sans réserve de Malègue dans le grand journal norvégien du 25 mai 1935 par Gunnar Host. Le critique pense que l'auteur d'Augustin sera un des noms illustres de la littérature française de ce siècle.

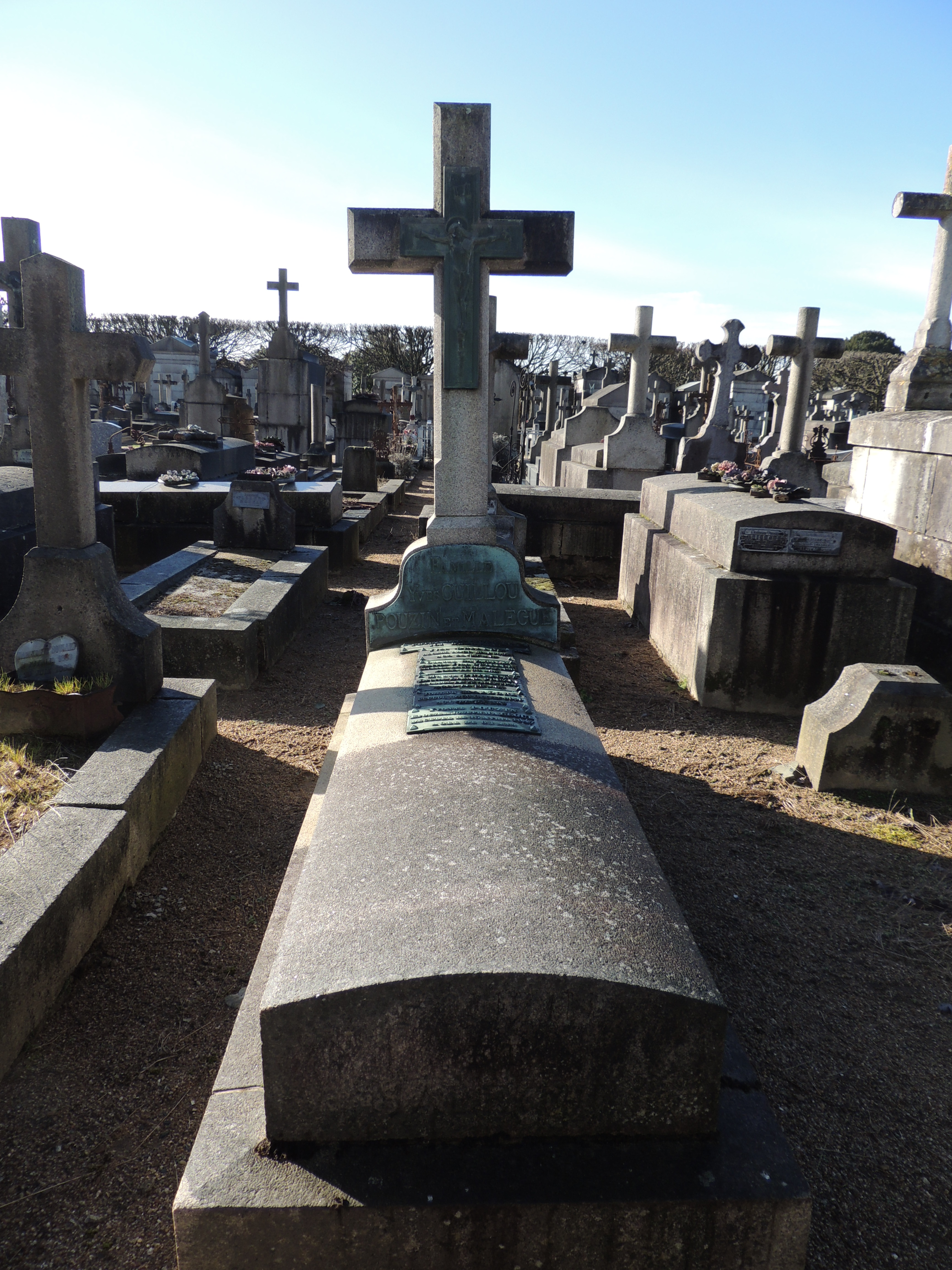
Tombe d'Yvonne Pouzin et de Joseph Malègue, cimetière Miséricorde, à Nantes

Au printemps de 1940, les médecins lui découvrent un cancer à l'estomac et comprennent en l'opérant le 10 juin qu'il est condamné. Les Allemands entrent dans Nantes le 19 juin. Il tente, en vain, d'achever Pierres noires dans l'édition de laquelle (en 1958) paraît son Plan d'une prière pour l'acceptation de la mort. Son épouse lui dit la vérité sur son état de santé le 30 juillet.
Le 15 septembre, il écrit à Jacques Chevalier que le premier tome est achevé, mais à revoir et paraîtra isolé s'il dispose encore de quelques mois. Pour Moeller, cette trilogie devait compter 1 800 pages. Malègue ne peut plus taper ses textes et confie ses dernières tentatives de rédaction à un dictaphone. Le 29 décembre, il ne peut plus travailler. Il meurt le 30 au matin en son domicile au no 15, rue Arsène-Leloup, et, est inhumé au cimetière Miséricorde, à Nantes. Quelques jours avant sa mort, il confie à sa famille que son nouveau livre sera plus beau qu'Augustin ou Le Maître est là « à cause de la figure du saint. »

## Un romancier catholique différent de ses pairs

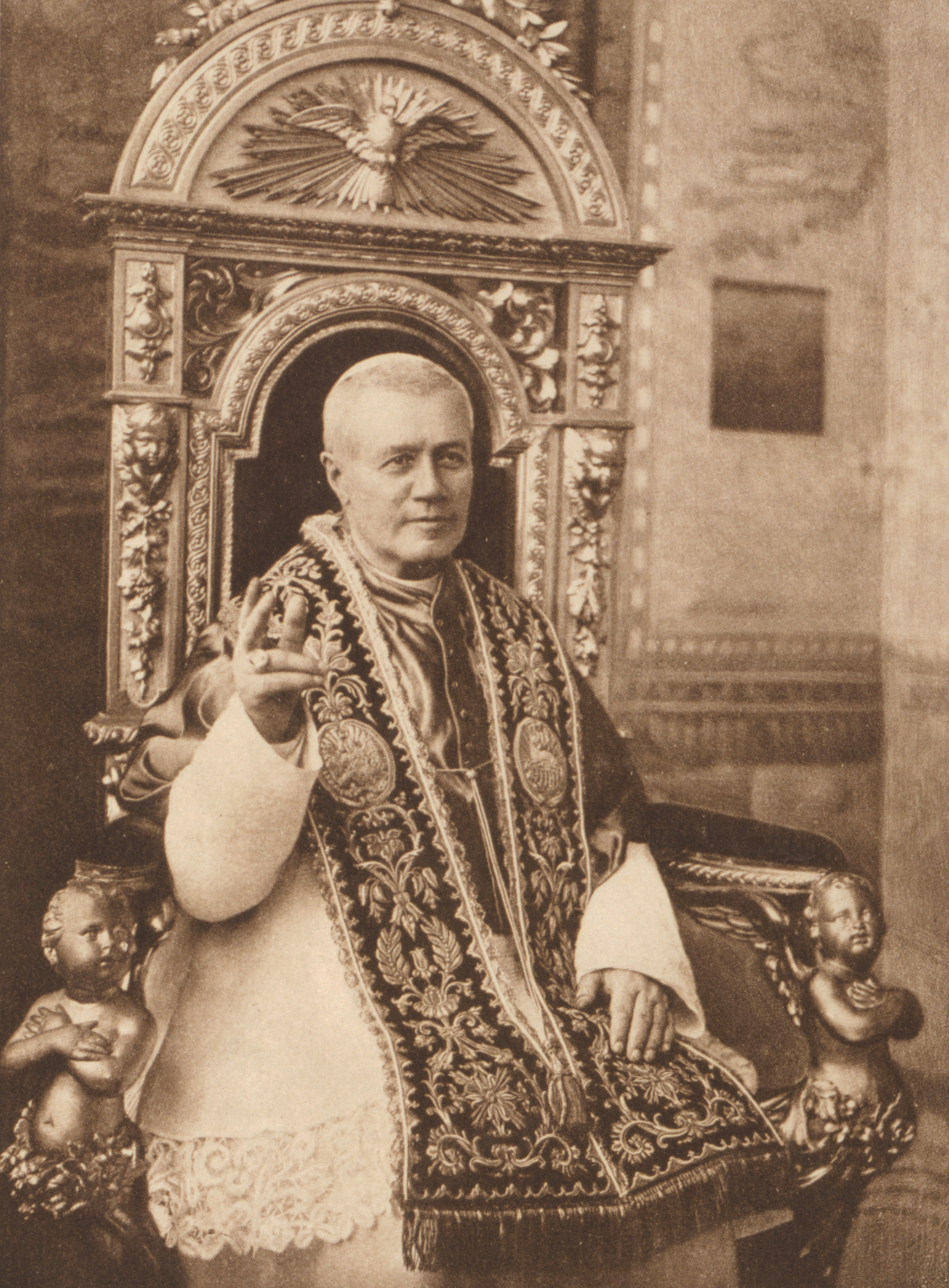
Pie X réorganise le pouvoir dans l'Église en excluant le clergé des débats intellectuels, ouvrant par là un espace où pourront s'exprimer des écrivains catholiques laïcs moins dangereux dans les questions de doctrine vu les limites de leur formation dans ces questions.

Une originalité de Malègue selon Levaux, c'est que « la bagatelle, l'obsession sexuelle » est absente et que la sainteté n'y fait pas « gris, pas accablé, tiré, tiraillé. » Pour Agathe Chepy, Augustin est un roman de la conversion différent de ceux de Paul Bourget et Ernest Renan (versions médiocres de la conversion spirituelle, selon elle), ou de Francis Jammes, Jacques Rivière, Ernest Psichari, qui rendent compte de leurs cheminements intérieurs.
Malègue diffère des écrivains cités dans l'Anthologie de la renaissance catholique de Louis Chaigne, en 1938, dont Paul Claudel écrit la préface, remerciant son auteur d'avoir écrit le livre consacrant le mouvement littéraire qui porte ce nom. Cette renaissance est pressentie dès la fin du XIXe et Serry en donne de nombreux exemples.
Selon lui, c'est la crise moderniste et le déclin de la bourgeoise catholique après 1870 qui, modifiant radicalement le rapport des forces politiques et par là les champs littéraire et religieux, dynamise cette renaissance. Malègue se distingue sur ces deux points de ses pairs : il n'a pas le même rapport ni avec le modernisme, ni avec le déclin des notables catholiques.
Selon Serry, la faible compétence en théologie et philosophie de ces écrivains — elle rassure l'autorité intellectuelle de l'Église : ces laïcs sont moins familiarisés avec ces savoirs que les clercs qui peuvent ainsi, le cas échéant, lutter à armes égales avec l'Église — facilite leur insertion dans l'espace qui s'ouvre dans ce champ intellectuel religieux, où, du fait du modernisme, l'Église réduit le clergé au silence.
D'abord avec le déclin des notables. Malègue est en mesure (dans Pierres noires) d'en analyser rationnellement les causes avec la distance du sociologue. Jacques Madaule le souligne constamment dans Un Proust catholique, provincial et petit bourgeois, et ajoute que Malègue ne rejette ni ne regrette les mutations dues à ce déclin.Or, selon Serry, ces mutations, les écrivains de la renaissance catholique, au contraire de Malègue, les regrettent et les rejettent. Ils les perçoivent comme la montée d'un « matérialisme » identifié au capitalisme qui porte atteinte aux valeurs « spirituelles ». Dès lors, un lien fort s'établit entre eux et une Église catholique également affaiblie et hostile aux mêmes évolutions. Ce lien se noue, selon Serry, autour d'« une homologie structurale floue entre leurs positions respectives face au monde moderne. »

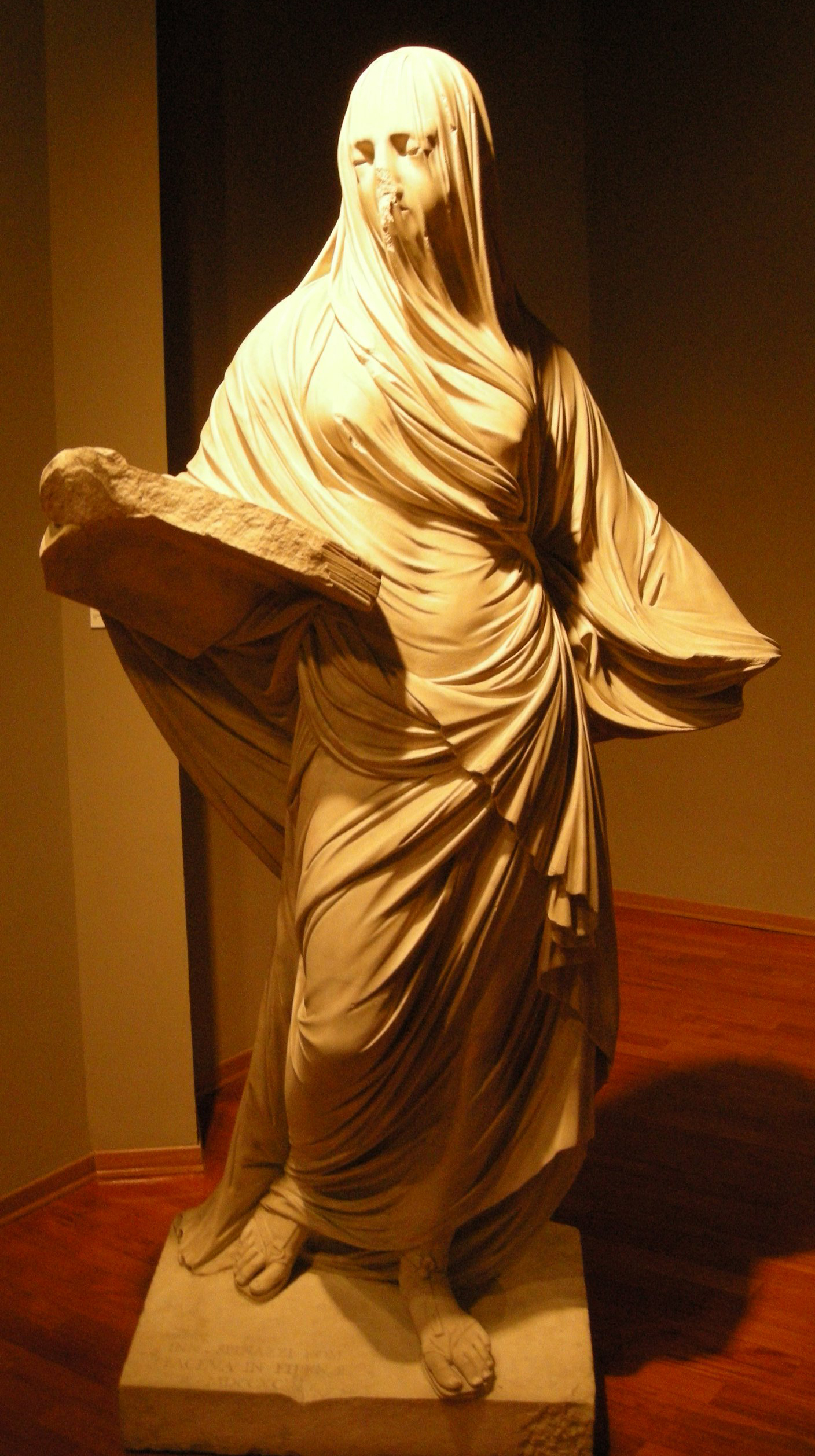
Statue de la foi d'Innocenzio Spinazzi. La reproduction de la statue illustre la page de couverture de Pénombres.

Agathe Châtel, interrogée par le journal La Croix, le souligne : « Les années 1920 sont marquées […] par la perte de l'ancrage du religieux dans l'espace public. Malègue est un témoin particulièrement attentif et sensible de cette perte de repères. Il ne s'attache pas à la « reconquête » politique. Lui s'attelle plus sûrement au chemin escarpé des questionnements essentiels : la foi, la souffrance, l'espérance. Il est novateur en cela qu'il va à rebours des auteurs reconnus et appréciés de « la renaissance catholique». »
Ensuite avec l'intelligence. « Malègue est parvenu à traiter du problème de la foi plus intellectuellement que Bernanos ou Mauriac », dira un jour un commentateur américain. Victor Brombert écrit, à propos d'Augustin ou Le Maître est là, que Malègue ne se contente pas de parler de la crise religieuse d'un intellectuel, mais qu'il pose le problème religieux sur le plan intellectuel, ou encore qu'il analyse patiemment la vie d'un homme au tempérament religieux dans un contexte intellectuel et d'un point de vue intellectuel, mais qu'il réussit à le faire « sans rien perdre du point de vue de l'intensité dramatique ou psychologique. »
IL estime que le drame de l'intelligence apparaît d'habitude sous un autre éclairage, dans le roman catholique de cette époque. Il cite l'abbé Cénabre de Bernanos, dans L'Imposture, disant à l'abbé Chevance : « L'univers intellectuel est une solitude claire et glacée… Oui, l'intelligence peut tout traverser, ainsi que la lumière l'épaisseur du cristal, mais elle est incapable de toucher, ni d'étreindre. Elle est une contemplation stérile. »
Avec Malègue, selon ce critique, on est dans un tout autre climat romanesque. Des philosophes ou théologiens en ont immédiatement pris conscience : Paul Doncœur analyse favorablement le roman dans Étvdes, 1934, t. CCXVIII. Henri Bergson l'admire. Maurice Blondel correspond avec Malègue.
Malègue a publié aussi un essai théologique, Pénombres, chez Spes en 1939 avec l’imprimatur du diocèse de Paris, dont Jean Daniélou dit que l'étude sur la foi du deuxième chapitre est « l'une des meilleures qui soient du problème de la foi sous ses aspects actuels. »

### Place inhabituelle de l'intelligence
Roger Aubert lui confère le titre de « laïc théologien » dans sa thèse de maîtrise à l'UCL, Le Problème de l'acte de foi ey lui consacre plusieurs pages élogieuses.
IL cite le même chapitre que Daniélou, Vertu de foi et péché d'incroyance. Charles Mœller, autre théologien louvaniste, considère que l'ouvrage contient des chapitres remarquables et « spécialement le premier, Ce que le Christ ajoute à Dieu. » Malègue y explore la question de la mystique et son rapport avec l'Incarnation.
Quarante ans plus tard, préfaçant l'ouvrage de William Marceau, Jean Milet écrit que, dans les années trente, on n'avait peut-être pas « saisi l'enracinement métaphysique sérieux de l'œuvre de Malègue », un Malègue métaphysicien, nourri de bergsonisme, mais original dans la façon de « situer les thèmes philosophiques les uns par rapport aux autres. »
Cela dit, Joris Eeckhout tient à préciser qu'il suffit d'un minimum de culture pour comprendre Malègue et admirer « la maîtrise avec laquelle est psychologiquement disséqué l'un des plus pénibles conflits intérieurs dans lequel puisse être impliqué un être humain. »
Le 18 décembre 2014, l'Observatoire des religions et de la laïcité de l'Université libre de Bruxelles publie un texte de Frédéric Gugelot Augustin ou Le Maître est là, le roman de la nouvelle papauté ? où il souligne la différence entre une certaine tradition du roman catholique (Henry Bordeaux, René Bazin, Paul Bourget) et Malègue : « La littérature d’inspiration catholique emprunte alors deux voies, celle d’une littérature démonstrative à finalité sociale et morale et celle d’une littérature de l’authenticité spirituelle. René Bazin, Paul Bourget et Henry Bordeaux offrent au public catholique une littérature traditionaliste [...] où la religion est le rempart d’une société d’ordre moral et social. L’autre veine propose des romans où les doutes, les débats de conscience, les péchés sont exposés pour mieux montrer l’action de la grâce [...]. Rome se méfie de ce courant où la sincérité risque de prendre le pas sur la vérité et le dogme, la conscience morale personnelle sur l’enseignement moral de l’Eglise. » L'auteur pense qu'il est normal que le pape François ait marqué son intérêt pour Augustin ou Le Maître est là : parce que, dit Frédéric Gugelot, la foi, dans ce roman, « est un acquiescement du cœur [au sens pascalien comme l'indique le contexte] au-delà de l’approche historique et critique. Le modernisme n’est pas rejeté, la foi se situe dans un autre plan. On comprend qu’il figure parmi les références de François. »
Dans son ouvrage paru l'année suivante en février 2015, La Messe est dite. Le Prêtre et la littérature d'inspiration catholique au 20e siècle, Frédéric Gugelot reprend cette distinction et l'exprime en d'autres mots, opposant dans la littérature d'inspiration chrétienne, une « veine où prime l'ordre et la morale et une veine spirituelle, éthico-esthétique ». La seconde à laquelle appartient Malègue (comme Bernanos ou plus près de nous Sylvie Germain, selon Gugelot), se fonde sur une théologie qui insiste « le rachat par l'Incarnation. »

### Enjeux bien compris de la crise moderniste

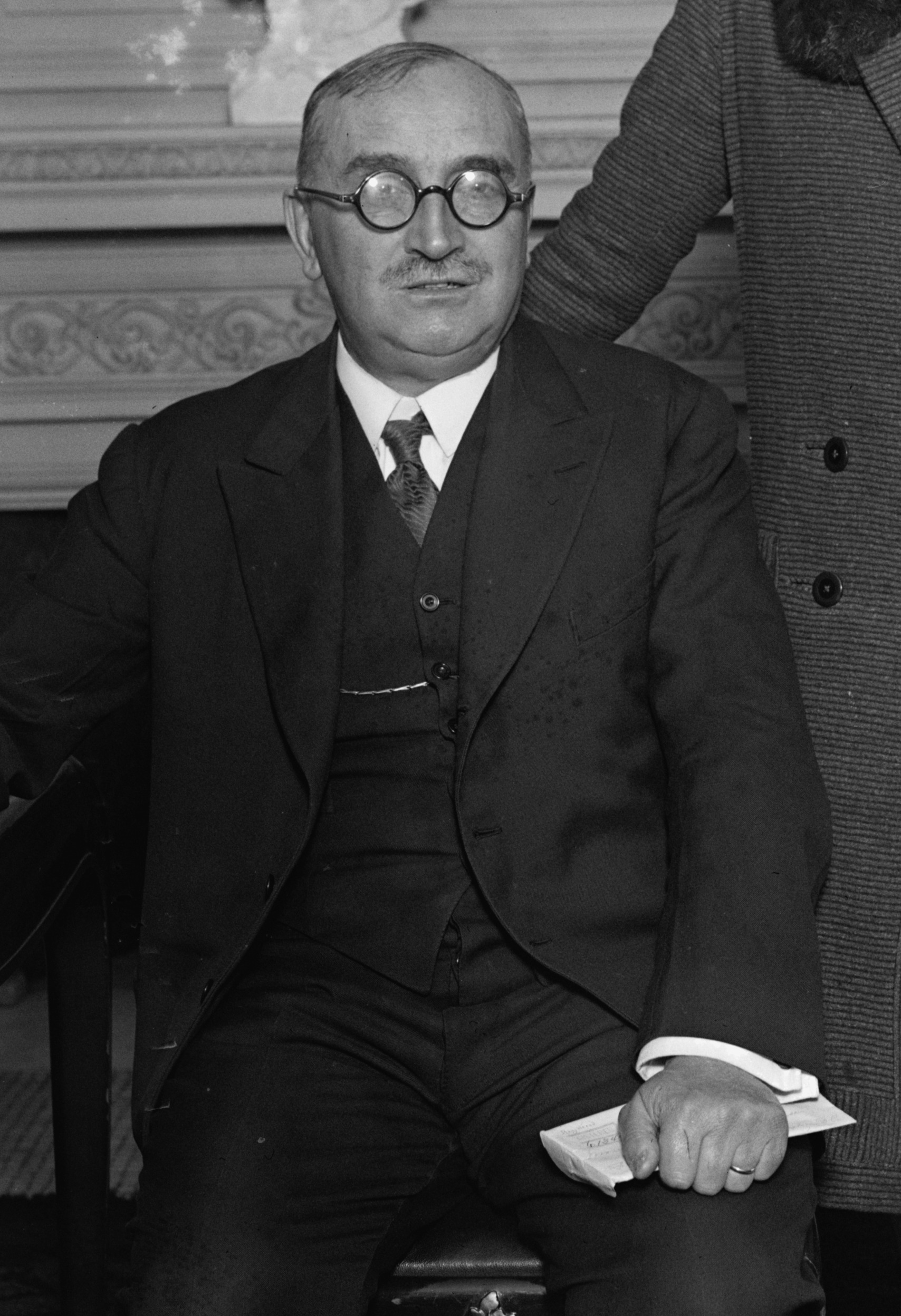
Paul Claudel en 1927. Dès la parution d'Augustin, Claudel dit à Malègue son admiration, mais ne comprend pas que la foi du héros du roman soit troublée par l'exégèse moderniste ou moderne, pour lui sans portée, ni intérêt.

Dans Naissance de l'intellectuel catholique, Serry note qu'au début du XXe siècle, des travaux de clercs et de laïcs démontrent les impasses de certaines interprétations traditionnelles des textes religieux et, en particulier, ceux d'Alfred Loisy. Menés à partir des normes scientifiques de la Critique radicale, donc d'une « autorité légitimatrice extérieure » à l'Église, ils semblent saper l'essentiel : résurrection et divinité de Jésus. C'est la crise moderniste.
Elle se conclut par une condamnation sans appel du modernisme, à travers l'encyclique Pascendi de Pie X, en 1907, et la réorganisation du clergé autour d'une obéissance entière au pape. Avec comme conséquence logique de l'exclure des débats intellectuels. Cette exclusion libère « un espace d'intervention pour les écrivains catholiques » laïcs qui présentant l'intérêt, pour le contrôle ecclésiastique, par rapport à d'autres fractions du champ intellectuel comme les philosophes, d'être « dotés d'un faible pouvoir critique à l'égard de la doctrine et donc peu susceptibles de remettre en cause le magistère. »
Émile Goichot considère que Malègue est « le » romancier du modernisme et Pierre Colin que le premier tome du « très grand roman » qu'est Augustin « constitue une excellente introduction au vécu dramatique de la crise moderniste, au trouble que la prise de conscience a provoqué chez de jeunes esprits. »

#### Pour quelles raisons Malègue comprend le modernisme
Malègue, lui-même philosophe, « laïc théologien » selon R.Aubert, met justement en scène dans son premier roman la crise provoquant ces modifications dans le champ intellectuel religieux grâce à sa capacité à « penser » cette crise.
La critique admet que Malègue parvient à insérer ce « penser » au cœur de l'intrigue d'Augustin, sans schématiser ni transformer ses personnages en « porte-paroles » d'un roman à thèse.
Colin souligne que Malègue a pris « la mesure du phénomène ». Au départ de l'approche philosophique qu'il lui consacre, il fait du cas fictif d'Augustin, rapproché du cas réel de Prosper Alfaric, l'une des clés de la crise, non chez ses protagonistes, mais dans le public qui la subit.
Augustin est un laïc, Alfaric est un prêtre qui quittera l'Église. Deux cas différents. Mais tous deux subissent « le contrecoup » du modernisme, et les objections qui leur font perdre la foi « sont pour une part philosophiques et pour une part exégétiques. »
Selon Colin, « le non-dit de l'époque » fait que le milieu catholique peut s'avérer sourd à leurs difficultés et mal distinguer ce qui relève de « questions fortes » de l'« abandon de la croyance catholique. »
Émile Goichot estime de même que Malègue est « le » romancier du modernisme intellectuel. Il critique non l'art d'écrire de Malègue, mais la solution de son héros à ses difficultés.
Selon lui, elle ne tient pas. Sur toutes ces questions, Malègue estime que, bien avant la critique des textes ou l'investigation historique, l'essentiel tient dans les postulats de chacun, voire les a priori. Ces postulats de chacun — face au surnaturel qu'évoquent les textes — se traduisent par un rejet inconditionnel ou une ouverture possible.
L'importance déterminante de ces états préalables tend à minimiser le rôle de la critique qui ne produit que des données brutes dont les postulats aménagent le sens.
Dès lors critique et foi ne communiquent plus : le conflit est impossible entre elles, ce qui empêche que soient articulées de manière cohérente « la critique […], la haute culture profane […] et la foi, pur acquiescement du cœur. » Cette mise en cause rejoint celles de Loisy ou d'Henri Clouard, non celles de Paul Doncœur, de Charles Mœller, de Geneviève Mosseray ou de critiques plus récentes.
Pour Goichot, l'écartèlement entre foi et critique, chez cet auteur fort lu par les élites intellectuelles catholiques après la crise moderniste, renvoie à l'univers démembré qu'est devenu l'Église et, sans le vouloir, annonce la crise globale du christianisme dans les dernières décennies du XXe siècle. Il compare la renaissance littéraire catholique, pour le monde catholique, à la période de rémission dans les maladies mortelles quelque temps avant le décès.
Mais, pour Malègue ou Blondel, il est impossible de saisir les faits indépendamment de toute interprétation (ou postulat), car, si c'était le cas, on n'atteindrait « que des abstractions, non la réalité effective d'une vie d'homme, laquelle fait toujours l'objet d'une compréhension interprétative. » Ce que Pierre Colin rapproche de la distinction opérée par Wilhelm Dilthey entre « expliquer » (l'enchaînement déterministe des faits) et « comprendre » (le sens que les acteurs de l'histoire où ils sont impliqués donnent à celle-ci).

#### Ceux qui saisissent difficilement la portée du modernisme
Le talent littéraire de Malègue n'est pas ici contesté. Mais pour certains, comme Goichot, la question de fond. Pour d'autres, elle n'existe pas.
Goichot n'est pas convaincu de la valeur de la vision de Malègue. Claudel, d'emblée, confie son admiration à l'auteur d'Augustin, mais avec cette restriction : « Les angoisses de votre héros sont pour moi, je l'avoue, bien difficiles à comprendre. »
Malègue lui répond qu'il peut admettre que le modernisme soit peut-être sans importance si la foi peut tout surmonter, mais Augustin ne pouvait s'en contenter. Ne comprenant pas l'importance attachée à ces questions, Claudel réplique que même les travaux exégétiques du Père Lagrange ne sont pas supérieurs à ce qu'il nomme les aliborons d'Outre-Rhin (l'exégèse allemande).
Le jugement de Gonzague Truc dans L'Action française du 11 mai ressemble (sur la question de fond) à celui de Claudel. Il regrette qu'il y soit question d'Harnack. Pour lui, les doutes d'Augustin « s'apparentent encore au doute renanien et s'autorisent d'arguments d'ordre historique ou philologique ». Or, « nous avons appris la frivolité de telles objections. » Et par ailleurs le roman est trop long, la recherche du talent tue le talent.
Geneviève Mosseray estime que Malègue montre que la crise moderniste, bien que difficile à saisir, exemplifie en général la difficulté de croire, les rapports entre foi et raison, question centrale, peu abordée par ses pairs.
Blondel, à l'opposé de Claudel (ou de Truc), regrette que le retour à la foi chez Augustin, certes sous l'action de la grâce, ne se fonde pas sur le simple usage des « lumières naturelles » et notamment par l'argumentaire que lui-même propose. Geneviève Mosseray a montré pourtant qu'Augustin le reprend, même s'il ne conclut pas tout à fait dans le même sens que Blondel qu'après avoir retrouvé Dieu.
Par ses liens avec Chevalier (seul à l'aider à trouver un éditeur et qui n'y réussit pas à cause de l'Action française, seul à être partie prenante de l'action d'une revue comme Les Lettres en vue de la fondation d'une littérature catholique, mais qui se heurte au thomisme de Jacques Maritain), Malègue se situe dans la minorité catholique qui reste liée à Bergson et Blondel après la condamnation du modernisme.
Compétent pour traiter de cette crise, il se heurte à beaucoup qui, n'en mesurant pas l'importance, peuvent ne pas comprendre son roman. Il multiplie les efforts pour en dégager le sens dans des conférences et, à partir de l'édition de 1947 d'Augustin, un appendice posthume formalise sa réflexion.

### Enjeux bien compris du déclin des notables catholiques

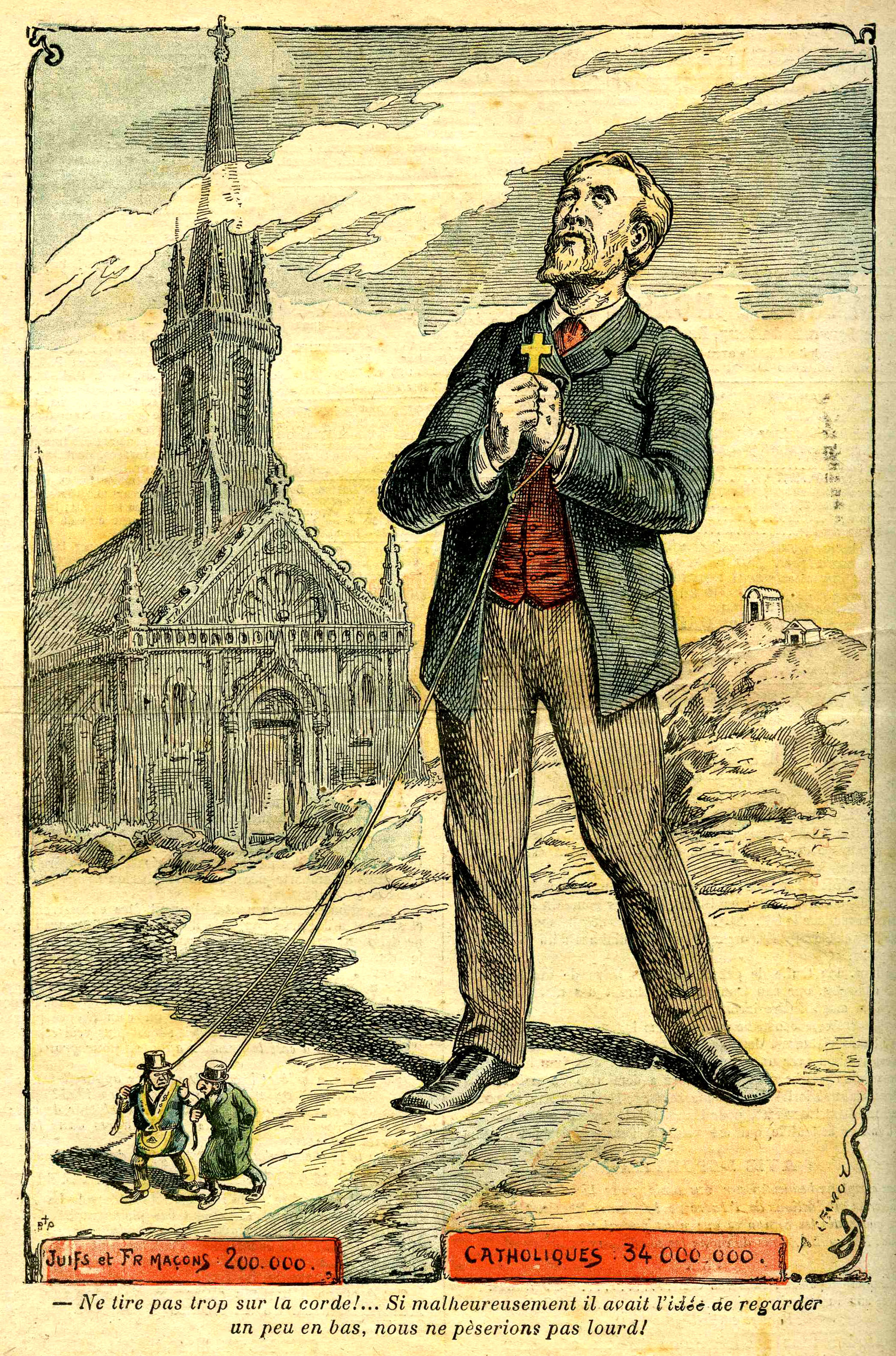
Dessin conspirationniste antisémite et antimaçonnique, montrant la France catholique conduite par les Juifs et les francs-maçons (Achille Lemot pour Le Pèlerin, n° du 31 août 1902).

Les écrivains du renouveau catholique, soit héritiers en déclin des notables de la monarchie ou de l'Empire, soit du même bord confessionnel soit, comme Malègue, « issus de lignées familiales prestigieuses ou ayant évolué à proximité de ce type de famille. »
Leur trajectoire sociale s'explique aussi par l'effroi avec lequel ils constatent (comme le dit Serry) « l'envahissement des nouveaux enrichis du commerce et de l'industrie. » Malègue décrit de manière proche la base sociale de la nouvelle bourgeoisie : les foules nouvelles effrayant les notables, « d'une grosseur informe, en voyage vers la souveraineté, débordant de leurs anciens et si simples berceaux. »
L'un de ces écrivains, Robert Vallery-Radot, commence, dans les premiers mois de 1919, un roman du même type que Pierres noires sur le monde finissant des notables catholiques, sans la distance que prend Malègue.
Malègue, dans Pierres noires, imagine un Peyrenère-le-Vieil (appelé aussi Ville haute), espace de la classe en déclin, face au Peyrenère-d'En-Bas (dont le nom a été calqué sur l'appellation officieuse du vieux Peyrenère : d'En-haut), espace de la classe en ascension.
La première, réunie chez un notable de l'ancien monde observe, désenchantée, d'une maison juchée au sommet du premier Peyrenère, la « montée » de la future classe dominante depuis le Peyrenère du « bas » (dans le chapitre VI, le dernier du Premier livre de Pierres noires).
Selon Jacques Madaule, Malègue constate le poids des déterminismes : « Certaines conditions étant données, les effets en découlent inéluctablement. »
Les familles des notables de Peyrenère, quoi qu'elles fassent, n'échapperont pas à la décadence, condamnées par le progrès technique et l'évolution d'une classe sociale en ascension, qui se réfère à la République et à la laïcité.
C'est dans cet ordre déterministe que la vieille maison Guyot-Chaudezolles sera revendue à la mairie et deviendra une école publique. Que le comte de Brugnes se ruine au jeu et se suicide, condamnant son épouse et sa fille au déclassement et sa propriété aux démolisseurs.
Contrairement à Robert Vallery-Radot, Malègue, selon Madaule, considère qu'ainsi va le monde sans se désoler de ce qui meurt ni bouder ce qui naît.
Plusieurs écrivains catholiques, en mettant leur plume au service d'une Église en difficultés, font coïncider leur déclin social personnel avec celui de l'institution ecclésiastique qui se vit elle-même « comme une forteresse assiégée », tout cela, selon Hervé Serry, pour rendre « vivable » le déclassement réel ou imaginaire qu'ils subissent ou subiraient.
En Malègue, « le sociologue sait bien que les arbres des Brugnes sont voués à la hache du bûcheron. Tout ceci [...] n'importe pas au salut. » Il ne regrette pas que la propriété du comte, rachetée par un représentant de la nouvelle bourgeoisie, subisse ce sort. Il peut en donner l'impression, comme poète : derrière ce qui disparaît il y a une épaisseur de temps, alors que les nouveaux venus sont sans passé défini.

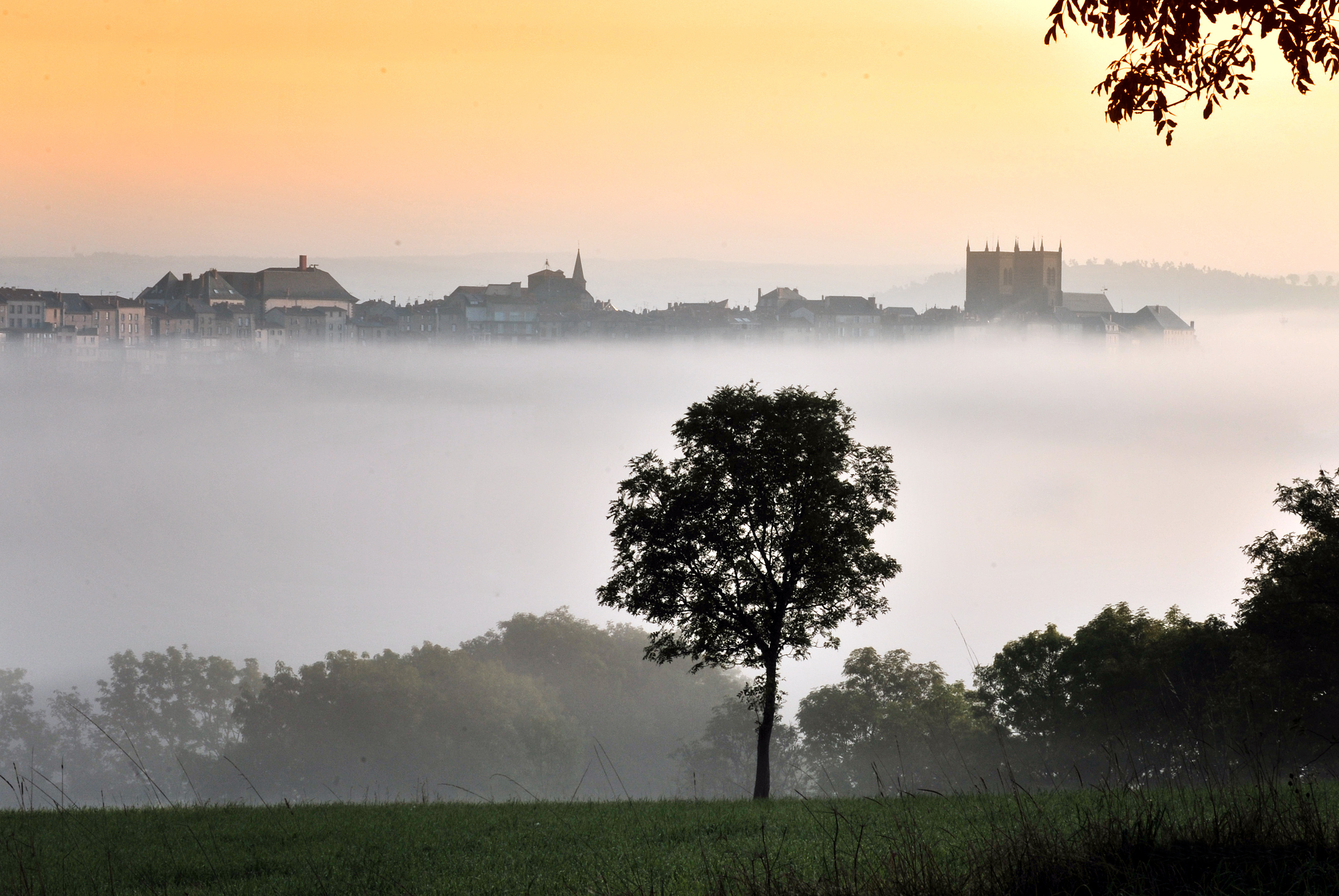
Peyrenère fait songer à Saint-Flour avec le haut des notables en déclin (sur la Planèze) et le bas (ici plongé dans la brume) de la classe en ascension.

Mais c'est seulement le poète qui est nostalgique en Malègue qui, écrit Madaule, « pleure les grandeurs délicieusement fanées et qui s'enivre tant qu'il le peut encore respirer, de leur parfum subtil et vieillot », car « le rôle des poètes [est ...] de pleurer ce qui passe et en même temps de l'immortaliser sur un autre registre, qui est celui de l'art. »
Pour le sociologue et penseur catholique qu'est Malègue ceci importe peu : le salut est, dit Madaule, « la seule affaire sérieuse. »
Bien que d'ordre intellectuel, la crise moderniste, comme l'écrit Colin, interfère avec la dramatisation du conflit entre les catholiques français et la République.
Dans un climat de laïcisme et d'anticléricalisme, il est difficile pour l'Église d'accepter en son sein et pour examiner les textes sacrés, l'usage « de méthodes et d'idées empruntées à ceux que l'Église considère comme ses ennemis » (soit les méthodes même de la critique des textes).

## Malègue, philosophe et sociologue dans ses deux romans
Malègue utilise des matériaux qui sont à sa disposition comme philosophe et sociologue, comme lui ou d'autres le font d'aspects de l'expérience plus commune. Il ne les plaque pas sur les intrigues romanesques. Intrigues et pensées s'appellent. Cette volonté de philosopher est manifeste pour Augustin ou le Maître est là. Le 22 juin 1933 il écrit à Blondel : « Je désirais infiniment que la suite de mon livre vous ait plu comme vous voulez me dire qu’a fait le commencement. Votre jugement domine pour moi de haut cette œuvre [Augustin ou Le Maître est là] et depuis longtemps. Non pas votre jugement seul mais tout le système de votre pensée. Je ne voudrais pas que la mienne ne parût par trop insuffisante ni trop limitée par la nécessité d’une œuvre romanesque. Je n’avais pas l’impression d’avoir renoncé mes silhouettes de philosophe. Peut-être en ai-je créé de toutes pièces, plutôt, mais dans le sens où la vie parlait. » Elle l'est peut-être encore plus pour Pierres noires : Les Classes moyennes du Salut dans la mesure où dans Les Deux Sources de la morale et de la religion c'est la personne des saints qui impose sa philosophie au philosophe.

### Les philosophes dansAugustin ou Le Maître est là
Malègue a énormément lu les philosophes et il a eu des maîtres célèbres durant sa jeunesse et à l'âge adulte, en particulier Bergson.

#### Bergson dans l'intrigue amoureuse
« Toute beauté humaine est une offrande de bonheur qui ne s'adresse à personne
en particulier, bien qu'elle soit recueillie par ceux que le hasard place en face d'elle. »
C’est l’été. Augustin Méridier, Anne de Préfailles (qu'il aime et à qui il n’ose se déclarer) et sa tante Élisabeth de Préfailles observent à la surface d’un étang, les rides en formes de lignes brisées qu’y produisent les moustiques. Les deux femmes demandent à Augustin si cela n’est pas d’un certain charme. Augustin va évoquer l'Essai sur les données immédiates de la conscience.
Henri Bergson y écrit que le vrai charme appartient aux mouvements en formes de courbes, typiques des mouvements vers l'humain. Comme la danse qu'il cite expressément dans L'Essai en soulignant que celle-ci a en outre des évolutions qui semblent répondre aux désirs de ceux qui les contemplent, d'une sympathie virtuelle d'un « mouvement possible vers nous. »
Considération de philosophie pure en laquelle il se retranche pour garder sa réserve. Puis il glisse de ce qu'il vient de dire à une autre considération sur la beauté humaine dans le même esprit bergsonien soulignant la gratuité du Beau : « Toute beauté humaine est une offrande de bonheur qui ne s’adresse à personne en particulier bien qu’elle soit recueillie par ceux que le hasard place en face d’elle. »
Aveu involontaire, ce dérapage —non par rapport à la logique de l'exposé brillant, mais à la résolution qu'il a de ne rien livrer — le trouble comme troublent les maladresses habituelles trahissant les amoureux. En dépit de sa brillance, l'exposé s'introduit comme naturellement dans l'l'intrigue amoureuse.

#### Blondel dansAugustin: une influence sous-estimée
Pour Geneviève Mosseray, la façon dont Malègue présente la crise moderniste s'accorde avec Blondel sans enlever au roman la qualité de faire vivre des êtres de chair et de sang, non des allégories. Malègue introduit Blondel au cœur du désespoir du héros quand il sait sa mort imminente.
Ce résumé est mise en abyme du roman : Augustin fait ironiquement de sa vie un récit en trois actes et quatre tableaux: foi du héros (Acte I) ; perte de cette foi à cause de la critique radicale (Acte II, tableau I) ; remise en cause de cette critique (Acte II, tableau II) ; foi retrouvée et mariage avec Anne de Préfailles [sachant l'avoir perdue, c'est dit avec ironie amère], célébré par son ancien aumônier à Normale [ironie amère à son comble].
Or, cette mise en abyme correspond aux positions engendrées par la Crise moderniste d'après Blondel : intransigeance sur le dogme et mépris de la critique ; position opposée de mépris du dogme ; penser (position de Blondel) que ni l'histoire, ni le dogme ne suffisent à la connaissance du Christ, sans la tradition vivante des croyants — recherche intellectuelle, piété, amour — depuis la résurrection.

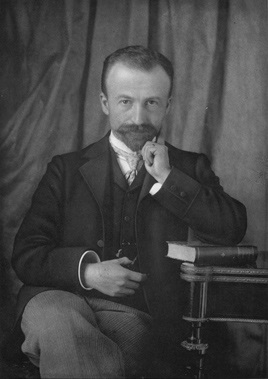
Maurice-Blondel 1859-1948, sa présence chez Malègue n'est pas contestée mais l'importance de celle-ci. Pour Pierre Lyraud [voir Postérité de Malègue] malgré la présence diégétique de Pascal dans Augustin ou Le Maître est là on ne peut écarter la « médiation de Blondel», que Geneviève Mosseray a décrite dans Nouvelle Revue théologique TOME 127,no 1, janvier-mars 2015.

Mosseray l'extrait du tréfonds du roman. Augustin se situe (Acte I) comme tout catholique alors. Puis ébranlé par la critique, perd la foi (Acte II, tableau I). Sans la retrouver, il observe en logicien que la critique se contredit : elle se veut sans a priori, mais en nourrit un contre le surnaturel (Acte II, tableau II). L'Acte III, le retour à la foi, improbable alors, est purement ironique.
Sa sœur, devinant son désir fait venir à son chevet de mourant son meilleur ami, Largilier. Il partage avec lui sa passion pour l'énigme philosophique des mystiques et des saints. Ils procèdent de la tradition vivante à la Blondel comme Largilier lui-même aux yeux d'un Augustin — méfiant, car Largilier est prêtre.Il l'atteint intellectuellement en plein cœur, avec ceci qui retourne l'objection moderniste contre la divinité du Christ: « Loin que le Christ me soit inintelligible s'il est Dieu, c'est Dieu qui m'est étrange s'Il n'est le Christ. »
Blondel s'incorpore à l'intrigue d'autres façons. Quand Augustin, devenu professeur, parle de son ancien maître Victor Delbos dans la partie VI du roman « Canticum canticorum » (le « Cantique des cantiques »), les termes qu'il utilise pour en faire l'éloge sont « étonnamment proches » de la notice nécrologique par Blondel — ami intime de Delbos — dans l' Annuaire des Anciens de l'École Normale Supérieure. Soixante-trois ans après la sortie d'Augustin, Mosseray révèle le talent littéraire créant ce lien structrant.
Malègue, l'a travaillé. Il l'avait avoué à Blondel, mais Lebrec ne l'a pas vraiment vu selon Geneviève Mosseray. Un article de la Nouvelle Revue théologique en 2019 estime que Blondel domine encore aussi l'avant-dernier chapitre d'Augustin « Jacob et l'ange ».

#### Controverses sur cette influece

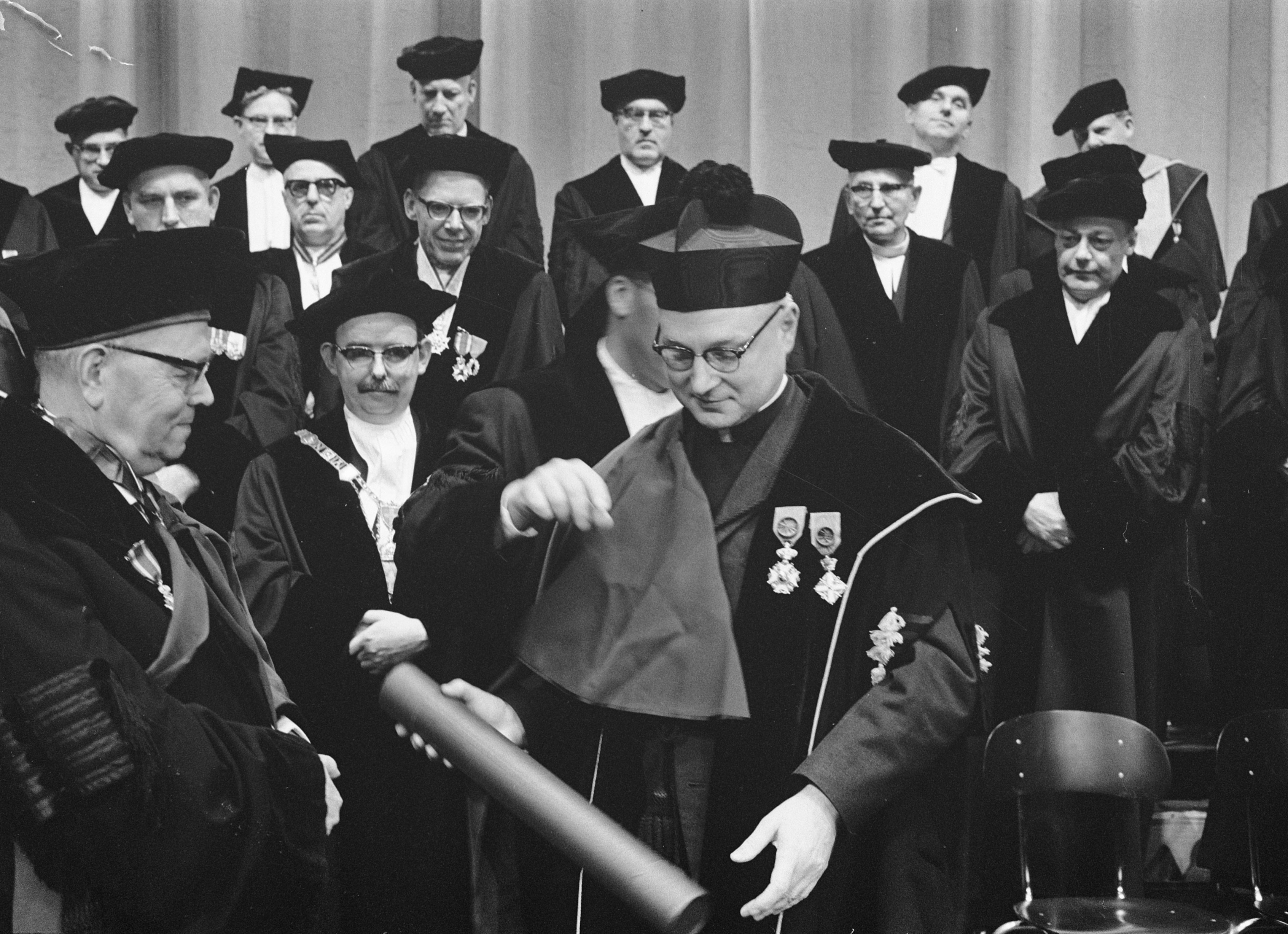
Roger Aubert, fait Docteur honoris causa à l'Université de Nimègue. Quand il parle de Blondel dans Le Problème de l'acte de foi, il le fait sous l'angle de ses préoccupations : théologie de l'acte de foi, conversion.

José Fontaine, signale dans Joseph Malègue. À la (re)découverte d'une œuvre , Cerf, Paris, 2023, que sa lecture de Blondel est influencée par celle de Roger Aubert dans Le Problème de l'acte de foi (qui y consacre aussi plusieurs pages à Malègue) : Aubert y écrit que ce chapitre I de la Cinquième partie de L'Action représente « l’exposé le plus systématique que Blondel ait donné du processus de la conversion.»
Ce processus présenté théoriquement dans L'Action, se retrouve en action et dans l'action du chapitre avant-dernoier d' Augustin. Il est perfectionné, par Blondel, en 1913, dans sa polémique avec le Père Joseph de Tonquédec. Dans L'Action il évoque un incroyant qui doit « essayer » la foi. On supposa qu'il parlait ainsi ainsi d'un sacrement, soit proposer un sacrilège. Il répondit que son modèlé était le geste du Père Xavier de Ravignan disant aux incroyants venus le trouver « Mettez-vous à genoux, confessez-vous, et nous achèverons notre discussion ensuite.» A l'analogie entre les deux scènes de conversion dans L'Action et Augustin s'ajoute donc cet élément cette fois identique : l'invitation à Augustin par Largilier de se confesser, identique à celler du Père Xavier de Ravigan.
L'historien Luc Courtois conteste que Malègue aurait lu L'Action : longtemps elle n'a pas été rééditée dès qu'épuisée, Malègue ne faisait pas partie du réseau ayant trouvé d'autres moyens de pouvoir la lire en la recopiant.

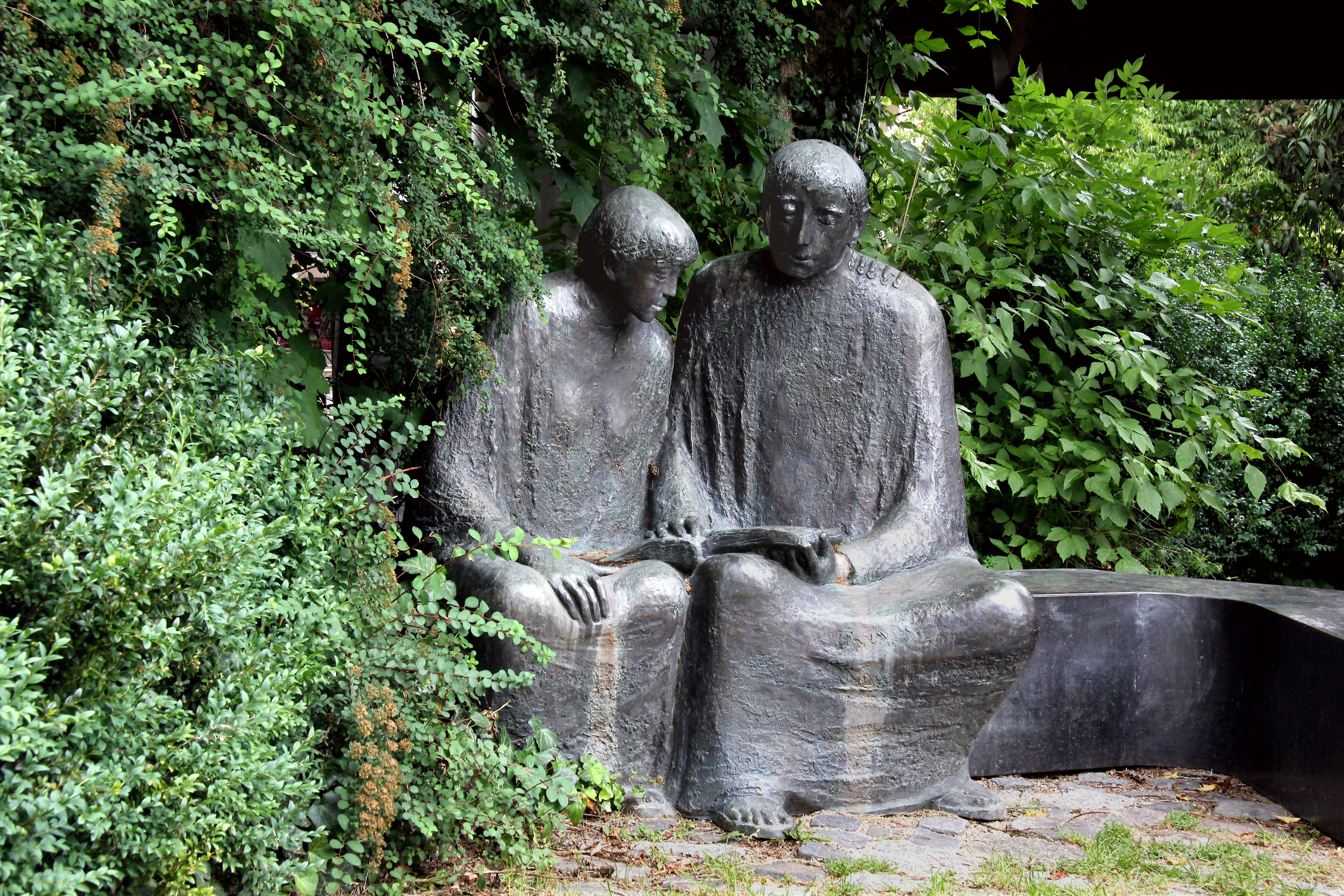
Statue de Maître Eckhart à Bad Wörishofen, c'est toujours la tradition augustinienne selon Marie-Anne Vannier: Eckart préconise un retour en soi « afin de trouver son véritable Grund[fond]» en cela très moderne et qui n’est pas « sans anticiper les analyses d’un Gabriel Marcel ou d’un Blondel, quant à sa réflexion sur l’être ou sur le rapport entre être et action. »

Le philosophe Alain Létourneau met aussi en cause l'idée qu' Augustin serait un roman blondélien. Il le fait à un double titre : « D’une part, ma thèse de doctorat a été soutenue en Sorbonne sur Maurice Blondel, puis une monographie reprenant certaines articulations de la thèse a été publiée avec quelques articles.« Lisant toutes les influences qu'a subies Malègue il ne peut choisir celle qui prédominerait « Malègue est-il plus blondélien qu’il n’est loisyste, jamesien, moderniste, pascalien, impressionniste?»
Pour Alain Létourneau, Blondel voulait trouver une tertia via entre l'historicisme de Loisy et le dogmatisme (ou extrincésisme) de nombreux théologiens. Il y a de part et d'autre une « non-relativisation », des dogmes ou de la méthode [historique] et de ses résultats. »
Malègue discuste avec Blondel dans la Partie d' Augustin « Paradise lost » (paradis perdu) avec « d'importentes notes sur le panthéisme spinoziste et le panthéisme hégélien.» Augustin en dit que ce n'était pas « volontaire », « postulant la complicité du cœur », « ou soumis au postulat de la pratique ». La première et la troisième expression sont blondéliennes, pas la seconde. Le contraste « ne fonctionne pas à l’avantage du blondélisme mais Malègue « montre une connaissance précise de ce dernier.»
Pour Létourneu, « Malègue se situe dans la vaste tradition augustinienne et pascalienne, dans laquelle se situe aussi Blondel [...] sensible, plus que Blondel [...] à la part subjective dans la vie croyante et religieuse [...] Blondel se bat contre des lectures trop subjectivistes de son œuvre [...] Malègue peut se sentir proche de Blondel [... mais] il ne dit pas un mot de la Tradition [...]le surnaturel dont il parle n’est pas blondélien [...Blondel] ne se reconnaît pas pleinement dans [Malègue]. J’aurais tendance [...] à me fier à Blondel pour reconnaître qui le reprend fidèlement, ce qu’il savait bien faire. »

#### Anti-positivisme du retour à la foi en mise en scène de «l'absolu dans l'expérience»

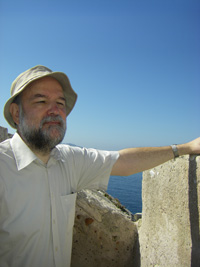
Bernard Forthomme : Dans « Viens près de la fenêtre », vers de Matthew Arnold (dans Dover beach), Forthomme traverse poétiquement tout Malègue par ce mot : « La fenêtre [...] est susceptible de nous défaire des « lacets de l’histoire » [...] Tout semblait figé comme une souche noueuse dans le scepticisme, et voilà que tout d’un coup, par un seul coup d’œil, un coup de foudre – préparé sans doute par un lent et silencieux amoncellement de nuées chargées d’électricité – un être est reconstruit de pied en cap.»

Augustin fait, à la fin de sa philo, le bilan des critiques de la religion par son professeur : « l’ontologique chassé par l’expérimental [...] et le théologique ligoté aux lacets de l’histoire : les deux dépossessions. » C'est peu blondélien selon Létourneau. Le titre de la contribution de Thibaud Collin, en donne le sens : « La conversion entre « Le métaphysique et l'expérimental » dans Augustin ou Le Maître est là.» Augustin veut « relever les défis que les progrès des sciences et la forma mentis positiviste posent à l'intelligence catholique.» Il a perdu la foi à cause de l'extension positiviste « de l'expérimental, au détriment du métaphysique.» Pour éviter le fidéisme, il voudrait savoir s'il y a « une parfaite continuité entre le positif de la méthode historico-critique et le surnaturel de la foi.»
Anne de Préfailles à l'examen de philosophie à l'Université de Lyon chez Augustin, lui répond, quand il demande si l'on peut reconnaître Dieu dans l'âme d'un saint : que c'est chose impossible pour un incroyant. Comme ce le serait pour un chimiste ignorant, par hypothèse, la vie et qui n'y verrait que chimie plus complexe. Ce n'est pas vrai quand l'on a l'idée d'un ordre supérieur où joue alors, la citation célèbre de Pascal : « Tu ne me chercherais pas si tu ne m'avais déjà trouvé ». Pour Anne, l'expérience est plus vaste qu'un positivisme « enfermé dans des a priori méthodologiques » comme la critique biblique.
Cet oral, avec la contestation du scientisme et Augustin tombant amoureux, met seulement sur la voie de la conversion. Augustin a rejeté Loisy au plan rationnel. Cela ne suffit pas. Il a eu le projet d'une « hagiologie », une « science » des saints. Ils sont, selon Largilier, une « donnée d'expérience » comme une autre, celle de Dieu et reprochait à Augustinn de ne pas regarder « par où il fallait» : dans leur âme. Cette expérience positive du surnaturel va se produire concrètement à la fin du livre. Largilier évoque le curé d'Ars invitant à se confesser les pécheurs venant à lui. Puis, cette expérience positive du surnaturel, il la provoque en disant : « Je vais t'entendre en confession ». C'est le sommet du roman selon Collin. Il n'y a pas « violence faite à la nature ». Mais, au contraire, réponse de la grâce à son aspiration. Car, Augustin, en acquiescant à Largilier, a finalement regardé du côté où il fallait regarder et, agonisant, se reconstruit.

#### Aristote, Pascal, Boutroux, Durkheim, Bergson, Blondel, James et Kant liés entre eux et aux deux romans
Quand Augustin rencontre Mgr Herzog au début de « Canticum canticorum », il a déjà marqué ses distances à l'égard de la critique biblique qui lui semble violer ses propres principes et estime que c'est un tort de considérer les témoignages obscurs comme des témoignages inverses.

##### Finalité chez Aristote et Boutroux. L'expérience religieuse chez James

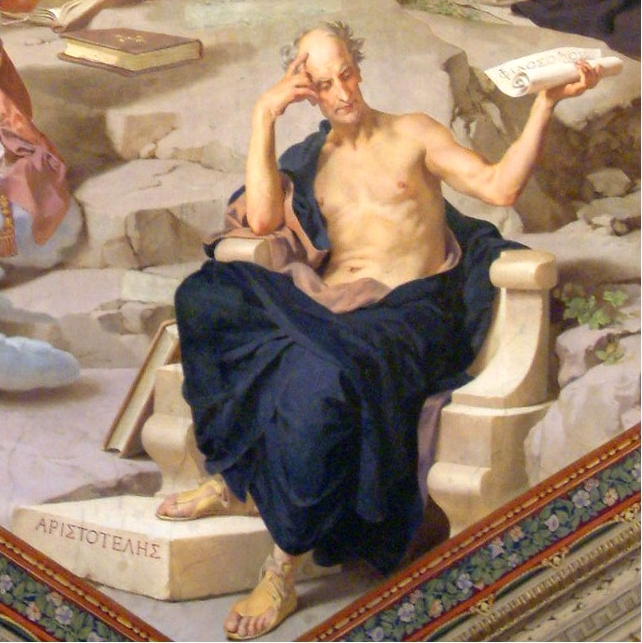
Aristote sur une fresque murale à Rome : la thèse d'Augustin porte sur l'idée de finalité chez ce philosophe.

Il cite Blaise Pascal sur les obscurités et les clartés de l'écriture qui s'entraînent l'une l'autre du côté que choisit le « cœur » (au sens que l'auteur des Pensées donne au mot et que Malègue rapproche des postulats kantiens, ajoutant que Pascal en a une vision plus large), et à partir desquels Augustin reviendra à la foi.
Lors de l'examen que présente Anne quelques semaines auparavant (et qui le voit foudroyé par sa beauté, même s'il n'en laisse rien paraître), il contredit son étudiante quand elle lui parle de l'expérience religieuse chez William James. Il lui répond que des psychologues comme Pierre Janet ou Henri Delacroix ne trouvent rien de particulier en telle ou telle conscience se disant habitée par Dieu.
Anne lui rétorque que c'est parce que cette science se borne à l'étude des phénomènes psychiques. Elle raisonne par analogie : un chimiste, ignorant la vie (par hypothèse), limité lui aussi à l'ordre des phénomènes étudiés, n'appréhenderait pas plus la vie que les psychologues cités n'appréhendent la mystique. Si un chimiste comprend la vie c'est parce qu'il la connaît de la même façon qu'un psychologue croyant peut percevoir Dieu dans l'âme des saints.
L'idée de finalité, qu'Anne présente ainsi en passant de degrés ontologiquement inférieurs du réel à d'autres, supérieurs du même point de vue, c'est aussi une préoccupation d'Augustin qui a fait de cette question chez Aristote le sujet de sa thèse.
Allant cette fois dans le même sens que son étudiante, il cite d'Émile Boutroux cette phrase qu'il juge lui-même « aristotélicienne » (Geneviève Mosseray y voit un des indices qu'Augustin réévalue à ce moment ses travaux du point de vue du christianisme) : « Lorsque [...] l'être a atteint toute la perfection dont sa nature est capable, cette nature ne lui suffit plus. Il a acquis l'idée claire du principe supérieur dont cette nature s'inspirait sans le savoir. C'est ce nouveau principe qu'il a désormais l'ambition de développer. »
Il ajoute cependant qu'on est ici dans la métaphysique pure et hors de toute expérience, tout en ouvrant à l'étudiante la possibilité de juger que la métaphysique pourrait être à l'origine de ce saut ontologique : elle le fait en citant le mot célèbre de Pascal mettant dans la bouche de Dieu s'adressant à l'homme qui aspire à Lui : « Tu ne me chercherais pas si tu ne m'avais déjà trouvé. »

##### Les trois ordres chez Pascal et Blondel. Critique de l'idée de causalité chez Kant

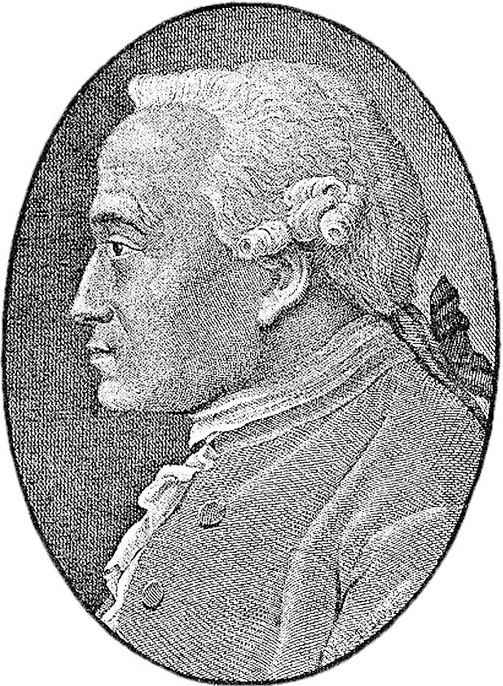
Emmanuel Kant : il interdit l'usage du principe de causalité au-delà des institutions empiriques, donc du visible. Augustin met en cause cette interdiction.

Lors d'une autre rencontre avec Anne, il lui parle de Victor Delbos et du scrupule professionnel qu'il avait (comme historien de la philosophie), de tirer des conclusions métaphysiques de ses leçons à la Sorbonne et de celles-ci des conclusions religieuses.
Pour Geneviève Mosseray, la discrétion de Delbos en régime de laïcité rapportée par Malègue, c'est une manière de faire se refléter dans ce personnage l'infinie distance entre les trois ordres : celui des corps [la richesse, le pouvoir], des esprits [le génie scientifique ou littéraire] et de la charité [l'amour de Dieu et du prochain surélevé par la grâce]. Cette distance n'empêche pas qu'ils se complètent, la charité jouant déjà son jeu dans les deux premiers—le génie par exemple n'étant possible que par l'amour de la vérité. La distance infinie entre l'ordre des esprits et celui des corps donne l'idée d'une distance infiniment plus infinie entre celui des esprits et celui de la charité.
Cette célèbre distinction de Blaise Pascal, G. Mosseray la compare aux étapes successives que franchit tour à tour chez Blondel la volonté voulue (de l'individu jusqu'à l'Unique nécessaire : Dieu), en raison de la présence en elle, au départ, d'une volonté voulante, présence de Dieu même qui entraîne chaque fois plus loin que ce que voulait la volonté voulue.
Celle-ci se veut d'abord elle-même, puis rencontre l'autre dans le couple, veut s'y attarder, mais est entraînée à la famille à laquelle elle s'attarderait, puis c'est à la patrie qu'elle est enraînée et ainsi de suite jusqu'à l'Univers, puis Dieu.
À chaque étape, la volonté voulue subit la pression de la volonté voulante pour aller plus loin. À l'épape « Dieu », la volonté voulue tend à se recroqueviller cette fois sur la superstition, seulement soucieuse de surmonter la peur de la mort. Alors la volonté voulante presse à nouveau et, cette fois, d'aller au-delà de la peur, à la rencontre gratuite de Dieu.
La citation de la phrase « aristotélicienne » de Boutroux lors de l'examen d'Anne de Préfailles — « Lorsque [...] l'être a atteint toute la perfection dont sa nature est capable etc. »,  — est pour G. Mosseray le signe qu'Augustin a bien compris l'identité entre la démarche blondélienne et la démarche pascalienne, toutes deux structurantes de l'intrigue comme le sont aussi le charme d'Élisabeth et d'Anne de Préfailles, sa tendresse pour sa mère et sa sœur, l'amitié de Largilier, sa soif de penser et de raisonner, la maladie qui le tuera.
Malègue revient sur ceci tant dans Pénombres que dans Pierres noires. Déjà dans Augustin ou Le Maître est là, un autre élément mène à sa prise en compte, c'est, dans les publications d'Augustin, « une critique très profonde et très remarquée de l'interdiction kantienne d'utiliser l'idée de cause hors des intuitions empiriques. »
Le rejet de cette interdiction kantienne permet en effet de relier la réalité empirique de la vie exceptionnelle des saints à une cause qui « sort de l'invisible », au-delà des intuitions empiriques : Dieu. Dieu se fait voir dans l'âme des saints, ceux-ci acceptant qu'Il les dégage « des déterminismes sociaux et personnels. »

### La sociologie d'un Durkheim relu par Bergson dansPierres noires: Les Classes moyennes du Salut

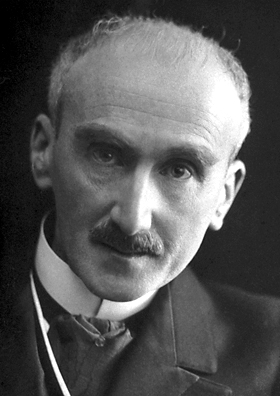
Le dernier grand livre d'Henri Bergson (1859-1941), Les Deux Sources (1932) inspire le roman posthume de Malègue.

Ces saints démontrant par leur vie que la vie ne se réduit pas à ces déterminismes sont le fil rouge de Pierres noires : Les Classes moyennes du Salut. Malègue en parle à travers toute l'intrigue à la façon de Bergson (plus en romancier que dans Augustin selon Lebrec) : la vie des saints est en mesure de casser la morale étroite de notables enfermés dans leur égoïsme et soumis aux déterminismes que la sociologie de Durkheim met en évidence.
Les grandes ruptures — celles de la Révolution française par exemple, d'autres bouleversements, parfois plus lents comme le déclin des notables liés à la monarchie ou à l'Empire — peuvent pousser à choisir exclusivement l'amour de Dieu et du prochain, comme aussi l'approche de la mort.
Les saints, eux, le réalisent dans leur vie entière, car ils échappent aux déterminismes sociologiques ou psychologiques.
Malègue, lecteur d'Émile Durkheim sait depuis 1903 que, pour ce sociologue, la société est à l'origine de la morale et de la religion (24 pages de notes sur Durkheim dans les archives maléguiennes). Et que Durkheim est convaincu du « nécessaire dépérissement [de la religion] dans la société moderne. »
Mais, comme le fait remarquer W. Marceau, le Bergson des Deux Sources, que Malègue lira à sa parution en 1932, affirme que cette religion est la religion « statique », cette morale, la morale « close ». Toutes deux s'identifient à la seule pression qu'exerce la société sur les individus.
Le dernier grand livre de Bergson — qui est aussi une relecture de la notion de religion chez Durkheim —, apparaît comme l'épine dorsale du roman qui en tire, à l'estime de Lebrec, « sa haute signification spirituelle et sa rare originalité parmi les romans de la recherche religieuse en ce siècle. »
La religion statique, par la fonction fabulatrice, crée des fictions aidant à supporter la perspective de la mort soutenant aussi le bon fonctionnement des institutions en toute société « à des fins de cohésion et de clôture. »
En revanche, l'expérience mystique rompt avec elles et rend possible la religion « dynamique. » Marceau, Lebrec, Jacques Chevalier montrent que ces notions sont le cœur de Pierres noires : Les classes moyennes du Salut, qui confronte ces « classes moyennes » (religion statique, morale close) à la religion dynamique représentée par le personnage du saint, Félicien Bernier, qui devait devenir le personnage centralde la trilogie d'après le plan auquel l'écrivain travaille jusqu'à sa mort.

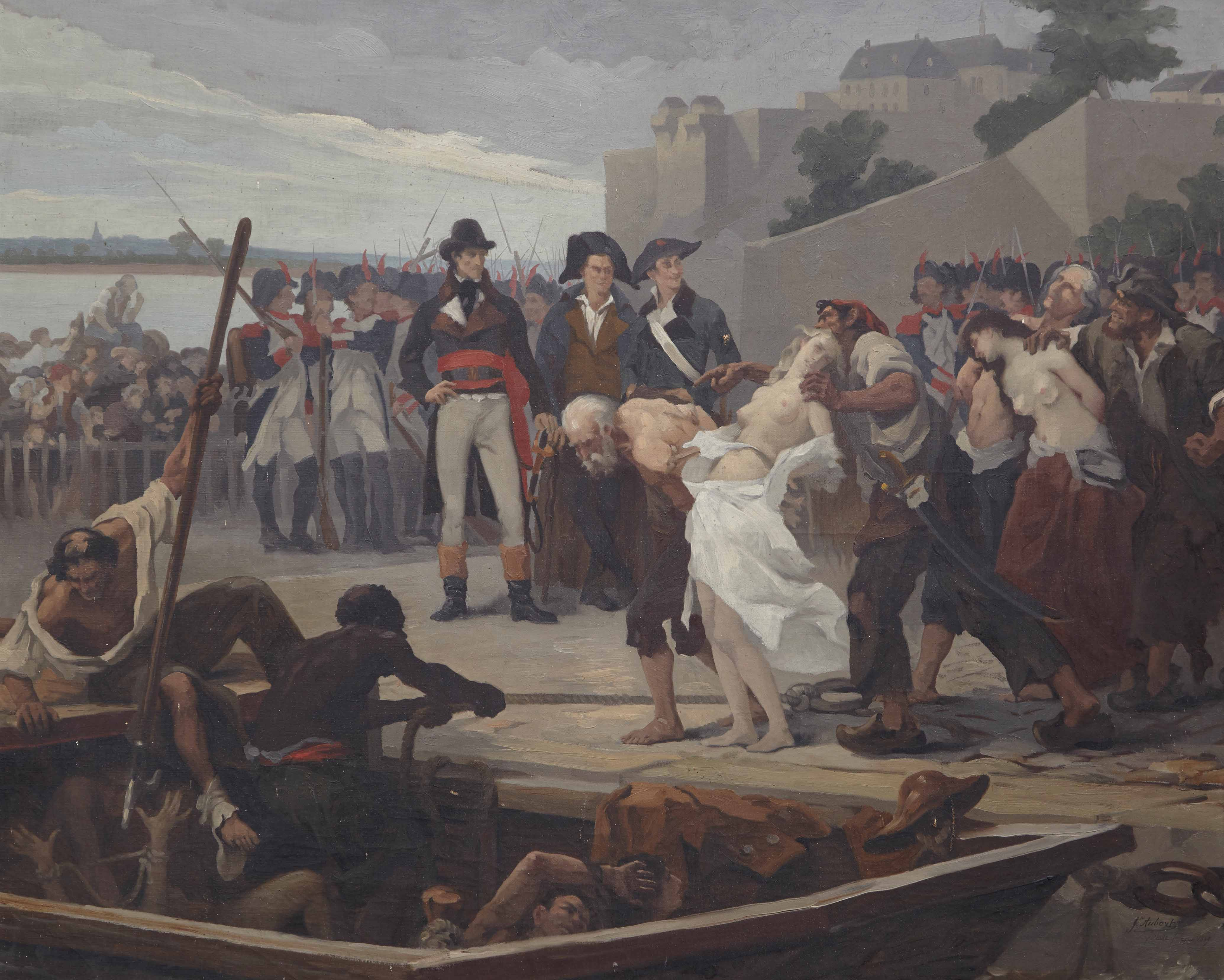
Noyades de Nantes en 1793 (Tableau de Joseph Aubert : 1892). Les grands bouleversements acculent à la sainteté en cassant l'enfermement dans les sociétés closes, à morale fermée et religion statique.

J-P Vaton, le narrateur de Pierres noires a avec lui des rapports amicaux profonds et devine que Bernier est un saint, Vaton les classes moyennes du Salut. Entre les Saints qui donnent tout à Dieu et au prochain et les mondains qui ne se soucient aucunement du spirituel, il y a ces classes moyennes voulant un compromis entre l'appel à tout donner et leur attachement au bonheur terrestre, que révèle l'enchaînement au déterminisme psychologique et social.
Ils ne s'en dégagent que grâce à l'effondrement — accepté — des étais collectifs de la religion statique (rôle de la Révolution française), ou individuels lors du « dénuement de la mort, » comme Augustin Méridier. Ou comme l'instituteur de J.-P. Vaton, déplacé en fin de carrière loin des siens (sur la dénonciation d'un collègue lui reprochant son comportement peu laïque), qui découvre ainsi l'« indépendance de sa vie intérieure » et l'utilise, avant de mourir, en des « dernières offrandes morales, » comme le pardon authentiquement donné à son dénonciateur.

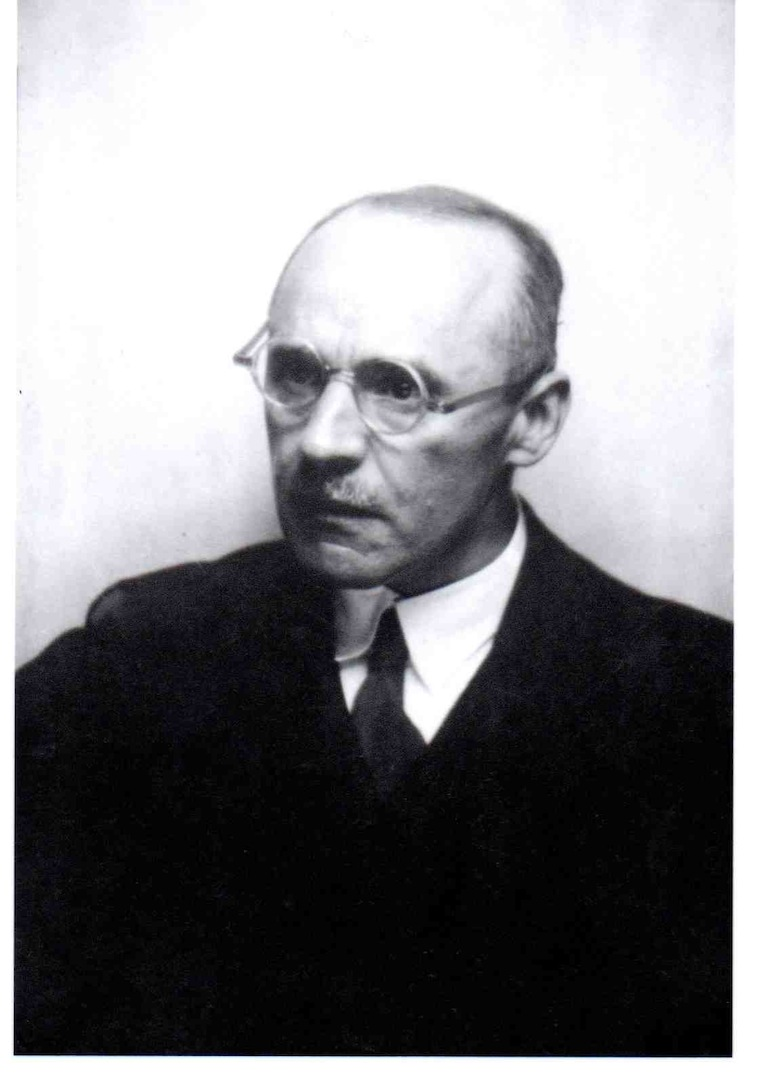
Malègue vers 1933 alors qu'il commence à rédiger Pierres noires

Malègue — « Malègue-Vaton » écrit Jacques Madaule  — se considérait comme un de ces « médiocres dont il voulait écrire la chronique, » et a voulu en être le psychologue et le sociologue en un sens ici, bergsonien, d'un Bergson tirant parti de la sociologie de Durkheim pour bâtir à partir d'elle la théorie qui distingue religion statique et religion dynamique, dont l'opposition traverse la totalité de Pierres noires.
Bernier les aurait sauvés et entraînés dans sa sainteté, hors de la morale close et hors de la religion statique à travers la solidarité mystique.
Jean Lebrec écrit à propos de ce roman posthume que si Augustin est un roman pascalien dans la ligne des Pensées, Pierres noires est un roman bergsonnien qui vise à mettre en relief ce que dit Bergson du mystique qui ouvre la voie indiquant aux hommes « d'où vient et où va la vie, » citation que fait aussi Jacques Chevalier dans sa préface à Pierres noires.
Il ajoute aussi que contrairement à Augustin il n'y a jamais ici de « phrase de philosophe », s'écartant des exigences du genre romanesque. Le second roman se différencie d'Augustin et son originalité est d'être un long récit d'allure intimiste « qui permet à tout de s'assourdir dans le silence et la grisaille de la vie provinciale. »
Si Augustin se veut une réponse à la crise moderniste, Pierres noires, selon Jacques Madaule, ne comporte aucune condamnation des lois de 1905 sur la séparation de l'Église et de l'État (consécration de la décadence des notables catholiques), la nostalgie de Malègue étant seulement celle du temps perdu.

### Le caractère inachevé dePierres noires
Jacques Chevalier juge que le roman posthume du fait de son inachèvement est une œuvre « imparfaite au sens propre du mot. elle l'est même de plus d'une manière, comme en témoigne l'écriture, et nous ne pouvons juger de ce qu'elle eût été s'il [Malègue] avait eu le temps d'y mettre la dernière main et d'en écrire la dernière partie. » Beaucoup de critiques suivent cet avis mais pas Charles Mœller estimant que « Tel quel, le texte [...] nous met en présence d'une œuvre grandiose, où l'universel est inséparable de l'insertion dans le terroir le plus concret, tout comme le divin est d'autant plus « divin », qu'il nous atteint dans l'Incarnation, par la sainte « humanité » de Dieu. » Il a fallu 18 ans pour que le manuscrit soit publié, son travail de mise au net nécessitant, outre celui de la veuve de Malègue (décédée en 1947), celui de Louis Chaigne, Jacques Chevalier et Henry Bousquet La Luchézière.
L'auteur de La Gloire secrète de Joseph Malègue considère que cette œuvre inachevée livre son sens. Il cite Michel Butor qui sur ces questions de l'inachèvement déclare que « l'œil reconstitue aisément la figure d'un cercle ébréché. » Et ceci d'autant plus que le roman inachevé compte 900 pages soit plus déjà qu' Augustin ou Le Maître est là. Il conteste le sens que donne Jacques Chevalier au sous-titre de la trilogie Les Classes moyennes du Salut puisque ce dernier cite le chanoine Pineau, confesseur de Malègue, qui lui a écrit que celui-ci était « révolté par les chrétiens médiocres. » Or, Malègue se mettait au rang de ceux-ci qui constituent, selon Mœller« le gros de l'humanité ». Chevalier prétend que le personnage central, le saint, manque alors qu'on le trouve aux pages 306-307, 316-325,501-512, 534-544, 552-572, 612-614. Cette préface ratée , détermine la réception de l'œuvre et de nombreux critiques ont emboité le pas au préfacier comme Robert Coiplet dans Le Monde, Pierre de Boisdeffre dans Combat, Jean d'Ormesson dans la revue Arts, H.Guillet dansLivres et lectures. V.H. Debidour va jusqu'à dire dans Le Bulletin des lettres que rien n'était plus logique que d'imaginer « un Malègue qui n'eût rien écrit.»

## Malègue, romancier dans ses deux grands livres

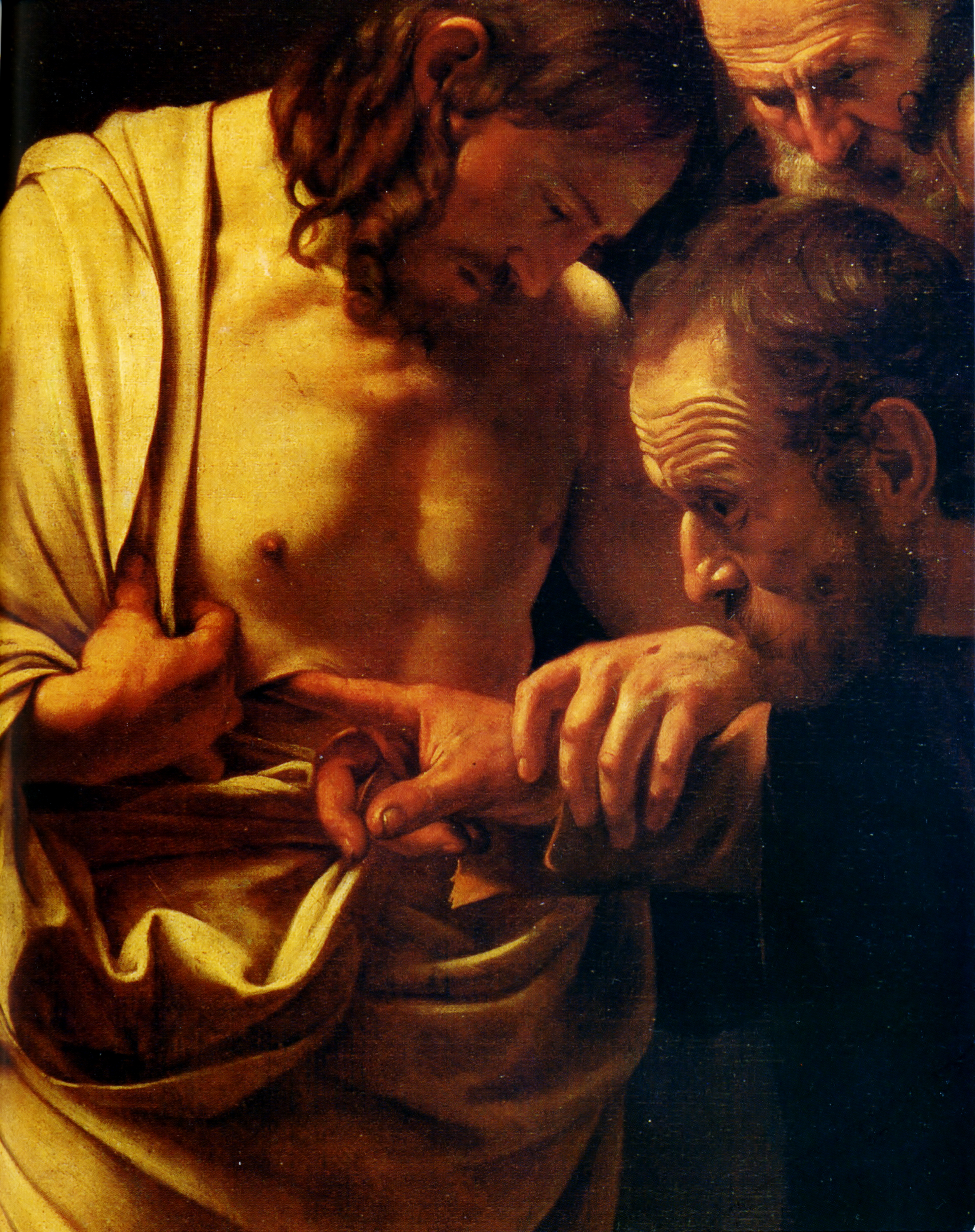
L'Incrédulité de Thomas, par Le Caravage. Le peintre insiste comme l'évangéliste Jean sur l'étrange matérialité charnelle du Christ ressuscité. Ce détail du tableau occupe — seul, presque totalement — la couverture de la réédition d' Augustin ou Le Maître est là, Cerf, Paris, 2014. Olivier Cheval écrit dans Entrelacs octobre 2013 : Le front plissé des apôtres marque peut-être moins l'effort pour voir que la résistance à l'éblouissement de la vérité : dans la nuit du tombeau, la lumière venue de la Résurrection.

Jean-Pierre Jossua écrit qu'Augustin est le roman à thèse d'un écrivain « médiocre » et l'oppose aux écrivains chrétiens, à même de construire des récits vrais : chez Malègue et Antonio Fogazzaro avec Le Saint, le « souci lourdement idéologique » gâte le travail romanesque.
Claudel, en revanche, loue la capacité de Malègue à « réunir dans l'unité de la composition [...] un vigoureux sentiment du concret et une riche intellectualité, » de réussir par l'idée à « grouper de vastes ensembles. » L'écoulement du temps sert à éclairer une durée intérieure par-delà les éléments disparates d'une personnalité. Wanda Rupolo relève la maîtrise avec laquelle Malègue décrit les transitions au cours d'enfance et adolescence — chose aussi difficile que d'« arrêter la lumière, non pas dans la fixité de midi, mais dans la lente progression de l'aube. »
Pour Madaule, les éléments distincts de la personnalité d'Augustin se fondent à l'intime de l'être, la pensée dans l'intrigue.
Pour Franz Weyergans, un tel sujet – foi perdue et retrouvée – ne se capte pas « facilement dans la fiction romanesque. » Les exprimer de manière vivante exige « une certaine épaisseur du réel [...] une exploration de ce réel en profondeur. C'est pourquoi le roman est long. »
Le héros du premier roman, écrit Lebrec, est un personnage « inoubliable, » opinion largement partagée. Ce logicien abstrait, s'honore d'une spécialisation d'Aristote, étrangement mêlée à une ascendance de paysan cantalien qui lui transmet ivresse de la réussite sociale, raide assurance en lui-même, volonté de chercher seul les solutions. D'où quelqu'un de hautain qui éprouve « une sorte de sourde et hautaine satisfaction de sa souffrance intellectuelle et de sa noblesse d'âme, une obscure conscience de l'incontestable distinction morale dont elle la marque ». Sa tristesse est « une de ces tristesses qui n'aiment pas être consolées. »
C'est bien cette « tristesse » qui enveloppe sa passion amoureuse pour la jeune et belle aristocrate, passionnée de philosophie et profondément croyante, Anne de Préfailles. Il n'ose la lui déclarer au cours de pages qui font presque le tiers du roman, mais quelques semaines de sa vie. Si Augustin ou Le Maître est là se veut une sorte de réponse au Jean Barois de Roger Martin du Gard, il ne s'y réduit pas. Malègue oppose la mort de Jean Barois à la mort d'Augustin. Les retrouvailles avec la foi sont aussi peu arbitraires que la perte de celle-ci autrefois.

### Une composition d'ensemble: le défi du modernisme à la foi

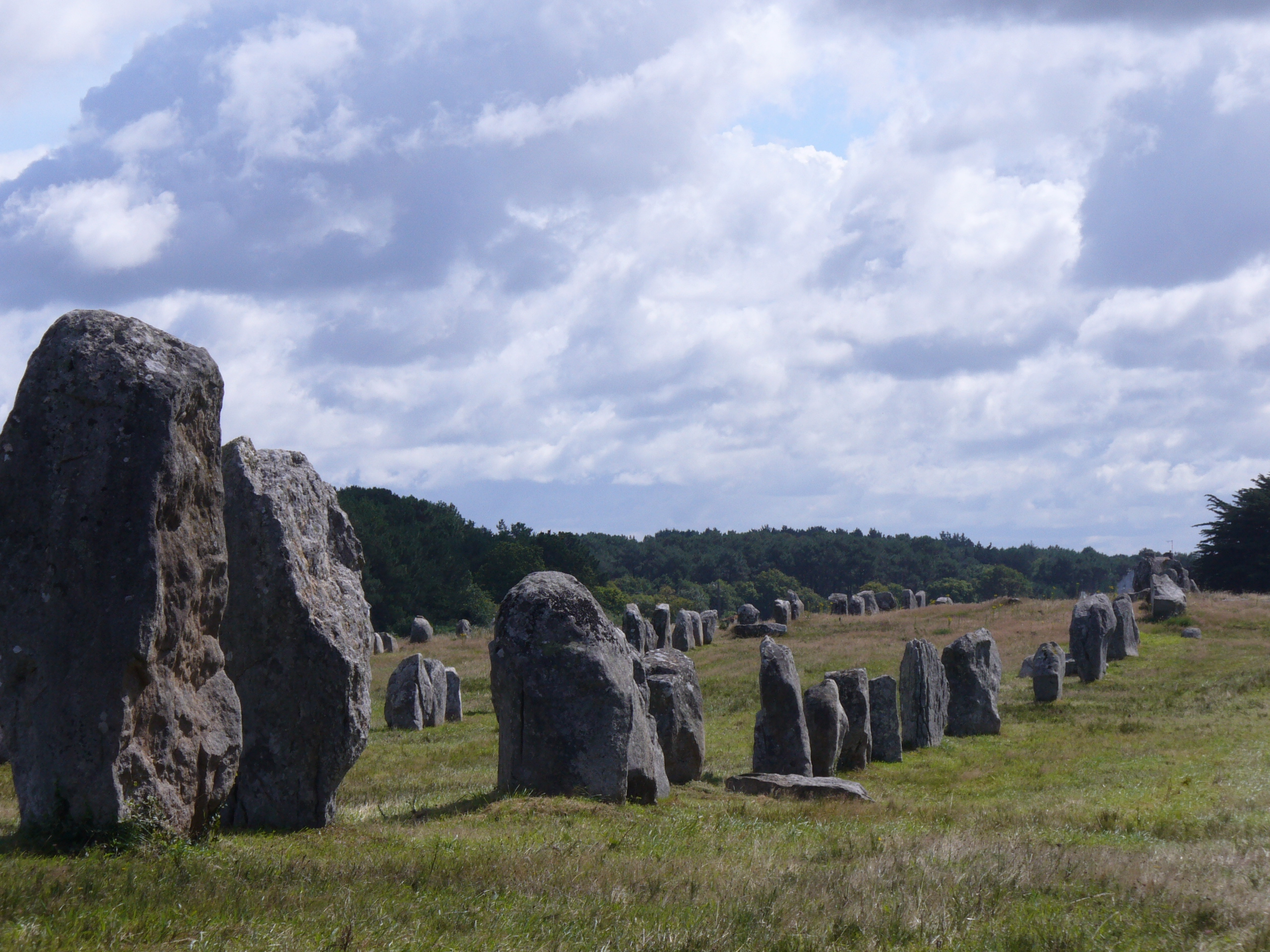
Pierres noires devait comporter un deuxième récit dans le récit : celui d'un moine perdu dans les alignements de Carnac tenté dans sa foi, éprouvant sa contingence face à l'immensité de l'Histoire que rappellent les pierres levées. Selon Fontaine, cette scène constitue le sens ultime des deux romans. Pas seulement au modernisme qui remet en cause l'interprétation traditionnelle des Evangiles, mais à ce qu'il appelle l'hypermodernisme. Soit la mise en cause plus qu'implicite par le modernisme du caractère contingent anecdotique, dérisoire du récit chrétien parmi tant d'autres grands mouvements religieux. Alfred Loisy l'avait dit à Malègue après la lecture d' Augustin. Ces pierres levées permettent d'éprouver aussi cette contingence face aucosmos(ayant également cette dimension). Pierres noires couronne l'œuvre : la trilogie situe Augustin comme l'écrit Mœller dans La Revue nouvelle, dès sa parution, dans un monde infiniment plus vaste et place l'écrivain aux sommets de la littérature.

Claude Barthe reproche à « cet intellectuel fait romancier » de trop faire raisonner des personnages qui « pétillent d'intelligence et de finesse [...] au risque de quitter le genre romanesque. » Mais ces conversations sont pleines de « ramifications psychologiques ». Le livre racontant une crise d'abord intellectuelle, ceci justifie la manière dont s'expriment souvent des personnages eux-mêmes philosophes ou théologiens. Pour Barthe, ceci ne vaut que pour Augustin ou Le Maître est là, non pour Pierres noires, « saisissante fresque », de l'installation de la République, de la laïcisation de l'enseignement primaire, du passage de la fortune et du pouvoir dans les mains d'une autre classe sociale. Si bien faite qu'il se demande s'il existe ailleurs dans la littérature française « une description socio-littéraire plus impressionnannte, presque cinématographique, »de cette « fin des notables » qu'a décrite aussi Daniel Halévy.
Pour lui, Augustin est « un grand texte de la littérature du XXe siècle » et Pierres noires un roman inachevé « dont la qualité est peut-être encore supérieure. »
Jean Lebrec est d'avis que, au cas où Malègue aurait pu achever son œuvre, chacun des deux romans « -n'aurait été [...] lui-même qu'un élément d'une plus vaste fresque, —univers maléguien enraciné dans la terre du Cantal et en recherche des voies du salut. » Il estime cependant, citant la thèse de doctorat de J. Papen en 1962 Le Thème de la sainteté dans l'œuvre de Joseph Malègue, que franchir ce qui sépare « la mystique de la littérature » exige des dons extraordinaires. Malègue n'aurait pas vu cette difficulté. Il en conclut que l'échec de Pierres noires n'est pas dû qu'à sa mort, mais à sa trop grande ambition.
Moeller oppose à cela que le personnage principal, Félicien Bernier sauve tous ceux de Pierres noires et que la trilogie forme avec Augustin une vaste fresque. Il avait déjà jugé dans La Revue nouvelle en 1959 qu'elle donnait à l'histoire d'Augustin Méridier « la résonance secrète qui la situe dans un monde infiniment plus vaste ». Félicien Bernier était déjà présent dans Augustin comme personnage secondaire, déjà significatif, devient central dans Pierres noires.
Pour Jacques Chevalier, le saint est absent. Malègue a entouré ce saint bergsonien, de secret. Il ne pouvait en être autrement pense Daniel Halévy qui comprend « d'entrée de jeu », contrairement à Jacques Chevalier, la difficulté de parler d'un saint en « évitant le récit édifiant ? ». Le lien de la communion des saints qui s'établit entre Félicien et tous les personnages, s'étend aussi « «par-delà l'énormité » du temps et de l'espace. ». L'amour de Dieu se rend contingent en Jésus-Christ, et s'étend à tous les êtres comme celui des saints : « autre universalité », qui ne se déduit pas d'un « concept », mais de cette communauté d'amour au-delà du visible.

## Malègue, auteur de nouvelles, d'essais théologiques, critique et conférencier

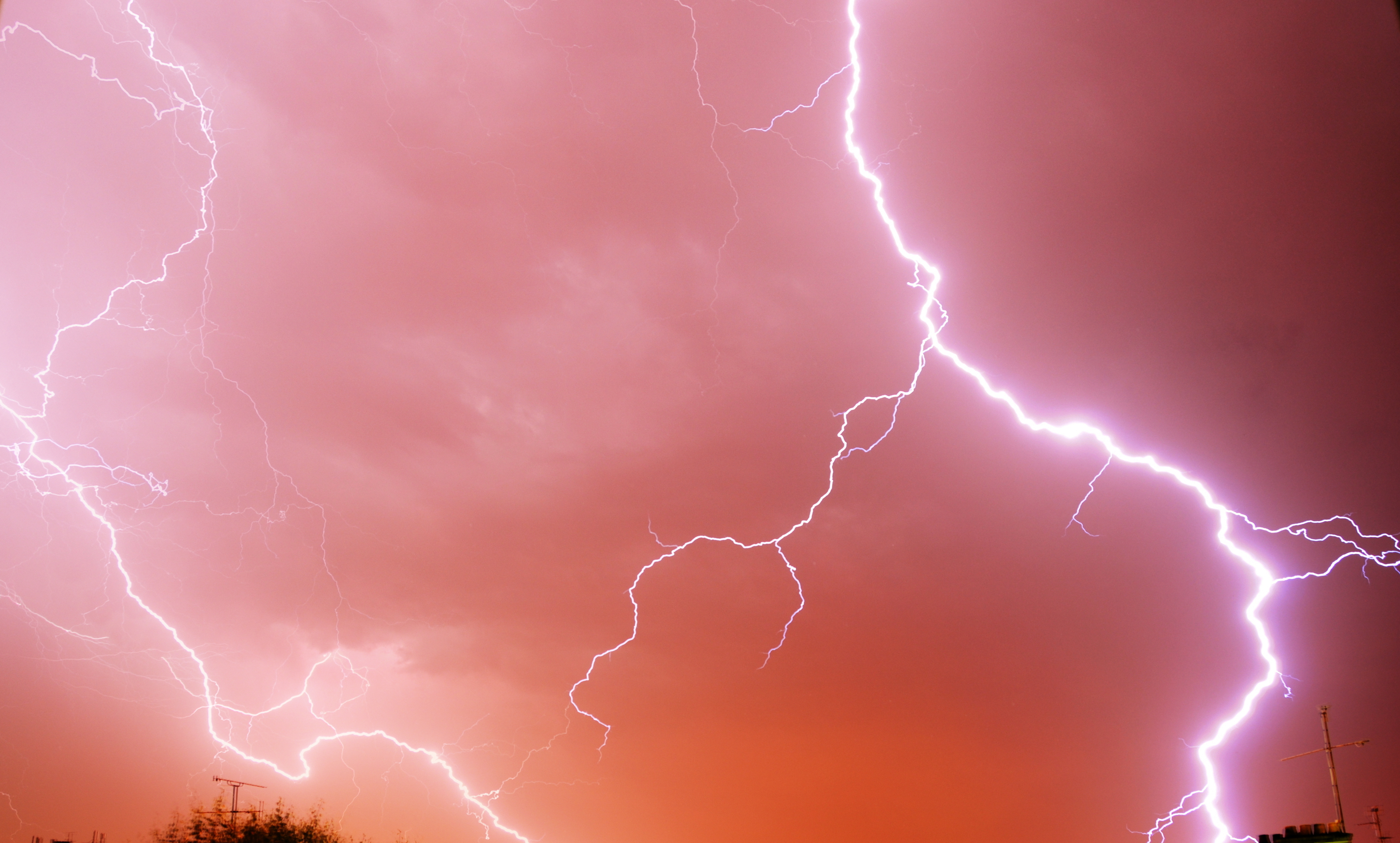
Orage et éclairs. La première nouvelle de Malègue : L'Orage.

### Les nouvelles
Une nouvelle insérée dans Pierres noires, intitulée La Révolution, retravaillée en fonction du roman, y fixe le portrait sociologique des Classes moyennes du Salut : « Parquées en de grands corps aux puissantes structures » comme l'écrit Malègue, elles sont soumises au « déterminisme » de « ligatures, politiques, économiques et sociales », insiste Moeller qui cite à plusieurs reprises La Révolution.
Ces groupes sont si étroits qu'ils prennent les individus « tout entiers, les broyant dans un incroyable débordement d'égoïsme et de pharisaïsmes collectifs. » La Révolution française les bouleverse tant qu'elle prive les « classes moyennes du Salut » des appuis qu'elles trouvaient dans les « grands corps aux puissantes structures » et les accule, privées qu'elles sont de leur appui, à ne plus compter que sur Dieu seul. À renoncer pour aller à Dieu aux « grands biens » desquels ne pouvait se passer le jeune homme riche de l'Évangile, à tout ce qui les empêche d'aller à Dieu au-delà du bonheur terrestre, même vécu dans le respect des commandements de Dieu du jeune homme riche.
Dans ces appuis sociologiques, les classes moyennes du Salut trouvent le confort pratique et intellectuel qui les aveugle sur l'impossibilité du compromis entre bonheur terrestre et amour de Dieu et du prochain. Des événements tels que la Révolution, ressemblent selon Moeller à de grandes torches comme si elles ne pouvaient s'« éclairer qu'aux incendies. » et poussent ces chrétiens médiocres à devenir des saints.
Lebrec retrouve l'engluement des âmes médiocres dans d'autres nouvelles comme La Pauvreté avec les étudiants bourgeois apportant à la Sorbonne « la dernière vague d'un lointain monde riche. » Ou encore le vieux bâtonnier de Sous la meule de Dieu (nouvelle écrite durant l'été 1940), perdant son fils, prêtre et lieutenant d'une division blindée, mortellement blessé dans les derniers combats de la bataille de France. Cette part personnelle qu'il prend « dans les désastres de juin 1940, » pense Lebrec, va ouvrir cet homme « installé dans sa pratique chrétienne de convention », à une vie chrétienne infiniment plus profonde.
La nouvelle Celle que la grotte n'a pas guérie fait apparaître une personnalité toute différente, car, dit Lebrec, l'héroïne de cette nouvelle, malgré les épreuves qu'elle subit, se sent « écrasée de confusion, de gratitude et d'humilité, » au plus les années lui deviennent pesantes.
Ce fil rouge se retrouve aussi, selon Lebrec, dans L'Orage, première nouvelle publiée en 1903. Malègue y fait parler deux jeunes gens « enfermés dans leur conformisme » évoquant l'histoire étrange d'un ami commun beaucoup plus âgé. L'un des deux raconte à l'autre la façon dont le vieil homme est mort. Il a pris le risque de sortir trois fois le soir d'un violent orage sur son balcon pour voir de près les éclairs. En vue de saisir par l'écriture, — une sorte d'« écriture automatique »,  — « l'immensité des firmaments nouveaux » auxquels il aspire au-delà de l'existence. À sa quatrième tentative, il meurt foudroyé. Mais il ramenait chaque fois le texte de ses écrits à l'intérieur, trois poèmes en prose par la lecture desquels la nouvelle se termine, en quelque sorte, comme le dit la dernière ligne du troisième, « de l'autre côté de la vie. »

### Essais spirituels et théologiques

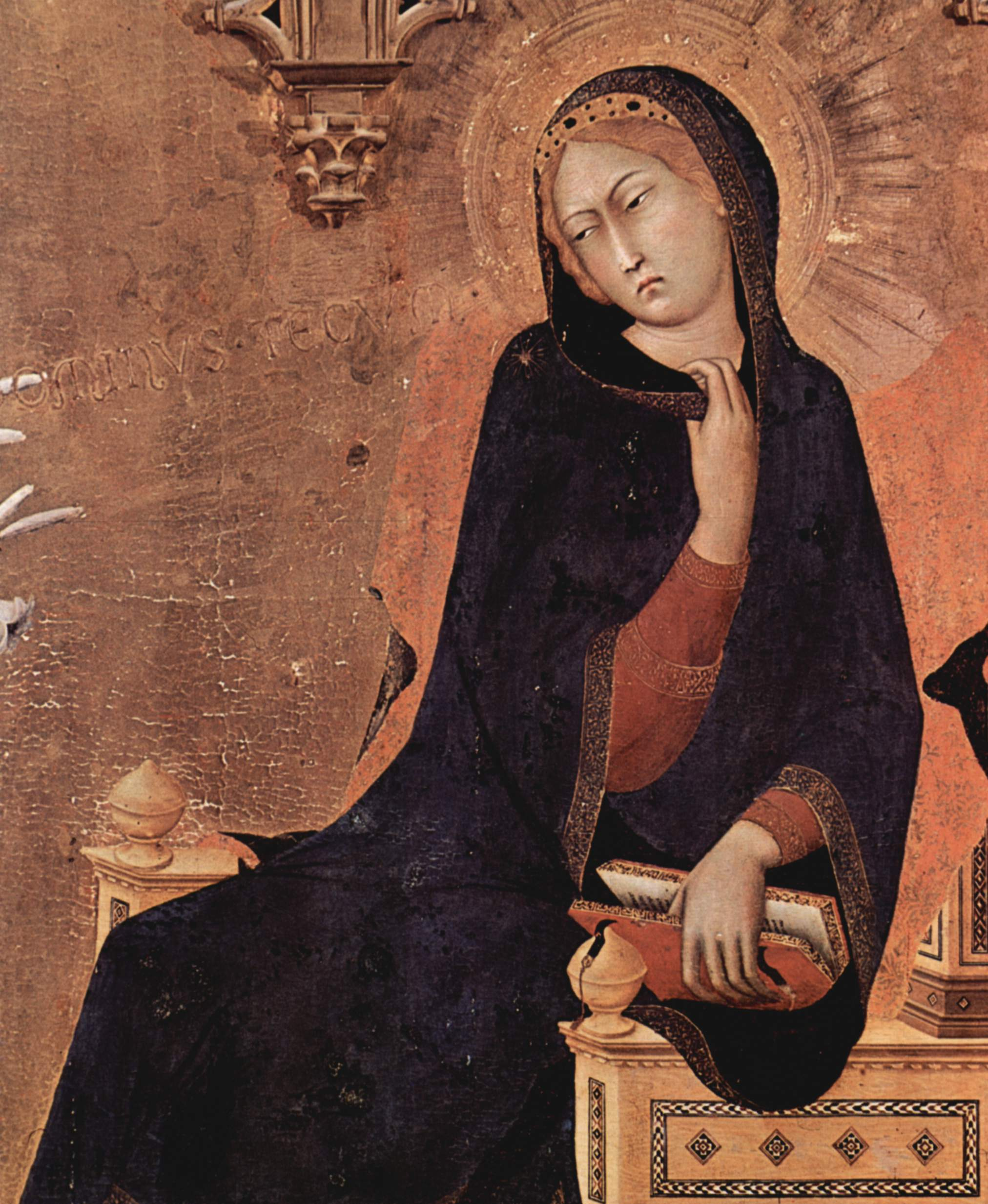
Détail de L'Annonciation (1333) de Simone Martini

De 1933 à 1939. Malègue publie deux ouvrages spirituels De l'Annonciation à la Nativité (Flammarion, 1935), Petite suite liturgique (Spes, 1938) et un essai théologique Pénombres en 1939.

#### Pénombres,De L'Annonciation à la Nativité
Les deux premiers chapitres, Ce que le Christ ajoute à Dieu et Vertu de foi et péché d'incroyance, proviennent de conférences données auparavant parues dans La Vie intellectuelle en 1935 et en 1937, la majeure partie de l'ouvrage.
Roger Aubert, souligne à propos du chapitre sur la foi —sujet délicat du modernisme— que tout en étant « très moderne de tendance », il accorde toute son importance à l'intelligence, essai « dense et nuancé. » Mœller recommande la lecture du premier chapitre. Pour Lebrec, ils complètent Augustin ou Le Maître est là et montrent ce qui favorise « la rencontre de Dieu à travers et malgré les causes secondes, » soit le discours de Largilier au chevet d'un Augustin mourant, fasciné par l'expérience religieuse.
Pour Guillaume de Menthière, il y a trois pénombres fondamentales : de la Passion, des Écritures, de la vie quotidienne. Dans les trois cas, Dieu accepte de jouer en sourdine et de se livrer au déterminisme des causes secondes.
Henri Focillon juge favorablement De l'Annonciation à la Nativité estimant que Malègue a bien parlé des accords du visible et de l'invisible, « de la vie du sujet réel sous le sujet apparent. »
Pour Michelle Le Normand Malègue tire (texte en ligne), « tout ce qu’il peut d’humain, dans cette vie miraculeuse. »
Les développements consacrés à la Vierge, exploitent, selon Lebrec, les « similitudes terrestres »(quand rien ne se trouve dans les textes ou le milieu palestinien), ce qui peut être dit de l'originalité de Marie. Tout cela se trouve intercalés entre quarante-huit reproductions en héliogravure. Celles— entre autres—de Simone Martini, Luca della Robbia, Lorenzo di Credi, Domenico Ghirlandaio, Vittore Carpaccio, Pierre Paul Rubens, Francesco del Cossa, Robert Campin, Philippe de Champaigne, Paul Véronèse.
Dans Marie, mère de Jésus, Jacques Duquesne doute du libre arbitre de Marie dans sa réponse à l'ange lui demandant de devenir mère de Jésus, en raison de l'Immaculée Conception. Les catholiques et protestants du Groupe des Dombes, bien que divergeant sur ce dogme, admettent cette possibilité d'un refus. Malègue abonde dans le même sens.

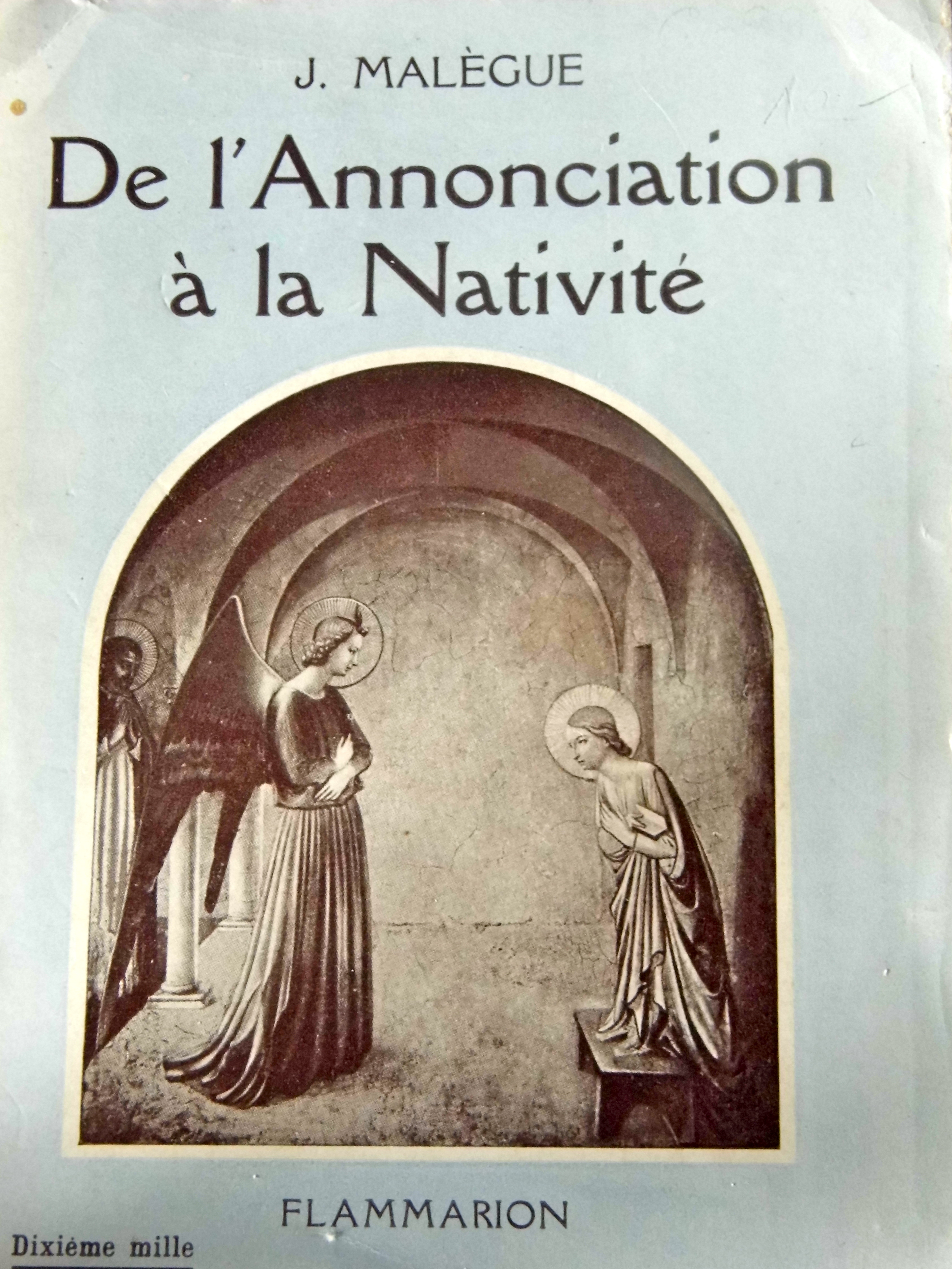
L'Annonciation de Fra Angelico : l'ouvrage allie théologie, sens esthétique et littéraire.

Henri Bergson goûte ce livre où le sentiment religieux s'exprime « avec toutes les ressources du langage et de l'art, » et dont Jean Lebrec cite les dernières lignes, pour lui, un poème en prose :
« Le voyageur qui rentre le soir, traverse divers royaumes de sons fort inégaux d'étendue. D'une région à la voisine, c'est un autre Angélus, en retard sur le premier, le prolongeant dans une autre partie de la campagne et lui donnant la main pour sauter les fossés.
Certaines cloches rurales se détachent mal de trop vieux clochers et porches trop bas. Leurs sons sentent le renfermé, l'inaéré; ils ressemblent aux maisons de pauvres, qui ne manquent pas dans les ruelles de petits hameaux. Ils ressemblent aux pauvres et vont clopin-clopant.
Striés, rugueux, cassés de vieillesse, ces Angélus tombent sur l'homme de tout près, comme des coups.
Mais d'autres, au contraire, sont éclos si loin, et depuis si longtemps détachés de leur tige qu'on n'en voit plus l'origine. Ailés, aériens et pareils à de l'air un peu teinté, ils possèdent cette particulière couleur des beaux sons tremblants qu'on nomme or pur. Spiritualisés par tant de distance, tout pénétrés et rongés d'espace, ils traversent l'Océan du ciel comme des îles voyageuses. »
L'ouvrage est recensé par La Vie spirituelle (février 1936) et dans la rubrique Vie et littérature mariales dans la Revue d'Ascétique et de Mystique (Tome 16, p. 315-316), devenue la Revue d'histoire de la spiritualité.

### Petite suite liturgique, chroniques, critiques et conférences

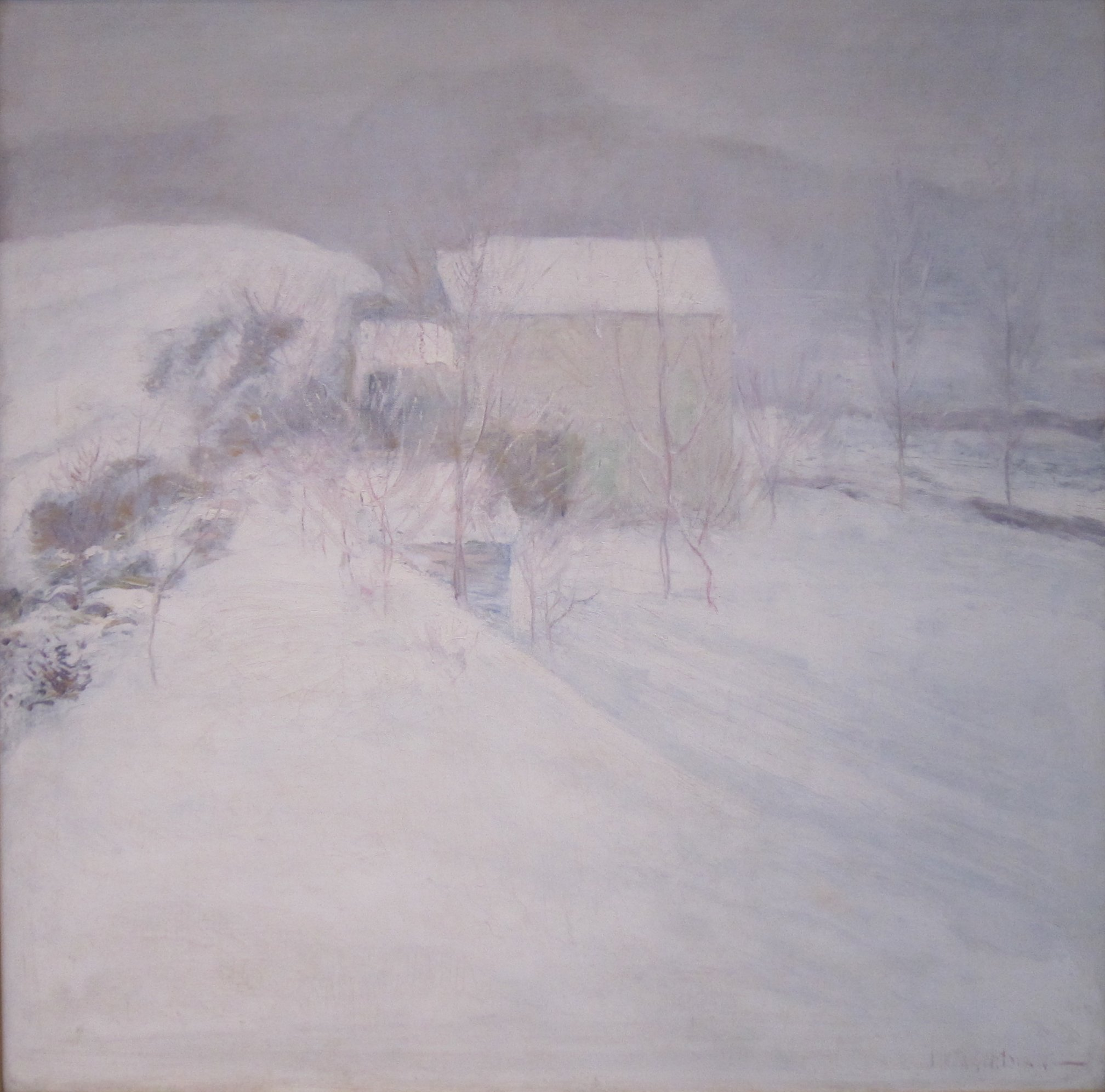
John Henry Twachtman (1895) : Cette impassible et magnifique neige étalait une sorte de complicité des choses autour de notre bonheur d'enfant, une secrète connivence de leur bonté, comme ces bienfaiteurs au masque immobile, qui aiment qu'on ne les remercie pas.

Petite suite liturgique commence par un rappel du mystère de l'Incarnation. Notre familiarité risque de le rendre banal. On y parle d'abord de Noël, puis, de la « Différence des Âges et des Jours de l'An », « douloureuse » (Lebrec) comparaison entre le Jour de l'An d'un enfant tout à sa joie et d'un adulte qui ne s'accorde que peu de répit. Malègue évoque « l'immense immobilité accumulée » contre laquelle « se disposaient tous les jouets et toutes les joies, toutes les minutes d'un présent passionné, enfantin et royal. » Pour les enfants, pas de vieillissement, peu de rêves, ni avenir, ni passé, « rien qu'un présent pathétique où s'enfermaient tous les futurs, » tenus dans sa main fermée, mais « un frais bonheur ruisselait entre ses doigts mal joints. »
Pour les adultes, le Jour de l'An n'est qu'un arrêt momentané. S'ils gardent le goût des voyages en pensée, c'est vers l'enfance qu'il les dirige : « Les petits enfants n'avaient pas encore d'avenir et nous n'en avons plus. » L'ouvrage se complète sur l'année liturgique, à partir d'articles de revues comme Sept ou Tendances (de Liège).
Il est sollicité pour la mort de la reine des Belges (en 1935 dans Sept), pour les prières pour la paix à Lourdes en 1938. Il confie une réflexion sur la mort de Pie XI à Temps présent qui succède à Sept, des souvenirs de jeunesse au Bulletin Joseph Lotte, et la trame de Pierres noires à Tendances (Il faut rendre à César en 1936). Il rend compte de L'Otage de Claudel, de la Vie de Jésus de Mauriac, du Pascal de Chevalier. De 1935 à 1939, soixante articles sont ainsi publiés. Pénombres, Petite suite liturgiqueen rassemblent. De l'Annonciation à la Nativité est totalement inédit.
De 1934 à 1936, on l'invite à donner des conférences : Société médicale Saint Luc de Nantes pour Quelques remarques sur le roman chrétien (janvier 1934), interview à l'Institut catholique de Paris le 26 mai, auquel il se prête mal.
Le nombreux public qui s'y presse révèle son influence, Semaine de la Pensée chrétienne en Suisse où il traite de (le 24 novembre) Ce que le Christ ajoute à Dieu. À nouveau au sanatorium universitaire de Leysin le 26, repris le 17 janvier 1935 à l'université catholique d'Angers.
En Belgique et aux Pays-Bas, voici ses interventions : Ce que le Christ ajoute à Dieu au Saulchoir à Kain, le 28 février; le 6 mars à l'université catholique de Nimègue Le drame et le cas de conscience du romancier chrétien, repris à La Haye, à Ruremonde et le 11 mars à Louvain ; à Anvers, Jésus et l'expérience contemporaine ; en janvier 1936, à Fribourg, Le Sens d'Augustin, une dernière conférence au Grand-séminaire de Valence, Prêtres du roman contemporain (septembre 1936).

Visages de Parisiens à l'entrée des Allemands dans Paris (14 juin 1940)

Sur la question du roman chrétien, loin de s'interdire des choses, dit Lebrec, il désire surtout un « supplément de vérité : » l'expérience mystique. Pourquoi, si sollicité, Malègue cesse-t-il de prendre la parole ? Barthe pense qu'il était « incapable de disserter, » Lebrec qu'il ne laisse aucune place aux confidences sur lui-même attendues d'un public curieux des origines d'un roman aussi puissant qu'Augustin ou Le Maître est là. Sa voix est tellement « blanche et sans timbre » qu'elle en devient du « bredouillage » témoigne l'évêque de Nantes.
En mars 1940, les premiers signes du mal qui va l'emporter se manifestent. En juin, il se sait condamné. Il tente de terminer le 1er tome de Pierres noires : Les Classes moyennes du Salut mais n'y parviendra pas. Malgré ce projet, l'été, il écrit une longue nouvelle liée à la Bataille de France Sous la meule de Dieu et Prière pour un temps de calamité (consultable en ligne).

## Influences et intertextualités

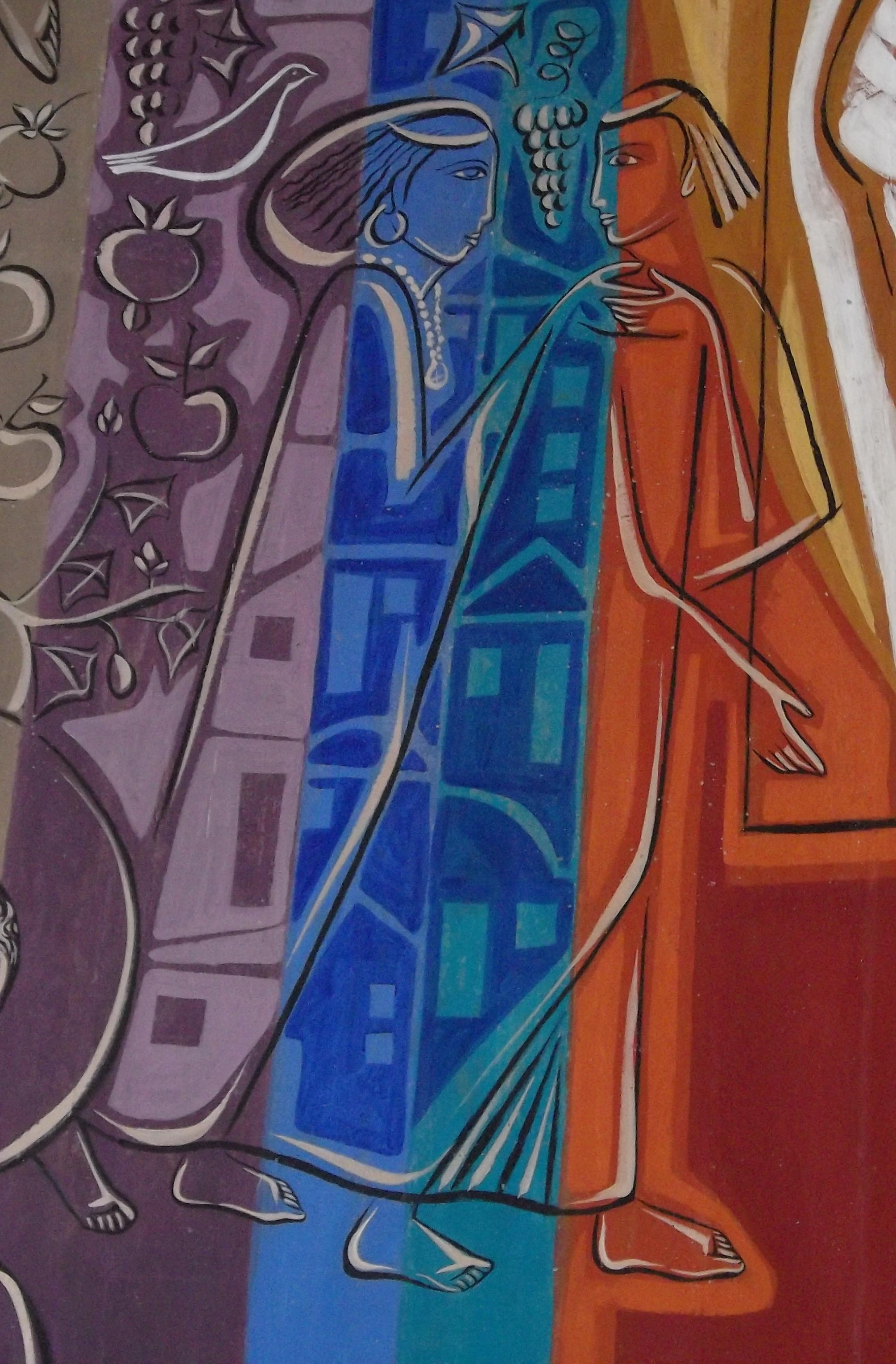
Cantique des cantiques au Monastère de la Vierge à Petrópolis.

C'est sous l'influence de Proust que les souvenirs de lecture sont, écrit Pauline Bruley, « systématiquement » associés à des souvenirs concrets. Par exemple : le Cantique des Cantiques aux premières rencontres d'Anne par Augustin; la douleur de Christine à la mort de Bébé au massacre des Innocents (chapitre intitulé La voix qui pleurait dans Rama) ; le Jardin des Oliviers pour les souffrances spirituelles d'Augustin (paradoxalement le héros se compare à la solitude de Jésus en ce lieu au moment où il doute de la réalité du récit).

### La Bible, la liturgie, Blaise Pascal
La même critique parle de « mise en scène de la Parole sous le texte » : ce que cherche Malègue en mêlant des citations bibliques au texte du roman, c'est d'utiliser le personnage de son héros comme un « relais entre la Bible et son lecteur moderne », le roman permettant à la parole de la Bible de s'incarner à nouveau dans une situation vécue.
Agathe Chepy observe que l'auteur associe des actes humains décrits en totalité à des « versets tronqués », que le lecteur doit compléter pour la compréhension de l'intrigue en sa dimension spirituelle, ce qu'est d'ailleurs déjà le titre du roman comme l'observe P. Bruley « Le Maître est là [et Il t'appelle] » : (Jean, chapitre 11, verset 28), la phrase que Marthe dit à Marie lorsque leur frère Lazarre est mort et avant que le Christ ne le réveille à la vie, (les mots entre crochets ne figureznt pas dans le titre).
Pour A. Chepy, « la surnature non énoncée dans le discours apparaît cependant subrepticement derrière la prose. » Les paraboles ou autres extraits sont détournés : seule leur signification profonde est annoncée. Notamment par les titres comme « Ne l'éveillez pas avant qu'elle ne veuille » (qui est un verset du chapitre 2 du Cantique des cantiques cité dans le Chapitre IV de la Partie VI d'Augustin).
Il y a aussi le titre du chapitre III de la Partie VII d'Augustin : « Si vous ne voyez des signes et des prodiges » (Jean, Chapitre IV, verset 28), dont les mots (tronqués) sont « ...vous ne croyez point », façon de décrire la foi de Christine qui ne voit pas de « prodiges », mais croit.
Ce sont ces procédés qui rendent la Parole biblique « patente et active. » Ils ont comme effet de transformer l'écriture (analysée par les exégètes, notamment modernistes), de paroles mortes en paroles vivantes.
Yves Chevrel pointe aussi la liturgie. La première partie d'Augustin renvoie à un office religieux (intitulée Matines). La dernière, intitulée « Sacrificium vespertinum » : (le « sacrifice du soir »), est une allusion à l'Exultet chanté durant la veillée pascale quand le cierge pascal est allumé au feu nouveau: (« Dans la grâce de cette nuit, accueille, Père très Saint, /le « sacrifice du soir » de cette flamme que l'Eglise t'offre par nos mains. » Le dernier chapitreVita mutatur s'inspire de la préface des funérailles : (« Vita mutatur non tollitur » : « la vie est changée elle n'est pas détruite). »
Pour Pauline Bruley, Malègue, imitant la rhétorique pascalienne, retourne les reproches des historiens positivistes au caractère douteux des textes sur Jésus, à travers une « contre-proposition » : ces reproches de l'argumentation critique deviennent les piliers de la présence de Dieu en Jésus. Il reprend l'extrait des Pensées (Lafuma 270 - Brunschvicg 670) où Pascal compare la méconnaissance du Christ par les juifs et par les païens (les deux escomptant la même chose : un Messie glorieux) et, sous la plume d'Augustin Méridier (réécrivant juste avant sa mort son article Les Paralogismes de la critique biblique avec une conclusion positive), la comparaison entre juifs et païens devient une comparaison entre historiens anciens et modernes :
- les anciens attendaient un Messie en « apparat royal », mais le Christ accepte les lois économiques de la bassesse sociale qui le cache à leurs perspectives politiques ;
- les modernes attendent un Messie répondant aux critères de l'« École des chartes », mais le Christ accepte de même le caractère fatalement non technique des témoignages de son époque, eu égard cette fois aux perspectives de cette École.

Les uns et les autres « n'ont pas cru [Pascal dit « pensé »] que ce fût lui. » Tout ceci est consigné dans des liasses (comme les Pensées).
Le jardin des oliviers est évoqué aussi lors du récit de l'appel refusé par Augustin quand, durant sa maladie à Aurillac à 16 ans, il lit l'extrait des Pensées de Pascal intitulé Le Mystère de Jésus.
À travers le texte de Pascal, Augustin aperçoit en imagination Pascal lisant et écrivant, mais aussi, à travers une distance temporelle plus grande « une individualité douce, simple et très mystérieuse, parlant, souffrant comme l'un de nous et toutefois suspecte de quelque effrayante identité avec le Très-Haut. » Malègue insiste, à travers Pascal et comme lui, sur l'humanité de Jésus, et Pauline Bruley de citer sa remarque selon laquelle Augustin ressemble alors à un disciple galiléen, pas nécessairement bien informé, mais « soupçonneux de quelque grand secret. »

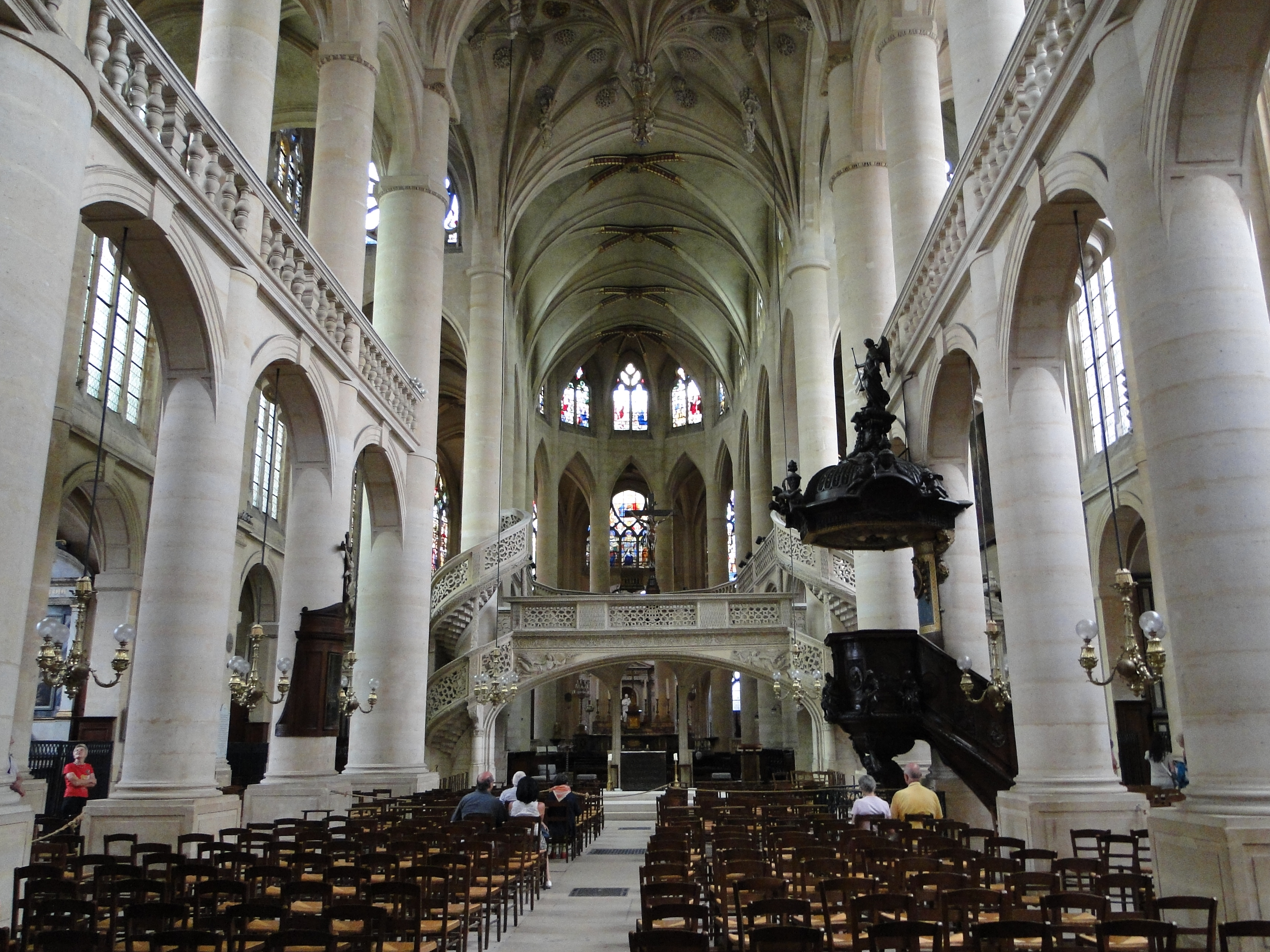
Intérieur de l'église Saint-Étienne-du-Mont : cette église et son lien avec Port-Royal des Champs, Pascal et le jansénisme sont évoqués dans Augustin.

Le roman travaille beaucoup à faire sentir l'atmosphère du jardin des oliviers quand le Christ y est arrêté : il est plein de nuit, puis rouge de torches (des gens qui viennent arrêter Jésus). L'obscurité du moment et du lieu renforce, selon P. Bruley, celui du sens. Mais c'est à ce moment-là que, dans une prosopopée mystique, le Christ qui s'adresse à Pascal s'adresse aussi à Augustin.
Le protocole d'énonciation, suivant la même critique, empêche que l'on puisse distinguer la voix de Jésus de celle de Pascal et de celles d'Augustin ou du narrateur. En même temps tout est fait pour donner accès à la conscience du héros, Malègue mêlant « psycho-récit, monologue intérieur et discours direct », brouillant les voix en usant de pronoms dont le référent n'est pas clair.
Laurence Plazenet repasse en revue tout l'intertexte pascalien, mais en commente plus particulièrement l'épisode lié à l'Église Saint-Étienne-du-Mont lorsque M. Méridier conduit Augustin à Paris pour l'inscrire au lycée Henri-IV. Malègue fait le lien entre l'édifice religieux, le jansénisme et Pascal avec le retour du souvenir de l'appel de Dieu à tout donner que le futur normalien a perçu (et refusé), à 16 ans.

### Bernanos, Gabriel Marcel, Novalis

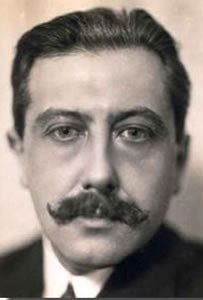
Bernanos vers 1940

P. Bruley pense que le procédé littéraire qui vient d'être décrit a été directement inspiré à Malègue par une scène mystique semblable dans La Joie de Bernanos quand Chantal de Clergerie, après avoir été, en son extase, aux côtés du Christ dans son agonie, voit Judas pendu à l'olivier noir où il a mis fin à sa vie et puis, s'y substituant, l'abbé Cénabre de L'Imposture, pour le salut duquel elle va donner sa vie.

#### Le dialogue Largilier/Augustin et celui de la comtesse face au curé d'Ambricourt: une supériorité de Malègue sur Bernanos
Benoît Neiss pense aussi que Malègue est proche de Bernanos en raison du fait que pour lui l'essentiel est également « la présence dans la vie quotidienne de la sainteté dont il montre tranquillement la proximité actuelle. »
Lors d'un colloque organisé par le Centre d'Études et de Prospective sur la science, il analyse la conversion d'Augustin sur son lit de mort, estimant que le travail de Malègue en ce passage est une description très longue et très fine sur les subtiles façons dont une âme est investie et dont « peu à peu elle est obligée de se rendre et jusqu'à la fin » avec selon lui, chez Malègue, l'art « de descendre dans le mystère de l'âme individuelle plus loin que Bernanos, de traquer là de manière plus analytique ce qu'est le salut personnel, comment chemine subtilement la grâce. »
Augustin Méridier ressemble ici, selon Neiss, à la comtesse face au curé d'Ambricourt dans Journal d'un curé de campagne, qui lui dit que ce qui lui reste d'orgueil pourrait le réduire en poussière, révoltée à cause de la mort de son fils en bas âge. Elle devra, en un sens, « se rendre » à lui. Ce qui rapproche les deux personnages, c'est, selon Neiss, une même révolte contre la Providence. Elle s'exprime, chez Augustin, à travers son refus de guérir : il ne peut supporter qu'après l'amour lumineux qui lui a été révélé en même temps que de grandes promesses de réussites professionnelles, la maladie détruise tout.
Neiss commente les instants cruciaux du dialogue entre Largilier et Augustin à Leysin, insistant sur le fait qu'après avoir reçu en profondeur les remarques de Largilier sur l'humanité du Christ, Augustin se rapproche de la foi. Il avoue à Largilier que lorsqu'il contemplait le Mont Blanc avec Christine, qui le disait une cime souveraine « pleine de Dieu », il n'était pas loin de le penser aussi. L'une des phrases de Largilier que Neiss assure être décisive est celle où celui-ci réplique à Augustin (se disant non préparé, observant que Largilier ne propose pas « avec sérieux » le sacrement qu'il veut lui administrer (la confession)) : « Ton profond désir, que ta pensée déforme, par fausse pudeur, par manque de sincérité simple dans l'aveu de tes poussées intérieures, par crainte d'un réel trop beau, eh bien! je ne dépasse rien en t'affirmant que Dieu l'agrée comme préparation. »
Depuis de longs mois avant cette scène, Augustin est déjà, selon G. Mosseray, « sur le seuil de la conversion », pour de multiples raisons : intérêt pour l'expérience religieuse au plan philosophique, réticences à l'égard des a priori de certaine critiques des Évangiles, sentiment d'un lien profond (ressenti, lui, durant la scène elle-même), entre la fragilité des témoignages évangéliques, l'humanité du Christ liée à celle-ci et sa propre situation d'homme fauché en sa pleine jeunesse. Le retournement de la position moderniste (l'impossible divinité du Christ), en son contraire : « Loin que le Christ me soit inintelligible s'il est Dieu, c'est Dieu qui m'est étrange s'il n'est le Christ, » est, chez Augustin, à la fois évolution d'une grande intelligence et réévaluation — dans la foi — de sa vie brisée. Largilier y ajoute les « inerties, » de positions adoptées de longue date (de la croyance ou — dans le cas d'Augustin — de l'incroyance, plus menacée par l'inertie).
Pour Benoît Neiss, dans cette scène, Malègue « descend plus profondément dans l'âme individuelle que Bernanos. » Dans la comparaison faite déjà en 1975 entre la scène du Journal d'un curé de campagneet celle de Largilier au chevet d'Augustin à Leysin, Neiss dit aussi que Malègue rend « sensibles, tangibles, odorants » les mouvements de l'âme d'Augustin.

#### Gabriel Marcel, l'idéalisme allemand et Novalis

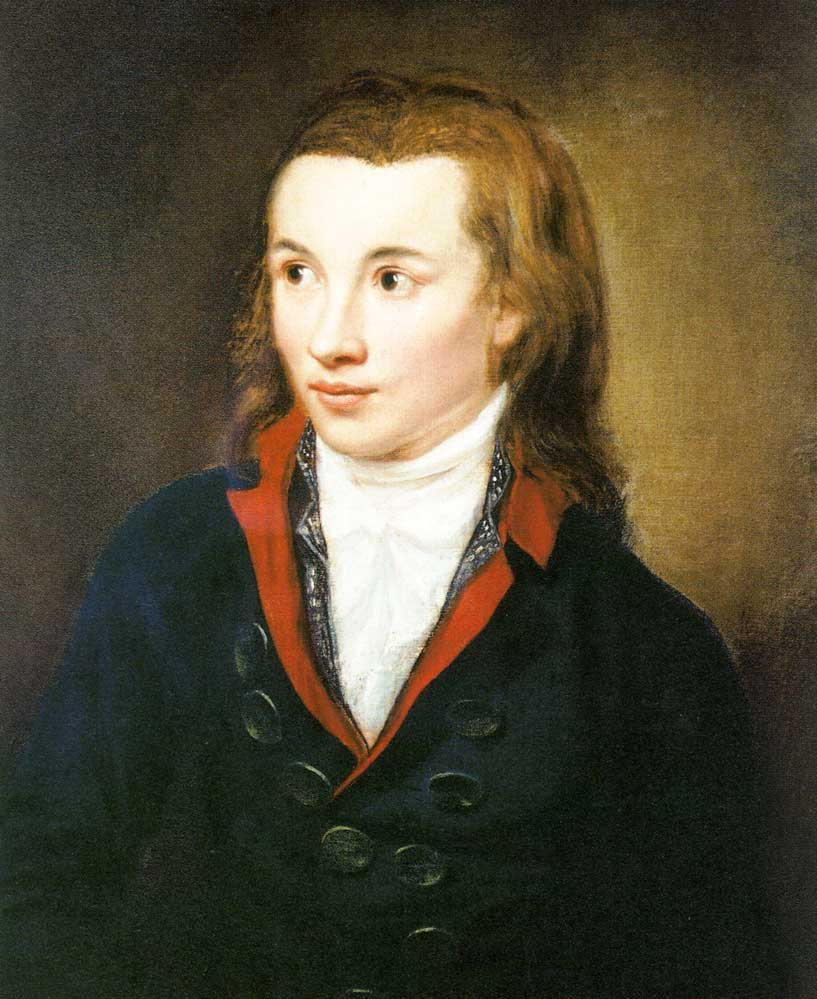
Une façon dans Augustin de transcender l'intelligence rare en France et comparable à Novalis.

Edgard Sottiaux rapproche une pièce de Gabriel Marcel - Le Monde Cassé - de l'interprétation du dialogue final entre Augustin et Largilier, par Moeller qui y décèle les trois caractères de l'acte de foi : raisonnable (Augustin voit comme inévitables les obscurités des Écritures liées à l'incarnation), surnaturel (l'invitation de Largilier à se confesser), libre (Augustin acceptant l'invitation de son ami).
Dans Le Monde cassé, Christiane rencontre Jacques, en tombe amoureuse, mais quand elle désire lui faire part de cet amour, le jeune homme lui annonce qu'il rentre à Solesmes. Désespérée, elle se marie par convenance avec Laurent, se jette dans une vie de plaisirs superficiels, se ferme à Laurent. Jacques meurt. Christiane écrit à la sœur de Jacques, pour qu'elle lui parle de lui. Quand vient cette sœur — Geneviève —, Christiane lui livre le secret de sa vie fermée aux êtres. Cet aveu « détruit » sa vie factice : « C'est comme si je venais de me détruire. Ce secret, c'était encore une espèce de force, je ne l'ai plus. Ah! il vaut mieux... Laissez-moi, voulez-vous? » C'est ici, selon Sottiaux, la même chose que les dernières hésitations d'Augustin. Geneviève lui apprend alors que Jacques a toujours su qu'elle l'aimait. Et, dit-elle, si Christiane vient de lui confier le secret de sa vie ratée, c'est qu'elle pressentait le message qu'elle allait lui apporter de la part du disparu. Un tel échange met les deux femmes en relation très profonde « au niveau du surnaturel. » Geneviève n'est elle-même qu'une faible personne, ce qui donne à Christiane l'intuition [caractère raisonnable de la foi selon Sottiaux] que Jacques parle à travers Geneviève.
Elle pose un acte similaire à celui de Largilier (malgré les différences, c'est le moment du surnaturel) : elle confie à Christiane qu'elle a la tentation de tuer son mari malade qui lui est une charge et lui demande de prier pour elle (alors que Christiane est incroyante). Geneviève lui dit à propos de Jacques : « Il vous voit en ce moment et vous le savez. » Les deux femmes s'étreignent silencieusement, ce que surprend Laurent, son mari, survenant à l'improviste. Christiane se rend compte alors [liberté de la foi], qu'elle doit agir.
Elle dit à son mari qu'elle vient de recevoir « le plus beau cadeau qui lui ait jamais été fait » (la grâce, selon Sottiaux). Les deux époux se rapprochent au cours de plusieurs réparties. À un tel point que Laurent dit à sa femme : « c'est comme si tu m'étais rendue après ta mort », celle-ci lui répondant : « Ce mot-là, je vais maintenant tâcher de le mériter. »
Le critique allemand Wolfgang Grözinger estime que chez l'auteur d'Augustin, ces traits essentiels de l'esprit français comme la pensée cartésienne et l'élan vital, le sensualisme les unissant, se transcendent un peu comme chez Novalis sous la visible influence notamment de Goethe et de l'idéalisme allemand, mais « sans sacrificium intellectus [sacrifice de l'intelligence] ni étouffement des sens. Voilà, dans la littérature française contemporaine, une rare exception. »

### Autres intertextes: l'exégèse, l'histoire, la littérature

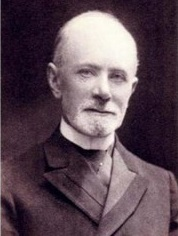
Alfred Loisy (1857-1940) lecteur attentif et très critique de Malègue.

Fin décembre 1934, Jean Guitton rend visite à Alfred Loisy et lui offre un exemplaire du roman de Malègue.

#### Alfred Loisy et Daniel Halévy
Loisy envoie à Guitton, à la suite de la lecture de ce livre qu'il considère comme modernisant, une lettre avec une série de critiques dont celle qu'Augustin est revenu à la foi sans être persuadé et selon lui, par le procédé dont on « use et abuse dans les prédications et les missions populaires » : la peur de la mort.
La plupart des critiques n'interprètent pas ainsi le retour à la foi d'Augustin et Malègue a lui-même voulu montrer qu'il y avait chez Augustin toute une démarche intellectuelle complexe. En revanche, Malègue prend au sérieux une autre critique de Loisy à savoir que « le Dieu des chrétiens est entré dans la vie de l'humanité des milliers et des milliers d'années après que les hommes avaient commencé de se multiplier sur la terre », ce qui relativise le message chrétien. La Bible n'est pas selon lui, « toute l'histoire divino-humaine de la religion » et elle n'est, humainement parlant, que « la légende mythique d'un grand mouvement religieux. »
Dans ses projets pour le Livre III de Pierres noires, Malègue voulait, à la manière de la nouvelle La Révolution pour le Livre I, insérer le récit de la tentation éprouvée par un moine d'une des abbayes bretonnes proches des alignements de pierres de Carnac. S'y étant perdu, il y aurait douté de l'exceptionalité du Christ et surmonté ce doute d'une manière qui aurait approfondi la notion de Classes moyennes du Salut, au centre du roman. En partant de l'idée qu'une « Incarnation dans le temps, car datée », ne laisse pas nécessairement hors d'elle « l'immensité de l'histoire où le Dieu des chrétiens n'était pas », dans la mesure où elle est précédée d'une « aurore d'Incarnation. » Puis, de l'idée que l'Incarnation, qui « transcende le temps », étend également la notion de classes moyennes du Salut : dans d'autres religions et cultures : « les classes extrêmes de la sainteté relèvent de la Loi de l'Incarnation objectivement, » l'opposition entre les Saints et les âmes moyennes s'y reproduit.
Daniel Halévy avec La Fin des notables est une autre influence. L'historien fait le constat que les notables ruraux d'avant 1870 et la République, ont peine à concevoir un ordre durable « séparé de Dieu et des disciplines de son Église. » Lebrec souligne chez Halévy la surprise, pour eux, dès 1870, de voir disparaître « le vieil et courtois usage du salut, respectueusement donné, aussitôt rendu. »
Barthe admire la façon dont Malègue décrit cette classe qui s'éteint« inexorablement au milieu de ses maîtres d'hôtel et de ses jardiniers entre 1870 et 1914. »
Lorsqu'il est surpris du nombre de réactions que suscite son compte rendu de Pierres noires chez les lecteurs du journal Le Monde du 31 janvier 1959, Robert Coiplet titre à nouveau le 7 février dans le même quotidien « L'influence de Joseph Malègue », où il signale l'intérêt qu'a pris Halévy à la lecture du roman inachevé.

Le Monde revient trois fois sur Malègue et sa postérité en janvier, février et mars 1959. Il répercute l'avis de Daniel Halévy.

Il revient une troisième fois sur la question de Malègue après avoir lu Augustin ou Le Maître est là et juge que le premier roman ne possède pas « la même qualité romanesque » que Pierres noires : Les Classes moyennes du Salut.
Cette opinion d'Halévy permet à Léon Émery d'affirmer que personne n'avait décrit avec autant de poésie et de vérité une petite ville de province depuis Balzac, petite ville qui chez Malègue atteint « des dimensions colossales, lorsqu'elle est vue de l'intérieur et par les yeux d'un enfant. »

#### Fogazzaro, Fournier, Mann, Martin du Gard, Jules Romains
Yves Chevrel compare une série de romans liés aux controverses religieuses des années 1880 à 1940 : Robert Elsmere de Mary Augusta Ward, Le Saint d'Antonio Fogazzaro, Rome d'Émile Zola, Jean Barois de Roger Martin du Gard, L'Empreinte d'Édouard Estaunié, L'Oblat de Joris-Karl Huysmans et les regroupe en évoquant le modernisme qu'ils abordent chacun, sous le titre de la Partie V d''Augustin, « Paradise lost » titre de l'épopée chrétienne de John Milton. Pour Chevrel, c'est Malègue qui « pose la question dans sa plus grande ampleur ». Pour tous ces auteurs le paradis perdu c'est celui de la foi de l'enfance liée aux pratiques liturgiques.
Mais lorsqu'il discute de ces questions avec Mgr Herzog, à une époque du roman où il n'a pas encore retrouvé la foi chrétienne, le héros de Malègue insiste avec lui sur le fait que celle-ci n'est pas la vision directe de Dieu dans l'Éden, de sorte que l'on peut se poser la question avec Chevrel : « Le paradis n'est-il pas toujours perdu? »
Pour Benoît Neiss, Malègue appartient à « l'âge d'or des grandes sommes romanesques » qui témoignent de la confiance en la vie, dans la littérature et dans les valeurs fondamentales. Il est selon lui « une des plus magistrales synthèses de la littérature de 1920 » qui garde le souvenir de L'Éducation sentimentale de Gustave Flaubert, du Bildungsroman des Allemands, de J-K Huysmans. Et avec le grand roman d'idées (Barthe qualifie également ainsi Augustin) à la Thomas Mann, La Montagne magique est aussi un roman du sanatorium).
Jacques Vier évoque Mann dans son étude sur Malègue : « Mann a pu, sans faire sauter le cadre [du roman] y enfermer l'histoire et la métaphysique; Malègue ne peut-il le charger de théologie? »
Neiss évoque Roger Martin du Gard, Jules Romains (Lebrec compare les discussions entre Jerphanion et Jallez à l'École normale, et ceux de Largilier et Augustin), Romain Rolland, Georges Duhamel. En outre, comme Lebrec avant lui, Neiss fait aussi le lien entre l'héroïne du roman inachevé d'Alain-Fournier, Colombe Blanchet, et Armelle dans Pierres noires: il voit en Anne de Préfailles une sorte de réplique d'Yvonne de Galais, du même Alain-Fournier, dans Le Grand Meaulnes.

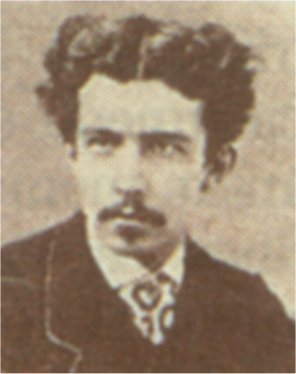
Antonio Fogazzaro
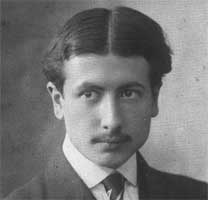
Alain-Fournier
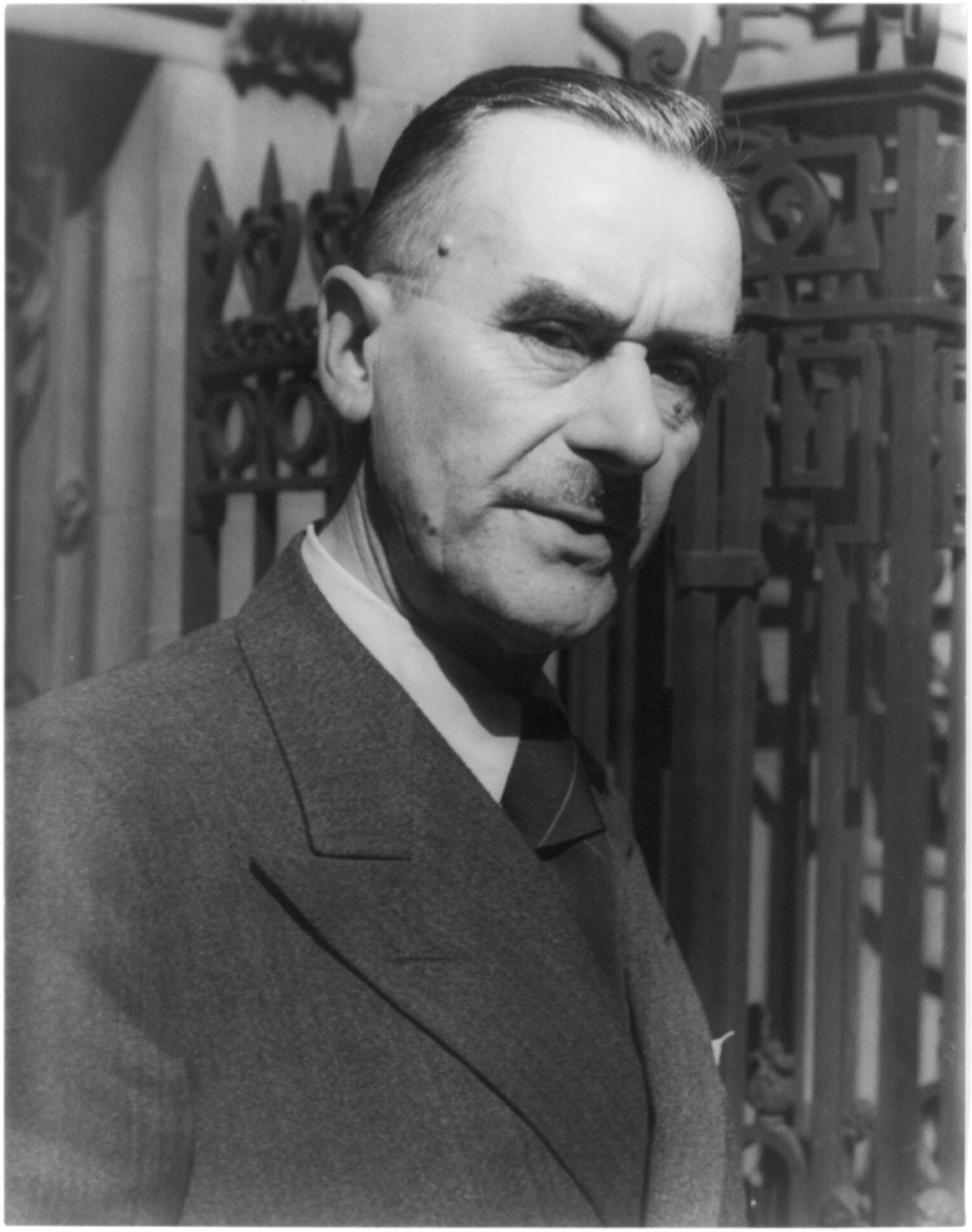
Thomas Mann
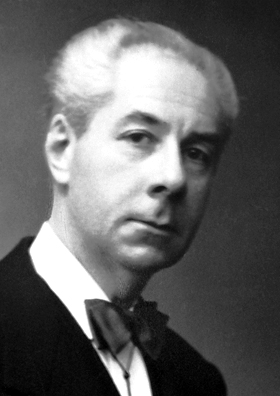
Roger Martin du Gard
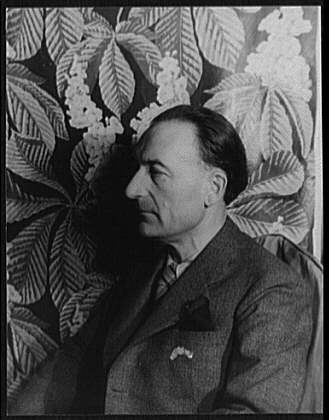
Jules Romains
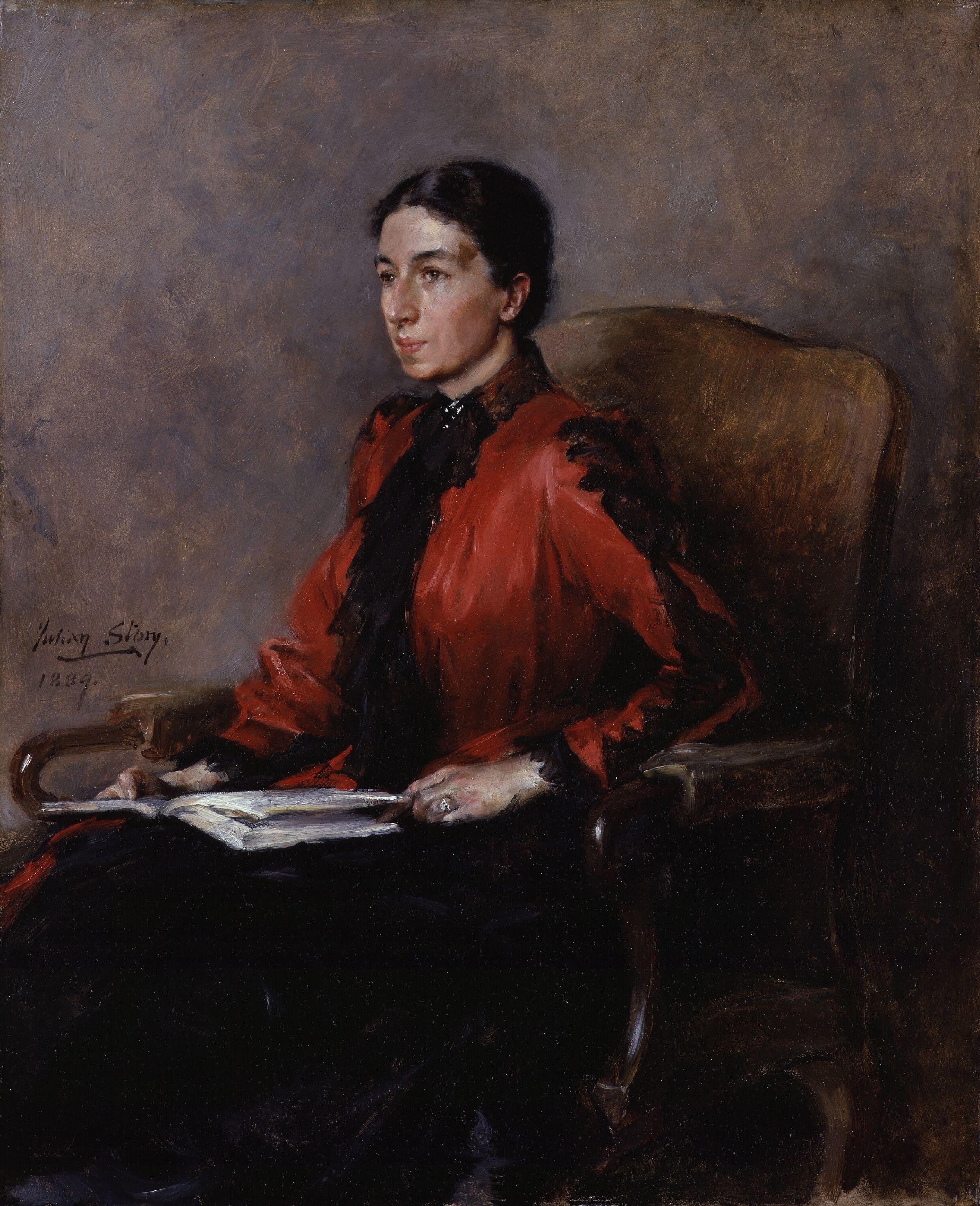
Mary Augusta Ward

Pour Neiss, Malègue, parce qu'il a réussi à assembler tant d'apports différents dans Augustin ou Le Maître est là, « sans traces de couture », représente « l'un des centres de convergence du roman de son époque. »
Jean Lebrec signale l'influence d'Antonio Fogazzaro sur Malègue avec son roman Le Saint (publié en novembre 1905 en Italie et mis à l'index dès avril 1906). Fogazzaro met en présence de nombreux personnages soucieux de renouveler le catholicisme sous l'inspiration d'un saint : des modernistes de diverses tendances. Or ce saint, au début de sa vocation, a la vision « sous ses paupières » des paroles de Marthe à Marie rapportées par l'évangile de Jean (chapitre 11, verset 28), lors de l'épisode connu sous le nom Résurrection de Lazare, peu avant celle-ci (Fogazzaro les cite en latin) : « Magister adest et vocat te » [« Le Maître est là et il t'appelle »]. Cette citation est répétée dans la suite du récit à de très nombreuses reprises. Elle est tronquée dans le titre d' Augustin : Le Maître est là.

## Malègue et Proust: leur incroyable surabondance des enregistrements

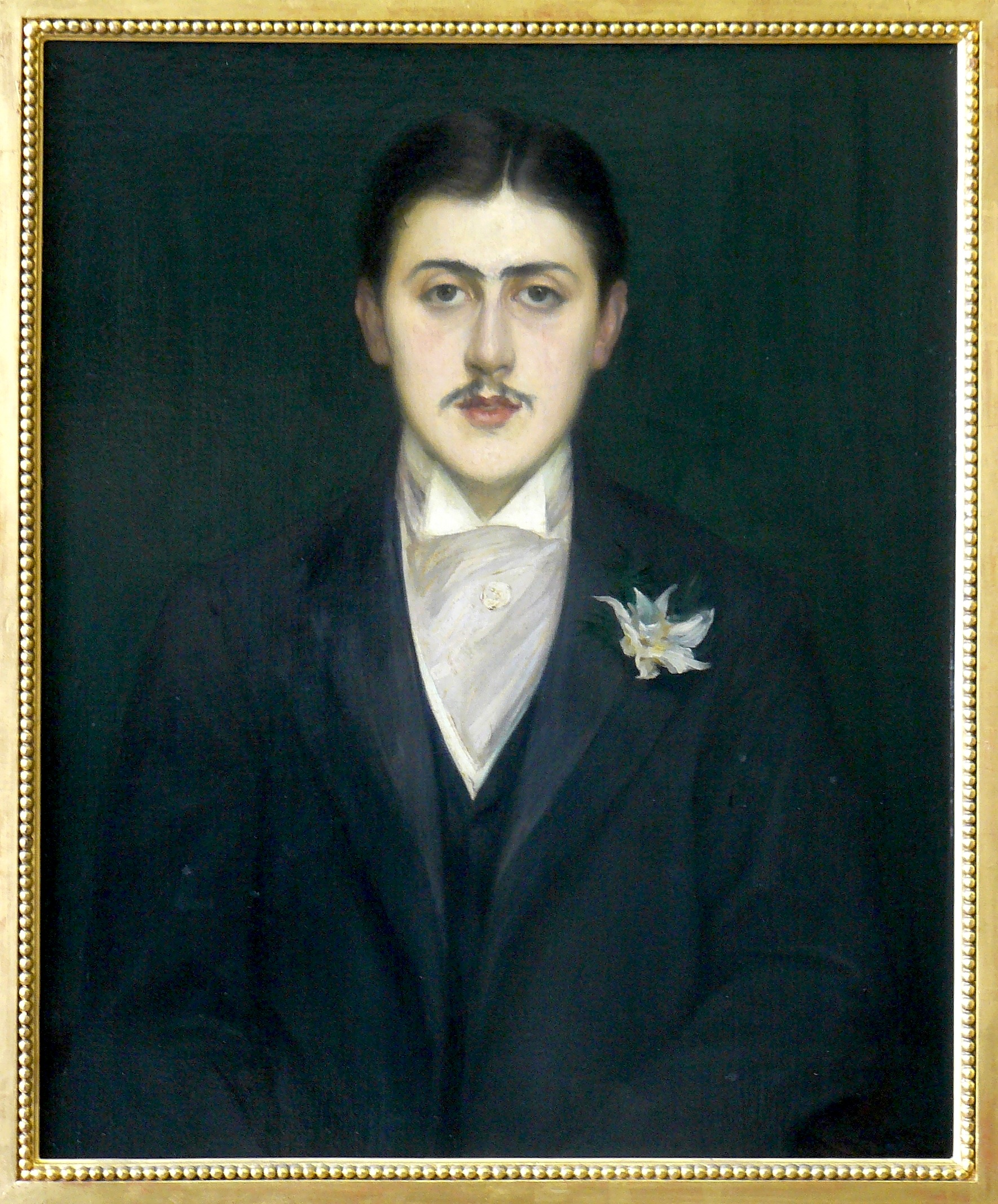
Portrait de Marcel Proust (peint en 1892, Proust a 21 ans) de Jacques-Émile Blanche.

Joris Eeckhout, critique flamand, estime que l'on peut admirer aussi chez Malègue la prouesse que Maurice Barrès admire chez Proust à savoir « l'incroyable surabondance des enregistrements. »
La comparaison avec Proust est récurrente : Wanda Rupolo cite pour sa part Soulairol dans La Vie catholique (août 1933), Jeanne Ancelet-Hustache dans Les Nouvelles littéraires (décembre 1933), Lorson dans La Revue catholique d'Alsace (janvier 1934), Jacques Madaule dans La Table Ronde (juillet 1959 cette dernière critique visant Pierres noires). La minutie des analyses psychologiques chez Malègue frappe les esprits même en dehors du monde littéraire. L'archéologue Paul Faure dans Parfums et aromates de l'Antiquité, Fayard, Paris 1987, souligne que bien des écrivains contemporains aiment à évoquer les parfums et, au contact du troublant et de l'insaisissable, « témoignent d'une telle virtuosité dans l'art de manier les images, les métaphores et les comparaisons qu'ils réussissent à donner un parfum aux mots », ajoutant par prétérition : « Et je ne parle pas de romanciers aussi attachés à l'analyse de la sensation que Proust, Malègue ou Süskind. »
Ancien directeur de La Libre Belgique, Jacques Franck estime en février 2014 que le premier roman de Malègue a « la densité intellectuelle des grands livres de Thomas Mann, Hermann Broch, Robert Musil », mais aussi « les diapures imagées et frémissantes de Marcel Proust. »

### Influence et/ou parenté
Mais « cette minutie, cette acuité d'analyse proustienne » chez Malègue n'entraîne pas une « subordination » à Proust selon Léopold Levaux. Dans ses notes manuscrites sur Augustin, il admet que L'intertextualité proustienne est la plus évidente. Mais il demeurerait pertinent de le souligner qu'il y ait ou non influence consciente (ou réelle) de Proust sur Malègue. Qui lui a confié qu'il écrivait déjà de cette façon « avant que Proust eût, en 1919 éclaté. »
Madaule estime qu' Augustin  n'aurait pas été très différent si Proust n'avait jamais écrit. Germain Varin penche plutôt pour l'influence de Proust. La thèse d'E.Michaël n'était pas encore publiée, mais il a pu lire le témoignage de M.Talhouët à ce propos dans l'ouvrage qu'elle préparait. Pour Claude Barthe, la comparaison avec Proust vient à l'esprit surtout pour le roman inachevé Pierres noires, mais le compliment que cela lui a valu d'être un Proust catholique dessert Malègue.
IL estime qu'est autobiographique le thème de l'incipit d'Augustin, qui déploie l'analogie du côté de chez Swann et du côté de Guermantes, en un « du côté de la préfecture de province », (la ville où enseigne son père) et du « côté des Planèzes » (les vacances à la ferme des cousins de sa mère, la ferme du Bois noir de son enfance à la limite du Cantal) : « Lorsque Augustin Méridier cherchait à démêler ses plus lointaines impressions religieuses, il les trouvait très au frais, mélangées à ses premiers souvenirs, et soigneusement classées dans deux compartiments de sa mémoire ».
Neiss ajoute qu'Élisabeth de Préfailles ne le cède en rien à Oriane de Guermantes ni Anne à Albertine ou à Gilberte Swann.

« Lorsque Augustin Méridier cherchait à démêler ses plus anciennes impressions religieuses,
 il les trouvait très au frais, rangées dans deux compartiments de sa mémoire. »

#### DansAugustin ou Le Maître est là
Jacques Vier choisit un bref passage d'Augustin, révélateur de la parenté avec Proust. Augustin, en vacances à l'appartement familial avec sa mère et sa sœur Christine, est invité, en leur présence, de manière imprécise — « pour une après-midi ou pour un déjeuner »— par la tante d'Anne de Préfailles (désignée ci-dessous sous son nom d'épouse, madame Desgrés des Sablons), Anne qui sera son grand amour.
L'invitation vise donc aussi les deux femmes et Malègue analyse : « L'acuité d'Augustin, cependant fort grande, fut insuffisante à lui permettre de lire en Madame Desgrès des Sablons.
L'évident intérêt de celle-ci pour lui ne s'étendait qu'avec difficulté à sa mère et sa sœur, quoiqu'elle fût préparée au sacrifice de les recevoir. Mais elle vit qu'elle ne courait aucun risque. Madame Méridier, et même Christine, qui eussent malaisément éludé le déjeuner, s'il s'était présenté, daté, précis, net de tout contexte, abordable et glissant comme une pilule, susceptible seulement d'un oui ou d'un non, que leur timidité rendait, pour des raisons différentes, presque également impossibles, reculerait devant une invitation dont elles devaient elles-mêmes fixer la date, et qu'un artifice de rédaction mondaine associait à une après-midi entière, interminable et déclassée. »

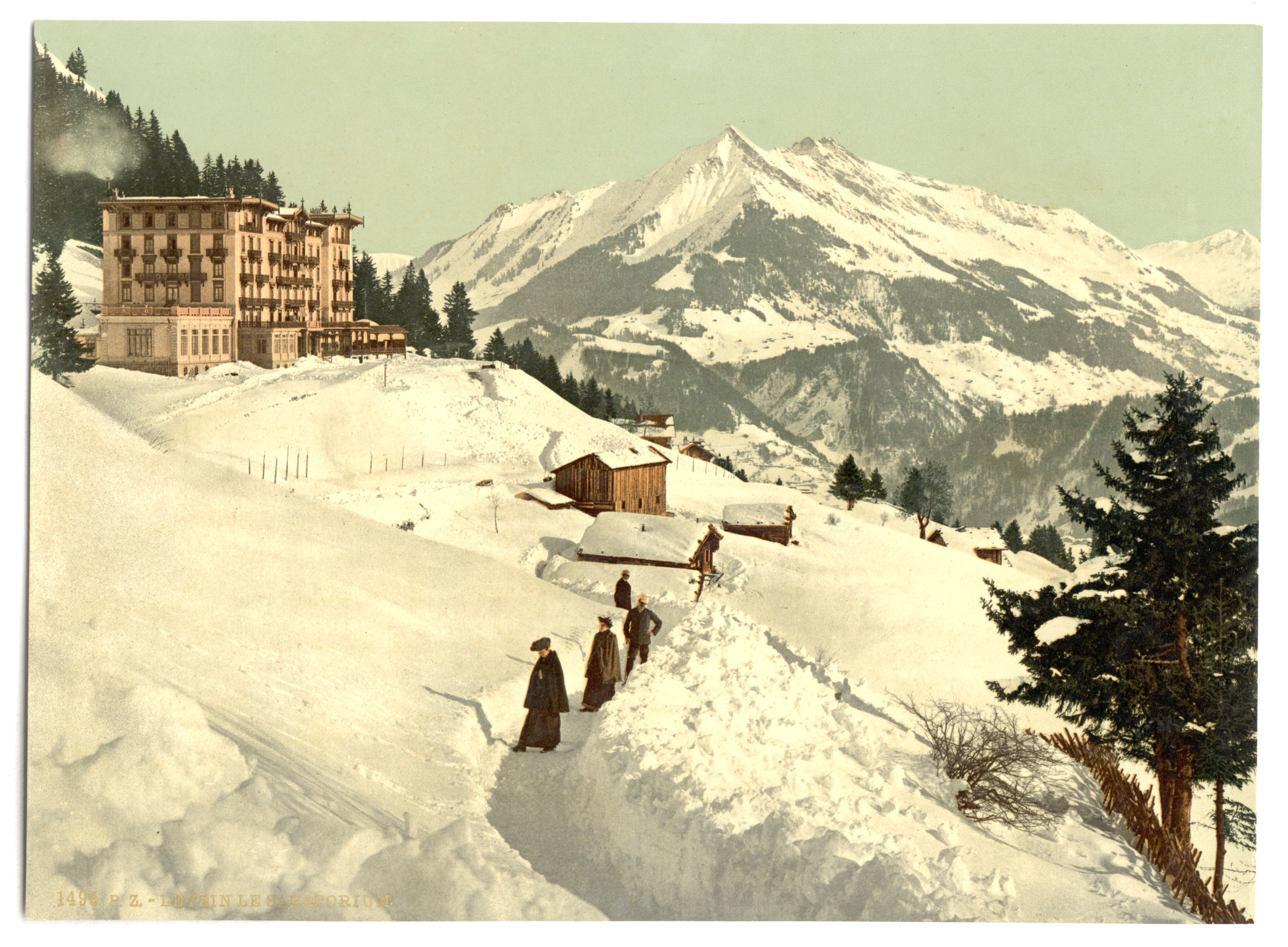
Le sanatorium de Leysin face au Mont Blanc.

Malègue met en contact le « lucide » et le « subconscient », veille qu'aux pensées et paroles claires se mêlent les perceptions involontaires, « le monologue intérieur de l'ineffable et de l'inexprimé, tout le flot mystérieux qui roule en dessous de la surface éclairée de l'âme. » Lebrec met en exergue la minutie des analyses psychologiques chez Malègue, qui fait de tout son travail d'écriture un chef-d'œuvre. L'expression « Proust catholique » est selon lui pertinente : Malègue est l'un des premiers écrivains français à comprendre avec Proust qu'il faut parler des « irradiations » du réel dans la « vie intérieure » des personnages. Il a le sentiment d'entendre Proustquand Malègue écrit : « À travers cette profonde épaisseur de temps, nos joies, nos douleurs, nos amours finissent à peu près toutes par sauter de l'actuel dans la mémoire et de celle-ci au néant. »
Swann est poursuivi par l'emblème musical de son amour, Augustin le lie à Chopin et Liszt lors de ses derniers jours au sanatorium de Leysin. Malègue est capable de pénétrer dans la sensibilité d'autrui « au moyen d'une très subtile sympathie exploratrice, d'une sorte de mimétisme spontané des âmes, comme Newman et Proust. » Familier de sa propre durée, il a le don de faire vivre celle d'autrui.

#### DansPierres noires: Les Classes moyennes du Salut
L'incipit de Pierres noires fait songer à Proust, écrit Lebrec (comme Barthe pour Augustin)). Le célèbre « Longtemps, je me suis couché de bonne heure. Parfois ma bougie éteinte, mes yeux se fermaient... » d'À la recherche du temps perdu se rapproche de l'incipit du livre ï de Pierres noires avec ces mots du narrateur : « Un jour, dans les années 1890, j'acquis une notion singulière : j'appris que ces divisions du temps portaient des numéros. »
Cette narration de Jean-Paul Vaton se combine à l'introspection du personnage-narrateur, passé et présent étant liés l'un à l'autre. Tantôt c'est le jeune Vaton qui parle ou se décrit, tantôt le même homme, plus âgé, revivant ses « quarante ou cinquante ans de recul. »

« Un jour, dans les années 1890, j'acquis une notion singulière : j'appris que ces divisions du temps portaient des numéros. »
À propos de Pierres noires, Pierre-Henri Simon note dans le Journal de Genève : « la prose de Malègue, où l'influence de Proust est évidente et presque trop constamment sensible, est d'une étoffe admirable et que l'on croyait perdue. » Pierre de Boisdeffre, dans Combat lie Pierres noires au premier roman : « les deux grands livres de Joseph Malègue forment le contrepoids chrétien de l'œuvre de Proust. »
Barthe écrit que dans Pierres noires, le style « sous la floraison proustienne des métaphores (où la plaisanterie « spongieuse et un peu mouillée » de l'instituteur s'accorde avec son autorité « volumineuse et molle »), » est celui d'un scrupuleux de génie, faisant dire à Jean-Paul Vaton à propos de sa mère qu'il lui conserve, enfant, une égale amertume de mes rancunes à moi qui étaient des vices et de ses rancunes à elle qui étaient des souffrances, ressentiments mutuels installant entre eux une « réciprocité amère, un don de création réciproque. »
L'observation faite plus bas sur les odeurs, rejoint celle de Madaule sur le sénateur Desgenets recevant un instituteur d'origine paysanne, qui « sentait » une odeur de fleurs des champs et de fumiers de bestiaux. Pour lui, cette manière d'écrire recèle une ambiguïté. Est-ce le sénateur qui dégage cette odeur attribuée de manière métaphorique à ses travaux d'économie et de législation agricole ou est-ce l'instituteur qu'il reçoit dont il la sent émaner ? L'audace de ces rapprochements métaphoriques, voilà l'art de Malègue et Proust : « l'épaisseur du temps peut être traversée », « la longueur des distances » abolie.
Entre l'instituteurqui a subi une sanction en étant déplacé et le sénateur qui le reçoit dans sa somptueuse demeure passe une odeur de foins. Comme la duchesse de Guermantes a « un accent légèrement provincial, par où elle se rattachait aux terres dont elle portait le nom et aux origines de son illustre lignée, » même si elle ne fait que l'affecter.

### Proust et Malègue ne se différencient pas seulement d'un point de vue religieux

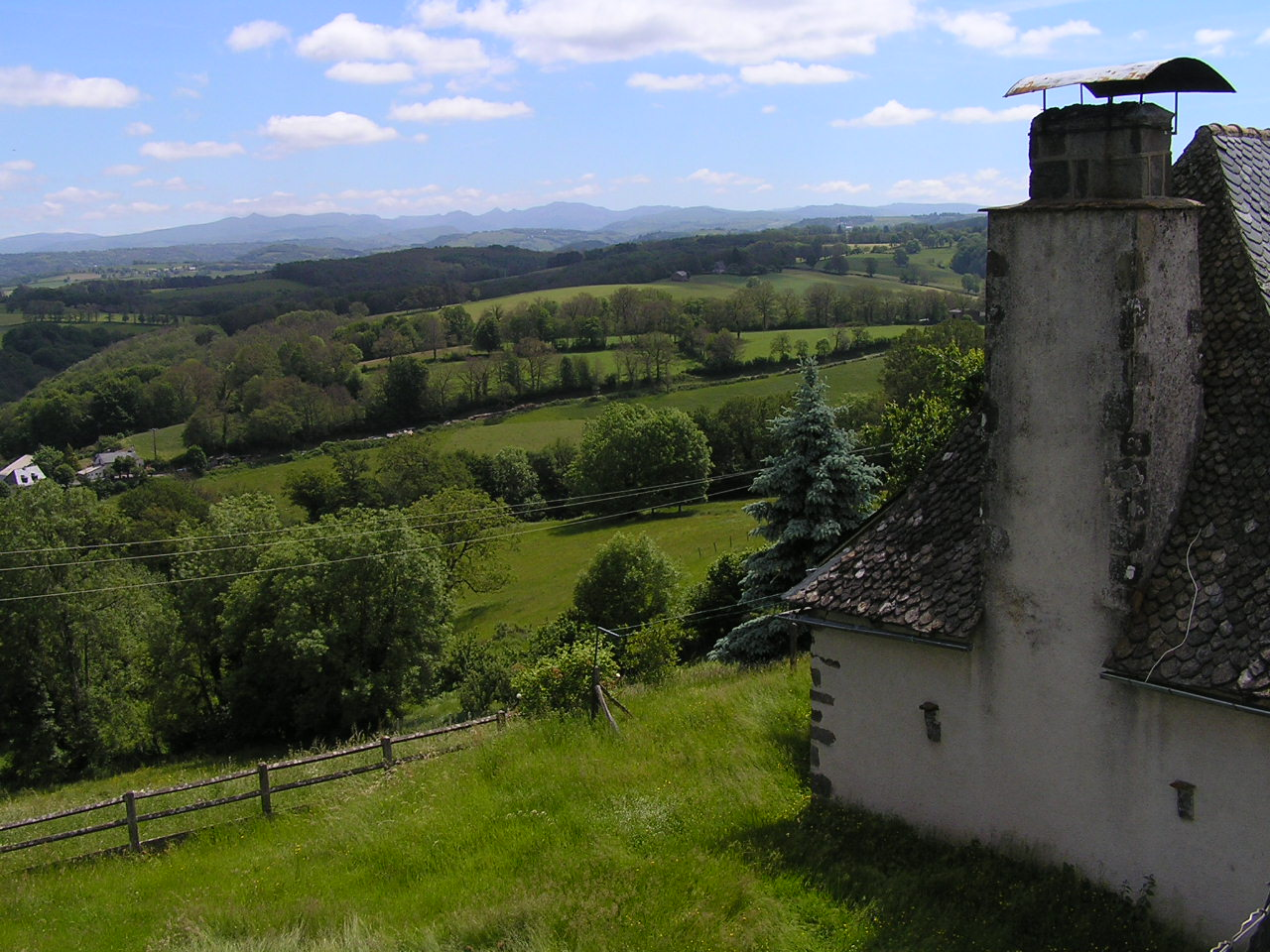
Les monts du Cantal vus de Saint-Illide.

Wanda Rupolo pense qu'il « est possible de trouver [chez Malègue], des reflets de l'esthétique proustienne dans les évocations du passé ressuscité à travers des impressions sensorielles, dans l'usage habile du temps, dans une minutie soulignée de l'analyse psychologique. » Mais il y a une différence « entre les deux œuvres due à des facteurs multiples » (« certa distanza tra le due opere, dovuta a moltepleci fattori »), poursuit la critique italienne. Pas seulement au plan de leurs convictions religieuses, mais aussi au plan littéraire.
Les événements chez Malègue sont « disposés suivant des séquences temporelles qui, bien qu'en opposition, sont conduites selon un fil logique » (« secondo un filo logoco »), alors que chez Proust les événements proposent « une réalité extrêmement fragmentée »(« una realità estremamente fragmentaria »). Chez Proust, on a affaire à « l'histoire d'un esprit qui est à la recherche d'une vérité, la vérité de la création intellectuelle » (« è la storia di uno spirito alla ricerca di una verità che è quella della creazione intelletuale »), alors que chez Malègue ce qui compte, au contraire, c'est « la recherche de Dieu » (« la ricerca di dio »).
Benoît Neiss ajoute que Malègue rivalise avec Proust sur son propre terrain : « la lenteur, l'utilisation littéraire de l'enfance, la peinture de la société aristocratique ». Il se contente de faire la différence entre les deux auteurs d'un point de vue philosophique : la leçon proustienne chez Malègue est « transfigurée à la lumière de l'espérance chrétienne ». Mais il ne craint pas de rapprocher la mort de Bergotte de celle d'Augustin, malgré les différences entre les deux personnages.
Il y a dans ce passage de Proust une réflexion sur l'immortalité absente des pages sur l'agonie d'Augustin selon Moeller qui considère que le héros éponyme de Jean Barois de Roger Martin du Gard, représente la religion close de Bergson qui, par la fonction fabulatrice, se crée des mythes compensatoires consolants pour « se cacher la vue du « trou noir »... ». Au contraire, Augustin abandonne tout et offre tout parce que « ce qu'il rencontre dans la mort chrétienne, ce n'est pas une égoïste assurance sur la vie, fût-elle éternelle, mais JÉSUS-CHRIST... »
Le même trouve matière à comparaison avec Proust lorsque Augustin, enfant, face à la grande forêt du Cantal éprouve le mystère des choses : les premiers troncs d'arbre « ont l'air de cligner de l'œil et de dire : « Oui…mais, derrière nous… Derrière les enfoncements qui suivent notre première obscurité rousse… et plus loin, derrière ceux-là… et derrière les autres encore… » Augustin répète : « les gorges, la grande forêt… la grande forêt des gorges »… pour faire chaque fois prendre à son esprit son élan vers la confidence suprême… Le secret de la grande forêt, plus gonflé du dedans, est plus près de s'ouvrir. »

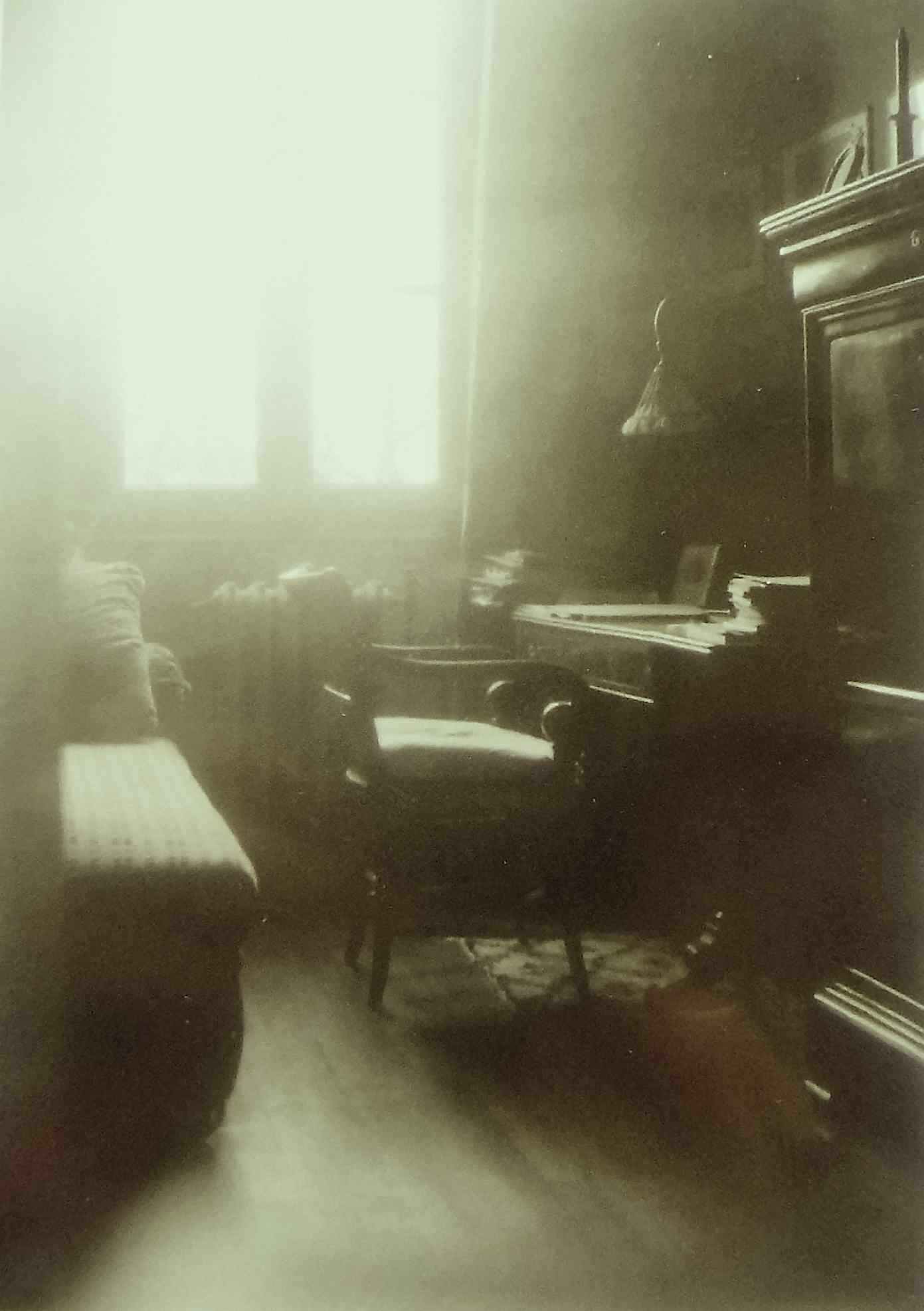
Le cabinet de travail de Joseph Malègue à Nantes, 15, rue Arsène Leloup. L'écrivain y termine Augustin et y commence Pierres noires.

Moeller rapproche ceci du passage de Du côté de chez Swann où le narrateur éprouve un jour, devant les arbres, l'impression que les écorces craquelées veulent lui « « dire » quelque chose, qu'elles vont comme s'ouvrir pour révéler leur secret […] Malègue décrit une impression exactement semblable lorsqu'il montre Augustin aux écoutes de ce secret qui va se révéler lorsque la forêt « s'ouvrira ». » Le mystère est d'ordre artistique chez Proust et d'ordre religieux chez Malègue.
Pour Jacques Vier, l'art de Malègue trouve sa force dans la façon dont il interprète des milieux fort divers mais admirablement cohérents : « dans la lumière qu'ils projettent sur les sursauts d'une âme en quête de son Dieu, et surtout dans le passage de l'un à l'autre. On voit comment on a pu le comparer à Proust. »

#### La «surabondance des enregistrements» rapproche les deux œuvres du point de vue du contenu et de l'épilogue
En 1945, Joris Eeckhout, critique littéraire flamand, qui cite de longs passages en français de l'œuvre de Malègue, écrivait : « Louis Chaigne signale à propos d'Augustin le nom de Marcel Proust, mais en faisant cette réserve que Malègue ne possédait pas ce à quoi Barrès accordait tant de prix chez Proust : « l'incroyable surabondance des enregistrements » (en français dans le texte). » Or, poursuit-il, celui qui lit attentivement Malègue est justement frappé par cette « incroyable surabondance des enregistrements », qui ne le cède en rien à Proust. On loue chez Proust ce que rappelle la célèbre « sonate de Vinteuil » ; la musique qui se joue chez Malègue est encore plus bouleversante parce qu'elle s'avère la manière dont s'expriment des âmes d'une plus grande élévation.
Dans un ouvrage de 2004 consacré au phénomène littéraire en milieu chrétien, Cécile Vanderpelen-Diagre estime que le premier roman de Malègue reflète, dans le domaine littéraire, ce vécu chrétien telle que la formation propre aux écoles catholiques le forge, formation qui doit inculquer aux jeunes gens « une sorte de réflexe pavlovien de rejet systématique à la lecture de toute pensée impie » et, grâce à Augustin ou Le Maître est là, on possède « une vision assez claire de ce mécanisme », car le roman de Malègue « conte l'itinéraire vers la foi d'un jeune homme en proie aux plus profondes incertitudes métaphysiques. »
Elle ajoute que, lors de sa parution, ce roman fut considéré comme exceptionnel en raison de la capacité chez Malègue de procéder aux « enregistrements » dont parle Barrès, et notamment celui « systématique de chaque mouvement et impression spirituels vécus par le héros. » Malègue est qualifié à maintes reprises de « Proust chrétien. » Elle décrit ensuite les difficultés de conscience vécues par Augustin à la lecture de la Vie de Jésus d'Ernest Renan, minutieusement disséquées par Malègue. Elles mènent à la perte de la foi : pour Lebrec, Malègue est un romancier de la mort de Dieu.

## Extase de mémoire et mystique

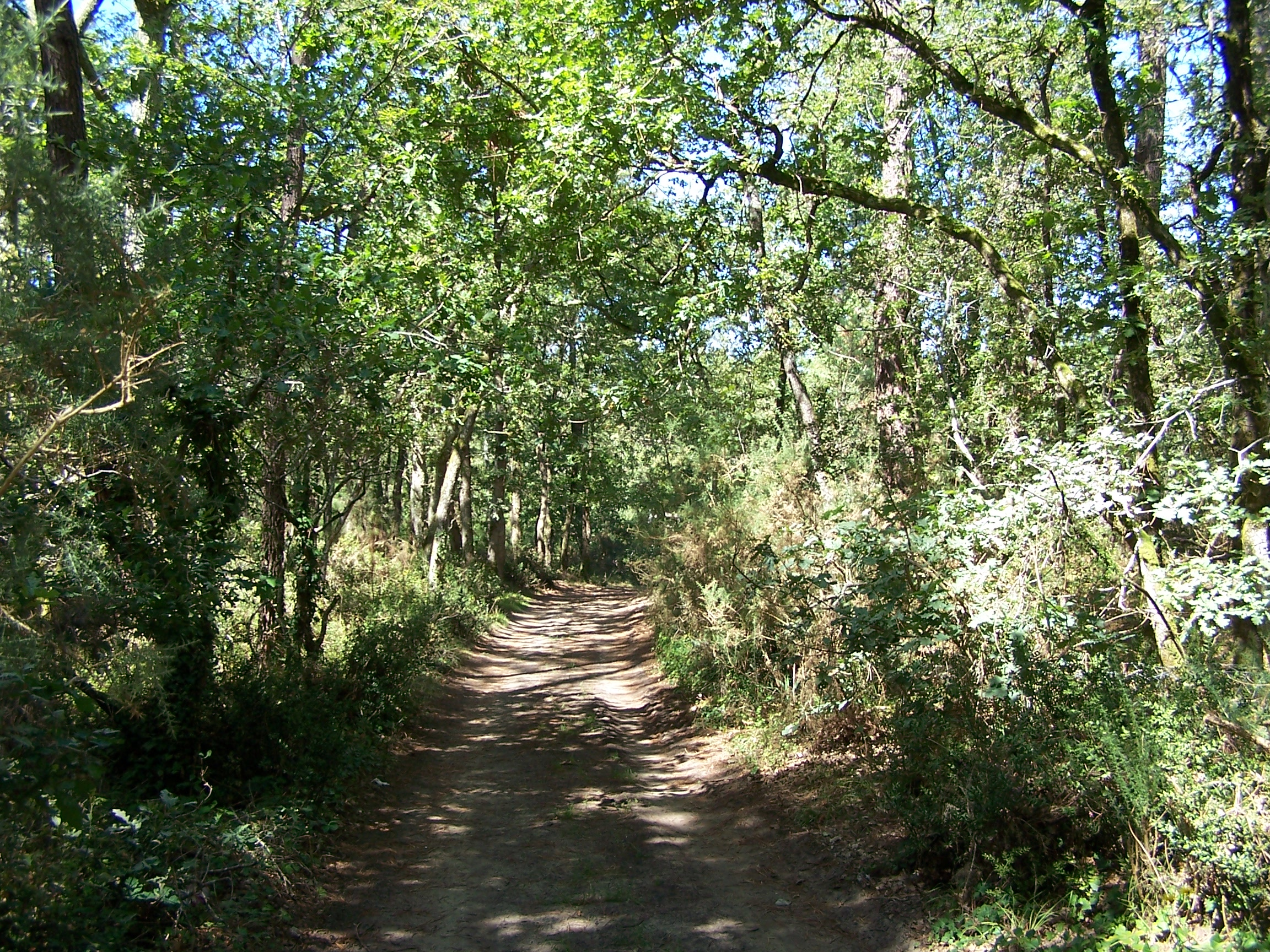
Des « Je vous salue Marie pleine de grâce», d'une matité limpide, ceux de Christine, en appelaient d'autres, ceux d'autrefois (sur des routes, dans des bois montants) [...] Ce lui fut surprise, élargissement, repos dans la clarté, comme la fin des bois montants. (Cerf, Paris, p.827)

Pour Francine de Martinoir, dans La Croix, ce qui rapproche Malègue de Proust est aussi le contenu des deux œuvres : le Paradis perdu de l'enfance (à Aurillac, à la ferme du Grand domaine), chez Malègue, est analogue au Combray de À la recherche du temps perdu : « Malègue est un «Proust chrétien», a-t-on dit, sans doute parce que son roman, bien que rédigé à la troisième personne, donne aussi une vision totale du monde au cours du voyage intérieur d'un héros qui, aux dernières pages, trouve le Salut. Pour le narrateur de Proust, c'est la littérature, déchiffrée dans les signes de sa vie passée. Pour Augustin, c'est Dieu. Les signes qui pouvaient le guider étaient, eux aussi, déjà là, mais il ne savait les lire. »
José Fontaine trouve ce type d'approche du lien entre Proust et Malègue plus pertinent : d'autres comparaisons avec Proust relèvent du cliché du « Proust catholique » et mal pensées. Le vrai lien entre les deux, c'est le remploi par Malègue d'expériences popularisées par Proust, mais pouvant avoir été utilisées par d'autres écrivains comme les extases de mémoire.
C'est le cas de l'expérience mystique enfantine d'Augustin dans la forêt des gorges du Cantal. Après avoir récité le chapelet avec sa famille dans la chapelle de la Font-Sainte, abandonnée dans les bois (p. 45 de l'édition du Cerf d' Augustin), Augustin se sent envahi par une « haute puissance solitaire » qui l'invite à se laisser aller « dans des bras immenses ». Près de 800 pages plus loin (même édition, p. 827 (ce qui explique que peu l'ont vu), une extase de mémoire rend à nouveau présente l'expérience enfantine à la mort d'Augustin, engendrant l'unité profonde du roman, origine probable de la fascination qu'il exerce. L'allusion à ce passé est faite deux fois à quelques lignes de distance : « sur des routes, dans des bois montants » ; puis : « comme la fin des bois montants ».

## Couleurs, odeurs, sons et beauté des femmes
Pour R. Mehl Malègue fait vivre ses personnages en liant émotions, réflexions, décisions aux odeurs, nausées, parfums, couleurs. Ces sensations accompagnent même les mouvements les plus épurés, les plus spirituels et il « apporte une minutie laborieuse » à suggérer le rapport entre vécu interne et sens externes. La méthode n'est pas toute nouvelle, pense Mehl en 1934, mais n'a jamais été appliquée, « avec un tel scrupule, une telle exactitude. »
Un prêtre qui a connu Malègue confie à Lebrec que sous le couvert d'une apparente pensée intérieure s'exprimant par un regard fixe, l'écrivain observait tout, que rien ne lui échappait : « les formes, les couleurs, les sons, les odeurs, le goût même des choses, les sensations de froid, de chaleur, les impressions de douleur, de maladie, de mort, ...il percevait tout. »
Quant à la beauté des femmes, qu'il s'agisse d'Augustin ou de Pierres noires, son rôle est déterminant dans la structuration des deux intrigues.

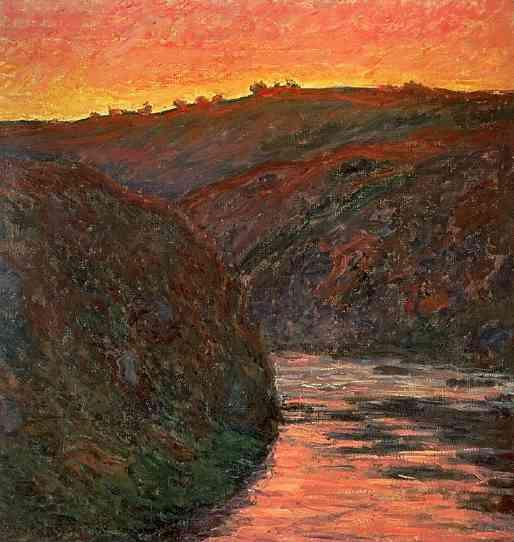
Soleil couchant dans la Creuse : Certains pourpres momentanés et certains ors qu'on voit le soir [...] dépassant les extrémités de la beauté.

### Couleurs, odeurs et sons
Dans Augustin, le symbolisme des couleurs change au fur et à mesure du récit, en particulier le jaune, tantôt signe de vie, tantôt de mort. Wanda Rupolo énumère ces diverses sortes de jaune : « jaune miel », « jaune brun », « gris jaune », « jaune graisseux », « jaune cru », « jaune café au lait », « blanc jaune », « jaune paille », « jaune très pâle ».

#### Couleurs comme les«pourpres momentanés»du soir
On en retrouve certaines dans Pierres noires comme le jaune pâle dans une lumière « or pâle », p. 52 ; le cru associé à une autre couleur : les « yeux d'un bleu cru et simple » d'un surveillant de lycée ancien militaire (p. 114); les cailloux d'une « route blanc jaune » associés aux premiers signes de la ruine puis du suicide du comte de Brugnes ; d'autres comme les cheveux « jaune vert » d'une prostituée ou encore le « jaune soufre » du salon de la maison close (p. 369).
Leur succession selon la logique d'un récit ne se retrouve pas dans ce roman inachevé, comme avec l'apparition du gris et du noir dans les pages sombres de la fin d'Augustin, puis le triomphe du blanc, reconquête de la vie et de la foi.
Mais dans Pierres noires la signification mystique du blanc s'approfondit. L'instituteur, Monsieur le Maître Genestoux, déplacé à Brsssondeix peu avant sa retraite y est mort avant de l'atteindre. Son corps est ramené à Peyrenère transporté dans un char à bancs équipé en traîneau, des patins remplaçant les roues, et tiré par un seul cheval. Jean-Paul Vaton qui accompagne le transport de la dépouille mortelle est, écrit Lebrec, frappé par le contraste : « noir de la boue et des vêtements, magnifique blanc immaculé des neiges amoncelées et du ciel. »
La nuit tombe. À travers la façon dont Jean-Paul Vaton observe l'évolution de ces couleurs, pense Lebrec, les « éléments fondamentaux de l'esthétique romanesque de Malègue [se rencontrent] de la façon la plus heureuse. » Jean-Paul éprouve le sentiment d'une similitude entre les couleurs vues dans la nuit pleine de neige et « une étendue jaune-sable infinie [...] sous un mortel soleil de feu un sentiment de dépouillement de tout le bariolage de la terre [...] le vif sentiment d'une présence invisible : celle de Dieu au désert. »
L'écurie-prison de La Révolution est l'occasion d'évoquer les « beautés terrestres et les tendresses humaines », choses bonnes en soi, mais qui, dit l'abbé Le Hennin, peuvent nous être demandées en holocauste par les circonstances de la vie forçant les classes moyennes du Salut à se tourner exclusivement vers Dieu et les autres.
Mœller est frappé par ce que Malègue met dans la bouche du cousin de l'abbé Le Hennin et illustrant les « choses bonnes en soi ». Par exemple « le lieu lointain de bois » que sa fille aime à contempler. Ou ce qu'aime sa femme : « Certains airs de Rameau ou de l'Autrichien Mozart [...] certains pourpres momentanés et certains ors qu'on voit le soir, tout le charme qui naît des musiques et dans les lointains des grands parcs, dépassant parfois les extrémités de la beauté, nous jettent dans le vertige et les larmes. Ce que Jean-Jacques Rousseau a bien remarqué. »

#### Odeurs et parmi celles-ci«le lointain des parfums»

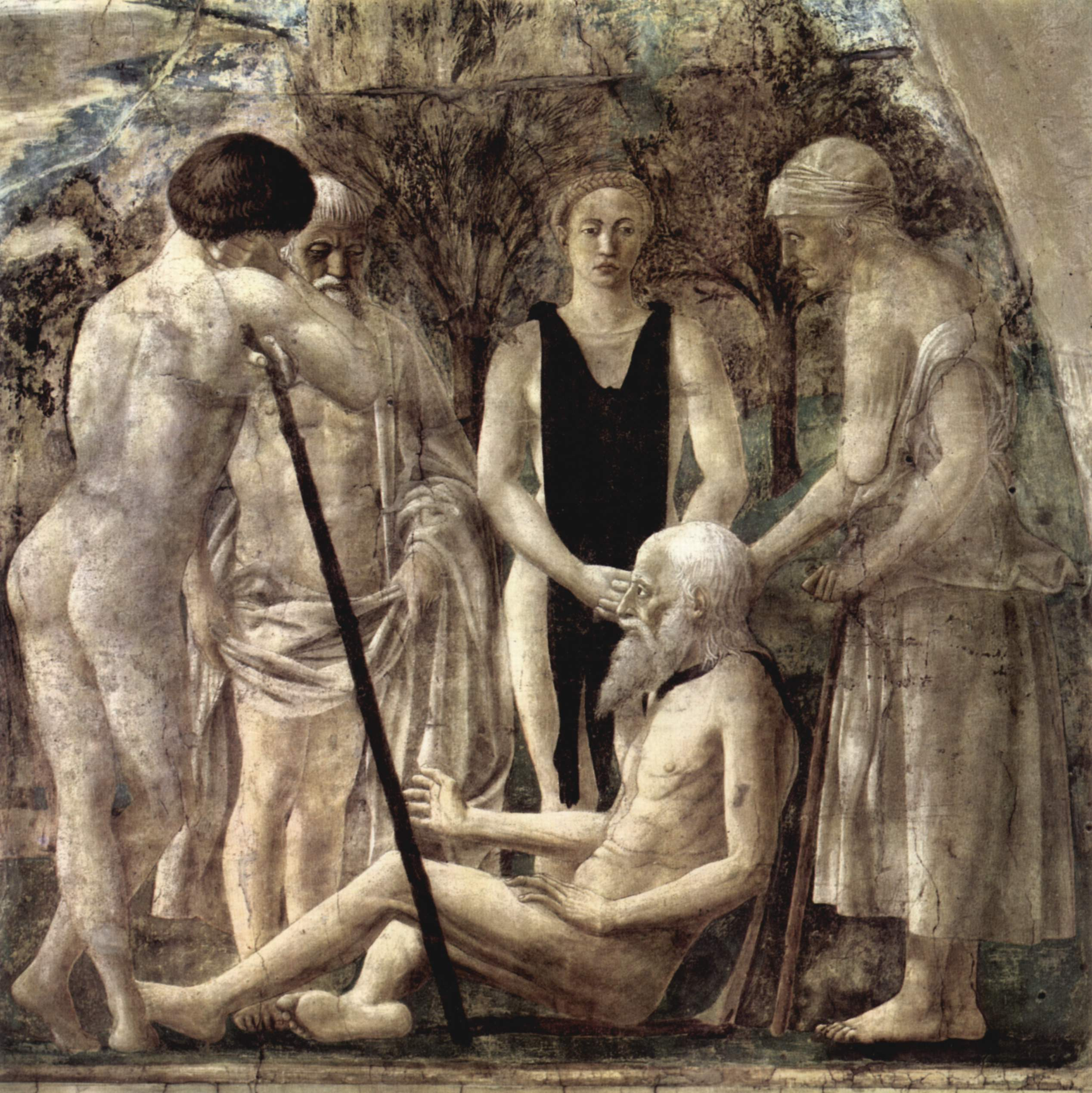
Piero della Francesca, la Mort d'Adam, également titre d'une nouvelle de Malègue.

Le parfum des roses que reçoit Augustin, le jour où il apprend de Mgr Herzog qu'Anne accueillera favorablement une démarche de sa part, le hante jusqu'à sa mort. Celles que sa sœur lui apporte à sa demande et pour cette raison ont été choisies sans parfum « pour ne pas fatiguer un malade » et il s'en désintéresse.
Germain Varin, relève une autre réminiscence (qu'il juge également « proustienne »). Elle se produit chez Augustin quand il coupe au jardin du buis et du houx pour orner la couche mortuaire de l'enfant de sa sœur. Il remonte l'escalier conduisant à l'appartement et « un souvenir violent le déchire d'une douleur passionnée, brutale ». Il a monté cet escalier treize jours plus tôt « avec [...] cette même fraîcheur d'odeurs végétales, et, sur son bras le poids des roses, » offertes par Anne.
D'autres soulignent ce rôle des odeurs rapportées à d'autres éléments : habitations, fermes et leurs habitants, saisons, armoires, lycées, petites villes.
Dans la ferme du « grand domaine », le mestreval sent « une bonne odeur de fumier de bêtes » ; les soirs d'été du Cantal quand les travailleurs agricoles se reposent « l'odeur d'air froid et de prairie s'humanise d'un parfum de tabac ; » en été toujours, les forêts dégagent « une odeur sèche et très diluée de prairie grillée et de fleur morte ; » les armoires conservent « un parfum de lavande et d'autres couleurs, sorties d'anciens sachets ; » au lycée Henri IV, l'air s'emplit régulièrement d'« une odeur de vaisselle et de chou-fleur ; » l'été encore « de grandes fumées voyageuses, de bois ou d'herbes, en lente dérive au-dessus des prairies, » traversent les petites villes.
Dans Pierres noires, Jean-Paul hume une odeur spécifique dans le salon d'une notable de Peyrenère qu'il retrouve — manière de faire le lien avec Augustin selon Lebrec — au chef-lieu (Aurillac et son lycée)« chez la marquise de Préfailles, où je fus mené un jour par le plus grand des hasards. » Vaton est déjà à ce lycée dans le premier roman et condisciple d'Augustin .Nous apprenons dans le deuxième qu'il l'admire profondément.
Dans Pierres noires, comme le note Barthe, les demeures de la classe des notables en déclin dégagent « certaines odeurs [qui] se perpétuent [...] dont on ne sait plus exactement la place ni le nom » et qui « à peine saisissables sinon par filets insubstantiels [...] s'évanouissent en ce qu'on pourrait nommer le lointain des parfums... » Il en est de même dans des nouvelles de Malègue comme La Mort d'Adam ou La Révolution : « campement d'une tribu, écurie transformée en prison. » Dans l'écurie transformée en prison en plein été de La Révolution, la chaleur aggrave encore l'odeur du purin et les odeurs fécales qui s'échappent du demi-tonneau « entouré d'étoffes grossières suspendues à des cordes de manière à constituer un réduit », lorsque l'on doit en soulever le couvercle (p. 423).
C'est dans cette atmosphère que l'abbé Le Hennin, expose sa vision mystique des classes moyennes du salut, vision interrompue par le Commissaire qui lui signifie que son tour est venu d'être guillotiné.
Marcel Vuillaume et Georges Kleiber, dans un article de 2011 intitulé Sémantique des odeurs, citent un passage d'Augustin lors du départ en vacances pour « Le Grand Domaine ». On passe par la grande forêt des Gorges du Cantal : « Parfois au milieu des terreaux et des sèves, sur la surface bien fondue de leur parfum, on percevait l’odeur granuleuse, artisane et humble de la sciure de bois. » Par métonymie, Malègue attribue à une odeur la propriété de sa source, le granuleux (surface présentant des irrégularités de forme arrondie) ne s'appliquant qu'à des « entités visibles et palpables. » Sa motivation métonymique est soulignée par les adjectifs « artisanale » et « humble » associés à l'odeur.
Comme déjà relevé, Jacques Madaule signale, que lorsque Desgenets, ancien Garde des sceaux reçoit le vieil instituteur rural, Genestoux, une ambiguïté est voulue. Il est écrit (qui « sent »?) : à travers ses études d'économie et de législation agricole « toute sa solide situation de haute bourgeoisie politique », sentait « une mince odeur de champs et de fumier de bestiaux. »

#### Sons: dans lesquels,«le bruit de la pensée»

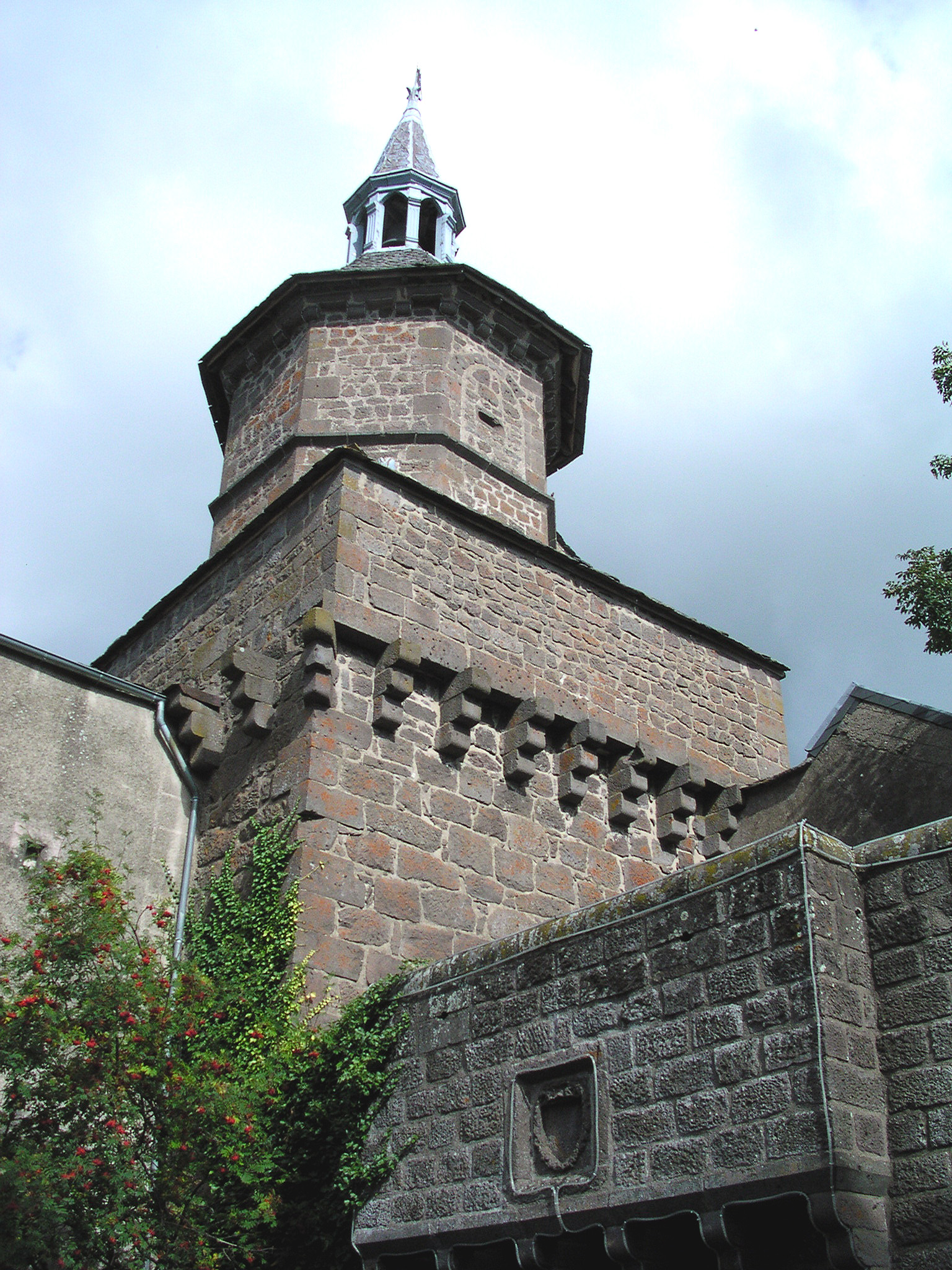
Beffroi de Besse.

C'est par métonymie aussi que, dans Pierres noires, Malègue attribue, cette fois à un son, la propriété de sa source. Dans le jardin d'André Plazenat, les invités observent la montée des nouvelles classes sociales de Peyrenère-d'En-Bas annonçant la « fin des notables. » Malègue évoque alors « l'horloge du beffroi fléchissant sous les siècles ». Elle commence à « graillonner et [...] racler quelque chose parmi ses ressorts de fer », envoie cinq coups puis après avoir hésité dans ses « déclics rouillés » se remet à graillonner, enfin se rendort.
Dans Augustin les horloges sonnent dans l'imprécision des nuits, jettent dans l'air de « beaux sons d'or » qui volent immédiatement en éclats. Des becs de gaz chantent « comme des crapauds d'une variété spéciale. » Les sons d'un jour de neige voltigent « entre le ciel et les lieues de neige sourde. »
Lorsque la mère d'Augustin et Christine ainsi que l'enfant de celle-ci meurent, que lui-même et sa sœur attendent que la mort s'en empare, des sons isolés leur parviennent « sifflet du chemin de fer, aboiements de chiens, fontaines dans les cours [...] la pendule [qui] bat dans le silence de la nuit [...] le bruit intarissable agressif de la foire. »
Le chapitre « La Révolution » dans Pierres noires, presque totalement occupé par la « relation » d'un ancêtre d'André Plazenat qui y narre les conversations avec son cousin l'abbé Le Hennin, est, dans la fiction, un texte qu'André Plazenat retrouve dans les archives familiales. Il demande à Jean-Paul Vaton d'en établir une copie. Vaton éprouve le sentiment que ces pages pleines de confidences semblent dans le silence de la bibliothèque où il retranscrit la « relation » — qui le sépare du monde— lui « parler d'un ton plus bas encore que le chuchotement : un son intérieur, une articulation désincarnée, le seul bruit de la pensée ». Les mots qu'il écrit prennent une « visibilité unique. »
Trois critiques relèvent, lors de la conversation dramatique sur les hauteurs du Cantal entre Augustin et l'abbé Bourret qui lui annonce qu'il va quitter l'Église, la « voix de garçonnet, juste et rude, [qui] se [fait] entendre à droite de la route, du côté des maisons probables, derrière cette haie de sorbiers et de noisetiers qui ménageait un autre inconnu dans l'inconnu de la nuit. » Elizabeth Michaël souligne que cette voix survient au milieu de « silences pesants et gênés. » Jean Lebrec situe l'incident dans « la ligne du réalisme spirituel » de Malègue. Wanda Rupolo constate que ce qui frappe la sensibilité de Malègue, c'est la présence d'une « note dominante qui tend à se subordonner les autres (« una nota dominante che tende a subordinaire a sé le atre ». » Elle en donne un autre exemple, la chapelle de la Font-Sainte à la fois (citant Malègue en français), « solitude enclose en une autre solitude », et donc « morceau de silence épaissi et plus foncé ménagé dans la grande taciturnité des bois. »

### Beauté des femmes

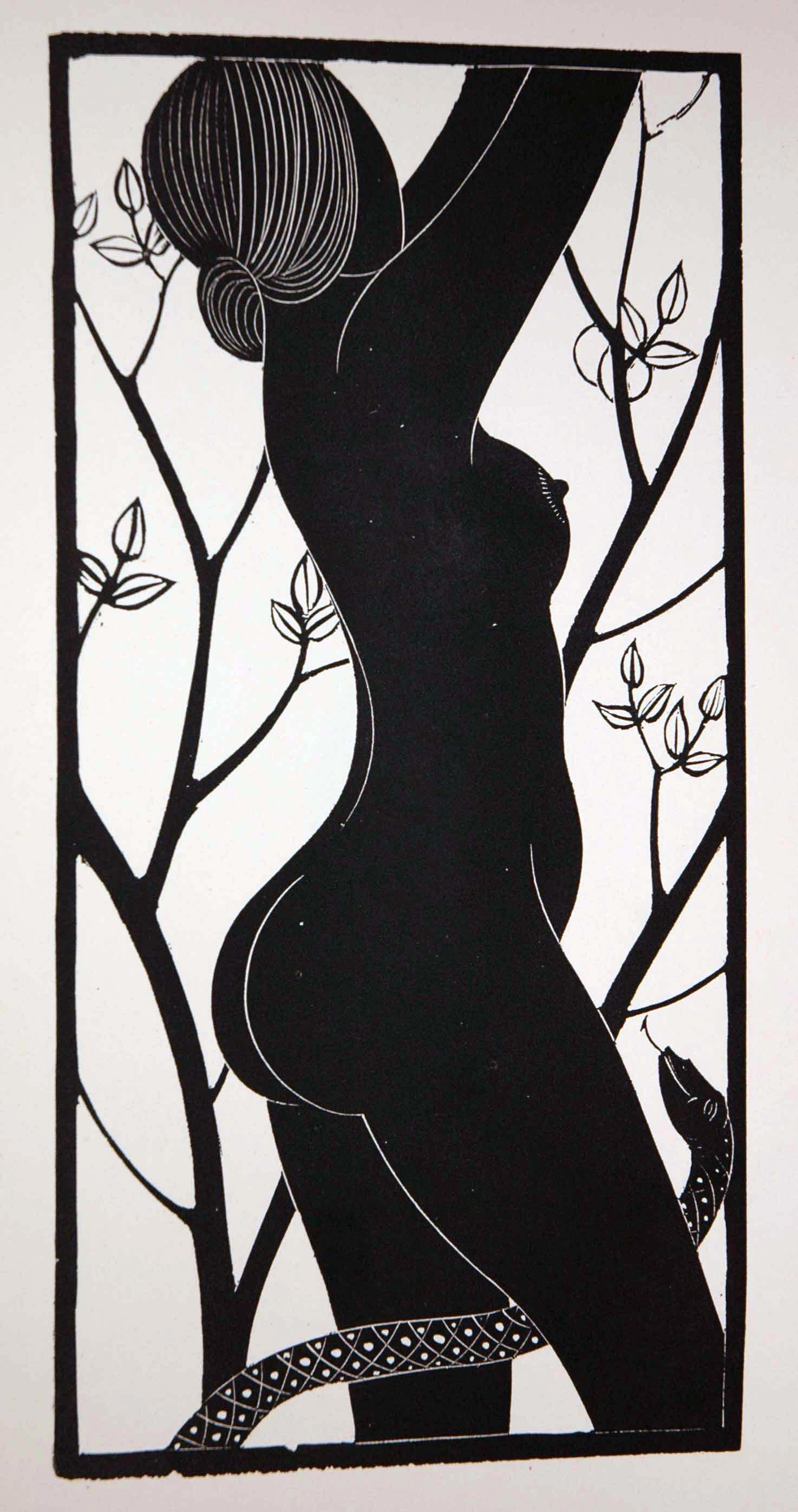
Ève par Eric Gill 1929.

Robert Poulet, pour lequel le premier roman de Malègue est une « œuvre exceptionnelle », y déplore « la complète absence, l'absence curieuse, de toute sensualité. » Lebrec estime qu'on doit plutôt parler d'allusions à celles-ci qui restent « fort discrètes. » Il cite à l'appui l'aveu d'Augustin à Largilier du trouble ressenti quand, à sept ans, il rencontre Élisabeth de Préfailles alors âgée de 18 ans. Il lie cet émoi d'enfant à celui qu'il éprouvera, devenu adulte, devant Anne de Préfailles : « J'ai cru, mon Dieu, l'aimer presque depuis mon enfance. Bien que les émotions dont elle était le centre ne s'appliquassent pas initialement à elle. » D'autres font remarquer que cette sensualité est bien là à la deuxième visite d'Augustin aux Sablons avec cette digression sur la danse et la beauté, précédée d'une réflexion sur la manière dont Augustin calcule ses regards pour les fixer discrètement sur celle qu'il désire : « Ses regards [...] connaissaient [...] la technique exacte. L’art de regarder Anne leur était venu tout seul, par une sorte de don, comme le génie. Avec un parfait naturel et sans paraître les voir, il dévorait chacun des mouvements arrondis, un peu las et coulants de son jeune corps. »

#### DansLa Mort d'Adam
Pour Lebrec, Anne et Élisabeth de Préfailles dans Augustin, Jacqueline de Brugnes et Armelle de Rosnoën dans Pierres noires, ont une ancêtre, appelée la « fille des hommes » dans La Mort d'Adam. Il cite Malègue décrivant son arrivée au clan d'Adam : « Très grande, autant que les hommes les plus hauts de la horde, beaucoup plus mince, balancée comme une longue liane et portant sur elle comme une évocation de flexibilité, elle regardait de deux yeux bleu-vert, hardis et dédaigneux. Elle agita la tête comme une jeune génisse, et la chevelure qui la gênait se trouva rejetée sur ses épaules, une grosse masse couleur de paille. »
Après la mort d'Adam, elle s'enfuit avec Jaber, autre personnage du conte. Abed, qui surprend leur fuite est menacé de mort par Jaber et garde le silence, mais se cache pour « voir combien la fille des hommes était belle, un peu plus grande que lui, longue et magnifique dans une étoffe blanche, comme une flamme dans la nuit. »

#### DansAugustin ou Le Maître est là
Malègue décrit aussi dans Augustin la Marie-de-chez-nous ne pouvant dissimuler sous ses vêtements rudimentaires dans lesquels elle est emmitouflée, lors du pèlerinage vers la Font-Sainte, son « harmonieuse beauté paysanne » (Émery).
Augustin la revoit un peu plus loin, dans la chapelle, en prière : « laissant la ligne de son corps exprimer librement, à son insu, toute sa souple et délicieuse jeunesse. »
Anne de Préfailles « aux lèvres délicates et volontaires » présente un examen chez Augustin Méridier. Il retrouve en elle « la grave et merveilleuse enfant d'autrefois », qui a gagné depuis « une hauteur dans l'attrait, que sa conscience claire ne prenait certainement pas la peine d'avoir » et qui diffuse, pour ce que comporte toujours d'épreuve un examen, « la lumière bleu sombre d'admirables yeux approfondis de timidité dominée. »
Ces deux yeux, ces deux « limpides feux bleu sombre » comme le répète plus loin Malègue, offrent à quiconque la « promesse de bonheur » qui est, selon lui, le « postulat de toute beauté », mais sans le savoir. Certes sans pour autant ignorer des dons de séduction impossibles à ignorer, mais en semblant s'en désintéresser pour d'autres qualités comme la franchise de l'accueil, le naturel des paroles, la profondeur morale (Augustin, p. 467).
Jean Lebrec, qui utilise ces extraits pour décrire la beauté d'Anne, relève aussi le mouvement des fins sourcils de l'élue du cœur d'Augustin quand elle attend une explication, indiquant par là qu'elle souhaite une conversation nourrie de curiosité intellectuelle en restant « désespérément impersonnelle et calme. » Léon Émery pense que le sommet de l' « envoûtement » d'Augustin, c'est la soirée musicale aux Sablons très longuement décrite.
À la fin de celle-ci (mais elle complote avant, brièvement, le message de son début de consentement qu'elle fera parvenir à Augustin par Mgr Herzog), Anne de Préfailles se montre moins réservée à l'égard d'Augustin, lui parle avec « une sorte de timidité heureuse tout à fait imprévue. » Lorsque, ensuite, en compagnie de son oncle Henri Desgrès, d'Élisabeth de Préfailles, de Mgr Herzog et d'Augustin, Anne sort dans le parc éclairé par la lune, elle cite donc Matthew Arnold : « Come to the window, sweet is the night air » [Viens à la fenêtre, délicieux est l'air nocturne] et s'attire la réplique d'Augustin, qui cite un autre vers du poème (qui ne suit pas immédiatement celui cité par Anne) : « Where the sea meets the moon blanch'land » [Qui unit la mer à la terre sous la lune blafarde].

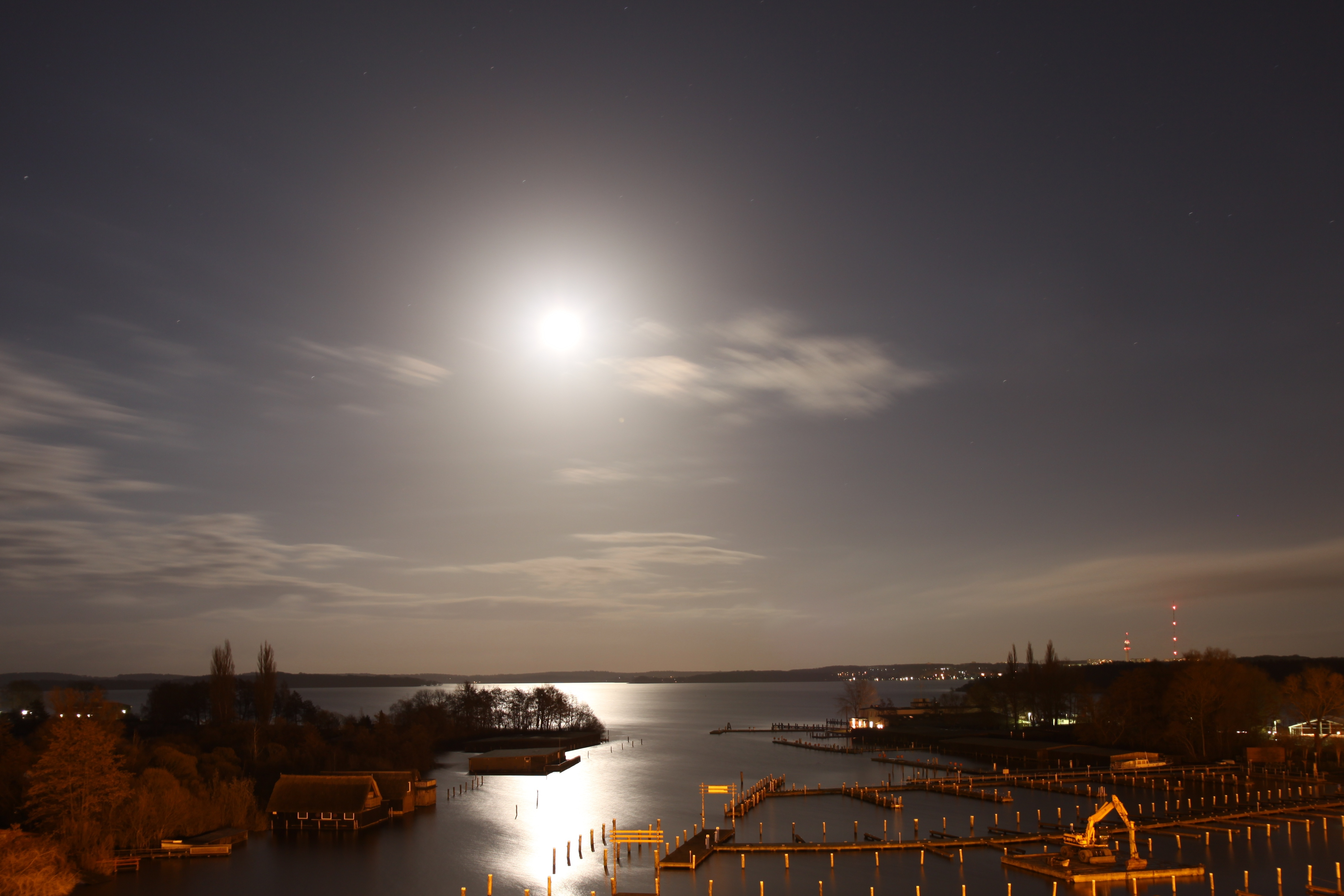
Lueur blafarde de la lune sur la mer.

Ces vers illustrent la scène. Malègue les attribue à tort à Shelley. Le parc des Sablons éclairé par la lune, chez Arnold l'auteur véritable, c'est la plage de Douvres « blanchie » par la même lumière, mots formant le titre du fameux La Plage de Douvres, le « plus beau poème » d'Arnold selon Patrimoine littéraire européen : anthologie en langue française. Il exprime la « vive sensibilité [...]d'un homme déchiré par la crise de la foi, habité par la nostalgie et la mélancolie. » Pascal Aquien, dans ces poèmes qu'il traduit et présente, évoquant cette mélancolie, en donne la définition de Julia Kristeva : « l'impression d'être déshérité d'un suprême bien innommable, de quelque chose d'irreprésentable. » Ceci colle à Augustin : dans un autre vers de La Plage..., Arnold dit à sa jeune épouse lors de leur lune de miel : « Ah! mon amour, soyons vrais/L'un pour l'autre. »

#### DansPierres noires: Les Classes moyennes du Salut

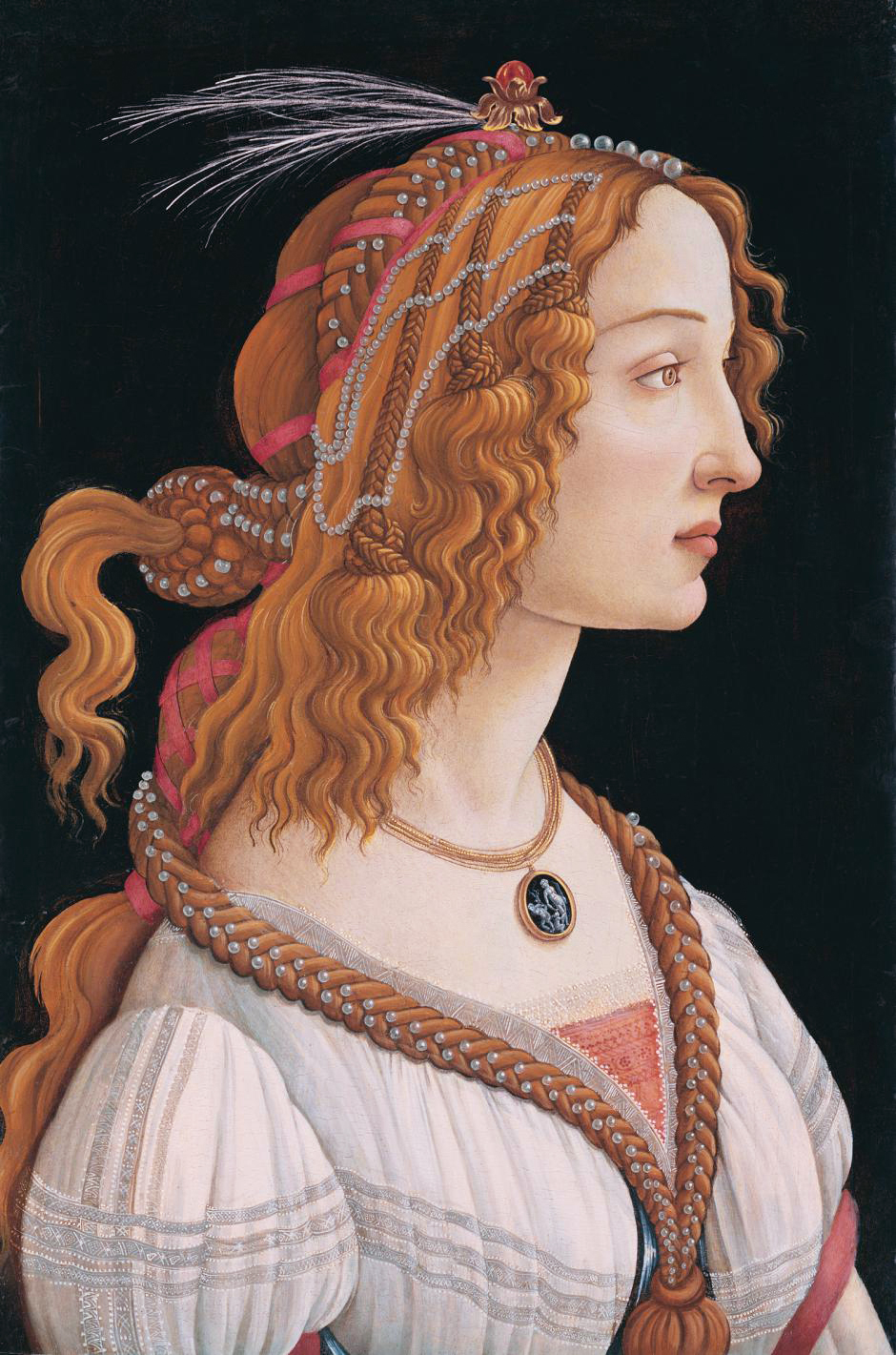
Sandro Botticelli, portait d'une jeune femme.

Jacqueline de Brugnes, petite fille, est déjà présente lors d'une des premières visites de Jean-Paul Vaton, le narrateur du premier livre de Pierres noires, aux grandes maisons des notables. Elle est invitée par ses parents à s'occuper de lui de sorte qu'elle s'en approche : « Il vint une petite fille en robe blanche, un peu plus grande que moi. Ses longs et légers cheveux descendaient en libres ondes d'un chapeau de paille enveloppant. »
Lors d'une messe, Jean-Paul Vaton entend chanter Armelle de Rosnoën sans au départ savoir qui chante, car il est aux premiers rangs dans l'église. Mais il écoute la voix inconnue qui, raconte-t-il, laisse entendre « un tremblement de caresse humaine, de souffrance, et de gracilité », ce qui lui fait soupçonner, poursuit-il, « le pathétique secret de son cœur. » Il éprouve alors l'une des plus grandes secousses de son enfance.
Jusqu'au bout de sa narration, Jean-Paul Vaton demeure subjugué par ces deux femmes. Jacqueline de Brugnes, qui compte au moins autant qu'Armelle de Rosnoën dans les rêveries de Jean-Paul Vaton, pourrait être épousée par André Plazenat.Mais son père, ruiné au jeu, se suicide. Malgré le contrat de mariage le liant à Madame de Brugnes et qui permettrait à celle-ci de ne pas rembourser tous ceux qui ont confié leur argent au comte, Jacqueline, par fierté, exige que tous soient dédommagés. Au détriment de toute la fortune de sa mère et au prix pour Jacqueline d'un déclassement qui lui fait perdre la perspective d'épouser André Plazenat.
À la sortie de l'église, après les funérailles du comte de Brugnes, la mère d'André Plazenat dit bien haut à Jacqueline qu'elle et sa mère compteront toujours au nombre des amis intimes de sa propre famille. Ce qui est rapporté au narrateur par une religieuse ne voyant pas que la séparation de Jacqueline d'avec la grande bourgeoisie commençait pas ces mots protecteurs (p. 587).
La beauté des femmes révèle aussi de manière paradoxale ce qu'a d'authentique la sainteté de Félicien Bernier.
Lorsque celui-ci et Jean-Paul Vaton se rendent à la gare où Vaton doit prendre le train en vue de regagner le lycée, arrive la vieille voiture des Brugnes qui emporte Jacqueline et sa mère vers leur destin de déclassées. Le cocher ne peut pas descendre les bagages, mais l'athlétique Félicien y pourvoit aisément.
Jacqueline de Brugnes lui tend alors une main gantée de noir tout heureuse de cette aide. Félicien la lui prend, la maintient un instant dans la sienne avec candeur et rectitude comme s'il s'agissait d'un camarade, la regarde au fond des yeux « plus profond que sa beauté », jusqu'à sa souffrance, ce que la jeune femme n'aurait accepté de personne d'autre. Il l'accompagne jusqu'à son compartiment de chemin de fer continuant à lui parler d'en bas, sur le quai où il demeure, au point que les spectateurs peuvent avoir l'impression d'assister, dit Vaton, à une scène de préfiançailles.
Ceci lui fait penser, phrase soulignée par Charles Mœller, qu'il a devant lui « un cas particulier, un exemple extraordinaire de la tendresse des saints. »

## Mystique
Malègue, lecteur de Durkheim sait depuis 1903 que la société peut être vue comme l'origine de la religion. Mais il lit en 1932, que le Bergson des Deux Sources, considère qu'il ne s'agit que de la religion « statique », s'identifiant à la seule pression des cadres sociaux.

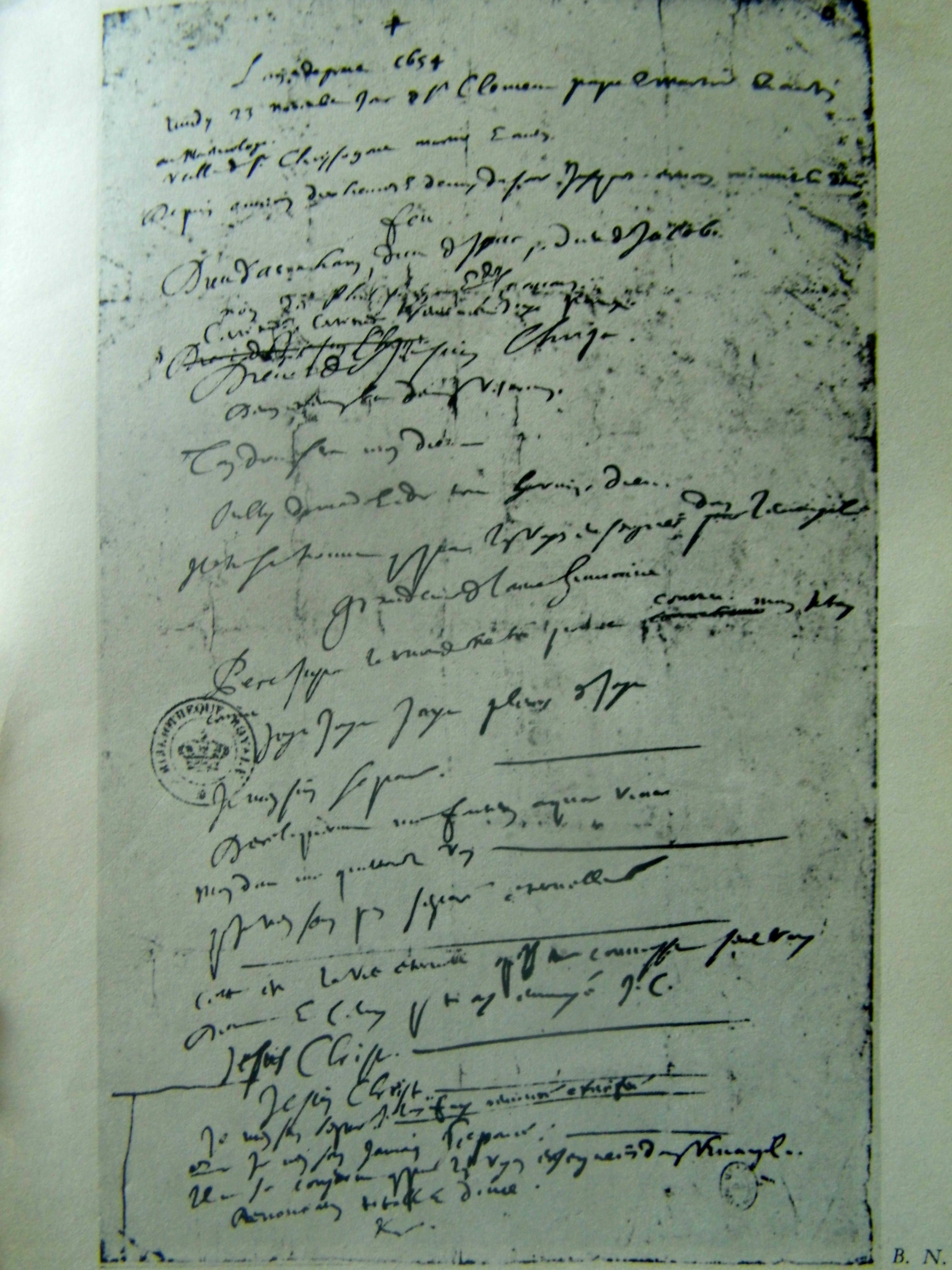
Mémorial de Pascal : autographe trouvé à sa mort dans la doublure de son vêtement sur la nuit d'extase du 23 novembre 1654 et la rencontre du Dieu d'Abraham, Dieu d'Isaac, Dieu de Jacob, non des philosophes et des savants.

Dans Pierres noires Malègue montre comment ces cadres sociaux « étouffent et stérilisent par un vain formalisme », une vie de foi qui devrait être« attitude individuelle et intime. »
Et par là rejoint Bergson opposant à la religion statique la religion dynamique dont le mysticisme est le fondement, soit « une prise de contact et par conséquent une coïncidence partielle, avec l'effort créateur que manifeste la vie. Cet effort est de Dieu, si ce n'est pas Dieu lui-même. »
Cette vie « individuelle et intime », c'est celle des saints, capables de se passer des cadres collectifs de la religion statique. Échappant à cette contrainte (ce déterminisme) ils invitent à rompre avec les réquisits conformistes de la société par le don total d'eux-mêmes à Dieu. Sachant que l'homme n'a rien à offrir en échange de sa vie, les saints en tirent la conséquence radicale dans le même sens où en parle l' Évangile selon Marc, soit la renonciation à tout bien terrestre, peu importe sa nature.
Les saints nous apprennent « ce qu'est la vie, d'où elle vient et où elle va, » rappelle Jacques Chevalier citant Bergson dont il estime que Malègue épouse la vision.
L'appel à la sainteté intervient dans une scène mystique quand Augustin, à 16 ans, lit Le Mystère de Jésus de Pascal.
« En une prosopopée mystique », commente Pauline Bruley, « le Christ qui s'adresse à Pascal, s'adresse à Augustin, puis au lecteur. » Malègue utilise cet écrit de Pascal en qualifiant la voix de celui qui s'adresse aux humains (Pascal, Augustin, le lecteur), comme celle « sourde et impérieuse de Celui qui a jeté dans l'existence le Temps et l'Univers », et qui descend, écrit-il, à un « inconcevable aveu », soit les mots que l'auteur des Pensées met dans la bouche de Jésus et que le roman reprend : « Je t'aime ... plus ardemment que tu n'as aimé tes souillures... »
Le « Seigneur, je vous donne tout » de Pascal lui donne un coup de poing en pleine poitrine, mais il veut sauvegarder ses biens terrestres (sa carrière qui se dessine), tout en sachant que ces biens sont « sans proportion avec « l'immense ». »
Son refus le cantonne aux classes moyennes du Salut, pense Lebrec, interprétant Augustin à l'aide de Pierres noires.
Pour Charles Moeller, c'est ce Jésus qui revient à la fin d'Augustin : à cause de l'exégèse moderniste, Augustin éprouvait des difficultés à propos de la divinité de Jésus. Quand Largilier vient le voir à quelques semaines de sa mort, il insiste longuement sur l'humanité du Christ. Augustin saisit alors que la « divinité nue », abstraite de Dieu, n'explique rien et que la divinité de cet « Homme-Jésus » explique tout.
Augustin, après la perte de la foi, continuait en effet à adhérer au Dieu abstrait du théisme ou d'Aristote, indifférent au monde, déduction logique, influençant le thomisme, doctrine officielle de l'Église au temps du modernisme.
À ce Dieu s'oppose celui de Bergson connu par et dans la mystique. Contrairement à la raison discursive qui introduit une chose particulière dans un ordre général ou abstrait en lui donnant un nom commun, dans la mystique, Dieu « se donne dans la relation personnelle entretenue avec lui [...] il n'est pas connu dans son quid [son ce qu'il est], mais dans son quis [qui es-Tu?] : il n'est pas connu conceptuellement mais personnellement [...]. »
À travers Largilier (et notamment sa fameuse phrase « Loin que le Christ me soit inintelligible s'il est Dieu, c'est Dieu qui m'est étrange s'il est n'est le Christ »), Augustin (pour Mœller, citant ici Malègue), entrevoit que la nature humaine de Jésus, vrai homme et vrai Dieu, est fascinante pour l'esprit moderne « scientifique et mystique ensemble. » Pour Mœller, cette réflexion très profonde à propos de l'esprit moderne illustre le tour d'esprit de Bergson qui, essayant « de rejoindre les réalités métaphysiques sur le chemin de l'expérimental, s'épanouit tout naturellement dans le domaine de la mystique. »
Typiquement des « classes moyennes du Salut », chrétiens médiocres, Augustin, comme l'interlocuteur de l'abbé Le Hennin dans La Révolution, comme l'instituteur de J-P Vaton déplacé en fin de carrière, rejoint les saints quand, face à la mort, il est comme eux, enfin à même de se débarrasser de ce qui paralysait « la fine point de [son] âme » qui s'ouvre alors à « l'absolu de la vie mystique. »

## La postérité de Malègue avec son évocation par le pape François
Le pape François est revenu sur Joseph Malègue dans une interview parue dans les diverses revues culturelles des jésuites d'Europe et des deux Amériques, recueillie les 19, 23 et 29 août 2013 par La Civiltà Cattolica et ensuite répercutée dans plusieurs quotidiens, hebdomadaires et revues dans trois continents. Le pape en parlant de « classes moyennes de la sainteté » semble, aux yeux du père Antoine Spadaro qui l'interroge et annote la conversation, se référer à Pierres noires : Les Classes moyennes du Salut. Il rédige une note en ce sens dans l'interview à Études. Elle dit qu'en utilisant ces mots « le pape se réfère à Joseph Malègue en particulier à sa trilogie incomplète Pierres noires : Les Classes moyennes du salut. ». En fait le pape désigne ce que Malègue appelle, non dans le roman auquel Spadaro fait allusion, mais dans Augustin ou Le Maître est là, la « sainteté ordinaire. » Celle par exemple de la mère d'Augustin, authentique mais non reconnue. Les « classes moyennes de la sainteté » — ou plus exactement du Salut dans le titre du second roman de Malègue — désignent les chrétiens médiocres incapables de préférer l'amour de Dieu et du prochain à leur bonheur terrestre. L'intention du pape est de dire que la sainteté peut être le fait de gens à la vie très ordinaire, des laïcs chrétiens — c'est aussi l'avis de Malègue — et qu'elle n'aurait pas quelque chose d'exceptionnel. En tout cas, même chez les gens « ordinaires », la sainteté fascine Malègue.

### La question de l'oubli
Malègue, écrivain oublié ? Les appréciations divergent. Le père Carré, quand il est reçu à l'Académie française en 1974, parle de l’« inoubliable auteur d'Augustin ou Le Maître est là. »
Dans ses Carnets (4 septembre 2011), Hubert Nyssen retrouve le même ouvrage dans sa bibliothèque et pense « sortir de la poussière les vestiges d’une littérature qu’on ne lit plus. »
Malègue était lui-même hostile à la notoriété ainsi que l'écrit le journal local La Mouette de La Baule le 5 janvier 1941 une semaine après sa mort. Et Lebrec qui le cite note que le directeur des éditions Spes doit le supplier en 1933 pour qu'il lui donne une photo de lui en vue d'illustrer son catalogue.
Pour sa part, Zofia Litwinowicz-Krutnik tout en intitulant le pargarphe lié à ce thème« la question de l'oubli », le fait suivre d'un point d'interrogation dans son gros ouvrage de mars 2025 Joseph Malègue entre réalisme intégral et impressionnisme. Les multiples éclats d'une œuvre oubliée. Elle explique son relatif oubli par le fait que la critique et le public de Malègue est trop confiné au monde catholique, la critique se focalisant trop sur ses enjeux théologique et sur le seul roman Augustin.. 

### Un auteur démodé depuis toujours mais non oublié
Alain Bladuche-Delage écrit dans La Croix du 31 août 2002 que Malègue a toujours été démodé et cite un critique (« favorable, » ajoute-t-il) de 1933 (il n'en donne pas le nom), s'exclamant : « Le moyen de s'intéresser à un récit qui se déroule dans un milieu profondément intellectuel et religieux, autant dire dans la lune ! »

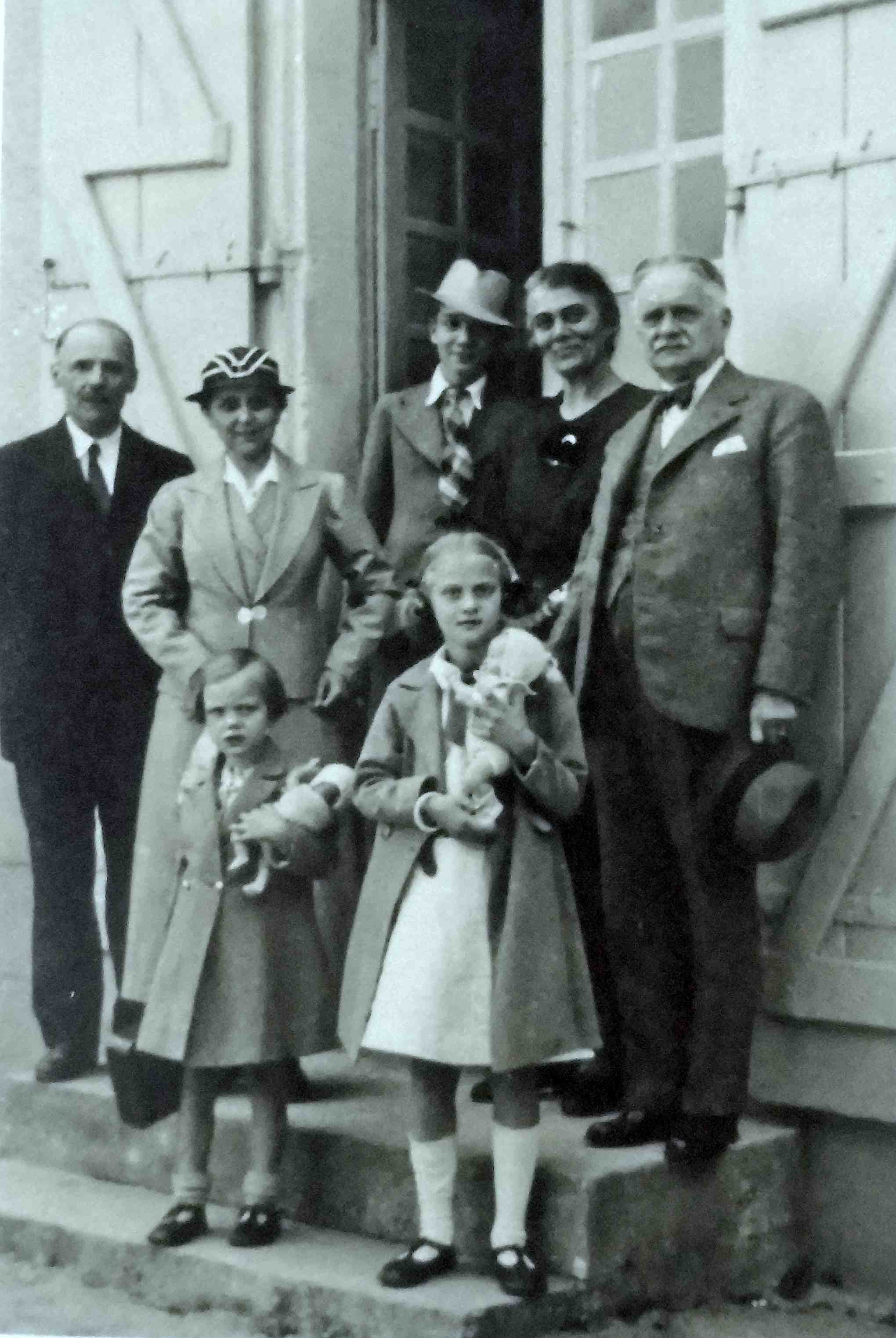
De gauche à droite, Malègue, son épouse Yvonne Pouzin, ses deux nièces (Anne-Marie et Françoise) et son neveu Michel, Geneviève Haller et le Dr Franck Malègue (à, L'Essongère (Saint-Herblain), en 1939. Yvonne Pouzin puis Geneviève Haller prirent une grande part dans la mise au net du manuscrit de Pierres noires

Et qui poursuit : « Augustin croit, il ne croit plus, il craint de ne plus croire ; ce ne sont que soupirs, que douleurs, que géhennes. Le lecteur se demande avec inquiétude : Ne sommes-nous pas à l'époque de la relativité généralisée, du jazz-hot et de la téhessef ? »
Le critique de La Croix ajoute pour 2002 : « Ne sommes-nous pas à l'époque de l'individualisme, du karaoké, du portable ? », mais conclut malgré tout : « Ce roman de tête et non de faits, où le seul fait tangible sera forcément la mort, était une œuvre forte, pour un public exigeant ; qu'il soit démodé n'y change rien. »
Cette appréciation de La Croix en 2002 se rapproche de celle de Lebrec plaçant en 1969 Augustin dans la catégorie des œuvres « intemporelles » à l'écho « trop discret », mais d'une influence incomparable qui se mesure à la fidélité plus belle et plus « incommunicable. » Gonzague Truc estimait, dans L'Action française du 11 mai 1933, que le livre de Malègue « date étrangement dans tous les sens du mot. »
Ou de celle d'André Thérive dans Le Temps du 12 avril 1934, qui parlait de la « gloire secrète » d'Augustin, expression que cite Lebrec en la prolongeant par les mots : « qui commençait à auréoler ce livre impopulaire. »

Le Cardinal Jorge Bergoglio cite Malègue lors d'un discours prononcé en 1995 au 20e anniversaire de l'université de Buenos-Aires.

Le critique du quotidien Le Monde se penche en 1959 sur Pierres noires : les Classes moyennes du Salut, sans mentionner Augustin, il reçoit tant de protestations pour cet oubli qu'il revient sur Malègue le 7 février suivant et sur le « souvenir étonnant » qu'il laisse, au point de penser que ce serait là la vraie gloire littéraire.
Louis Lefebvre titre dans Le Courrier du Centre du 7 janvier 1941, après la mort de Malègue : L'auteur d'un chef-d'œuvre oublié vient de mourir. Mais Augustin ou Le Maître est là, le « chef-d'œuvre oublié », dont le dernier tirage est loin d'être épuisé, sera encore publié à 54 000 exemplaires au cours des trente années suivant son décès avant la réédition par le Cerf.
Plus de soixante-dix ans plus tard, le 17 avril 2013, L'Agence de presse internationale catholique communique « Le pape François cite un écrivain français tombé dans l'oubli » à cause de son allusion à Malègue dans l'une de ses homélies, cela malgré les nombreux travaux toujours consacrés à l'écrivain au XXIe siècle et des références à celui-ci par Jorge Bergoglio avant qu'il ne devienne pape, ce qui provoque quelques étonnements.
Charles Moeller, en 1953, parle du premier roman de Malègue comme d'un roman « dont la lecture fait date dans une vie, » et Geneviève Mosseray en 1996 en parle comme d'un livre rare l'ayant profondément marquée.
Léon Émery, ayant convaincu un compatriote auvergnat de lire Malègue le décrit séduit par la richesse de la pensée, la mise en évidence judicieuse des problèmes sociaux et moraux d'Augustin mais « terrifié » par la nouvelle insérée dans Pierres noires et intitulée La Révolution.
Dans cette nouvelle au climat religieux semblable au Dialogue des carmélites, écrit Émery, cette personne trouvait quelque chose « sinon de désespéré ou de désespérant, du moins de sombrement résigné », ce qui l'amène à répondre que Malègue était mieux placé « pour nous apprendre à bien penser et à bien mourir que pour [...] vivre et combattre » de même qu'à inspirer la « la sérénité par l'émotion et la méditation. »
Dans la préface à la traduction italienne Francesco Casnati considère que ce roman « avec l’effet du temps, s’envisage quasiment avec le recul que nous inspirent les classiques. »
Paul VI confie à Jean Guitton son intérêt pour ce roman dans Paul VI secretet explique : « Un de mes amis me racontait que le livre de Malègue l'avait tellement séduit qu'il n'avait pas pu dormir de la nuit : il avait passé la nuit à le lire, c'était « notre propre histoire de l'âme qui y était racontée. ». »

### Un auteur toujours cité par les uns mais jugé anéanti par les autres

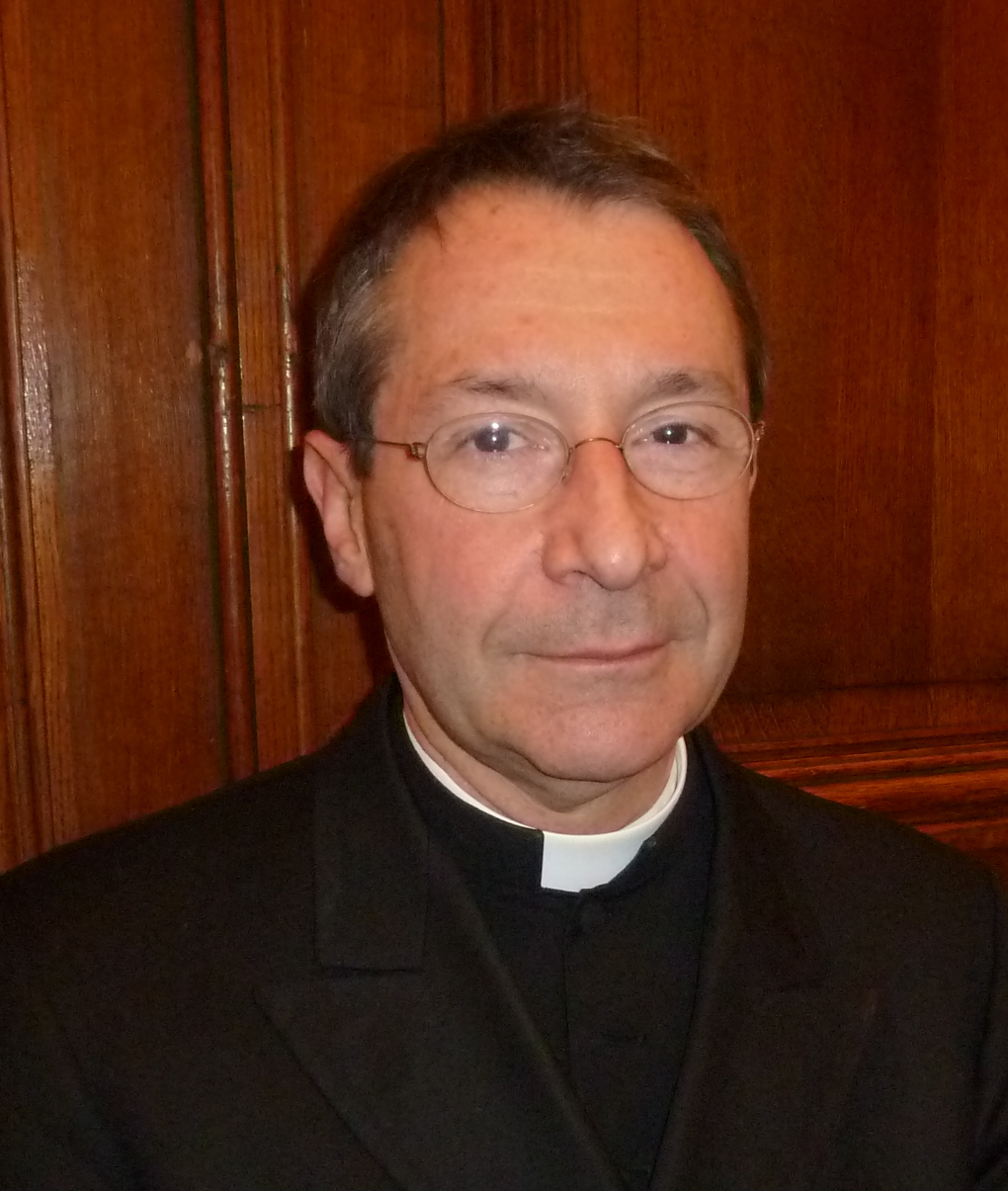
Claude Barthe parle en 2004 de l' « anéantissement de Malègue ».

Pour Cécile Vanderpelen-Diagre, qui travaille au Centre interdisciplinaire d'étude des religions et de la laïcité à l'Université libre de Bruxelles, Malègue est « totalement oublié. »
L'abbé traditionaliste Claude Barthe partage le même avis quand il juge à propos de Malègue qu'il ne faut même plus parler de purgatoire « mais d'anéantissement. »
Constats de 2004.
Outre l'étude de Geneviève Mosseray en 1996, il faut citer en 2006 Réalisme et vérité dans la littérature de Philippe van den Heede (le livre consacré à Léopold Levaux revient souvent sur Malègue) ; Laurence Plazenet parle la même année de la visite d'Augustin à l'Église Saint-Étienne-du-Mont, quand, en compagnie de son père, il vient s'inscrire en classe préparatoire à Normale au lycée Henri-IV ; deux colloques universitaires où Malègue est étudié parmi d'autres écrivains en 2005 et 2006 ; les publications d'Agathe Chepy en 2002, du Père Carré en 2003, de Pauline Bruley en 2011, d'Yves Chevrel en 2013.
Geneviève Mosseray considère que le drame spirituel exposé par Malègue est toujours actuel parce qu'il met en avant des problèmes récurrents en matière de rapports entre foi et raison et, à l'appui de ses dires, cite des livres comme ceux de Eugen Drewermann ou Jacques Duquesne.

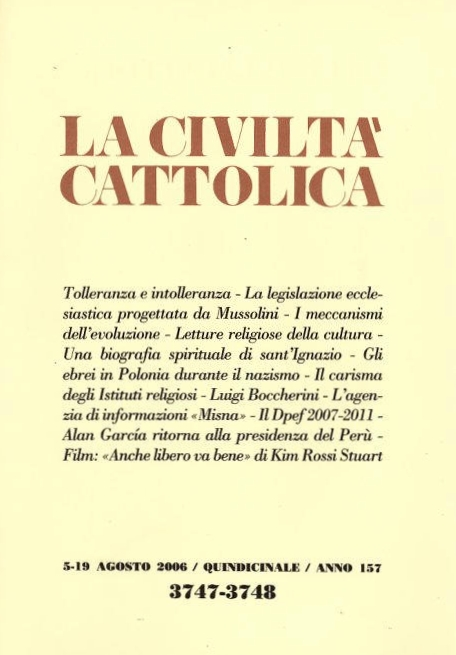
La Civiltà Cattolica mettait déjà Malègue en 2010 au même rang que les grands écrivains catholiques français.

La Civiltà Cattolica (août 2010), place Malègue au même rang que Mauriac, Claudel, Maritain et Mounier.
Antonio Spadaro, directeur de La Civiltà Cattolica depuis 2011, a mené en août 2013 l'interview du pape François, diffusé dans les revues culturelles jésuites où celui-ci souligne l'importance pour lui de Joseph Malègue : la version française de cette interview paraît dans Étvdes.
Un article de la revue ThéoRèmes, mis en ligne en juillet 2012, examine la validité de l'expérience religieuse en référence aux auteurs cités par Malègue comme William James ou Bergson, rapprochés par Anthony Feneuil du philosophe William Alston. Est posée, comme lors de l'examen que présente Anne de Préfailles chez Augustin, la question de son subjectivisme ou de son universalité.
Le Pape François, cite la réflexion de Largilier à Augustin mourant : « Loin que le Christ me soit inintelliglble s'il est Dieu, c'est Dieu qui m'est étrange s'il n'est le Christ, » assimilant la première partie de la formule à une position théiste et la seconde à la position chrétienne dans un discours à l'Université del Salvador en 1995, propos repris et traduit partiellement en français par Michel Cool.
François commente à nouveau cette citation en 2010 quand il est encore archevêque de Buenos Aires. Ces mots de Malègue sont le cœur et l'essentiel du christianisme.
Le pape évoque encore Malègue dans une homélie du 14 avril 2013, mais il s'agit cette fois du roman posthume de Malègue dont Barthe écrit en 2004 que plus personne ne connaîtrait l'existence, ceux sachant celle d'Augustin n'étant déjà pas « foule », selon lui.
En 1984, Henri Lemaître trouvait « difficilement compréhensible » la méconnaissance de Malègue par la postérité.

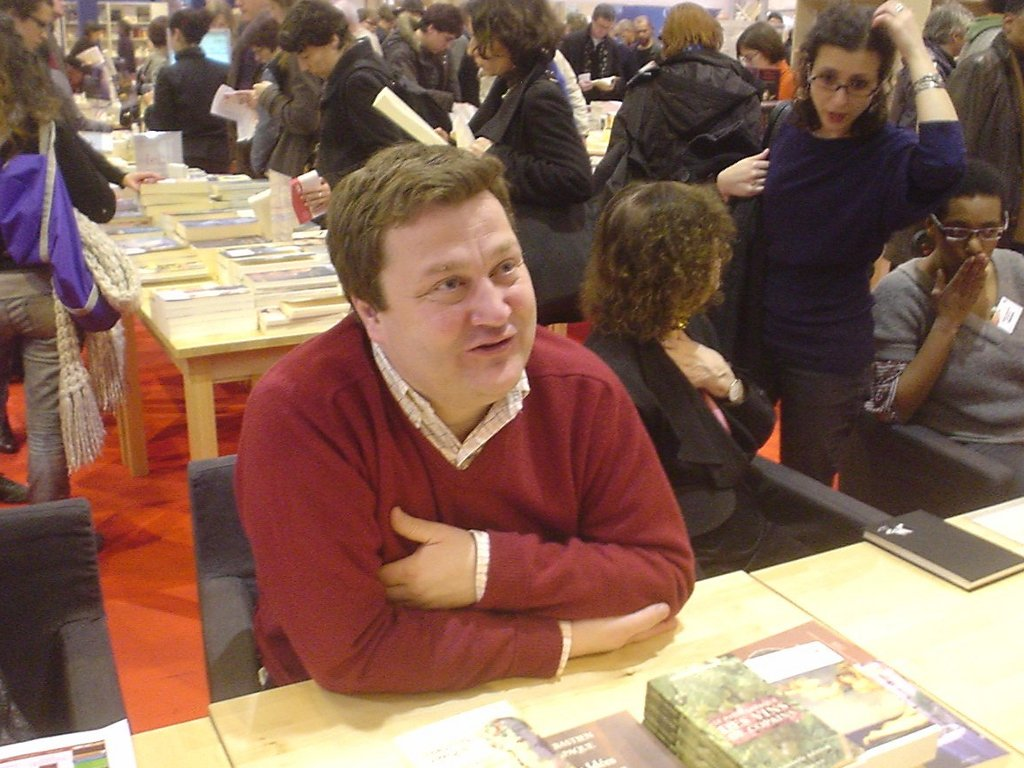
Sébastien Lapaque compare Malègue (Le Figaro littéraire, janvier 2014) aux grands de la Renaissance littéraire catholique en France : il est « tout aussi génial mais méconnu».

Il juge dix ans plus tard qu'il demeure l'un des romanciers « les plus fâcheusement méconnus de la première moitié du XXe siècle, » romancier dont le chef-d'œuvre, Augustin ou Le Maître est là est considéré par Yves Chevrel en 2013 comme « le point d'orgue » d'une série de romans européens abordant des controverses religieuses avec au centre le modernisme.

Les Éditions du Cerf rééditent Augustin en 2014.

Revenant plusieurs semaines après la mention de Malègue par le pape, François Narville dans La Montagne du 20 mai 2013, écrit que « L’intemporel est toujours d’actualité car il ne se périme jamais » et que François vient d’en donner l’illustration en citant Joseph Malègue « dont le questionnement religieux est toujours vivant. »
L'Osservatore Romano du 17 avril précédent insistait lui sur la grande culture de Malègue, sur la forte impression faite par l'écrivain sur ceux qui l'ont lu, notamment Paul VI, sur la diffusion de ses deux romans en Italie.
Dans La Croix du 2 novembre 2013, Agathe Châtel, alors employée aux Éditions du Cerf, estime en s'inspirant d'Olivier Roy, que la disparition de Malègue du champ culturel peut s'expliquer plus par une crise de la culture que par une crise du religieux.
Elle conclut l'interview donnée à ce journal sur ces mots annonçant la réédition d'Augustin ou Le Maître est là : « Chez Malègue, l'être humain prend de l'épaisseur, de la profondeur : il est regardé comme une personne. Et se nourrir à la mémoire collective est une chose essentielle. Croyants d'aujourd'hui, nous sommes des rescapés de cette crise socio-religieuse : les questions d'Augustin, ce sont les nôtres. Pour cette raison, les Éditions du Cerf ont décidé de le publier à nouveau, début 2014. »
Plusieurs journaux ont rendu compte de la réédition d' Augustin  en 2014 : Le Figaro, La Libre Belgique (voir les liens externes), des revues comme La Revue générale ou La Revue nouvelle.
Ou Mediapart où Patrick Rödel écrit « Je me suis plongé dans ce roman, paru dans les années 30. Et j'y ai découvert un écrivain d'une rare puissance, un monde qui pour n'être plus le nôtre est peuplé d'êtres d'une complexité qui peut encore nous passionner, une qualité d'écriture qui s'adapte magnifiquement aux évocations de la nature comme aux subtilités de l'analyse des sentiments. »

## Nouvelles études et traductions depuis la réédition d'Augustin

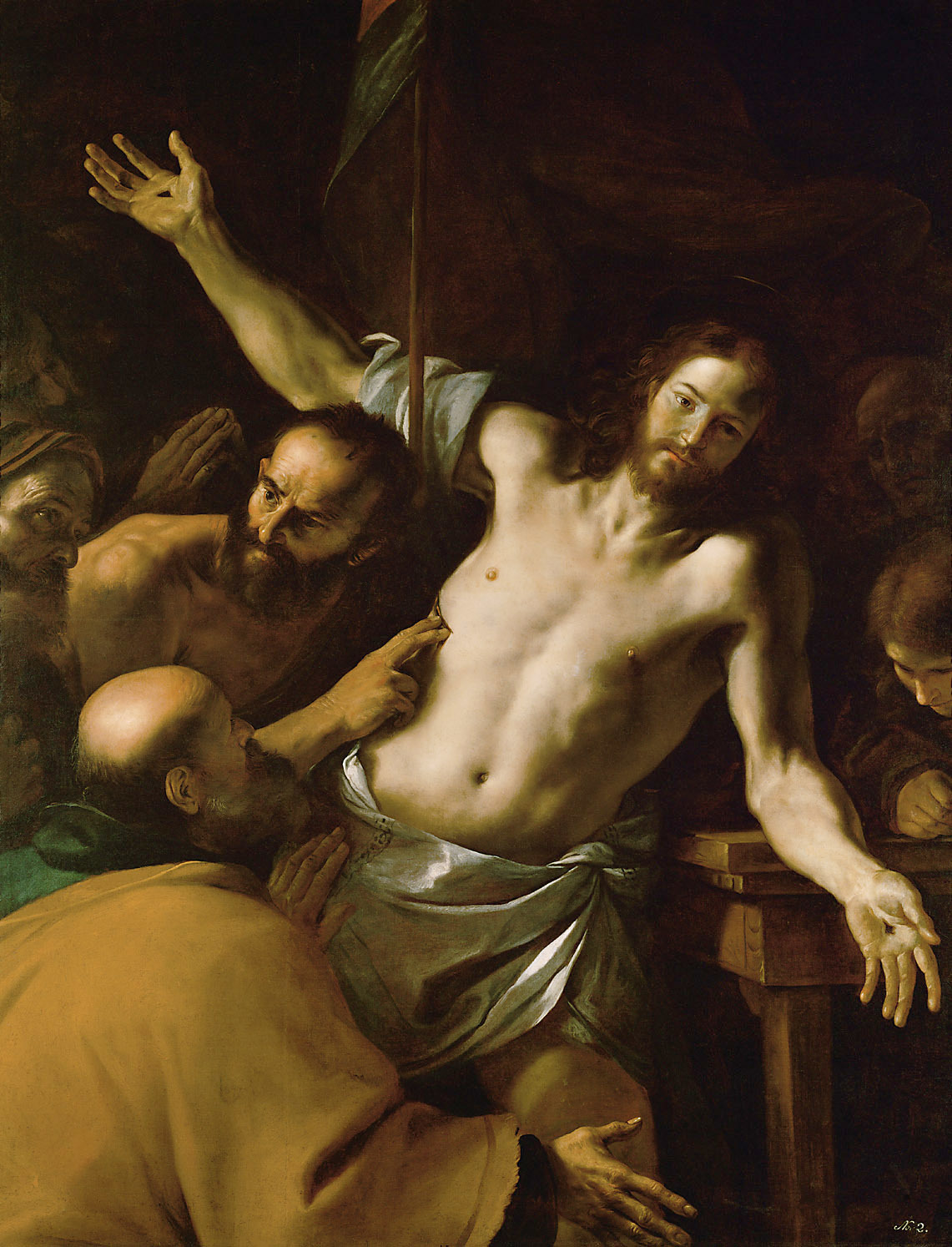
La incredulidad de santo Tomasde Mattia Preti page de couverture de la traduction d' Augustin ou Le Maître est là en espagnol parue en 2020.

En 2014, Frédéric Gugelot, spécialiste de la Renaissance littéraire catholique en France estime pour l’Observatoire des religions et de la laïcité de l'Université libre de Bruxelles qu'Augustin ou Le Maître est là, appartient à une littérature « de l'authenticité spirituelle », non de celle où la religion est (René Bazin, Paul Bourget, Henry Bordeaux...), « le rempart d'une société d'ordre moral et social. »
Allusion aux déclarations de François sur Malègue, il écrit : « On comprend qu'il figure parmi les références de François. »
Dans La Messe est dite (2015), il cite un article de Malègue où celui-ci imagine des prêtres agissant hors des cadres traditionnels (notamment le cadre paroissial jugé dépassé par Henri Godin et Yvan Daniel dans France, pays de mission?, essai précurseur de l'expérience des prêtres-ouvriers en 1943) un « apostolat pour zone rouge, pour âmes rongées de plaies terrestres », une « évangélisation des pauvres forcés par les pauvres volontaires, jetés en pâture à des dénuements sans la grâce, peut-être est-ce cela le type de Sainteté spécial aux temps contemporains? »
Malègue cite en exemple de ce qu'il entend le Père Chevrier (fondateur du Prado) et le Père Lamy, surnommé le « curé des voyous » dans sa paroisse de La Courneuve.
En 2018, les éditions Ad Solem rééditent Pierres noires : Les Classes moyennes du Salut avec une nouvelle préface. Elle cite Michel Butor à propos des livres inachevés : « Si une image me présente un cercle ébréché, mon œil le répare automatiquement.» Ce qui pour son auteur justifie le titre de cette préface « L'aboutissement d'une æuvre » : « D’ Augustin à Pierres noires, Malègue aura parcouru tout.»

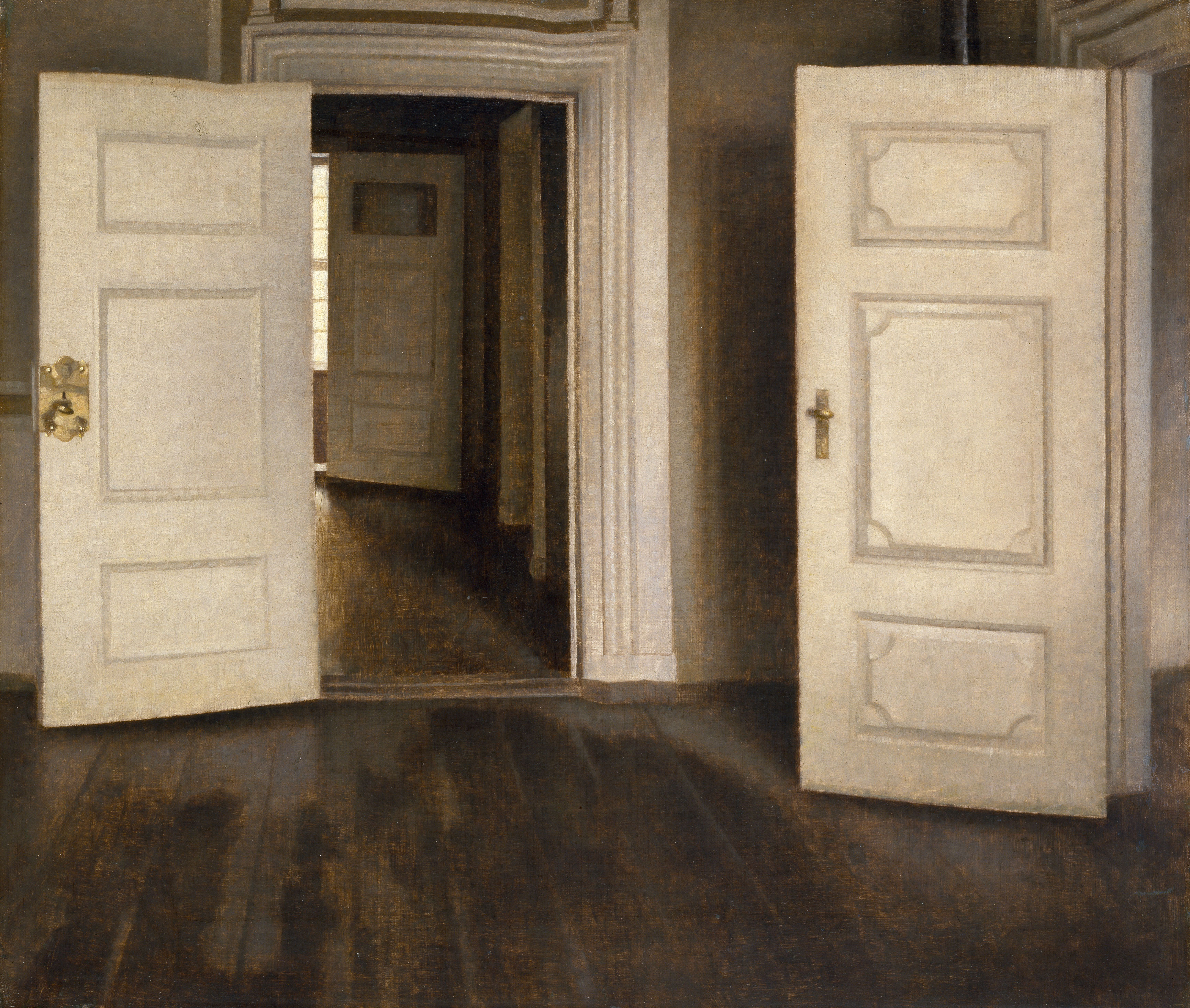
Weiße Türen, offene Türen, 1905 de Vilhelm Hammershøi Portes blanches, portes ouvertes page de couverture de J. Fontaine, B. Gendrel (dir.) Joseph Malègue. À la re)découverte d'une œuvre Cerf, Paris 2023. Avec des auteurs venus de France, Pologne, Italie, Canada, Belgique.

En 2020 paraît la traduction d'Augustin ou Le Maître est là en espagnol accppagnée de dizaines de notes critiques. La traduction paraît aux éditions Biblioteca de Autores Christianos et elle est l'œuvre de José Antonio Millan Alba Augustin o el maestro està ahi.
Les 18 et 19 mars 2021 l'Université Paris-Est-Créteil-Val-de-Marne a organisé un colloque international à l'occasion des 80 ans de la mort de l'écrivain (survenue en 1940). Dans son blog, en 2021, Pascal Ide fait d' Augustin une « une œuvre majeure », à mettre au même rang que celles de Péguy, Claudel et Bernanos dans Augustin ou le Maître est là. L’amour-passion, promesse de l’amour-don.
En 2023, les éditions du Cerf publient J.Fontaine et B.Gendrel (dir.)Joseph Malègue. À la (re) déouverte d'une œuvre. Ces 400 pages comprennent : une approche historique (Hervé Serry, Yvon Tranvouez, Luc Courtois Magdalena Mitura)); les questions génériques et stylistiques (Wojiech Kudyba, Bernard Gendrel, Zofia Litwinowicz-Krutnik, Alain Lanavère, Bernard Forthomme); les dimensions théologiques et philosophiques (Pierre Lyraud, Erminio Antonello, Alain Létourneau, José Fontaine, Thibaud Collin; une pièce inédite Les Ogres. C'est le premier ouvrage collectif centré sur le seul Malègue depuis 1933.
Magdalena Mitura y parle de la présence de Malègue en Pologne : Urszula Dąmbska-Prokop a publié en 2017, la « version polonaise du roman Augustin ou Le Maître est là. C’était une édition à compte d’auteur, qui est actuellement épuisée et non accessible, sauf dans quelques bibliothèques, par exemple celles de l’université Jagellonne à Cracovie et de l’université catholique à Lublin.» Elle nous apprend également qu'une « version révisée de cette première traduction a été déposée à la maison d’édition Państwowy Instytut Wydawniczy, mais malheureusement, elle n’a toujours pas été publiée. »

### Un usage singulier de Pascal dansAugustin

Statue de Pascal par François Lanno (1800-1871) au Palais du Louvre : « Deux excès: exclure la raison, n' admettre que la raison. » Pierre Lyraud montre l'ingéniosité romanesque et littéraire avec laquelle Blaise Pascal est introduit dans l'intrigue d' Augustin.

Pierre Lyraud étudie les Présences pascaliennes dans Augustin ou le Maître est là. Auteur d'une thèse de doctorat sur Pascal, publiée chez Honoré Champion en 2022, sous le titre Figures de la finitude chez Pascal. La Fin et le passage, il est professeur à l'Université de Montréal. Pour lui, il s'agit bien d'une présence au sens fort. Pascal n'y apparaît pas seulement à travers des citations mais en tant que personnage du roman au même titre en un sens qu'Anne de Préfailles ou le héros éponyme : « Pascal a une place éminente, et d’abord à ce titre qu’il a une existence diégétique : Augustin rencontre Pascal, ou plutôt ses écrits, et commence dès lors ce qu’on proposera d’appeler un itinéraire pascalien [...] les critiques ont bien sûr noté cette présence de Pascal mais sans forcément interroger en termes d'intertextualité les différents modes d’insertion du texte pascalien dans le roman de Malègue.»
Au point de vue des difficultés philosophiques, exégétiques ou métaphysiques, on peut considérer, poursuit Pierre Lyraud, qu'il y a une difficulté et même une impossibilité pour Pascal d'être rejoint par le narrateur « responsable structurellement ou formellement du roman ». Cela peut se lire comme une mise à l’épreuve de Pascal lui-même et de l’actualité de ses écrits dans deux domaines : le désir de Dieu, l'articulation de la raison et du cœur. Le « narrateur ne peut se glisser sans secousses ni sans heurts dans les traces de Pascal ». C'est ce qui constitue « l'épaisseur de la matière romanesque.» Il y a dans ce roman « qui n'est pas seulement pascalien, mais un roman avec Pascal, à propos de Pascal », trois types d'intertextualité : forte, moyenne, faible. Il distingue quatre sortes d'intertextualité forte : les citations de travail(Augustin étudie le penseur), les citations de lecture (lorsque Augustin, malade à 16 ans litle  bon usage des maladies) les citations-clin d'œil (le père d'Augustin, à propos d'un fait divers cite, ironiquement, la phrase sur les témoins qui se font égorger), enfin des références à des concepts pascaliens : le Dieu caché, le cæur.
L'intertextualité moyenne, c'est la citation de Pascal insérée dans un discours « hôte » sans signes qui la fassent repérer comme telle. L'intertextualité faible ce sont des textes où se retrouvent l'imaginaire pascalien, comme la liquidité du monde, de la grâce, l' inquiétude/repos.
Suivent alors, sur douze pages, des tableaux synoptiques à deux colonnes : à gauche le texte de Malègue et à droite celui de Pascal illustrant les différentes intertextualités et leurs formes. Pierre Lyraud conclut « Augustin ne peut être Pascal car les temps ont changé » mais cependant, en ce qui concerne le désir de Dieu, l'Augustin adulte finit par rejoindre l'Augustin enfant. L'Augustin adulte revient « insistons-y une dernière fois, à ce qu’il comprenait « enfant » : c’est que le désir de Dieu est déjà la preuve de son devancement, car « tu ne me chercherais pas si tu ne m’avais trouvé » », mais si le désir de Dieu est là, il faut une largeur difficile à conquérir « là est une autre leçon pascalienne, dernière pierre d’un roman très intelligemment pascalien : c’est ce qu’Augustin appelle « la dure conquête de l’humilité ».» Cette étude sur Pascal chez Malègue serre « ce qui peut être lu comme pleinement pascalien, sans l’intervention même de Kant, de Bergson, ou de Blondel, ce qui ne veut pas dire, ajoute Lyraud, que la « médiation de Blondel, par exemple, ne soit déterminante ou essentielle.» Il renvoie à l'article de Geneviève Mosseray dans Nouvelle Revue théologique « Augustin et la pensée de Maurice Blondel.»

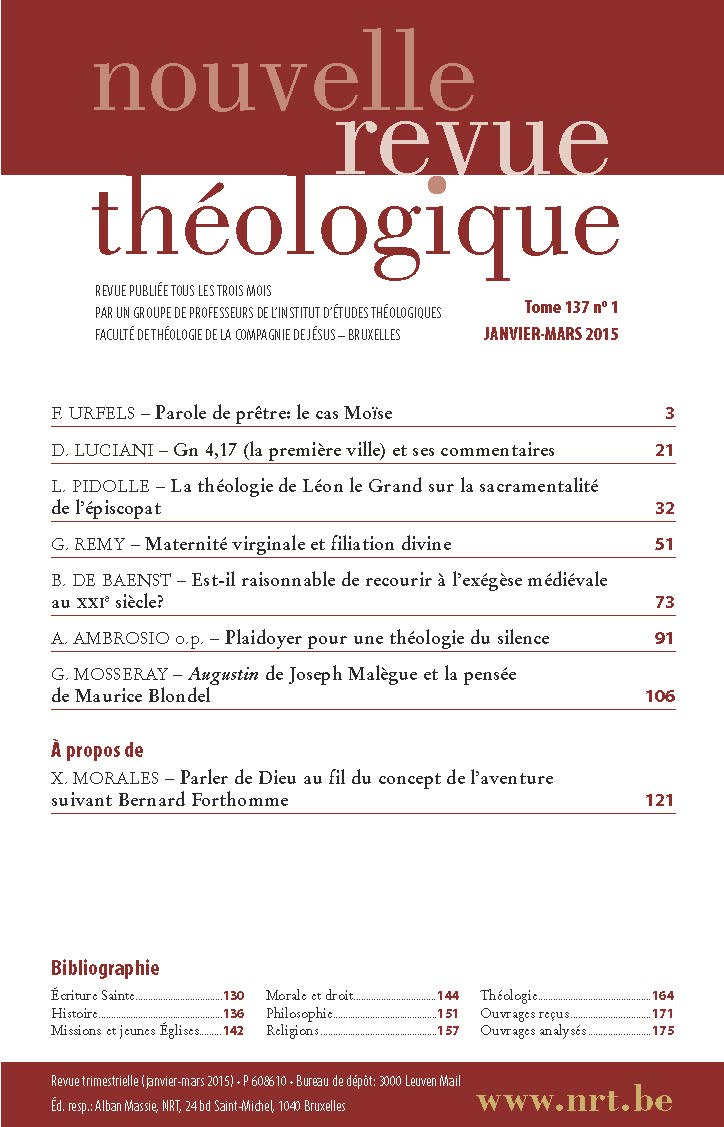
Insister sur le caractère pascalien d' Augustin ne signifie pas selon Lyraud que la « médiation de Blondel ne soit pas essentielle ». Dans numéro de la revue ci-dessus l'article en question : « Augustin de Joseph Malègue et la pensée de Maurice Blondel ».

Malègue lui-même rapproche dans l'appendice posthume à des éditions d' Augustin les « formes a priori de la sensibilité » de Kant dans l'Esthétique transcendantale du cæur pascalien (qui sent qu'il y a trois diemnsions dans l'espace, un Dieu invisible etc.) : « Pascal attribuait comme Kant, une origine extra-intellectuelle aux cadres les plus généraux de l'intuition sensible.» Et aux postulats de la raison pratique chez Kant (liberté, Dieu, immortalité). Qui à ses yeux élargissent Kant. Dans le même sens que G.Mosseray « Les Philosophes chez Malègue », publié dans le Bulletin de Littérature Ecclésiastique des Presses universitaires de l'Institut catholique de Toulouse, rappelle le geste d'Augustin se confessant à Largilier, action que Roger Aubert appelle chez Blondel : se projeter « au-delàn du réel connu abstraitement » vers « la réalité en soi qui déborde l’idée qu’on peut en avoir, mais que l’action permet d’entrevoir » car la volonté est également « moyen de pénétrer et d’assimiler le réel » ce qui modifie la théologie de l'acte de foi selon Aubert. Pour Fontaine, « Augustin l’a incarnée, vérifiée avant qu’elle ne soit écrite.» Pour Luc Courtois Malègue n'a pas lu L'Action, il n'y en a pas d'attestation documentaire et Alain Létourneau nuance le caractère blondélien d' Augustin.
Pour Lyraud, Malègue est relativement unique dans l'usage qu'il fait de Pascal. Il « se distingue par l’ampleur des textes cités, pris dans toutes les Pensées, et pas seulement, comme c’est souvent le cas dans le roman des années 1930, à la description de la « misère de l’homme sans Dieu » qui est même proportionnellement la moins représentée, au profit de ce qui est beaucoup moins exploré : les fragments que Pascal consacre au fonctionnement de l’herméneutique biblique, les fragments, sans doute à fonction d’introduction, qui exposent longuement la finalité du projet de Pascal (Se. 680-687), les fragments théologiques et spirituels (le « Mystère de Jésus »). Il se réfère aussi au Mémorial, à la Prière pour demander à Dieu le bon usage des maladies et peut-être à l’Entretien avec M. de Sacy. »

### Fenêtres, sensation, polyphonie des couleurs, effets lumineux dansAugustin,Pierres noires,L'Orage

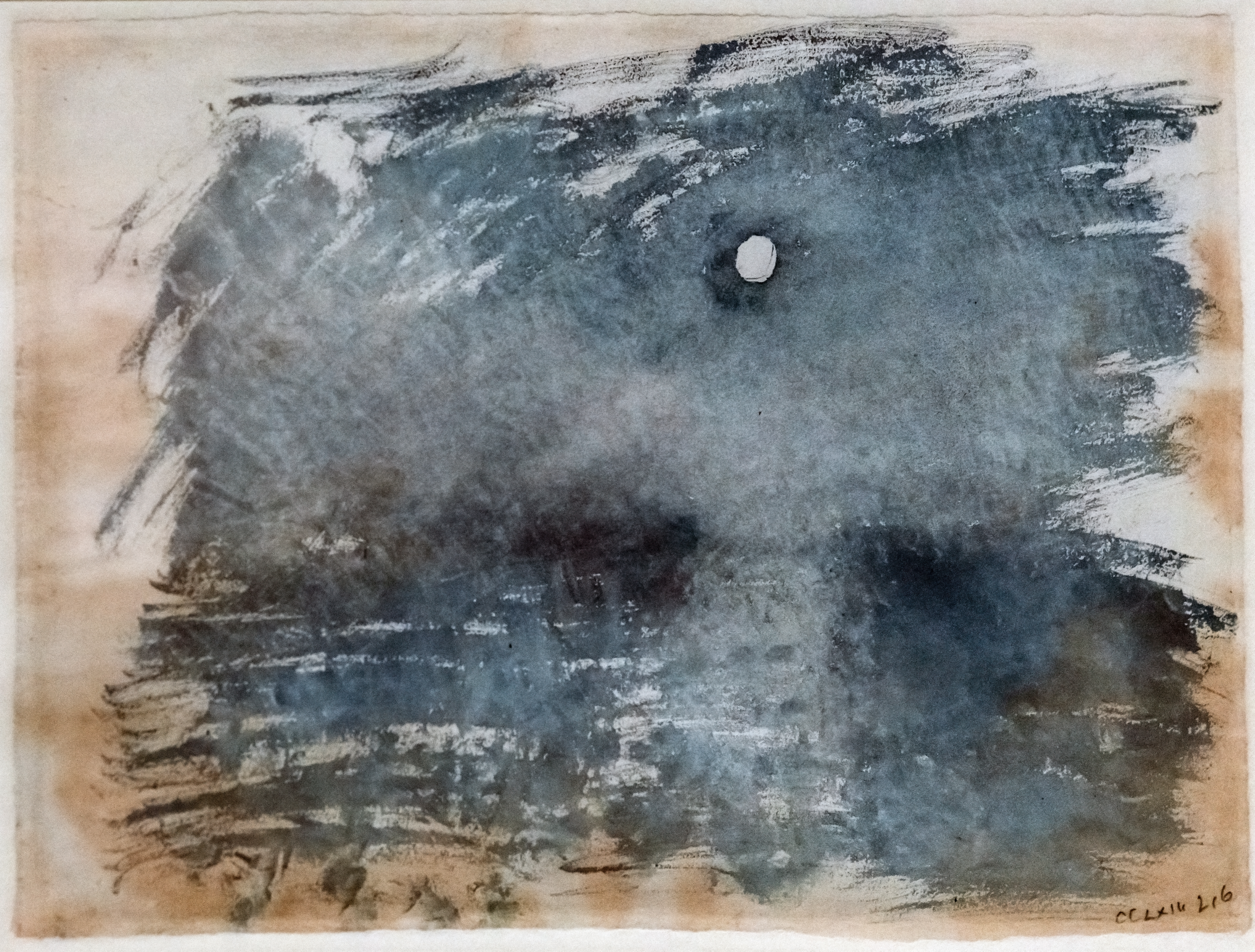
La pleine lune au-dessus de l'eau de William Turner. Dans Augustin ou Le Maître est là les instants avant le moment où se révèle à Augustin le début de consentement d'Anne de Préfailles s'enveloppe d'une atmosphère très particulière que vient sublimer le poème célèbre de Matthew Arnold Dover beach autour duquel abonde la prose poétique de Forthomme.

Bernard Forthomme propose une lecture poétique des deux romans de Malègue passant par les fenêtres. Celles, au début de Pierres noires de l'école du narrateur-héros Jean Paul-Vaton dites « d'une grandeur surhumaine», fenêtre qui était aussi celle de l'école primaire de l'écrivain à La Tour-d'Auvergne. Jean Lebrec cite le même passage extrait de Pierres noires sur les « fenêtres d'une grandeur surhumaine, donnant d'un côté sur la cour et de l'autre sur le potager. ». Dans Augustin au chapittre I Philosophie de la Partie III L'arbre de science (le héros commence la philo) : « ces carreaux verdis des collèges dont le filtrage de la lumière entretient une sorte de parenté avec l’allégorie de la caverne dans la République platonicienne.»
La fenêtre est aussi ce par quoi « la nature terrestre et céleste regarde l’homme et tous les êtres » comme la « lente lune solitaire [qui] regardait » Jacqueline de Brugnes une nuit d'insomnie, lorsque, déclassée après la ruine de son père, elle se retrouve institutrice dans une école financée par Henriette de Castéran, la femme de son amour inconsolé, André Plazenat. Une lettre d'Henriette vient d'arriver demandant qu'une des trois institutrices puisse remplacer, les vacances, celle de Béatrice, fille d'André et d'Henriette.
Jacqueline sent que cette invitation a quelque chose de lunaire ou morbide si elle y répond, ce qu'elle fait, allant à son ancien amour et un nouveau malheur. Il existe aussi bien d'autres fenêtres chez Forthomme mais surtout celle-ci.
Dans Augustin la lune (et l'eau) précède de peu le momeent d'inouï bonheur où Augustin va apprendre par l'intermédiaire de son ancien aumônier à Normale, le début du consentement à l'amour qu'il n'ose pas déclarer à Anne. Avant cela, quittant le château avec sa tante, son oncle, Augustin pour contempler le reflet de la lune dans l'étang de la propriété, Anne cite un vers de  Dover beach : « Come to the window, sweet is the night air » (« Viens à la fenêtre, doux est l'air de la nuit ». Augustin, un autre : « Where the sea meets the moon blanch'd land » («Qui unit la mer à la terre sous la lune blafarde »), vers extraits d'un plus long poème.

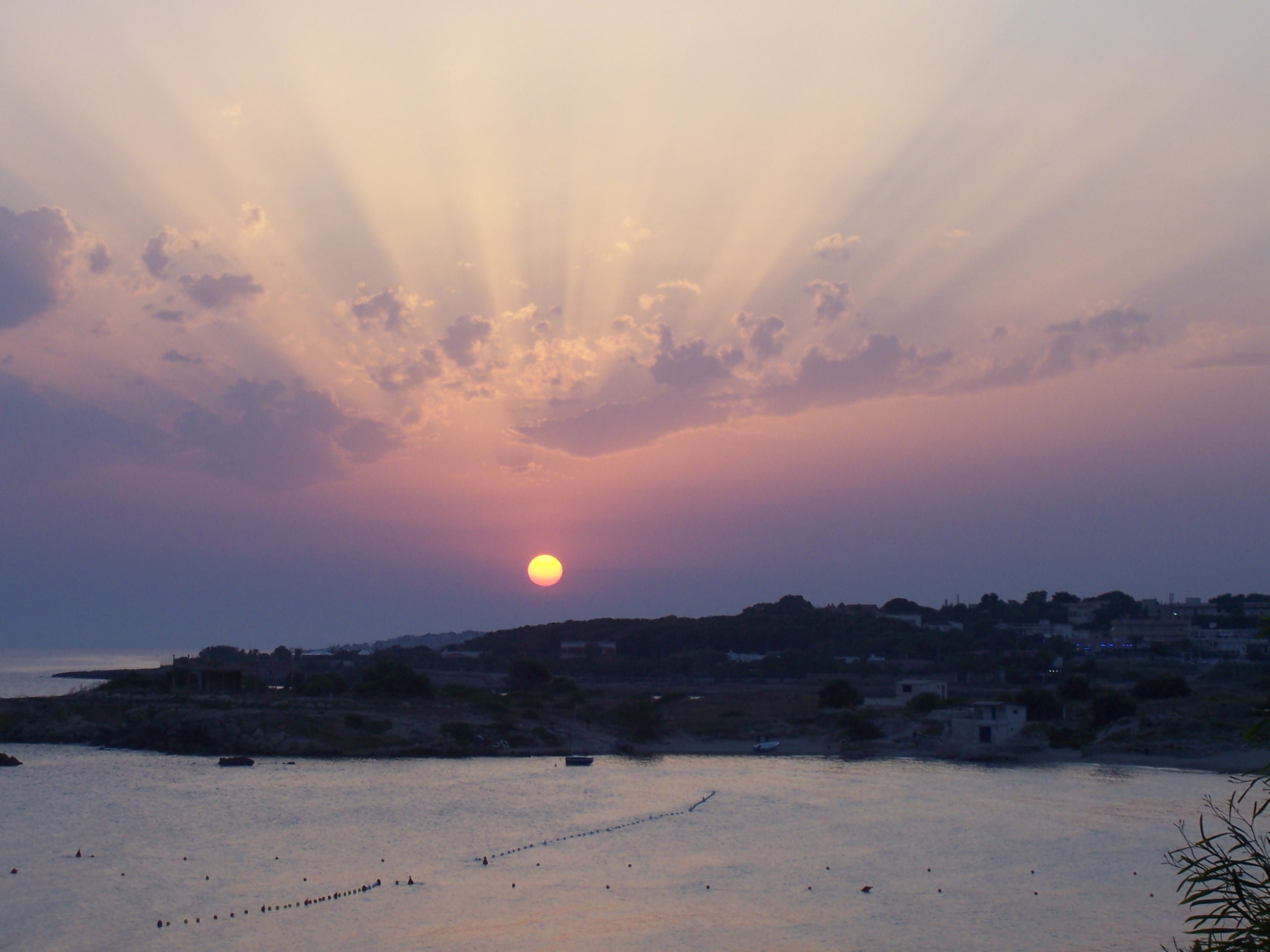
Coucher de soleil au-dessus du Golfe de Tarente. Dans L'Orage, première publication de Joseph Malègue, on découvre « le même coloris de mauve et d'or dans la profondeur du temps et de l'espace ».

Pour lui, cet amour n'est pas « colloqué » dans le psycho-social, mais connoté par la dimension culturelle et cosmique d'un « rendez-vous de la terre et de la mer éclairée par la lune.» Contrairement à Charles Moeller, Forthomme ne pense pas que d' Augustin à Pierres noires, on passerait à « un monde infiniment plus vaste, » parce que le second roman « élargirait socialement voire politiquement, la trame narrative d' Augustin.»
Zofia Litwinowicz cite les Carnets rouges (inédits) de Malègue sur la « poésie du soir » qui évoquent les « lèvres noires du crépuscule » et « des chariots suspendus à rien, placés entre [...] les bandes de ce grand soir de cuivre et de mauve ». Elle écrit : « le lyrisme l'emporte sur l'exactitude et « l'âme écrasante de l'espace,» « domine l'image poétique à travers la métaphore des lèvres du soir qui boit toute la lumière et l'espace vide après le coucher du soleil, laissant sur le ciel les couleurs de cuivre et de mauve de sorte que « des chariots sont suspendus à rien». Il est fort intéressant de constater qu'à la fin de L'Orage « les notes du poète foudroyé lors de sa quête de la beauté déploient le même coloris de mauve et d'or dans la profondeur du temps et de l'espace...»

### Synesthésie, cénesthésie, panesthésie. Anne de Préfailles

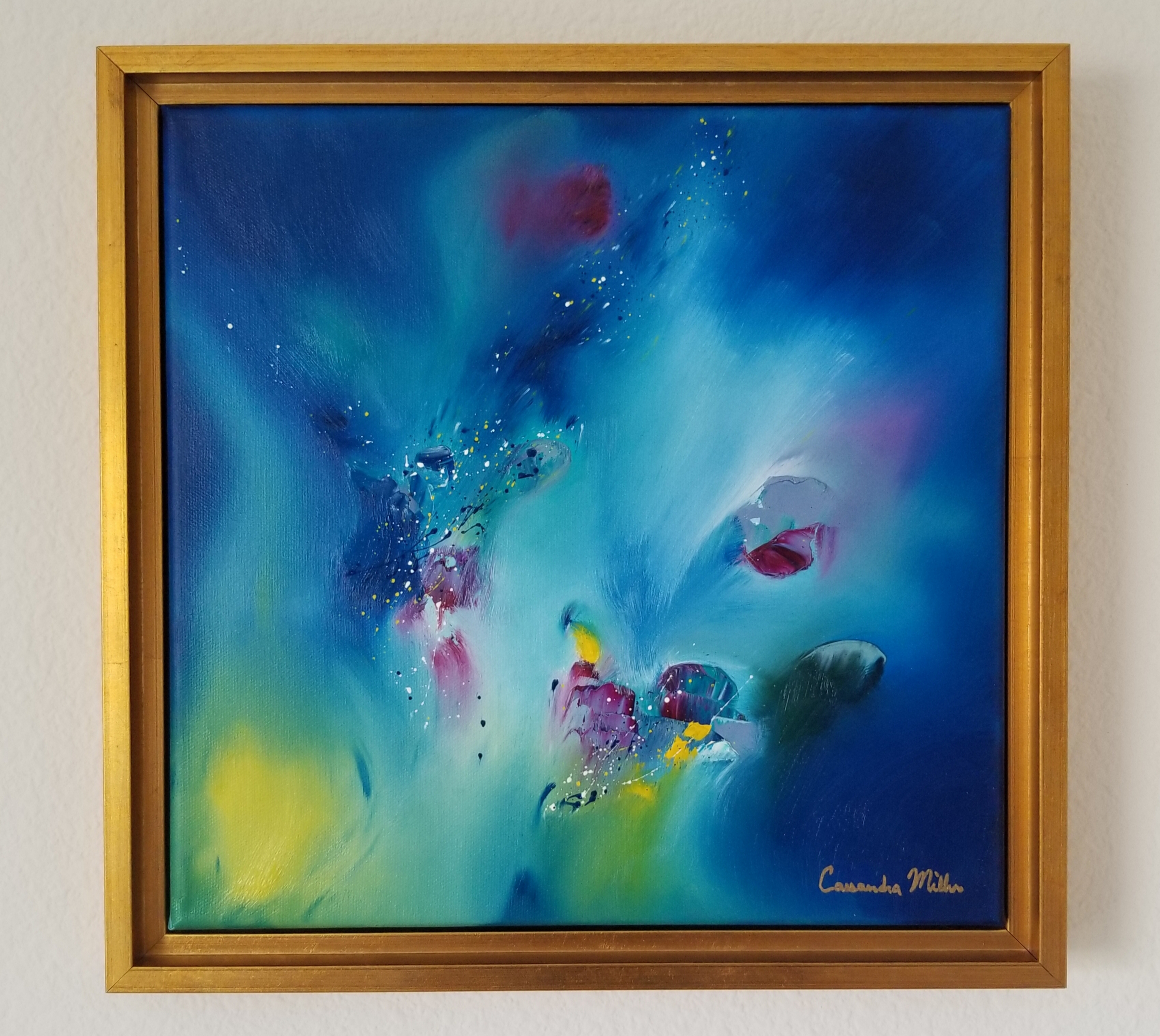
Cassandra Lynn Miller, peintre synesthésique, Three little birds

Dans « Le problème de la mémoire cénesthésique dans Augustin ou Le Maître est là de Joseph Malègue» qu'elle publie dans CEJSH.The central european journal of social sciences and humanities, Zofia Litwinowicz, à propos des extases de mémoire chez Proust et Malègue, hésite sur les concepts à utiliser et préfère finalement Cénesthésie à Synesthésie.
Elle estime qu'il n'y a pas tant chez Proust que chez Malègue de hiérarchie entre les cinq sens : vue, ouïe, odorat, goût, toucher, s'associent dans les phénomènes de mémoire involontaire.
Bernard Forthomme fait remarquer que l'extase de mémoire d'Augustin peu avant de mourir (l'instant de son extase mystique enfantine dans la forêt des gorges, ressuscite à sa mort), c'est «La mémoire du haut silence », soit «une mémoire cénesthésique ou holiste si vous voulez, ne mobilisant aucun sens en particulier et plus que la totalisation de tous les sens.»
Il forge plus tard le néologisme de panesthésie associé à la fenêtre : « La fenêtre, c’est en somme le symbole de la cénesthésie mais plus encore de la panesthésie, de l’être entier qui sent, veut, imagine, pense, croit, goûte, étreint et espère tout l’être sauvegardé par tout l’être, par-delà l’individu agissant, imaginant, connaissant et confiant, au-delà des puissances particulières et des objets adéquats aux différentes facultés.»

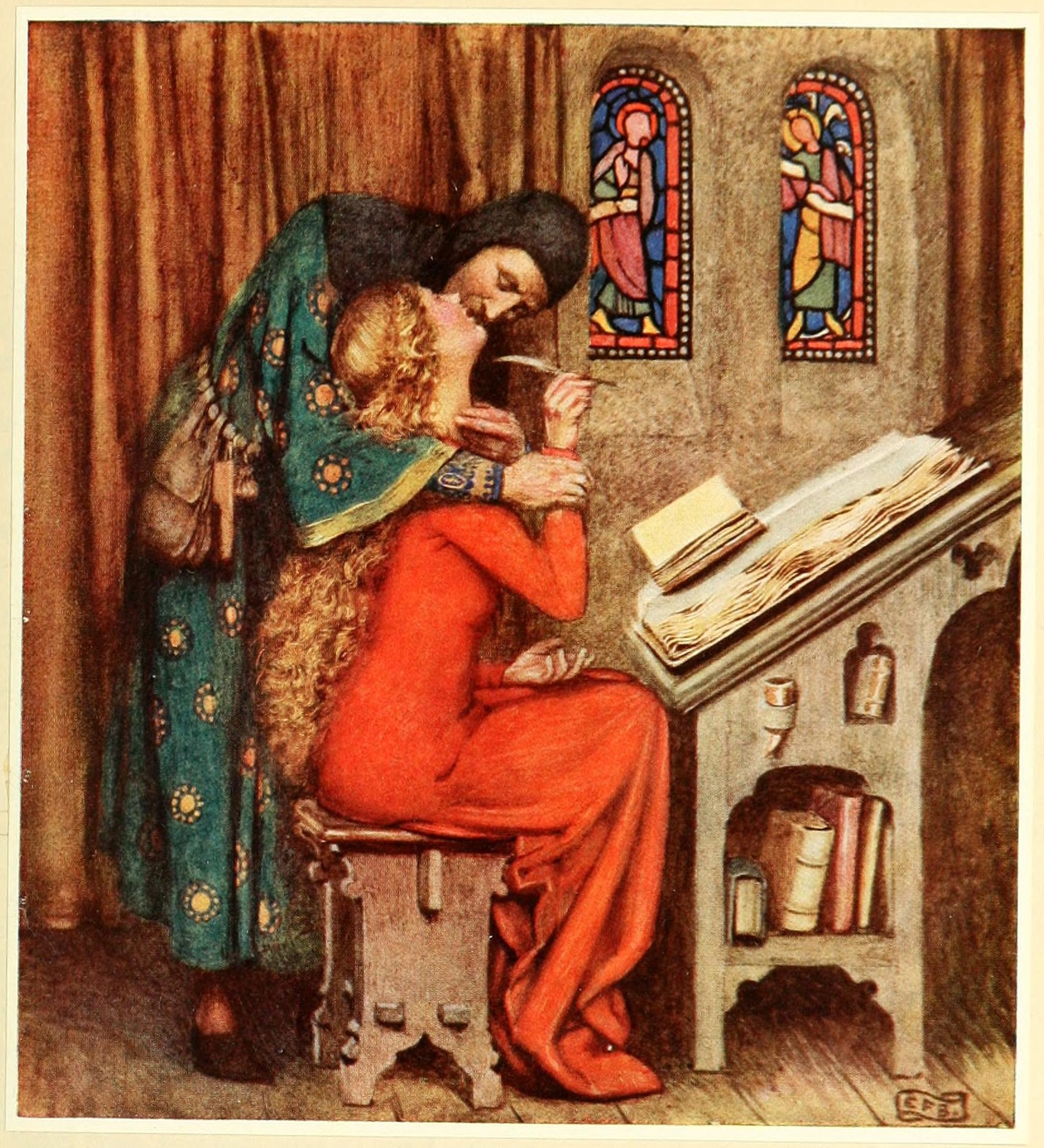
Héloïse et Abélard. Illustration d'Eleanor Fortescue-Brickdale tirée de son ouvrage Golden book of famous women, Londres : Hodder and Stoughton, 1919. Le professeur de philosophie séduit par son étudiante.

Pour Z. Litwinowicz, l'expérience mystique finale d'Augustin « ressemble à une boucle qui ouvre et ferme non seulement le roman, mais aussi la vie du héros», qui est « rédemption du présent à travers le passé .» Ce qui joint « le passé et le présent », entre l’ « Augustin-enfant et le dernier chemin d’Augustin-moribond », relève de la transcendance, « de la mémoire cinesthésique dansAugustin ou Le Maître est là.»
Alain Lanavère a étudié le personnage d'Anne de Préfailles. Parcourant les littératures des derniers siècles, il montre toute la difficulté que Malègue a dû rencontrer pour façonner un personnage vrai. D'autant plus que la distance sociale qui sépare les Méridier et les Desgrès des Sablons, que l'amour pourrait combler « est un « topos », et éculé, au moins depuis Le Paysan parvenu de Marivaux ou depuis les romans de Balzac » sans oublier l'autre, celui devenu même un poncif, du professeur de philosophie amoureux de son étudiante avec le roman Historia calamitatum de et par Pierre Abélard jusqu'au même thème de Paul Bourget dans Le Disciple « que Malègue lisait.»
Il met aussi en cause la critique de Robert Poulet qui pense devoir reprocher au roman son absence de sensualité alors que « le simple décor du roman ou, mieux, l’écrin de la beauté d’Anne, semble ici être la transposition en d’autres domaines, contigus ou analogiques, de la séduction toute sensuelle qui rayonne de son personnage.» Alain Lanavère a aussi « beaucoup aimé qu’Augustin s’imaginât retrouver en Anne quelque chose de sa tante et mère adoptive, Élisabeth. »

### L'mportante contribution de Zofia Litwinowicz-Krutnik

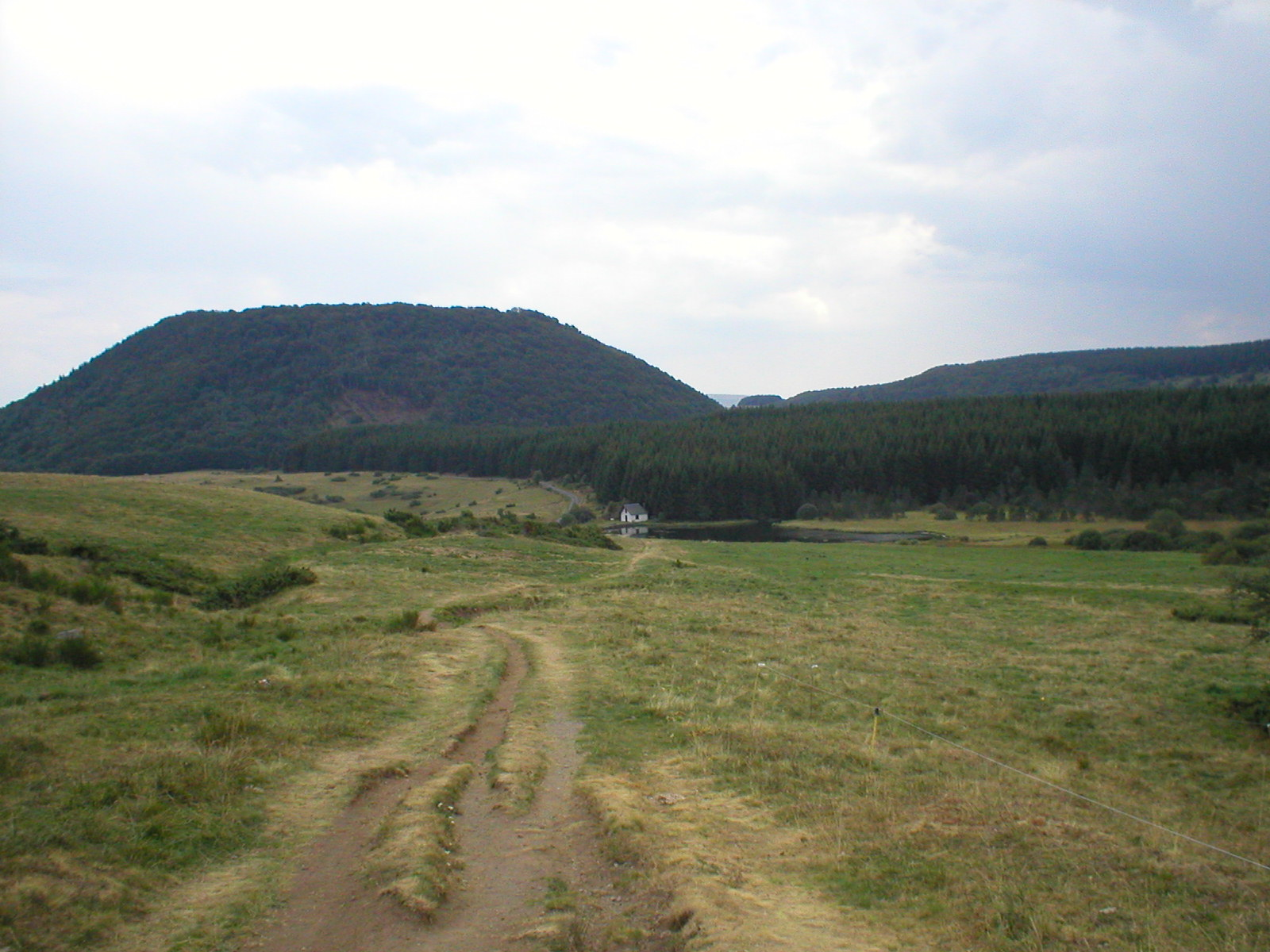
Puy de Montcineyre août 2020 : puissance de la solitude, des pâtures, de la montagne violente et douce...

Cette enseignante polonaise devenue docteure en littérature française de la Sorbonne en octobre 2022 publie en mars 2025 chez Honoré Champion, une partie de sa thèse de doctorat. Elle insiste avant tout dans ce volume de 616 pages sur les « qualités artistiques de Malègue ». L'ouvrage, du fait de sa dimension, est le plus important travail critique sur Malègue depuis celui de Jean Lebrec en 1969 Joseph Malègue. Romancier et penseur. L'auteure regrette que « la plupart des travaux présentent Malègue exclusivement comme un auteur catholique, de la crise religieuse, très intellectualiste, du seul Augustin [...] Ce n'est pas faux [...] mais incomplet ». C'est négliger l'immense trilogie posthume Pierres noires. Les Classes moyennes du Salut, les écrits spirituels d'un grand potentiel lyrique « et surtout ces Carnets rouges [iinédits] où sa réceptivité à la beauté du sensible se révèle pleinement ».

#### LesCarnets rougeset leur prose poétique
Ces Carnets inédits sont au nombre de 19 numérotés en chiffres romains de 1 à 19, « carnets personnels de Malègue écrits de 1928 probablement jusqu'à 1938 accomapgnés de relevés de la main de son épouse madame Yvonne Malègue. Tenus d'une manière non systématique ». On en retrouve des traces ou des similitudes dans les écrits publiés. Selon Zofia Litwinowicz « Les Carnets rouges s'avèrent un trésor inépuisable d'images impreseionnistes » : fluidité, sensation de couleurs et des lumière, pages sur l'art, les voyagee, surtout l' Italie (Pise, Sienne; Venise, Naples, les payssages (surtout la mer et la montagne), et la nature (la forêt). 
Ces « fragments », purement descriptifs, n'ont parfois pas de verbe et sont de longues énumérations, certaines « ressemblent à des poèmes en prose ». Par exemple face au Lac de Montcineyre et au Puy de Montcineyre : « dans des brouillards couleur d'ardoise : puissance de la solitude, des pâtures, de la montagne, violence et douce et muette et farouche restreinte, et de loin, toujours de loin, celle que je n'aurai pas d'ailleurs, lointain »
Face aux toiles de Renoir, « le romancier met en exergue le caractère « fugace » d'une «présence » mystérieuse. Saisir quelque chose qui s'enfuit, qui s'échappe, est une tentative à la fois « heureuse et désespérée » » : 

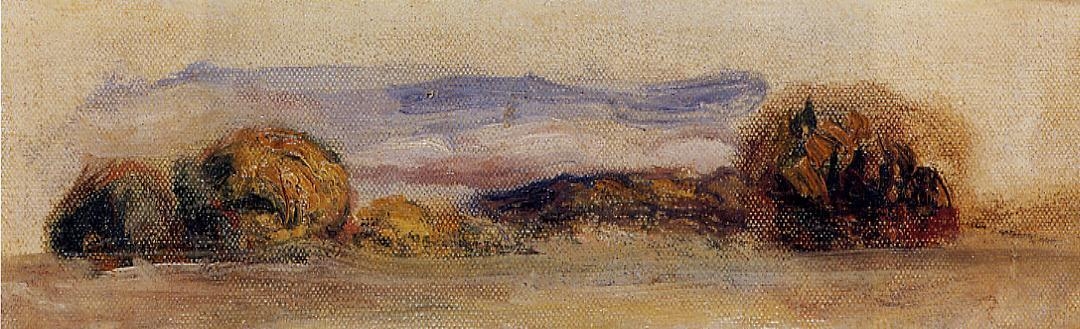
Pierre-Auguste Renoir Psysage vers 1919 : refus de chercher le bonheur-concentration heureuse...

Carnets rouges V, relevé 1, p. 68 : « Le vague de l'horizon noir et bleuâtre / refus de chercher le bonheur-concentration heureuse / et désespérée sur la présence fugace. »
Précédant cette note sur le tableau de Renoir il écrit (Carnets rouges V, relevé 1, p. 67): « Sens de cette juxtaposition du précis lointain, sans rêverie : au sein du précis, éclate le vague du rêve désespéré, comme un cri de désespoir intelligent chargé d'esprit. Une remarque de la fatigue de ces teintes gaies. »

#### On retrouve des traces descarnets rougesdansAugustinetPierres noires
Cette prose poétique, écrite au jour le jour, de manière non systématique, inédite, peut se retrouver dans les romans 
publiés comme dans Augustin ou Le Maître est là, quand au début de la maladie de « Bébé » l'enfant de la soeur d'Augustin vient de faire entendre dans la nuit ce cri déchhirant, symptôme de la méningite tuberculeuse. Malègue personnifie le désespoir et la fatigue en un mouvement de va-et-vient entre la chosification et la personnification. 
Zofia Litwinowicz voit dans cet extrait d' Augustin" évoquant le désarroi du héros éponyme, face à la maladie de l'enfant un procédé des cahiers rouges : « la personnification de l'abstrait ».
« Il cherche autour de lui, par terre, dans l'air, à hauteur d'homme. Ses gants? Non. Quoi donc alors ? C'est une chose qu'il cherche à dire. Il la cherche comme si elle était parmi les choses touchables »

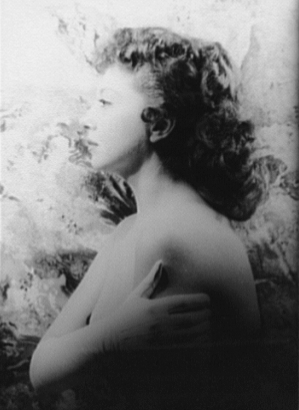
Jeune femme chantant. « Le pathétique du réel et du désir, du cœur et du temps »

Dans Pierres noires, par deux fois, Armelle de Rosnoën, jeune femme dotée d'un don exceptionnel de chanteuse, fait entendre sa belle voix. 
La seconde fois, c'est chez mademoiselle Adélaïde, lieu de réunion, chaque année, de la bourgeoisie de Peyrenère. Elle chante des vers de Leconte de Lisle sur une musique de Gabriel Fauré. 
Zofia Litwinowicz cite Charlotte-Claire Lemaître, auteure d'un mémoire inédit, qui estime que la musique est chez Malègue le « catalyseur au monde spirituel ». Le chant d'Armelle bouleverse l'assemblée. Malègue y voit « le dialogue pathétique du réel et du désir, du cœur et du temps ». 
Pour Zofia Liwinowicz, la « métaphore musicale est persistante dans la façon dont le romancier perçoit le monde ». 
Elle cite alors le Cahier rouge XIX, relevé VII, p. 89-91, où Malègue affirme qu'il faut comprendre la forêt pour elle-même comme la musique sans l'associer à « des vies heureuses, des joies d'adolescence, des soirs dorés gonflés du futur. Elle ne promet rien, elle n'a rien de commun avec les rêves de l'homme [...] Elle est en elle-même, farouche, végétale, brune et verte, hérissée. ».

## Œuvres

### Romans et nouvelles

#### Les nouvelles
- L'Orage, nouvelle publiée dans la revue L'Idée nationaliste et régionaliste, avril 1903, p. 197-224 et reproduite également dans L'art de la nouvelle de Jean Lebrec, op. cit., p. 85-89.
- La Pauvreté (manuscrit de 1912), publié dans Jean Lebrec L'art de la nouvelle selon Joseph Malègue, op. cit. p. 93-95.
- Rêverie autour de la peine de mort (manuscrit de 1934), publié dans Jean Lebrec, op. cit., p. 99-103.
- La Mort d'Adam (manuscrit de 1923), reproduit dans Sous la meule de Dieu et autres contes, p. 43-75, lisible en ligne
- Notes d'urbanisme moral, publié dans La Vie intellectuelle, juillet 1934 et reproduit dans Jean Lebrec, op. cit., p. 105-109.
- Celle que la grotte n'a pas guérie, reproduite dans Pénombres, Spes, Paris, 1939, p. 201-234.

Le volume intitulé par Jean Lebrec L'Art de la nouvelle selon Joseph Malègue contient avec ce titre de Jean Lebrec Nouvelles retrouvées les cinq nouvelles ci-dessus (sauf La Mort d'Adam et Celle que la grotte n'a pas guérie) ainsi que l'essai de Malègue, Le Drame du romancier chrétien.
- La Révolution, (manuscrit de 1929), publiée dans Pierres noires, p. 416-442 est un récit dans le récit de la trilogie.
- Jean Lebrec (éditeur), Sous la meule de Dieu et autres contes de Joseph Malègue (recueil de trois contes de Malègue), Lyon, 1965, 154 p.

Sous la meule de Dieu est le dernier écrit de Malègue avant sa mort (il l'acheva en août 1940), et raconte l'histoire d'un avocat de Nantes meurtri par la mort de son fils, blessé grièvement dans les combats de juin 1940.

#### Les romans
- Augustin ou Le Maître est là, roman, Spes, Paris 1933. L'ouvrage a béficié de nombreux autres tirages chez Spes de 1933 à 1966 et a été rédité aux éditions du Cerf en 2014
- Pierres noires : Les Classes moyennes du Salut, roman, Spes, Paris, 1958. (En 2017, l'ouvrage a bénéficié d'une réédition aux éditions Ad Solem de Paris et Perpignan, avec une introduction de José Fontaine[446]).

#### Le thêatre
- Les Ogres ou les Samsons aveugles inédit publié dans Joseph Malègue À la re(déouverte d'une œuvre, Cerf, Paris, 2023

### Thèse et essais

#### Thèse
Joseph Malègue, Une forme spéciale de chômage : le travail casuel dans les ports anglais, Paris, Librairie nouvelle de droit et de jurisprudence Arthur Rousseau, 1913, 319 p. (BNF 30865625)

#### Les essais
- Joseph Malègue, De l'Annonciation à la Nativité, Paris, Flammarion, 1935, 175 p.
- Le drame du romancier chrétien, conférence prononcée en 1935 (à l'université de Mimègue, à La Haye dans le cadre des Amitiés françaises internationales, à Ruremonde sur l'invitation de l'Alliance française, à l'université de Louvain), reproduite dans Jean Lebrec, L'Art de la nouvelle selon Joseph Malègue, H. Dessain et Tolra, Paris, 1969, p. 113-119.
- Joseph Malègue, Petite suite liturgique, Paris, Spes, 1938, 172 p.
- Joseph Malègue, Pénombres glanes et approches théologiques, Paris, Spes, 1939, 236 p., In-16, couv. ill (BNF 32411142) L'ouvrage a été réédité en 2024 aux éditions de L'Homme nouveau avec une introduction de Thibaud Collin[447].
- Saint Vincent-de-Paul, Librairie de l'Arc, Paris, 1939.
- Joseph Malègue, Le Sens d'Augustin, Paris, Spes, 1966, p. CCMXXI-CCMXLVI

## Hommages et distinctions

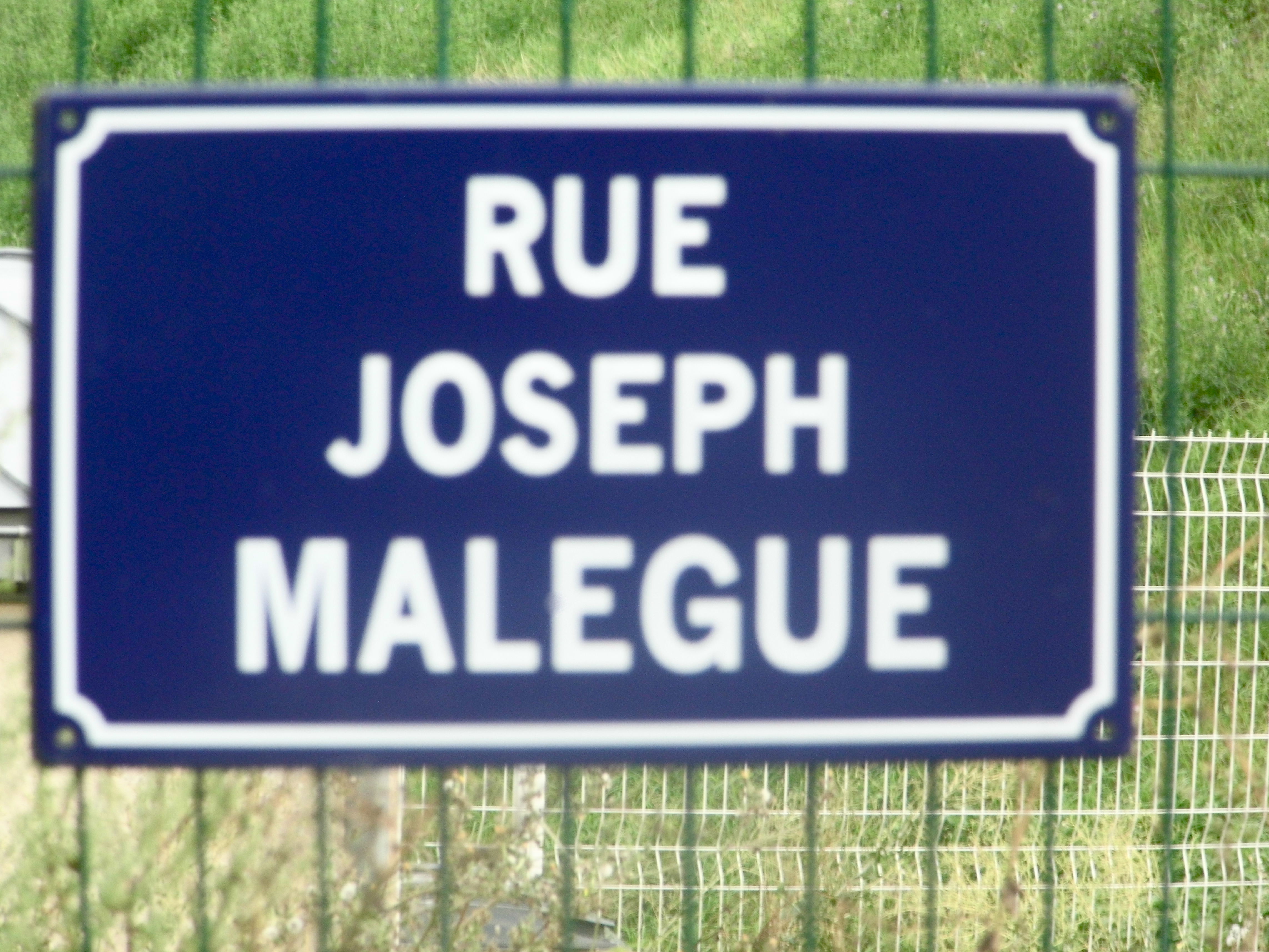
Rue Joseph Malègue à Clermont-Ferrand.

Le seul roman publié de son vivant a été sélectionné pour obtenir le prix Femina 1933, mais Malègue eut le tort (selon Claude Barthe) d'accepter un autre prix avant, et le prix Femina ne lui fut pas décerné. Il obtint un prix également pour son deuxième roman, à titre posthume.
- Prix Claire Virenque 1933 (prix de littérature spiritualiste) pour Augustin ou Le Maître est là.
- Prix littéraire 1959 de la Maison d'Auvergne à Paris, dit « prix des volcans » pour Pierres noires, le jury déclara que ce grand prix littéraire d'Auvergne était de caractère exceptionnel.
- Clermont-Ferrand et Savenay ont donné le nom de « Malègue » à l'une de leurs rues. Il existe une place Joseph-Malègue à La Tour-d'Auvergne. Une voie de Nantes contient son nom, mais il s'agit d'un hommage à son épouse, la rue Docteur-Pouzin-Malègue[448],[Note 14].

### Monographies, livres collectifs partiellement ou totalement consacrés à Malègue
- Léopold Levaux, Devant les œuvres et les hommes, Paris, Desclée de Brouwer, 1935, 334 p., « Un grand romancier catholique se révèle », p. 174-182
- Hubert Colleye, Idées du temps, deuxième série, Liège, Pax, 1939, « Augustin ou Le Maître est là », p. 9-39
- Jacques Madaule, Reconnaissances II, Paris, Desclée de Brouwer, 1944, 257 p., « Joseph Malègue », p. 33-54
- (nl) Joris Eeckhout, Litteraire profielen, XIII, Brussel, Standaard-Boekhandel, 1945, 142 p., « Joseph Malègue », p. 58-85 (**)
- Roger Aubert, Le Problème de l'acte de foi, Louvain, Walry, 1945, p. 631-636
- Yvonne Malègue-Pouzin, Joseph Malègue, Tournai, Casterman, 1947.
- Dom Germain Varin, Foi perdue et retrouvée. La psychologie de la perte de la foi et du retour de Dieu dans Augustin ou Le Maître est là de Joseph Malègue, Fribourg, Saint Paul, 1953.
- Charles Mœller, Littérature du XXe siècle et christianisme, t. II : La foi en Jésus-Christ : Sartre, Henry James, Martin du Gard, Malègue, Tournai-Paris, Casterman, 1953, 354 p., in-8°, chap. IV (« Malègue et la pénombre de la foi »), p. 217-302
- Elizabeth Michaël (préf. Jacques Madaule), Joseph Malègue, sa vie, son œuvre : thèse de doctorat défendue à l'Université Laval, juin 1948, Paris, Spes, 1957, 285 p., In-16 (20 cm) (BNF 32447872)
- Jacques Vier, Littérature à l'emporte-pièce, Paris, Éditions du Cèdre, 1958, 197 p., « Rappel d'un chef-d'œuvre : Augustin ou Le Maître est là », p. 82‒93
- Jacques Chevalier, Pierres noires. Les Classes moyennes du Salut, Paris, 1958, XXIII + 905, « Mon souvenir de Joseph Malègue », p. IX-XXIII
- Léon Émery, Joseph Malègue : Romancier inactuel, Lyon, Les cahiers libres, coll. « Les Cahiers libres » (no 68), sans date 1962, 141 p., 25 cm (BNF 32993139)
- (it) Francesco Casnati, Agostino Méridier (Nota introdutiva), Turin, Società editrice internazionale, 1962, p.VII-XXVII.
- Charles Mœller, Littérature du XXe siècle et christianisme, t. II : La foi en Jésus-Christ : Sartre, Henry James, Martin du Gard, Malègue, Tournai-Paris, Casterman, 1967, in-8° (BNF 32456210), chap. IV (« Malègue et la pénombre de la foi »), p. 275-396
- Bruno Glanzmann, Les problèmes du roman chrétien chez Daniel-Rops: "Mort, où est ta victoire ?" et chez Joseph Malègue: "Augustin ou Le Maître est là", comparés aux romans bernanosiens, Paris, 1968. (**)
- Jean Lebrec, Joseph Malègue : romancier et penseur (avec des documents inédits), Paris, H. Dessain et Tolra, 1969a, 464 p., In-8° 24 cm (BNF 35320607)
- Jean Lebrec, L'Art de la nouvelle selon Joseph Malègue, Paris, H. Dessain et Tolra, 1969b.
- Élise-Hélène Moulin, Joseph Malègue et la liturgie ; Présence de Dieu caché dans "Augustin ou Le Maître est là"  [texte imprimé], Toulouse : s.n., 1972.
- Léon Émery, Trois romanciers - Thomas Mann, Joseph Malègue, Alexandre Soljenitsyne, Lyon, Les Cahiers libres,, 1973
- Lucienne Portier, Reflets ou présence du modernisme dans le roman, in Littérature et société. Recueil d'études en l'honneur de Bernard Guyon, DDB, Paris, 1973 (p. 281-298 : Martin du Gard, Malègue, Bernanos, Mauriac…).
- (en) Victor Brombert, The Intellectual Hero. Studies in the French Novel, 1890-1955, Chicago, The University of Chicago Press, 1974, 268 p. (ISBN 0-226-07545-1)
- William Marceau, Henri Bergson et Joseph Malègue : la convergence de deux pensées, Saratoga, CA, Amna Libri, coll. « Stanford French and Italian studies » (no 50), 1987, 132 p., couv. ill. ; 24 cm (ISBN 0-915838-66-4 et 978-0915838660, BNF 34948260, présentation en ligne)
- (it) Wanda Rupolo (trad. Les traductions françaises de cet ouvrage ont été corrigées d'après celle d'André Lorsini, Malègue et la « loi de la dualité » in Le Roman français à la croisée de deux siècles, p. 115-133, Champion-Slatkine, Paris-Genève, 1989.), Stile, romanzo, religione : aspetti della narrativa francese del primo Novecento, Rome, Edizioni di storia e letteratura, coll. « Letture di pensiero e d'arte » (no 71), 1985, 242 p., 21 cm (BNF 34948568)
- Bruno Curatolo (textes réunis par), Geneviève Mosseray et al., Le chant de Minerve : Les écrivains et leurs lectures philosophiques, Paris, L'Harmattan, coll. « Critiques littéraires », 1996, 204 p., 22 cm (ISBN 978-2-7384-4089-1, BNF 35806250, LCCN 96131828, lire en ligne), « « Au feu de la critique », J. Malègue lecteur de M. Blondel »
- Pierre Colin, L'audace et le soupçon. La crise du modernisme dans le catholicisme français (1893-1914), Paris, Éditions Desclée de Brouwer, 1997, 523 p.
- Ambroise-Marie Carré, Ces maîtres que Dieu m'a donnés, Paris, Éditions du Cerf, 2003
- Claude Barthe (dir.), Les romanciers et le catholicisme, Versailles, Éditions de Paris, coll. « Les Cahiers du roseau d'or » (no 1), 2004, 223 p., 23 cm (ISBN 978-2-85162-107-8, BNF 39161463, présentation en ligne), « Joseph Malègue et le « roman d'idées » dans la crise moderniste », p. 83‒97
- (de) Wolfgang Grözinger, Panorama des internationalen Gegenwartsroman : gesammelte "Hochland"-Kritiken, 1952-1965, Paderborn, Ferdinand Schöningh, 2004, p. 184
- Philippe Van den Heede, Réalisme et vérité dans la littérature. Réponses catholiques : Léopold Levaux et Jacques Maritain, Fribourg, Academic Press, 2006, 475 p. (ISBN 2-8271-1005-9, lire en ligne)
- Pauline Bruley, Les écrivains face à la Bible, Paris, Éditions du Cerf, 2011, 272 p. (ISBN 9782204091831), « Le clair-obscur de la Bible dans deux romans de la crise moderniste, « Augustin ou Le Maître est là » de Joseph Malègue et « Jean Barois » de Roger Martin du Gard », p. 83‒98
- Yves Chevrel, Imaginaires de la Bible : Mélanges offerts à Danièle Chauvin (dir. Véronique Gély et François Lecercle), Paris, Garnier Frères, 2013, 354 p. (ISBN 978-2-8124-0876-2), « Romanciers de la crise moderniste. Mary A. Ward, Antonio Fogazzaro, Roger Martin du Gard, Joseph Malègue », p. 289-302
- José Fontaine, La Gloire secrète de Joseph Malègue : 1876-1940, Paris, L'Harmattan, 2016, 205 p. (ISBN 978-2-343-09449-6, BNF 45122393, présentation en ligne)
- José Fontaine, Du Catéchisme à l’Érotisme chez Joseph Malègue : Amours humaines et sainteté, Éditions L'Harmattan, coll. « Critiques Littéraires », 2024, 284 p. (ISBN 978-2-336-49543-9, présentation en ligne).
- Bernard Gendrel, Roman mystique, mystiques romanesques au début du XXe siècle (dir. Carole Auroy, Aude Préta de Beaufort, Jean-Michel Wittmann), Paris, Classiques Garnier, 2018, 475 p. (ISBN 978-2-406-06657-6), « Mystique et tension narrative. Le cas du roman de conversion au début du XXe siècle », p. 115-126 (Malègue p. 120-126)
- Joseph Malègue, à la (re)découverte d'une œuvre - suivi de Les Ogres ou Les Samsons aveugles (dir. José Fontaine et Bernard Gendrel), Paris, Cerf, 2023, 387 p. (ISBN 978-2-204-15461-1, présentation en ligne)
- Zofia Litwinowicz-Krutnik, Joseph Malègue, entre réalisme intégral et impressionnisme. Les Multiples éclats d'une œuvre oubliée), Paris, Honoré Champion, 2025, 618 p. (ISBN 978-2-745-36285-8, =https://www.fr.fnac.be/a21338426/Zofia-Litwinowicz-Krutnik-Joseph-Malegue-entre-realisme-integral-et-impressionnisme.html)

### Articles de revues scientifiques, de revues d’idées ou littéraires
- Jeanne Ancelet-Hustache, « Un Proust catholique », dans Les Nouvelles littéraires, 9 décembre 1933, p. 4. https://gallica.bnf.fr/ark:/12148/bpt6k6452156w/f4.item.
- Jean Wahl, « Augustin ou Le Maître est là par Jean [sic] Malègue », dans La Nouvelle Revue française, janvier 1934.
- André Molitor, « Joseph Malègue, Augustin ou Le Maître est là », dans Pax, Liège, février 1934.
- Paul Doncœur, « L'Augustin de M.Malègue : Un témoignage », Études, t. CCXVIII,‎ janvier 1934, p. 95-102
- Jacques Madaule, « Deux témoignages », dans La Vie intellectuelle, Paris, novembre 1933 (parallèle entre La Condition humaine et Augustin ou Le Maître est là).
- Jacques Madaule, « Âme collective et salut personnel », dans Esprit, mars 1934, pp. 157-169.
- (en) C. C. Martindale, « Losing the Faith », dans The Month, mai 1934, pp. 408-415.
- (it) Francesco Casnati, « Il romanzo d'una crisi religiosa », dans Vita e Pensiero, novembre 1934, pp. 689-697.
- André de Bovis, « De « Jean Barois » à « Augustin » », dans Cité nouvelle, Lyon, 25 octobre 1942, pp. 529-549.
- G Roger, « Joseph Malègue professeur », Revue de la Méditerranée, no n° 2-3,‎ 1959, p. 171-178
- Jacques Madaule, « Un Proust catholique, provincial et petit bourgeois », La Table ronde, no n° 139-140,‎ juillet-août 1959, p. 93-108
- Charles Mœller, « Le Roman posthume de Malègue : Pierres noires : Les Classes moyennes du salut », La Revue nouvelle, no n° 7,‎ juillet 1959, p. 15-27
- Pierre Moreau, « Compte rendu de : Jean Lebrec, Joseph Malègue romancier et penseur », dans Revue d'histoire littéraire de la France, vol. 71,‎ 1er mars 1971, p. 327-330 (ISSN 0035-2411, lire en ligne)
- Benoît Neiss, « Le Drame du salut chez Joseph Malègue et François Mauriac, ou Deux conceptions du roman chrétien », Cahiers François Mauriac, no n° 2,‎ 1975, p. 165-186
- Benoît Neiss, « Malègue parmi nous », Renaissance de Fleury, no 114 « Malègue parmi nous »,‎ juin 1980, p. 1‒12
- G. P. Dastuge, « À propos d'un centenaire oublié : Joseph Malègue (1876-1940) : Augustin ou Le Maître est là, vu par les médecins », dans Bulletin historique et scientifique de l'Auvergne, vol. 93, no 695, 1987, pp. 453-472.
- Émile Goichot, « Anamorphoses : le modernisme aux miroirs du roman », Revue d'histoire et de philosophie religieuses, no vo. 68. 1988/4,‎ 4e trimestre 1988, p. 435-459
- Pierre Martin-Valat, « Le Maître est là : Relire Malègue », dans Communio, juillet-août 1992.
- Agathe Chepy, « Joseph Malègue, (1876‒1940), « Augustin ou Le Maître est là » », La Vie spirituelle, Paris, Cerf, no 743 « Autour de Timothy Radcliffe ‒ Spiritualité du gouvernement dominicain »,‎ juin 2002, p. 119‒133
- Laurence Plazenet, « Port-Royal au prisme du roman », Revue d'histoire littéraire de la France, vol. 106 « numéro 4 »,‎ 2006, p. 927‒958
- José Fontaine, « Actualité du modernisme », La Revue Nouvelle, no n° 9-10 septembre-octobre 2014 « Parler vrai dans l'Église catholique »,‎ septembre-octobre 2014, p. 34-42
- Geneviève Mosseray, « Augustin de Joseph Malègue et la pensée de Maurice Blondel », Nouvelle Revue théologique, no n° 1, janvier 2015,‎ janvier 2015, p. 106-120 (lire en ligne)
- Christian Robin, « Joseph Malègue, il y a soixante ans, Joseph Malègue publiait Augustin oule Maître est là. », Cahiers de l'Académie de Bretagne,‎ 1992, p. 145-152
- José Fontaine, «  L'Action et « Histoire et dogme » de Maurice Blondel chez Joseph Malègue », Nouvelle Revue théologique, nos 1019/3 (Tome 141),‎ juillet-septembre 2019, p. 430-447
- José Fontaine, «  Les philosophes chez Malègue », Bulletin de Littérature Ecclésiastique, no 485 (Tome CXXII/1) « De Malègue à François »,‎ janvier-mars 2021, p. 17-52
- Bernard Gendrel, « Temps du roman, temps de la conversion - Le cas d'Augustin ou Le Maître est là de Joseph Malègue », Communio, nos 2023/6 (N° 290),‎ 2023, p. 73-84

### Divers, ouvrages généraux
- Daniel Halévy, La Fin des notables Tome I, Paris, Grasset (Le livre de poche), 1930 (le livre de poche, 1972), 278 p.
- Paul Warlomont, La Foi dans l'œuvre de Joseph Malègue, éditions de la Cité chrétienne, Bruxelles, 1942 (recueil de textes commentés)
- Louis Chaigne, Anthologie de la littérature spirituelle, Paris, Alsatia, 1941.
- Alfred Loisy a confié à Jean Guitton qui lui avait fait lire le roman (et dont Loisy croyait qu'il était l'auteur) une longue critique du premier roman de Malègue dont l'essentiel est reproduit dans l'ouvrage de Jean Lebrec paru en 1969.
- Franz Weyergans, Joseph Malègue dans Théâtre et roman contemporain. Choix de textes à l'usage des classes de première, p. 89-107 (note critique de Weyergans et long extrait d'Augustin ou Le Maître est là, Éditions universitaires, Bruxelles, 1970.
- Article de Jean-Marc Brissaud dans Histoire de la littérature française du XXe siècle
- Jean-Pierre Jossua, Pour une histoire religieuse de l'expérience littéraire, volume 1, Beauchesne, Paris, 1985.
- Le Style des philosophes, Colloque organisé par Bruno Curatolo et Jacques Poirier, du 2 au 5 novembre 1995, à Besançon et Dijon (les Actes ont été intégralement publiés, Les Écrivains et leurs lectures philosophiques : Bruno Curatolo dir., L’Harmattan, 1996, 206 pages : Joseph Malègue étudié par Geneviève Mosseray).
- La finalité dans les sciences et dans l’histoire Colloque organisé par le Centre d'Études et de Prospective sur la Science (CEP), à Angers, 15 et 16 octobre 2005 Benjamin Guillemaind : “La subsidiarité et ses applications” (…) Jean-Pierre Brancourt : “La finalité du pouvoir dans la monarchie française” Patrice Raymond : “Les finances publiques” (…) Benoît Neiss : L'œuvre de Joseph Malègue, une littérature, médiation des plus hauts mystères.
- “Herméneutique biblique et création littéraire de la fin de l'âge classique à l'époque contemporaine” Colloque international sous la direction de Jean-Yves Masson (Paris IV-Sorbonne) et Sylvie Parizet (Paris X-Nanterre) 11-13 mai 2006.
- Jean Lebrec, « Joseph Malègue (1876-1940) », dans Dictionnaire de spiritualité, t. X, p. 173-175.
- Hervé Serry, Naissance de l'intellectuel catholique, Paris, La Découverte, 2004, 371 p. (ISBN 2-7071-3985-8)
- Étienne Fouilloux, Une Église en quête de liberté, Paris, DDB, 2006, 322 p. (ISBN 9782220057088)